# رافاييل نادال
رافاييل «رافا» نادال باريرا (بالكاتالونية: ‎[rəfəˈɛɫ nəˈðaɫ pəˈɾeɾə]‏، بالإسبانية: ‎[rafaˈel naˈðal paˈɾeɾa]‏، ولد في 3 يونيو 1986 بمدينة ماناكور في إسبانيا) لاعب كرة مضرب إسباني سابق. وأحد اللاعبين الذين تربعوا على عرش التصنيف العالمي للعبة. بفضل نجاحاته على الملاعب الترابية بشكل خاص، استحق نادال لقب «ملك الملاعب الترابية» كونه يعتبر لاعباً دفاعياً من الطراز الأول، وذلك بفضل لياقته العالية وروحه القتالية. يملك نادال رقم قياسي بعدد الانتصارات المتتالية بمباريات لُعبت على الملاعب الترابية أو أي أرضية أخرى ما زال قائما وهو 81 انتصار متتالي، وانتهى بخسارة نادال أمام اللاعب السويسري روجر فيدرير في نهائي بطولة هامبورغ عام 2007. ولهذا يعتبره العديد من الصحفيين الرياضيين والمعلقين فضلاً عن لاعبين سابقين وحاليين، أعظم لاعب على الملاعب الرملية في التاريخ.
استطاع نادال الفوز بـ 22 لقب في بطولات جراند سلام لفردي الرجال، أربعة عشر بطولة في فرنسا المفتوحة وأربعة في أمريكا المفتوحة وبطولتين في ويمبلدون، وبطولتين في أستراليا المفتوحة. فاز نادال بالميدالية الذهبية في فردي كرة المضرب للرجال في الألعاب الأولمبية في بكين عام 2008، والميدالية الذهبية في زوجي كرة المضرب للرجال في الألعاب الأولمبية في ريو دي جانيرو عام 2016، و 36 لقب من سلسلة بطولات الماسترز 1000 نقطة. ولدى نادال 19 لقب من فئة 500 نقطة. وسبق لنادال الفوز مع المنتخب الأسباني لكرة المضرب بلقب بطولة كأس ديفيز أعوام 2004، 2008، 2009، 2011 و 2019. وفي شهر سبتمبر من عام 2010 أصبح نادال سابع أصغر لاعب في التاريخ، ومن بين أربعة في العصر المفتوح يجمع بطولات الجراند سلام الأربعة بحصوله على لقب بطولة أمريكا المفتوحة. وبات نادال اللاعب الثاني في التاريخ الذي حصل على رباعية الجراند سلام والميدالية الذهبية في الألعاب الأولمبية، بعد الأمريكي أندريه أجاسي.
نادال وماتس فيلاندر هما اللاعبان الوحيدان في التاريخ، اللذان فازا بلقبي جراند سلام على الأقل على ثلاث أرضيات مختلفة، هي الصلبة والعشبية والترابية. بفوزه بلقب فرنسا المفتوحة 2014، أصبح نادال اللاعب الوحيد في التاريخ الذي يفوز ببطولة من بطولات الجراند سلام تسع مرات، خمسة منها على التوالي ، واللاعب الوحيد في التاريخ الذي يستطيع الفوز بلقب جراند سلام واحد على الأقل لمدة عشر سنوات متتالية من 2005 وحتى 2014 محطماً بذلك الرقم القياسي السابق بتسع سنوات والذي يحمله. بفوزه باللقب التاسع في فرنسا المفتوحة عادل نادال الرقم المسجل باسم الأمريكي بيت سامبراس كثاني أكثر لاعب يفوز ببطولات الجراند سلام بـ 14 لقب خلف السويسري روجر فيدرير صاحب الرقم القياسي بـ 18 لقب. نادال هو أكثر لاعب يفوز ببطولة واحدة بشكل متتالي عندما حقق لقب بطولة مونتي كارلو 2012 للمرة الثامنة على التوالي، وهو أول لاعب إسباني، ذكر أو أنثى، يبقى في التصنيف الأول عالمياً لأكثر من 100 أسبوعاً، وهو اللاعب الإسباني الوحيد، ذكر أو أنثى، الذي فاز بالبطولات الخمسة الكبرى، أيضاً هو أول لاعب إسباني يفوز ببطولة أستراليا المفتوحة وثاني لاعب إسباني يفوز ببطولتي ويمبلدون وأمريكا المفتوحة وبعد فوزه بلقب بطولة رولان غاروس 2019 أصبح رافائيل نادال أول لاعب في التاريخ يحقق 12 لقب غراند سلام في بطولة واحدة.
كما وتبوّأ نادال مركز المصنّف الأوّل عالميًا في قائمة تصنيف لاعبي رابطة محترفي كرة المضرب في 18 أغسطس، 2008 وحتّى 5 يوليو، 2009 واستطاع العودة للمركز الأول بعد نهاية بطولة فرنسا المفتوحة 2010 بتاريخ 21 يونيو، 2010 وغاب مرة أخرى عن صدارة التصنيف منذ منتصف 2011 حتى عاد لها مرة أخرى في شهر أكتوبر عام 2013 ، ثم تنازل عن الصدارة لمنافسه الصربي نوفاك دجوكوفيتش في يوليو 2014. كما وكان مصنّفاً ثانياً عالمياً قبل تبوّأه ذلك المنصب الأعلى لمدّة قياسيّة تعادل 160 أسبوعاً.
لقد حاز نادال في عام 2008 على جائزة أمير أستورياس للرياضة، تقديراً لإنجازاته في عالم التنس. في 21 نوفمبر 2010، في لندن، فاز نادال بجائزة ستيفان إدبرغ للروح الرياضية للمرة الأولى في مسيرته. في 7 فبراير 2011، في أبوظبي، فاز نادال بجائزة لوريوس العالمية عن أفضل رياضي في العالم لعام 2010 لأول مرة في مسيرته.
في 10 أكتوبر 2024 أعلن نادال اعتزاله التنس.

## طفولته والإنطلاقة
رافاييل نادال ابن بلدة ماناكور الواقعة في جزر البليار الإسبانية، والده سيباستيان نادال، وهو رجل أعمال يملك شركة تأمين للزجاج والنوافذ تدعى فيدرس مايوركا (بالإسبانية: Vidres Mallorca)، ولدى عائلة نادال مطعم خاص اسمه سا بونتا (بالإسبانية: Sa Punta) تديره والدته آنا ماريا باريرا وهي ربة منزل. لدى نادال أخت صغرى تدعى ماريا إيزابيل. عمه ميغيل أنخل نادال لاعب كرة قدم محترف سابق، لعب لريال مايوركا، نادي برشلونة والمنتخب الإسباني. نادال يشجع ويدعم أندية كرة قدم مثل ريال مدريد وريال مايوركا. منذ صغره لوحظ على رافاييل بأنه يملك موهبة كبيرة في لعبة كرة المضرب، عمه الآخر توني نادال لاعب التنس السابق عرّفه على الرياضة في عمر ثلاث سنوات، ودأب على تدريبه. وقد استمر توني في تدريب رافاييل حتى الآن.
عند بلوغه سن الثامنة، فاز نادال ببطولة إقليمية للتنس للأطفال ما دون 12 سنة وكان في الوقت ذاته لاعب كرة قدم واعد مما جعل توني نادال يكثف تدريبه، وبالرغم من أن رافاييل يستخدم يده اليسرى في اللعب إلا أنه بطبيعته يستخدم اليد اليمنى للأنشطة الأخرى كالأكل والكتابة. في ذلك الوقت كان عمّه توني هو الذي شجعه على اللعب باليد اليسرى حتى تكون له ميزة خاصة، كما أنه لاحظ أن رافاييل يضرب الضربات الأمامية باستخدام يديه الاثنتين وهذا قد يرجع إلى حقيقة أنه ماهر بالفطرة بلعب التنس.
وعندما بلغ سن الثانية عشر، حاز نادال على اللقب الإسباني والأوروبي في كرة المضرب لمجموعة جيله، وكان وقتها يلعب كل من كرة المضرب وكرة القدم بكثافة. مع ذلك، أجبره والده على الاختيار بين كرة القدم وكرة المضرب كي لا تتدهور نتائجه الدراسية كليًاً، وبالطبع فإنّ نادال اختار كرة المضرب وتوقف فورًا عن لعب كرة القدم.
في سن الرابعة عشر، طلب الاتحاد الإسباني لكرة المضرب منه أن يغادر بلدته ليذهب ويتدرب في برشلونة لكي يحرز تقدمًا أفضل. ولكن عائلته رفضت هذه الدعوة، وقد آثرت أن يبقى في مايوركا كي لا يتأثر تعليمه، ولأنّ توني نادال ظن أنّه بإمكانه أن يحرز تقدمًا وهو في بلدته. بسبب بقائه، لم يحظ نادال على الدعم المالي من الاتحاد الإسباني، وكان على والديه أن يغطيا تكاليف تدريبه. وفي مايو عام 2001، قام نادال بالتغلب على بطل الجراند سلام السابق بات كاش في مباراة استعراضية على ملعب ترابي.
احترف نادال رسمياً في سن الخامسة عشر، وشارك في حدثين من تنظيم الاتحاد الدولي للعبة (بالإنجليزية: ITF). في عام 2002 حيث كان قد بلغ السادسة عشر وصل نادال إلى الدور نصف النهائي من بطولة ويمبلدون للناشئين في أول مشاركة له بأحد البطولات الكبرى للصغار.
عندما أصبح بعمر السابعة عشر هزم نادال المصنف الأول عالميا آنذاك روجر فيدرير للمرة الأولى، وأصبح أيضاً أصغر لاعب يصل إلى الدور الثالث في بطولة ويمبلدون منذ بوريس بيكر. في سن الثامنة عشر ساعد نادال المنتخب الإسباني على الفوز بكأس ديفيز عندما هزموا الولايات المتحدة في ظهوره الثاني ضمن بطولات الاتحاد الدولي للعبة (بالإنجليزية: ITF). في سن التاسعة عشر فاز نادال في بطولة فرنسا المفتوحة للرجال من المشاركة الأولى وهو إنجاز لم يتحقق منذ عشرين عاماً، يُذكر أنه فاز في المشاركات الأولى الأربعة في نفس البطولة. وفي عام 2003، حصل نادال على جائزة الوافد الجديد للسنة لرابطة محترفي التنس. منذ بداياته أصبح من المعروف عن نادال أنه عندما يفوز بأي بطولة يقوم بِعضْ كأس البطولة.

## مسيرته الاحترافية

### 2002–2004
في أبريل 2002، بعمر الخامسة عشر وعشرة أشهر، فاز نادال، المصنف رقم 762 عالمياً آنذاك، بأول مباراة له ضمن بطولات رابطة محترفي كرة المضرب في جزيرة مايوركا الإسبانية حين هزم اللاعب رامون دلجادو ليصبح تاسع لاعب على مستوى العالم في العصر المفتوح الذي يفوز بمباراة في رابطة المحترفين قبل بلوغ سن السادسة عشر. بعد ذلك فاز نادال بلقبين من بطولات التشالنجر وأنهى السنة مصنفاً ضمن الخمسين الأوائل في العالم. في أوّل ظهور له في فردي الرجال في بطولة ويمبلدون لعام 2003، وصل نادال، في سن السادسة عشر، إلى الدور الثالث، ممّا جعله أصغر لاعب يصل إلى الدور الثالث منذ اللاعب الألماني بوريس بكر عام 1984.
بلغ نادال الدور الثالث في بطولة أستراليا المفتوحة 2004 حيث خسر في ثلاث مجموعات أمام الأسترالي ليتون هيويت. ومن المثير للاهتمام أنه لو فاز على هيويت لكان قد واجه السويسري روجر فيدرير في الدور المقبل. وفي وقت لاحق من العام شارك نادال في بطولة ميامي للماسترز، حيث واجه لأوّل مرّة المصنّف الأوّل عالميًا آنذاك، روجر فيدرير، والذي أصبح مع مرور الزمن منافسه التقليدي، وتغلب عليه بمجموعتين متتاليتين، قبل أن يخسر أمام اللاعب التشيلي فيرناندو غونزاليس في الدور ربع النهائي. كان نادال واحداً من ستة لاعبين الذين استطاعوا الفوز على فيدرير في ذلك العام (جنباً إلى جنب مع كل من تيم هينمان، ألبيرت كوستا، غوستافو كويرتن، دومينيك هرباتي وتوماس بيرديتش). لكنّه اضطر بأن لا يشارك في غالبية بطولات موسم الملاعب الرملية بما في ذلك بطولة فرنسا المفتوحة بسبب كسر في كاحله الأيسر.
وفي سن الثامنة عشر وستة أشهر، أصبح نادال أصغر لاعب يفوز في نهائي كأس ديفيز عن دولة فازت باللقب في نهاية المطاف، عندما تغلّب على المصنّف الثاني عالميًا آنذاك، الأمريكي أندي روديك، وساهم بذلك في فوز إسبانيا على الولايات المتحدة بنتيجة 3-2. أنهى نادال سنة 2004 في التصنيف الواحد والخمسين على العالم.

### 2005: اللقب الأول في الجراند سلام
خسر نادال في الدور الرابع في بطولة أستراليا المفتوحة لعام 2005 أمام اللاعب ليتون هيويت الذي وصل بعدها إلى النهائي. وبعد ذلك بشهرين، خسر في مواجهة روجر فيدرير في نهائي بطولة ميامي للماسترز لعام 2005 بخمس مجموعات، رغم أنه كان على بعد نقطتين فقط من التغلب عليه بثلاث مجموعات متتالية. وتعتبر هاتين المباراتين من أهم المباريات التي أدّت إلى تقدّم نادال.
في نفس السنة تألّق نادال في موسم الملاعب الترابية، حيث فاز في 24 مباراة متتالية في الفردي في ذلك الموسم، محطمًا بذلك الرقم القياسي الذي أحرزه اللاعب أندريه أغاسي للفوز في أكبر عدد من المباريات المتتالية للاعب مراهق. بعد فوزه في بطولة برشلونة، تغلّب نادال مرّتين على اللاعب غييرمو كوريا، والذي كان قد وصل إلى نهائي بطولة فرنسا المفتوحة للعام 2004؛ كان ذلك في نهائي بطولتي مونتي كارلو للماسترز وروما للماسترز. وأدّى فوزه بتلك البطولتين إلى ارتفاعه في التصنيف حيث أصبح المصنف الخامس عالمياً، وأصبح أحد أكبر المرشحين للفوز ببطولة فرنسا المفتوحة لعام 2005 في مشاركته الأولى.
وبالفعل، استطاع رفاييل نادال في يوم عيد ميلاده التاسع عشرة أن يتغلب على روجر فيدرير في نصف نهائي بطولة فرنسا المفتوحة. من ثم، تغلب نادال على اللاعب ماريانو بويرتا في النهائي، ليصبح ثالث لاعب فقط يفوز بلقب جراند سلام من المحاولة الأولى، بعد ماتس ويلندر عام 1982 وغوستافو كويرتن عام 1997. كما وأصبح أوّل مراهق يفوز بلقب جراند سلام في الفردي منذ أن فعلها بيت سامبراس في بطولة أمريكا المفتوحة في عام 1990. بعد فوزه هذا ارتفع تصنيف نادال إلى المركز الثالث عالميًا.
مع هذا، لم يحظ نادال بحظ وافر في موسم الملاعب العشبية، فقد انتهت سلسلة نجاحاته الـ24 عندما خسر بالدور الأوّل في بطولة هالي في ألمانيا في 8 يونيو، وبالدور الثاني في بطولة ويمبلدون أمام اللاعب اللوكسمبورغي جيل مولر. ولكنّه عاد بعد ذلك ليفوز بـ16 مباراة متتالية وبثلاث بطولات متتالية ليرتفع تصنيفه إلى المركز الثاني عالميًا في 25 يوليو، 2005.
افتتح نادال موسم الملاعب الصلبة في شمال أمريكا بالتغلب على أغاسي في نهائي بطولة كندا للماسترز في مونتريال، ولكنه خسر في الدور الأوّل من بطولة سنسيناتي للماسترز. وفي حين كان مصنّفًا في المرتبة الثانية في بطولة أمريكا المفتوحة، فقد خسر في الدور الثالث هناك في مواجهة اللاعب المصنف في المركز الـ49 عالميًا آنذاك، الأمريكي جيمس بليك بثلاثة مجموعات مقابل مجموعة واحدة.
واستمرت نجاحات نادال في موسم الخريف، حيث فاز في سبتمبر في بطولة الصين المفتوحة في بكين بتغلبه على كوريا. من ثمّ، فاز في رابع بطولة ماسترز له في مدريد، بتغلّبه على إيفان ليوبيسيتش. ولكنّه اضطر إلى التغيب عن نهائيات كأس الماسترز التي تعقد في نهاية الموسم رغم تأهّله لها، بسبب إصابة في قدمه اليسرى.
حاز كلّ من نادال وفيدرير على إحدى عشر لقبًا وأربعة ألقاب ماسترز في عام 2005. بهذا، حطّم نادال الرقم القياسي لمراهق كان قد سجله ماتس ويلندر في 1983. وقد كانت ثمانية من ألقاب نادال قد نيلت على الملاعب الترابية، والباقي على الملاعب الصلبة. كما وفاز نادال في 79 مباراة، وكان بهذا في المرتبة الثانية بعد فيدرير الذي فاز في 81. كما وقد أحرز نادال نتيجة 6-0 لصالحه في إحدى عشر مجموعة خلال الموسم. بالإضافة إلى ذلك فقد حقّق في ذلك العام أعلى تصنيف للاعب إسباني، وحاز على جائزة رابطة محترفي كرة المضرب عن فئة اللاعب الأكثر تحسناً للعام 2005.

### 2006
غاب نادال عن بطولة أستراليا المفتوحة بسبب اصابة في قدمه. وفي فبراير، خسر في الدور نصف النهائي من البطولة الأولى التي يلعبها كانت في مارسيليا، فرنسا بعد ذلك بأسبوعين، قام بهزيمة روجر فيدرير لأول مرة هذا العام في المباراة النهائية من بطولة سوق دبي الحرة المفتوحة للرجال. ولإكمال موسم الربيع على الملاعب الصلبة، خسر نادال في الدور نصف النهائي من بطولة انديان ويلز للأساتذة في كاليفورنيا عن طريق جيمس بليك، وخسر مرة أخرى في الدور الثاني من بطولة ميامي للأساتذة 2006.

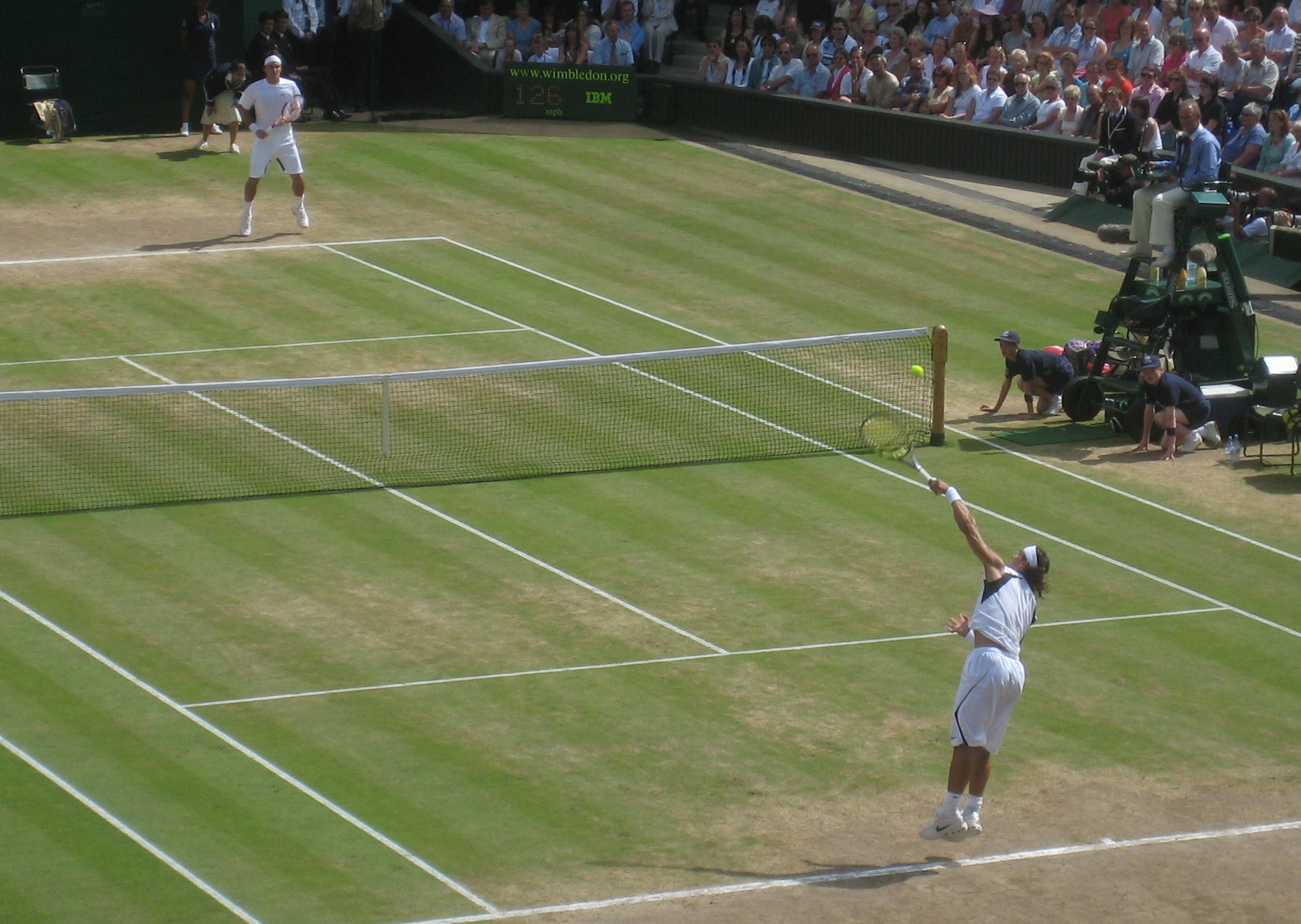
نادال وفيدرير يلعبان نهائي ويمبلدون 2006

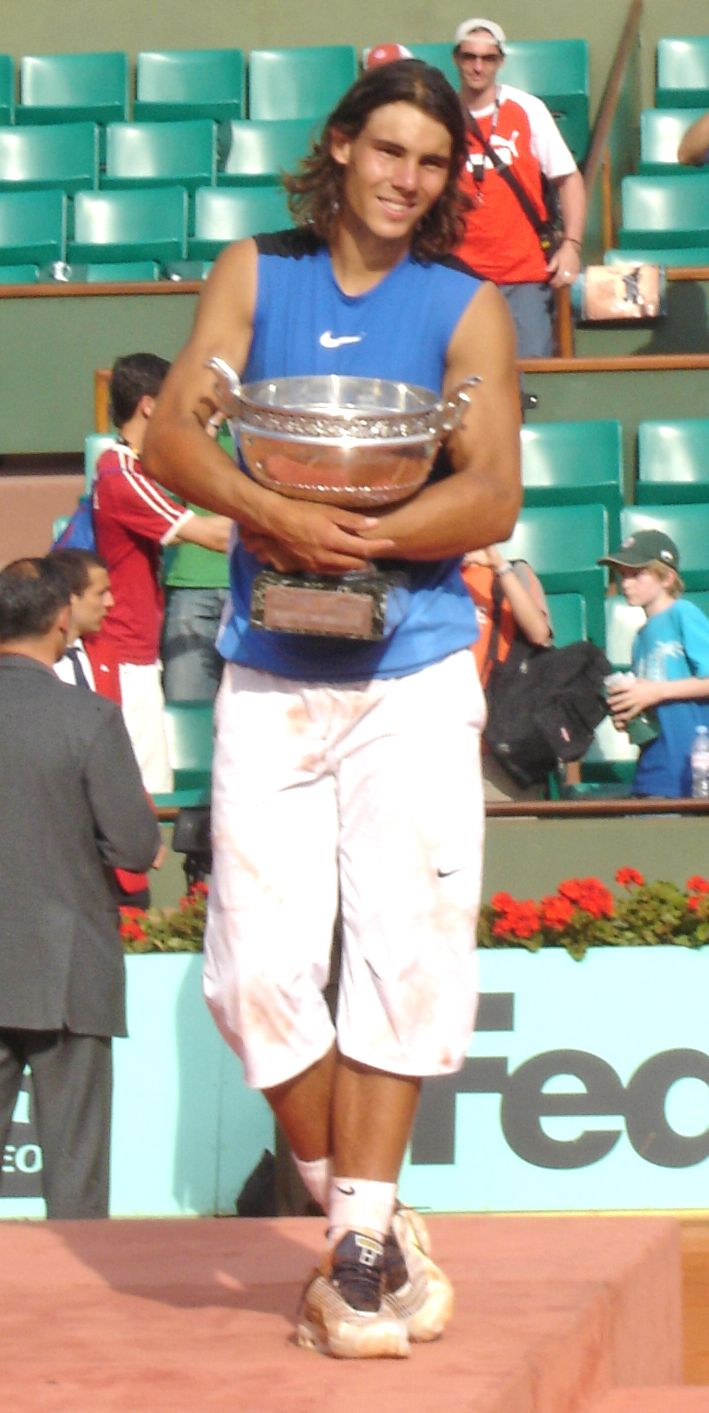
نادال بطل رولان غاروس 2006

وعلى ملاعب أوروبا الملاعب الترابية، فاز نادال بجميع البطولات التي شارك بها وفاز ب24 مباراة متتالية. وقام بهزيمة فيدرير في المباراة النهائية لدورة مونتي كارلو للماسترز بأربع مجموعات. وفي الأسبوع التالي، فاز على الأسباني تومي روبريدو في المباراة النهائية لبطولة سابادي أتلانتيكو المفتوحة في برشلونة. وبعد فترة انقطاع استمرت اسبوع، فاز نادال ببطولة ماسترز انترناسيونال إيطاليا في روما، بهزيمة فيدرير في الشوط الفاصل في المجموعة الخامسة في النهائي بعد أن حصل على نقطتين وتَعادل مع السويدي بيورن بورغ الحاصل على 16 لقب في دوري التنس للمحترفين وهو في سن المراهقة. كما حطم نادال الرقم القياسي للأرجنتيني جييرمو فيلاس البالغ من العمر 29 عاما والذي حقق 53 انتصارا متتاليا على الملاعب الترابية عن طريق فوزه في مباراة الجولة الأولى في البطولة الفرنسية المفتوحة. وكان فيلاس هو من قدم الكأس لنادال ولكنه صرح لاحقا ان انجاز نادال كان أقل إثارة للإعجاب من انجازه الخاص لأن انتصارات نادال كانت على مدى سنتين وتم إنجازها من خلال إضافة بطولات سهلة لجدول أعماله. ومضى نادال للعب أمام فيدرير في نهائي البطولة الفرنسية المفتوحة. وقد تبادل اللاعبان أول مجموعتين من المباراة حيث حقق كل منافس نتيجة 6-1. ثم فاز نادال بالمجموعة الثالثة بسهولة، وفي المجموعة الرابعة اضطرا للعب شوط كسر التعادل. واستطاع نادال ان يفوز في الشوط ليصبح أول لاعب يقوم بهزيمة فيدرير في نهائي جراند سلام.
وعلى الملاعب العشبية، أُصيب نادال في كتفه عندما كان يلعب في مباراة ربع النهائي ضد الأسترالي ليتون هيويت في بطولة كوينز للتنس، المقامة في لندن. ولم يتمكن نادال من اكمال المباراة، وبذلك انهى سلسلة انتصاراته في 26 مباراة متتالية. وقد كان نادال المصنف الثاني في بطولة ويمبلدون ولكنه كان على بعد نقطتين فقط من الهزيمة أمام القادم من التصفيات الأمريكي روبرت كندريك في الدور الثاني قبل أن يعود ليفوز في خمس مجموعات. وفي الدور الثالث، فاز نادال على المصنف عالميا رقم 20 الأمريكي أندريه أغاسي بمجموعات متتالية في المباراة الأخيرة لاغاسي في بطولة ويمبلدون. كما فاز نادال بمبارياته الثلاث التالية بمجموعات متتالية، والتي تؤدي لنهائي آخر مع فيدرير، الذي فاز بهذه البطولة في السنوات الثلاث السابقة. وكان نادال أول رجل إسباني منذ مانويل سانتانا في عام 1966 ينجح في الوصول إلى نهائي بطولة ويمبلدون، ولكن فاز فيدرير بالمباراة باربع مجموعات.
خلال الفترة التي تسبق بطولة أمريكا المفتوحة، لعب نادال بطولتا الماسترز المقامتان في أمريكا الشمالية. وقد انهزم في الجولة الثالثة من بطولة كأس روجرز في تورنتو والدور ربع النهائي من بطولة سنسيناتي المقامة بولاية أوهايو. وكان نادال المصنف الثاني في بطولة الولايات المتحدة المفتوحة لكنه خسر في الدور ربع النهائي أمام المصنف عالميا رقم 54 الروسي ميخائيل يوجني بأربع مجموعات.
لعب نادال ثلاث مباريات فقط في بقية السنة. وقام يواكيم يوهانسون المصنف العالمي رقم 690، بهزيمة نادال في الدور الثاني من بطولة ستوكهولم المفتوحة 6-4 و 7-6. وفي الأسبوع التالي، خسر نادال أمام التشيكي توماس بيرديتش في الدور ربع النهائي في آخر سلسلة مباريات ماسترز في السنة، وهي بطولة موتوا مدريد للماسترز في مدريد. وخلال مرحلة المجموعات في بطولة كأس الماسترز للتنس للسنة المنتهية، خسر نادال أمام جيمس بليك لكنه تغلب على نيكولاي دافيدينكو وتومي روبريدو. وبسبب تلك الانتصارات، تأهل نادال للدور قبل النهائي، حيث خسر أمام روجر فيدرير 6-4 و 7-5. لتكون الخسارة الثالثة لنادال أمام فيدرير من تسع مباريات.
ومضى نادال ليصبح أول لاعب منذ الأمريكي أندريه أغاسي في موسم 1994-95 ينهي العام وهو المصنف الثاني عالميا سنتين على التوالي.

### 2007

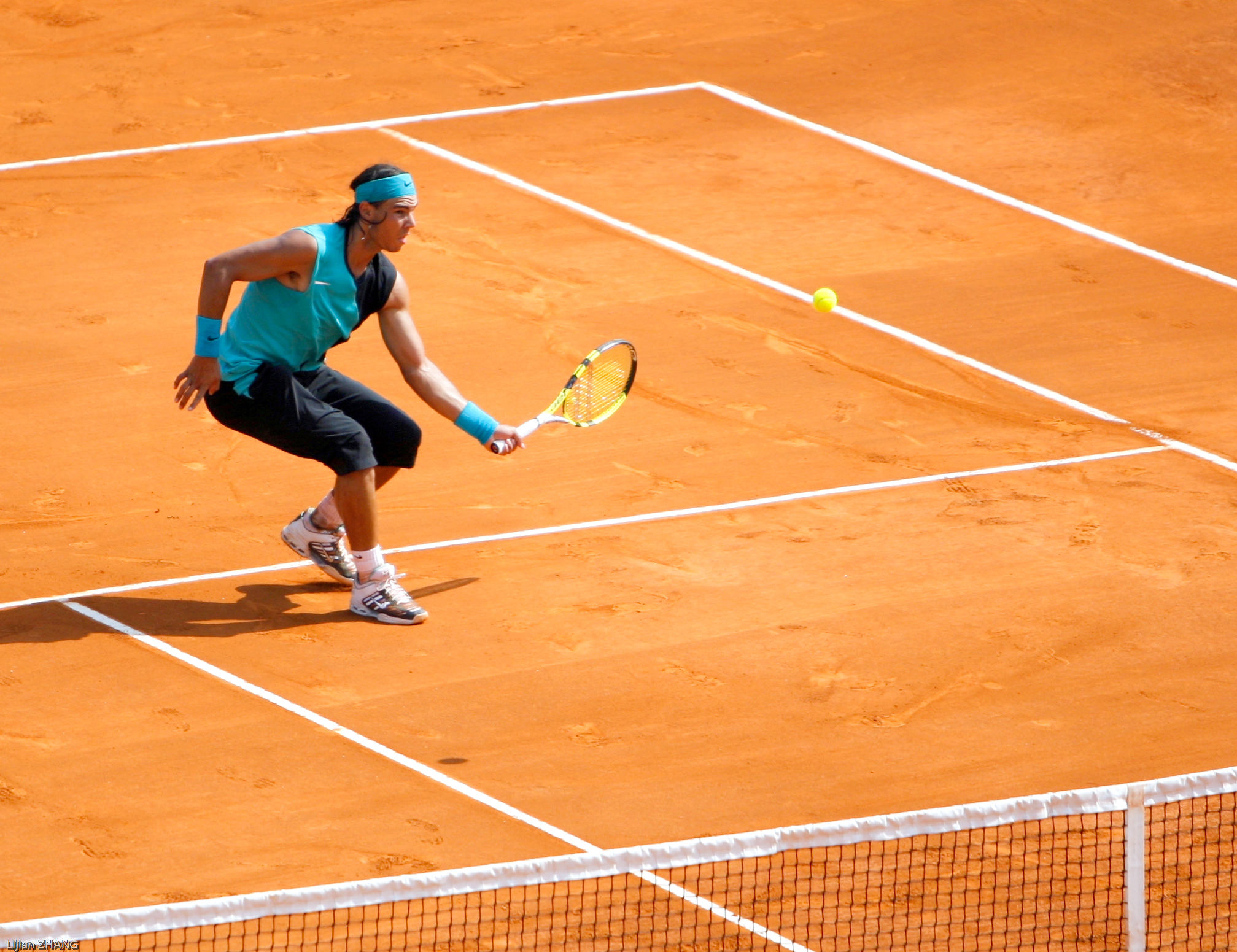
نادال في مواجهة روجر فيدرير في نهائي مونتي كارلو عام 2007.

بدأ نادال العام باللعب في ست بطولات على الملاعب الصلبة. حيث خسر في الدور قبل النهائي والدور الأول للبطولتين الأوليتين، ثم خسر في الدور نصف النهائي في بطولة أستراليا المفتوحة أمام منافسه فيرناندو غونزاليس، وبعد خسارته للمرة الثانية في ربع النهائي في بطولة دبي للتنس، فاز لأول مرة في بطولة انديان ويلز أمام نوفاك دجوكوفيتش الذي هزمه في الدور ربع النهائي من بطولة ميامي لاحقاً.
وقد كانت مشاركاته في أوروبا أكثر نجاحاً، حيث لعب خمس بطولات على الملاعب الترابية. فاز بكل من بطولة مونت كارلو، بطولة سابادي أتلانتيكو في برشلونة، وماسترز انترناسيونال BNL إيطاليا في روما، قبل أن يخسر أمام روجر فيدرير في المباراة النهائية لدورة هامبورغ للماسترز. وبهذه الهزيمة انهى فيدرير سلسلة انتصارات نادال التي وصلت إلى 81 مباراة متتالية على الملاعب الترابية، وهو رقم قياسي للاعبين الذكور في العصر المفتوح لمرات الفوز المتتالية على ملاعب من نوع واحد. ثم عاد ليفوز ببطولة فرنسا المفتوحة للسنة الثالثة على التوالي، حيث فاز على فيدرير مرة أخرى في المباراة النهائية.

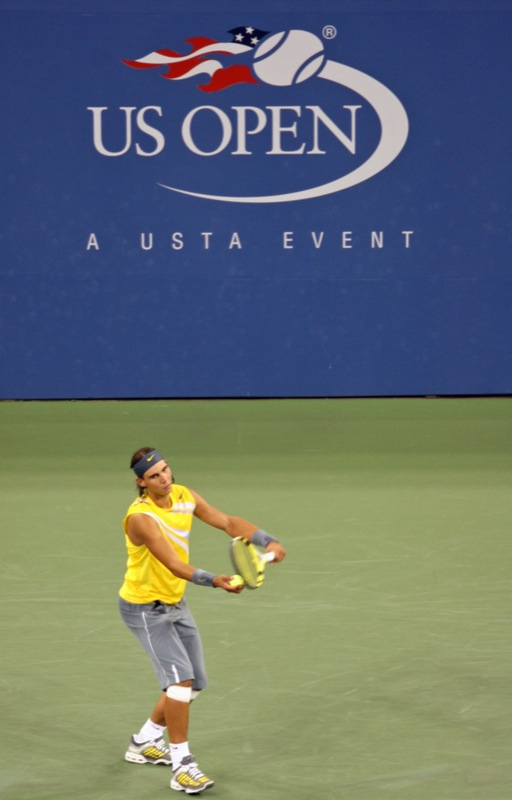
نادال في بطولة أمريكا المفتوحة 2007

بين البطولات في برشلونة وروما، هزم نادال فيدرير في «معركة الأسطح» وهي مباراة استعراضية أُقيمت في مايوركا، إسبانيا، على ملعب تنس نصفه ترابي ونصفه عشبي.
لعب نادال بطولة أرتوا في لندن للسنة الثانية على التوالي. وكما حدث في عام 2006، هُزم نادال في الدور ربع النهائي. ثم فاز نادال بمبارتين متتاليتين بخمس مجموعات خلال الجولتين الثالثة والرابعة من بطولة ويمبلدون 2007، قبل تعرضه للهزيمة من فيدرير في النهائي بخمس مجموعات. وقد كانت تلك أول مباراة يلعبها فيدرير بخمس مجموعات في بطولة ويمبلدون منذ عام 2001.
وفي يوليو، فاز نادال بكأس مرسيدس على الملاعب الترابية في شتوتغارت، وقد كان هذا لقبه الأخير لتلك السنة. وقد لعب ثلاث مباريات هامة خلال موسم الصيف في أمريكا الشمالية على الملاعب الصلبة. كما وصل للدور قبل النهائي في بطولات الماسترز كأس روجرز في مونتريال، قبل أن يخسر مباراته الأولى في بطولة سينسيناتي المقامة في بولاية أوهايو. وقد صُنف الثاني في بطولة الولايات المتحدة المفتوحة لكنه هُزم في الجولة الرابعة من ديفيد فيرير.
بعد أشهر طويلة من انقطاعه عن التنس، لعب نادال في بطولة موتوا مدريد للماسترز في مدريد وبطولة الماسترز بي باريبا في باريس. وقد هزمه ديفيد نالبانديان في الدور ربع النهائي والنهائي لتلك البطولات. وفي نهاية هذا العام، فاز نادال باثنين من ثلاث مباريات في تصفيات بطولة كأس الماسترز للتنس في شنغهاي ليتأهل إلى الدور نصف النهائي، حيث هزمه فيدرير 6-4 و 6-1.
خلال النصف الثاني من السنة، عانى نادال من إصابة في الركبة خلال المباراة النهائية ببطولة ويمبلدون. بالإضافة إلى ذلك، ترددت شائعات في نهاية السنة أن الإصابة التي تعرض لها في القدم خلال عام 2005 قد سببت أضراراً طويلة الأمد، وقد أكد ذلك المدرب توني نادال الذي صرح بأن المشكلة «خطيرة». وقد نفى نادال والمتحدث باسمه ذلك بشدة، حيث أشار أن هذه القصة «كاذبة تماماً».

### 2008: اعتلاء التصنيف العالمي ولقب ويمبلدون والميدالية الأولمبية

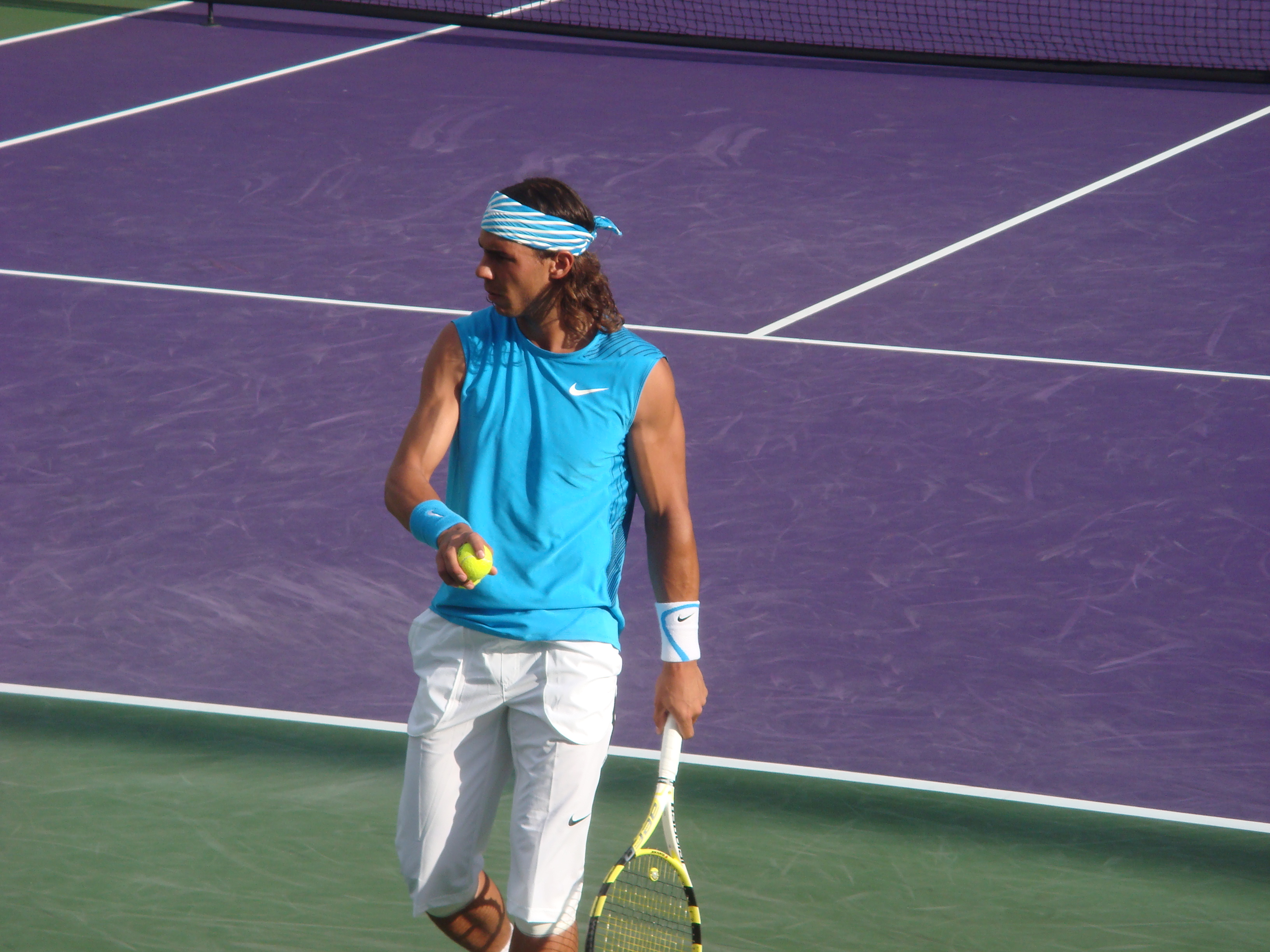
نادال في بطولة سوني إريكسون المفتوحة عام 2008.

بدأ نادال مسيرة عام 2008 في الهند، حيث هُزم على يد الروسي ميخائيل يوجني في المباراة النهائية لبطولة تشيناي المفتوحة؛ ثم وصل نادال إلى الدور نصف النهائي من بطولة أستراليا المفتوحة 2008 للمرة الأولى لكنه هُزم أمام اللاعب الفرنسي جو ويلفرد تسونجا. كما أنه بلغ المباراة النهائية لدورة ميامي للأساتذة للمرة الثانية وخسر أيضاً.
خلال موسم الربيع الذي يقام على الملاعب الترابية، فاز نادال بأربعة ألقاب فردي، وهزم روجر فيدرير في ثلاث مباريات نهائية. كما هزم فيدرير في بطولة مونتي كارلو للأساتذة للعام الثالث على التوالي، ليسجل رقماً قياسياً في العصر المفتوح حيث فاز بها للمرة الرابعة على التوالي بمجموعتين نظيفتين، على الرغم من تقدم فيدرير 4-0 في المجموعة الثانية. ثم فاز بلقب رابع على التوالي من بطولة سابادي اتلانتيكو المفتوحة في برشلونة. وبعد أسابيع قليلة، فاز نادال بأول لقب له في بطولة هامبورغ للأساتذة بفوزه على فيدرير في النهائي بثلاث مجموعات. وقد عاد ليفوز في بطولة فرنسا المفتوحة ليصبح الرجل الخامس في العصر المفتوح الذي يفوز بلقب جراند سلام فردي دون أن يخسر أي مجموعة.

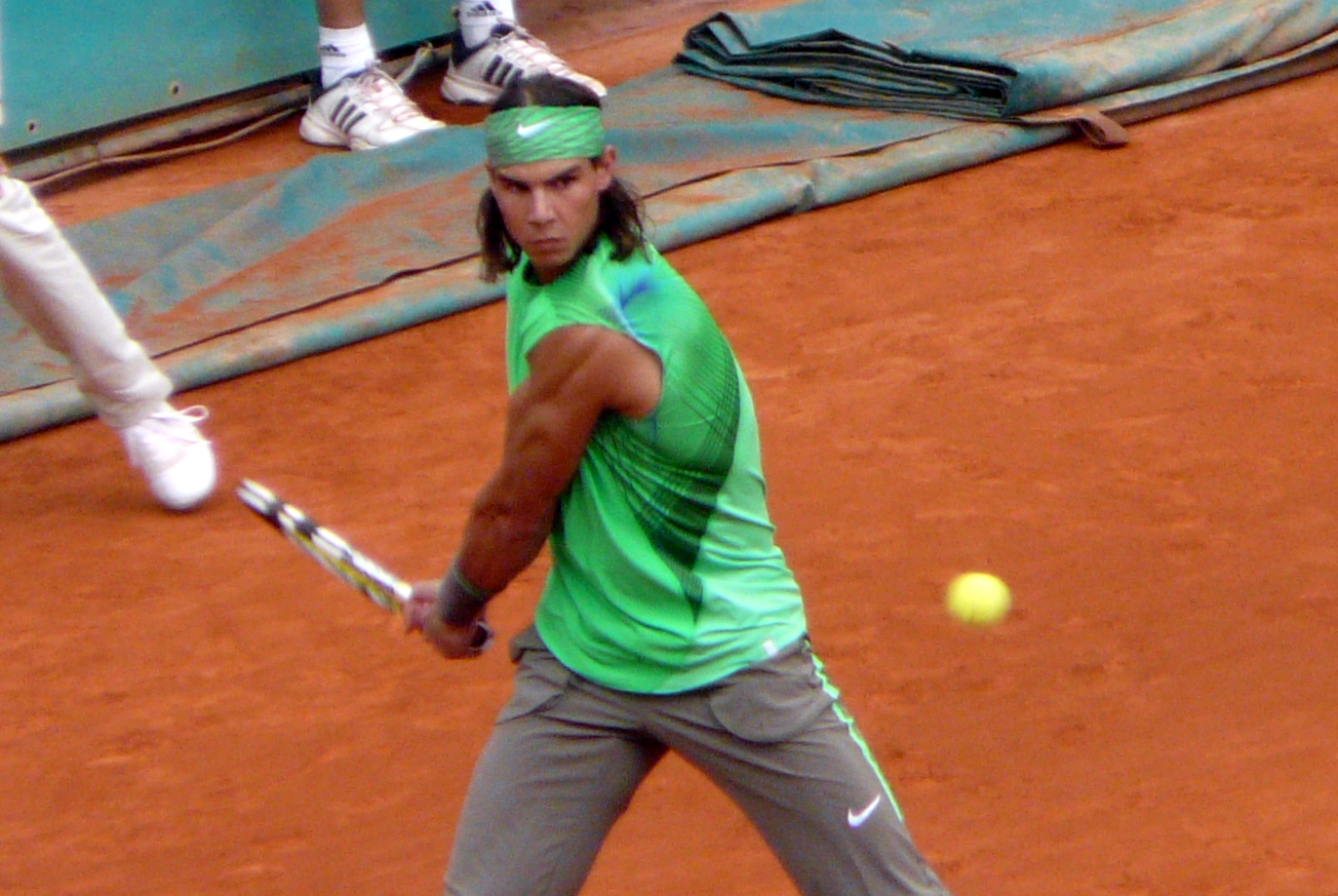
نادال بطل رولان غاروس 2008 للمرة الرابعة على التوالي.هزم

 فيدرير في النهائي للعام الثالث على التوالي، لكن تلك المباراة اعتبرت غير متوازنة والأهم من كل مبارياته؛ كما خسر نادال أربعة أشواط فقط في المباراة، وهي الخسارة الأقسى لفيدرير في نهائي جراند سلام. ويعد هذا الفوز الرابع على التوالي بلقب البطولة الفرنسية، محطماً بذلك الرقم القياسي لالسويدي بيورن بورغ. أصبح نادال رابع لاعب من الذكور خلال العصر المفتوح يفوز ببطولة جراند سلام فردي أربع سنوات متتالية (الآخرون هم: بورغ وبيت سامبراس وفيدرير).

ثم لعب نادال أمام فيدرير في نهائي بطولة ويمبلدون للعام الثالث على التوالي، في المباراة الأكثر ضرواة في منافستهما وقد لعب نادال المباراة النهائية برصيد 23 فوز متتالٍ، بما في ذلك أول لقب على الملاعب العشبية في بطولة أرتوا التي تقام في لندن قبل بطولة ويمبلدون. وكان فيدرير قد سجل لقباً خامساً في الفوز على الملاعب العشبية في بطولة جيري فيبر المفتوحة في هاله ثم وصل إلى نهائي بطولة ويمبلدون دون أن يخسر أي مجموعة. خلافاً للنهائيات السابقة لويمبلدون، لم يكن فيدرير هو المنيع، حيث توقع العديد من المحللين تحقيق نادال للفوز. 

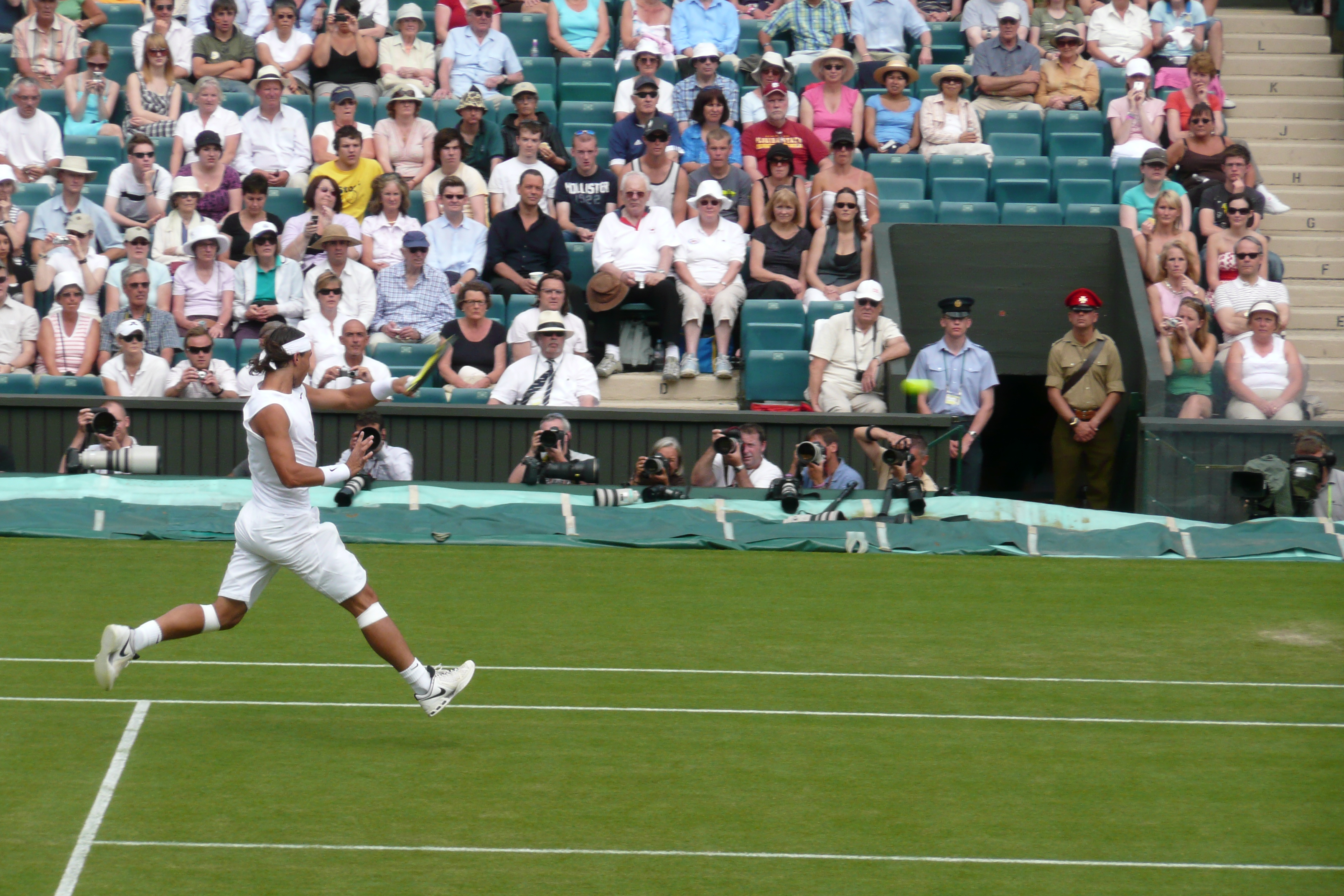
نادال في مباراته ضد أندرياس بيك في ويمبلدون 2008 حيث توج باللقب لأول مرة في مسيرته.وقد

 لعبا أطول (من حيث الوقت في الملعب، وليس من حيث عدد المباريات) نهائي في تاريخ بطولة ويمبلدون؛ ونظراً لهطول الأمطار لفترة طويلة، امتدوقت المباراة، حيث فاز نادال في المجموعة الخامسة 9-7 مع قرب حلول الظلام. وقد أُشيد بالمباراة ووصفت بأنها أعظم نهائي بطولة ويمبلدون في التاريخ، حتى وصفها بعض النقاد بأنها أعظم مباراة في تاريخ كرة المضرب. ومع حصوله على أول لقب في بطولة ويمبلدون، أصبح نادال الرجل الثالث في العصر المفتوح يفوز بكلٍ من البطولة الفرنسية المفتوحة وبطولة ويمبلدون في العام نفسه بعد رود ليفر الذي حقق ذلك الإنجاز عام 1969 وبورغ في 1978-80 (حقق فيدرير هذا الإنجاز في وقت لاحق من العام التالي)، كما أنه ثاني إسباني يفوز ببطولة ويمبلدون. ويشار إلى أنه أنهى سلسلة انتصارات فيدرير في بطولة ويمبلدون خمس مرات متتالية و 65 انتصار متتالي على الملاعب العشبية. وهذه هي المرة الأولى أيضاً التي يفوز نادال ببطولتي جراند سلام متعاقبتين.
بعد ويمبلدون، رفع نادال سلسلة انتصاراته إلى الفوز ب32 مباراة. وقد فاز للمرة الثانية بلقب كأس روجرز في تورونتو، ثم وصل للدور نصف النهائي من بطولة سينسيناتي في مدينة سينسيناتي بولاية أوهايو. تماشياً مع خسائر فيدرير في الجولات الأولى من تلك البطولات، انتزع نادال أخيراً التصنيف رقم 1 عالمياً في 18 آب/أغسطس، لينهي رسمياً سجل فيدرير باعتلاء القمة لأربع سنوات ونصف.
في أولمبياد بكين 2008، هزم نادال نوفاك دجوكوفيتش من صربيا في الدور قبل النهائي 6-4، 1-6، 6-4، وفي المباراة النهائية هزم فيرناندو غونزاليس من تشيلي ليفوز بأول ميدالية ذهبية أولمبية. وقد أصبح نادال أول لاعب من الذكور في المرتبة الخامسة يفوز بالميدالية الذهبية.

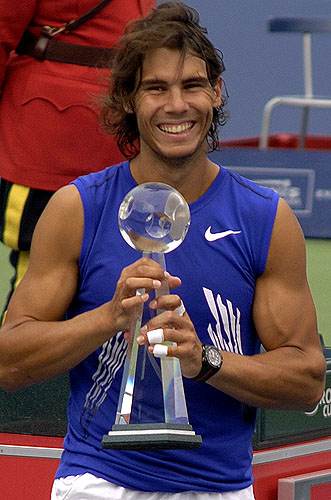
رافاييل نادال يتوج بلقب بطولة كأس روجرز 2008

في بطولة الولايات المتحدة المفتوحة كان نادال المرشح الأول للمرة الأولى في إحدى بطولات الجراند سلام غير رولان غاروس. حيث أنه لم يخسر أي مجموعة خلال مبارياته الثلاث الأولى، إذ فاز بسهولة في أول مباراتين وهزم فيكتور ترويسكي في المباراة الثالثة. ثم كان يلزمه أربع مجموعات للتغلب على كل من سام كويري في الدور الرابع والأمريكي ماردي فيش في الدور ربع النهائي. وفي الدور نصف النهائي، خسر أمام البريطاني أندي موراي 6-2 و 7-6 (5)، 4-6، 6-4. وفي وقت لاحق من عام 2008، ساعد نادال إسبانيا على هزيمة الولايات المتحدة في الدور قبل النهائي في كأس ديفيز في مدريد.
وفي بطولة موتوا مدريد للماسترز في مدريد، خسر نادال في الدور قبل النهائي أمام الفرنسي جيل سيمون 3-6 و 7-5 و 7-6 (6). ومع ذلك، كان أداؤه في هذا الحدث يضمن له أن يصبح أول إسباني في العصر المفتوح ينهي العام وهو المصنف رقم 1 عالمياً.
بعد ذلك بأسبوعين شارك نادال في بطولة بي إن بي باريبا للماسترز في فرنسا، وتأهل للدور ربع النهائي؛ حيث واجه الروسي نيكولاي ديفيدينكو. خسر نادال أول مجموعة 6-1 قبل أن ينسحب في المجموعة الثانية بسبب إصابة في الركبة. في الأسبوع التالي، أعلن نادال انسحابه من بطولة كأس الماسترز في شنغهاي بسبب إصابة في أوتار الركبة. وفي 10 تشرين الثاني \نوفمبر، انسحب نادال من نهائي كأس ديفيز (إسبانيا ضد الأرجنتين) لأن إصابته في الركبة لم تلتئم بشكل كاف.

### 2009: الفوز بأول جراند سلام على الأراضي الصلبة

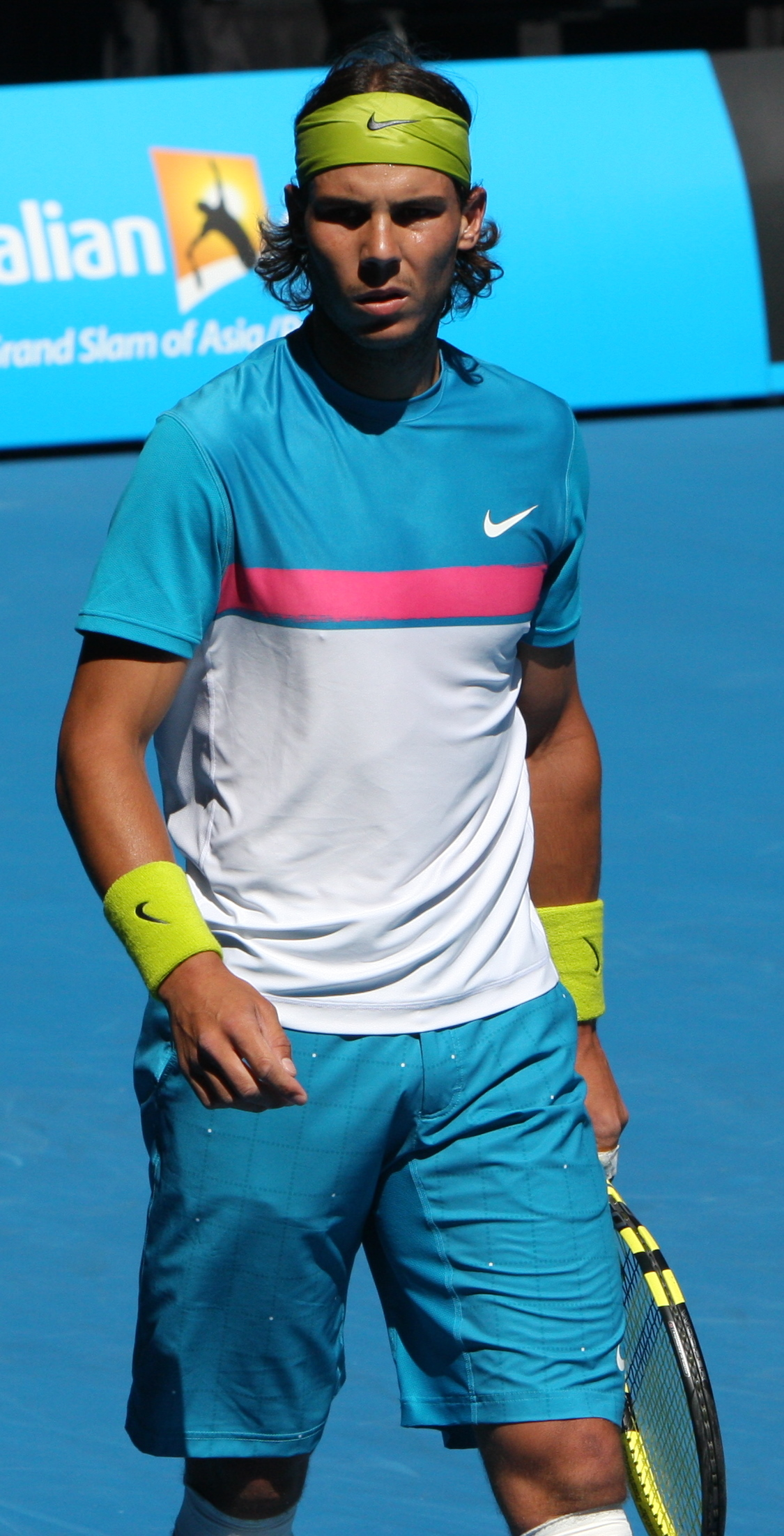
نادال لأول مرة بطل أستراليا المفتوحة 2009.

بدأ نادال السنة بالمشاركة في بطولة كابيتالا العالمية للتنس الاستعراضية في أبوظبي، الإمارات، حيث وصل إلى المباراة النهائية وانهزم أمام البريطاني أندي موراي. كان أول حدث رسمي بجولة دوري التنس للمحترفين لنادال لهذه السنة هو بطولة قطر اكسون موبيل المفتوحة للتنس فئة 250 نقطة في الدوحة. حيث واجه نادال فابريس سانتورو في الدور الأول للمرة الأولى في مسيرته الاحترافية، حيث فاز نادال 6-0، 6-1 في 47 دقيقة. وبعد المباراة، حصل نادال على كأس بطل جولة دوري التنس المحترفين لعام 2008. وفي النهاية خسر نادال في الدور ربع النهائي أمام جايل مونفيس 6-4 و 6-4، حيث كانت أول خسارة له أمام المصنف رقم 13 خلال 4 مباريات. كما شارك نادال وفاز ببطولة الزوجي مع شريكه مارك لوبيز، بهزيمة الفريق الزوجي المصنف رقم 1 عالميا الكندي دانييل نيستور ونيناد زيمونيتش في المباراة النهائية. وكما لاحظ الإحصائي جريج شاركو، فهذه كانت المرة الأولى منذ عام 1990 أن المصنف العالمي -فردي- رقم 1 قد يلعب أمام المصنف العالمي -زوجي- رقم 1 في نهائي البطولة.
في بطولة أستراليا المفتوحة، فاز نادال بمبارياته الخمس الأولى دون أن يخسر مجموعة واحدة، قبل أن يتغلب على مواطنه فرناندو فيرداسكو في الدور نصف النهائي 6-7 (4)، 6-4، 7-6 (2)، 6-7 (1)، 6 - 4 - في ثاني أطول مباراة في تاريخ بطولة أستراليا المفتوحة في 5 ساعات و 14 دقيقة. وقد أدى هذا الفوز للمباراة النهائية مع روجر فيدرير، أول لقاء لهم على بطولة جراند سلام على الملاعب الصلبة واللقاء التاسع عشر عموما. حيث قام نادال بهزيمة فيدرير في خمس مجموعات ليفوز بلقب الجراند سلام الأول له على الملاعب الصلبة،  مما جعله أول أسباني في التاريخ يفوز في بطولة أستراليا المفتوحة، ورابع لاعب كرة مضرب، بعد جيمي كونورز، ماتس فيلاندر، والاميركي اندريه اغاسي يفوز بلقب جراند سلام على ثلاثة نماذج مختلفة من الأسطح (وسيكون متبوعا بواسطة الخامس روجر فيدرير، بعد فوز فيدرير في بطولة فرنسا المفتوحة في نفس العام). كما جعل هذا الفوز نادال أول لاعب تنس من الرجال يحوز ثلاثة القاب جراند سلام على ثلاثة أسطح مختلفة في نفس الوقت.

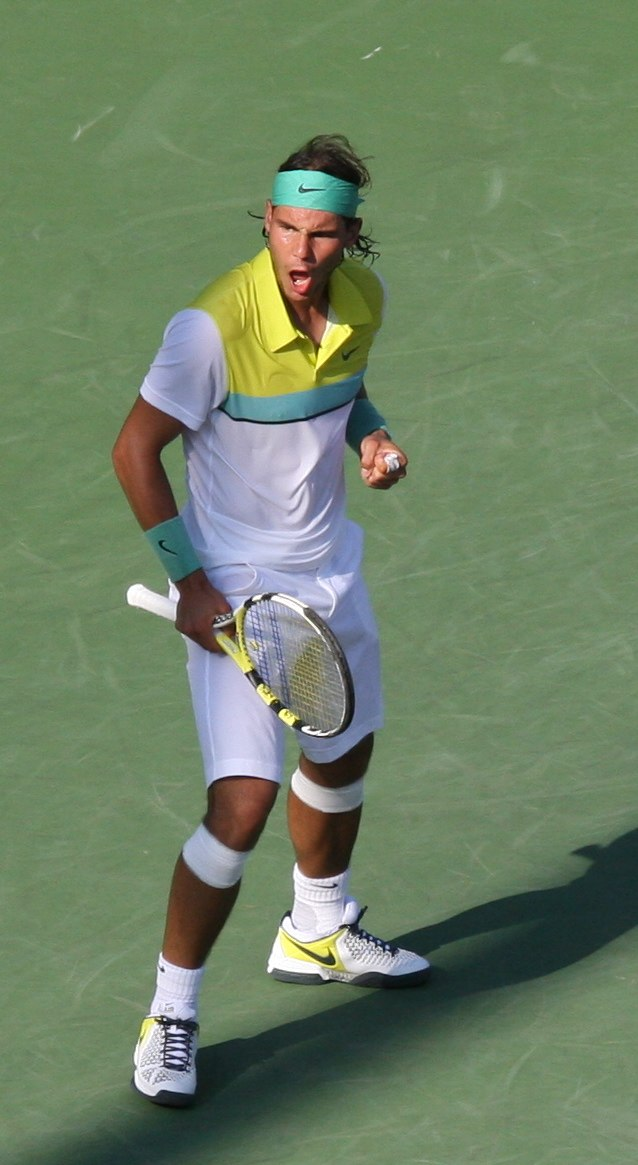
نادال في بطولة ميامي 2009 في ميامي، فلوريدا، الولايات المتحدة.

ثم لعب نادال بطولة ايه بي ان أمرو العالمية لكرة المضرب في روتردام. وفي المباراة النهائية، خسر أمام موراي المصنف الثاني في ثلاث مجموعات. وخلال المباراة النهائية، دعا نادال أخصائي العلاج الطبيعي للحضور بسبب وجود مشكلة في وتر ركبته اليمنى والتي أثرت على قدرته على اللعب خصوصا في المجموعة الأخيرة. وعلى الرغم من أن هذه المشكلة في الركبة لم تترافق مع اوتار الركبة اليمنى لنادال، إلا أنها كانت خطيرة بما يكفي لتسبب له الانسحاب من بطولة باركليز دبي للتنس في وقت لاحق من هذا الاسبوع.
في مارس، ساعد نادال في فوز إسبانيا على منتخب صربيا في كأس ديفيز ضمن المجموعة العالمية الدور الأول على الملاعب الترابية في إسبانيا. حيث هزم نادال يانكو تيبساريفيتش 6-1 و 6-0 و 6-2، والصربي نوفاك دجوكوفيتش 6-4 و 6-4 و 6-1. وقد كان الفوز على المصنف عالميا رقم 3 دجوكوفيتش هو الفوز الثاني عشر على التوالي في بطولة كأس ديفيز فردي، حيث عزز الفوز سجل الفوز والخسارة بمسيرته ضد دجوكوفيتش إلى 11-4، بما فيها 6-0 على الملاعب الترابية.
في بطولة انديان ويلز للماسترز، فاز نادال بلقب الماسترز الثالث عشر في سلسلة بطولات 1000 نقطة. وفي الجولة الرابعة، حصل نادال على خمس نقاط قبل أن يتغلب على الأرجنتيني ديفيد نالبانديان للمرة الأولى. وقد هزم نادال خوان مارتن ديل بوترو في الدور ربع النهائي والأمريكي أندي روديك في الدور نصف النهائي قبل أن يتغلب على موراي في المباراة النهائية. وقد كان الحدث القادم لجولة لاعبي التنس المحترفين هو ميامي ماسترز 2009. حيث قام رفائيل نادال بالعمل الجاد ليفوز 7-6 (2)، 7-6 (4) على السويسري المصنف رقم 16 ستانسيلاس فافرينكا مساء يوم الثلاثاء للوصول إلى الدور ربع النهائي. حيث حصل نادال على ثلاث نقاط قبل أن يخسر في الدور ربع النهائي أمام ديل بوترو 6-4 و 3-6 و 7-6 (3) بعد تفوق نادال 3-0 في المجموعة الأخيرة. وكانت هذه هي المرة الأولى التي يقوم فيها ديل بوترو بهزيمة نادال في خلال خمس مباريات جمع اللاعبين.
بدأ نادال الموسم الأوروبي على الملاعب الترابية ببطولة مونتي كارلو 2009 للماسترز، حيث فاز للمرة الخامسة على التوالي بلقب الفردي.
حيث هزم البريطاني أندي موراي في الدور نصف النهائي 6-2 و 7-6، وهزم الصربي نوفاك دجوكوفيتش 6-3 و 2-6 و 6-1 في المباراة النهائية ليكون الرجل الوحيد الذي يفوز بهذه البطولة 5 مرات متتالية وهو رقم قياسي في العصر المفتوح. ليتساوى مع روجر فيدرير على عدد ألقاب بطولات الماسترز لجولة لاعبي التنس المحترفين العالمية 1000 مع كون هذا لقبه الرابع عشر خلف الاميركي أندريه أغاسي الذي سجل 17 لقب بجولة لاعبي التنس المحترفين العالمية 1000 للماسترز. ونادال هو أول لاعب من الذكور يفوز بنفس بطولة لاعبي التنس المحترفين للماسترز لمدة 5 سنوات متتالية.
بعد أيام فقط من حيازته على خامس لقب على التوالي بدورة مونتي كارلو، تنافس نادال في حدث للاعبي التنس المحترفين في برشلونة 500 نقطة، ساعيا للفوز باللقب الخامس على التوالي هناك. وبعد حصوله على نقطة الدور الأول، واجه نادال فريدريكو جيل في الدور الثاني، حيث هزمه 6-2 و 6-2. وفي الدور الثالث قام نادال بهزيمة البلجيكي كريستوف روشو 6-2 و 6-0. وفي الدور ربع النهائي، كان من المقرر أن يواجه نادال الأرجنتيني ديفيد نالبانديان، ولكن بسبب اصابة في الفخذ، انسحب نالبانديان، وبالتالي تأهل نادال إلى الدور قبل النهائي عن طريق انتصار سهل. وفي الدور نصف النهائي فاز نادال على الروسي نيكولاي دافيدينكو 6-3 و 6-2، وتقدم للنهائي الخامس له على التوالي حيث واجه ديفيد فيرير في تكرار لنهائي بطولة النسخة السابقة 2008. وقد تمكن نادال من الفوز على فيرير 6-2 و 7-5 ليسجل بذلك 5 انتصارات متتالية مذهلة في برشلونة التي يعود تاريخها إلى عام 2005 ليرفع رصيده إلى 5 في برشلونة.
وبعد فوزه في برشلونة، عاد نادال إلى روما حيث هُزم أمام الأسباني خوان كارلوس فيريرو في عام 2008. وبعد حصوله على نقطة الدور الأول، استهل نادال اللعب ضد اندرياس سيبي في الجولة الثانية، حيث هزمه 6-2 و 6-3. وفي الجولة الثالثة، قام بسحق روبن سودرلينغ السويدي 6-1، 6-0. وعلى الرغم من حصول سودرلينغ على خمس فرص لكسر النقاط في المجموعة الأولى، إلا أن نادال فرض الأرسال وبدوره حطم فرص السويدي ست مرات من ثمانية خلال المباراة التي استمرت ساعة واحدة و 24 دقيقة. وقد تمكن سودرلينغ من الحصول على إجمالي 11 نقطة فقط في المجموعة الثانية سبعة منها جاءت من الإرسال في المباراة النهائية. وقد هزم نادال مواطنه فرناندو فيرداسكو في ربع النهائي بنتيجة 6-3، 6-3 ليحسن سجله ضد فيرداسكو ل8-0. وقد واجه فرناندو غونزاليز في الدور نصف النهائي وفاز 6-3، 6-3. وفي المباراة النهائية واجه الصربي نوفاك دجوكوفيتش، وبعد اللعب الرائع من كليهما، فاز رافا بثلاث مجموعات متتالية 7-6 (2) و 6-2، لتحسين سجله العام ل13-4 وعلى الملاعب الترابية ل8-0 ضد اللاعب الصربي. وأصبح أول لاعب في التاريخ يفوز بأربعة ألقاب بروما. ومع هذا الفوز، فنادال الآن على بعد لقبين من بطولة لاعبي التنس المحترفين للماسترز 1000، عن الرقم القياسي للأميركي أندريه أغاسي (17) وخلف روجر فيدرير (16).

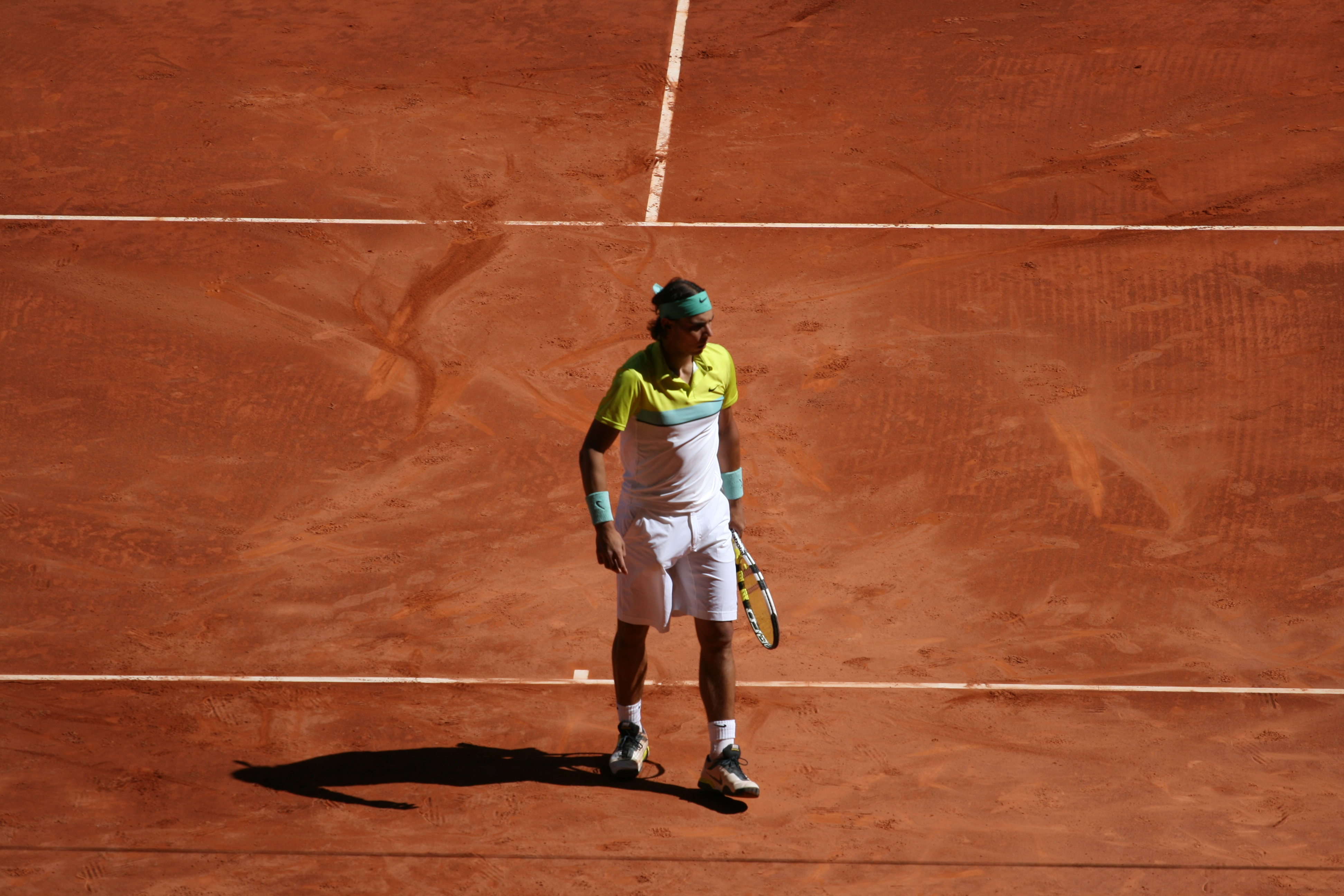
نادال في بطولة موتوا مدريد للماسترز 2009 عندما فاز بثاني أطول مباراة في تاريخ التنس ضمن ثلاث مجموعات أمام الصربي نوفاك دجوكوفيتش

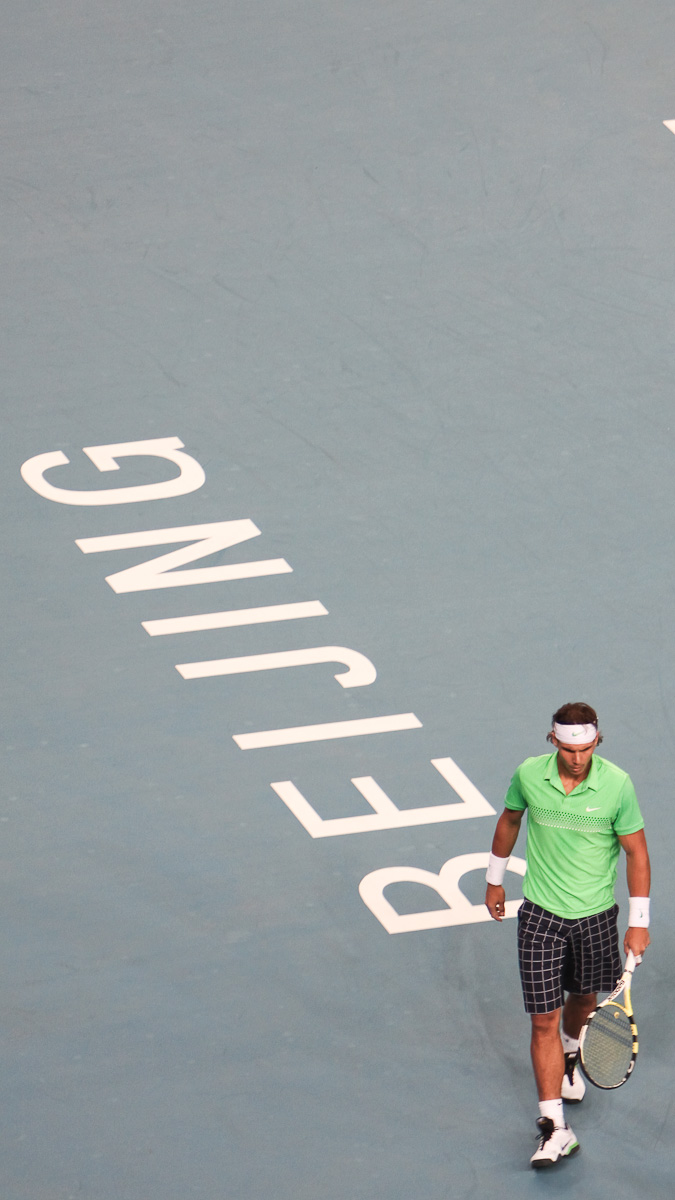
ناال في بطولة بكين 2009 بعد الإصابة والغياب عن ويمبلدون.

بعد الفوز في اثنين من ماسترز الملاعب الترابية، شارك نادال في بطولة مدريد المفتوحة. وبعد حصوله على نقطة الدور الأول، فاز نادال بسهولة على يورجن ميلتسر 6-3 و 6-1 أمام جماهير وطنه مع وجود 3 اخطاء فقط خلال المباراة. وفي الدور الثالث، كان من المقرر أن يواجه فيليب كولشرايبر، ولكن بسبب اصابة في الساق، انسحب كولشرايبر، وبالتالي تأهل نادال إلى الدور ربع النهائي عن طريق انتصار سهل. حيث قام نادال بهزيمة فرناندو فيرداسكو 6-4 و 7-5 في الدور ربع النهائي. وفي المجموعة الثانية ضد فيرداسكو، كان نادال متأخرا 4-0 لكنه تعافى بشكل جيد ليفوز بالمجموعة 7-5. وفي الدور نصف النهائي فاز نادال على نوفاك دجوكوفيتش 3-6 و 7-6 (5) و 7-6 (9) الذي عاد لتوه من كسر في المجموعة الثالثة وفاز في الشوط الفاصل 11-9، حيث حصد ثلاث نقاط حاسمة للمباراة. وقد كان أول شوط فاصل في المجموعة الثالثة يلعبه نادال على الملاعب الترابية منذ خسارته أمام نيكولاس لابينتي في باشتاد في 11 تموز 2003. ولم يكن الانتصار فقط ولكن أيضا أطول مباراة 2 من 3 مجموعات في العصر المفتوح. -4 ساعات ودقيقتان- (لاحقاً كُسر هذا الرقم في عام 2012). في المباراة النهائية، خسر نادال أمام روجر فيدرير 4-6 و 4-6. وكانت هذه هي المرة الأولى التي كان يخسر فيها نادال أمام فيدرير منذ الدور نصف النهائي من بطولة كأس الماسترز للتنس 2007.
وفي يوم الثلاثاء، 19 مايو، أعلن اتحاد لاعبي التنس للمحترفين العالمي أن نادال كان أول لاعب من أصل ثمانية يتأهل لنهائيات جولة رابطة المحترفين 2009 التي ستقام للمرة الأولى في لندن.
بفوزه على الأسترالي ليتون هيويت في الجولة الثالثة من بطولة فرنسا المفتوحة 2009، حقق نادال (2005-09 بطولة فرنسا المفتوحة) رقما قياسيا ب31 انتصارا متتاليا في بطولة رولان جاروس، محطما الرقم القياسي السابق البالغ 28 بواسطة السويدي بيورن بورج (1978-81 بطولة فرنسا المفتوحة). وكان نادال قد فاز ب32 مجموعة على التوالي في رولان جاروس (منذ فوزه بآخر مجموعتين في نهائي بطولة فرنسا المفتوحة 2007 ضد فيدرير)، وثاني أطول سلسلة انتصارات في تاريخ البطولة خلف السويدي بيورن بورغ الذي سجل 41 مجموعة متتالية. وقد وصل هذا التواصل إلى نهايته في 31 أيار / مايو 2009 عندما خسر نادال أمام روبن سودرلينغ في الجولة الرابعة. كما أنتصر السويدي 6-2 و 6-7 (2-7) و 6-4 و 7-6 (7-2). وكانت هذه هي الخسارة الأولى لنادال في بطولة فرنسا المفتوحة.
بعد هزيمته المفاجئة في بطولة رولان جاروس، انسحب نادال من بطولة ايغون التي تلعب تحضيراً لويمبلدون، حيث تم تأكيد أن نادال كان يعاني من التهاب الوتر في كل من ركبتيه. وبعد سفره إلى لندن للتمرين على الملاعب العشبية، لعب نادال مباراتين وديتين في نادي هرلينغام، حيث خسر أمام الأسترالي ليتون هيويت 6-4 و 6-3، وأمام السويسري ستانيسلاس فافرينكا 4-6 و 7-6 و 10-8. وفي يوم 19 يونيو، انسحب نادال من بطولة ويمبلدون عام 2009، مرجعا السبب لاصابته المتكررة في الركبة. حيث كان أول بطل لا يدافع عن اللقب منذ غوران إيفانيسوفيتش في عام 2001. ومضى روجر فيدرير للفوز باللقب، وبالتالي انخفض مرة أخرى تصنيف نادال العالمي إلى رقم 2 في 6 يوليو 2009. وفي وقت لاحق أعلن نادال انسحابه من كأس ديفيز.
في 4 أغسطس، أكد توني نادال، عم نادال أنه سيعود للعب في بطولة كأس روجرز في مونتريال. وهناك، وفي أول بطولة له منذ بطولة رولان جاروس، قام نادال بهزيمة ديفيد فيرر وفيليب بيتشنر ليتأهل إلى الدور ربع النهائي. وفي الدور ربع النهائي، خسر أمام خوان مارتن ديل بوترو 7-6 (5)، 6-1. ومع هذه الخسارة تخلى نادال عن رقم 2 لأندي موراي في 17 آب 2009، حيث صُنف خارج الاثنين الكبار لأول مرة منذ 25 يوليو 2005.
وفي سينسيناتي، قام بهزيمة اندرياس سيبي في مباراة عارضتها الأمطار بنتيجة 7-6، 7-6، قبل عودته من هزيمة 4-1 أمام الفرنسي بول هنري ماتيو ليفوز 7-5 و 6-2. وبدا نادال بصورة جيدة في مباراته ضد ماثيو بعد المباريات الخمس الأولى، ولكنه لم يستمر هكذا أمام سيبي، حيث أنه لم يشعر بانه قد قدم أفضل ما عنده. ومع ذلك، فكان نادال في شكل لائق مع عدم وجود ألم في الركبة بعد. كما تقدم إلى الدور قبل النهائي بفوزه على التشيكي توماس بيرديتش 6-4 و 7-5، والتقى نوفاك دجوكوفيتش، حيث خسر مرة أخرى (خسر العام الماضي في سينسيناتي في الدور قبل النهائي لدجوكوفيتش)، وهذه المرة 6-1، 6 -4.
وبدأ نادال بطولة الولايات المتحدة المفتوحة 2009 بشن حملة قوية حيث تغلب على تحدي الفرنسي ريتشارد جاسكيه في الجولة الأولى وفاز 6-2، 6-2، 6-3. وفي الدور الثاني، فاز على نيكولاس كيفر 6-0، 3-6، 6-3، 6-4. ثم قام بهزيمة الأسباني نيكولاس الماجرو 7-5 و 6-4 و 6-4 بسبب اصابة في عضلات البطن للانتقال إلى المتأهلين ال16.
ثم فاز نادال بمباراة الجولة الرابعة على المصنف الثالث عشر جايل مونفيس 6-7 (3)، 6-3، 6-1، 6-3. وفي الدور ربع النهائي، فاز نادال على التشيلي فرناندو جونزاليز 7-6 (4)، 7-6 (2)، 6-0 في المواجهة التي تأخرت بسبب هطول الأمطار. ومع ذلك، ومثل بطولة الولايات المتحدة المفتوحة السابقة، فقد سقط في الدور نصف النهائي، خاسرا هذه المرة من الأرجنتيني خوان مارتن ديل بوترو 2-6 و 2-6 و 2-6. وعلى الرغم من الخسارة، فقد عاد للترتيب رقم 2 بعد خروج أندي موراي المبكر.
في بطولة بطولة الصين المفتوحة للتنس 2009، خسر نادال في الدور نصف النهائي أمام اللاعب الكرواتي مارين سيليتش، وفي بطولة شنغهاي 2009، وصل نادال للمباراة النهائية، لكنه انهزم أمام اللاعب الروسي نيكولاي دافيدينكو، ثم خسر نادال في الدور نصف النهائي في بطولة باريس للماسترز 2009 ضد المصنف الثالث عالمياً نوفاك دجوكوفيتش.
في نهائيات جولة رابطة محترفي كرة المضرب، خسر نادال مبارياته الثلاثة ضد روبن سودرلينغ، والروسي نيكولاي دافيدينكو والصربي نوفاك دجوكوفيتش على التوالي دون أن يفوز بأي مجموعة.
في ديسمبر، شارك نادال في نهائي كأس ديفيز الثاني في مسيرته، هزم التشيكي توماس بيرديتش رقم 2 في التشيك وأعطى النقطة الأولى لإسبانيا وفي النهاية فازت إسبانيا في البطولة وكان هذا هو الفوز الرابع عشر للمنتخب الأسباني 13 منه على الملاعب الرملية.
أنهى نادال الموسم في الترتيب الثاني على العالم للمرة الرابعة في خمس سنوات وفاز نادال بجائزة باجيل الذهبية لعام 2009 حيث حقق هذا العام 6 مجموعات نظيفة وهي المرة الثالثة التي يفوز بهذه الجائزة وهو رقم قياسي أيضاً.

### 2010: العودة لصدارة التصنيف وإكمال عقد بطولات الجراند سلام

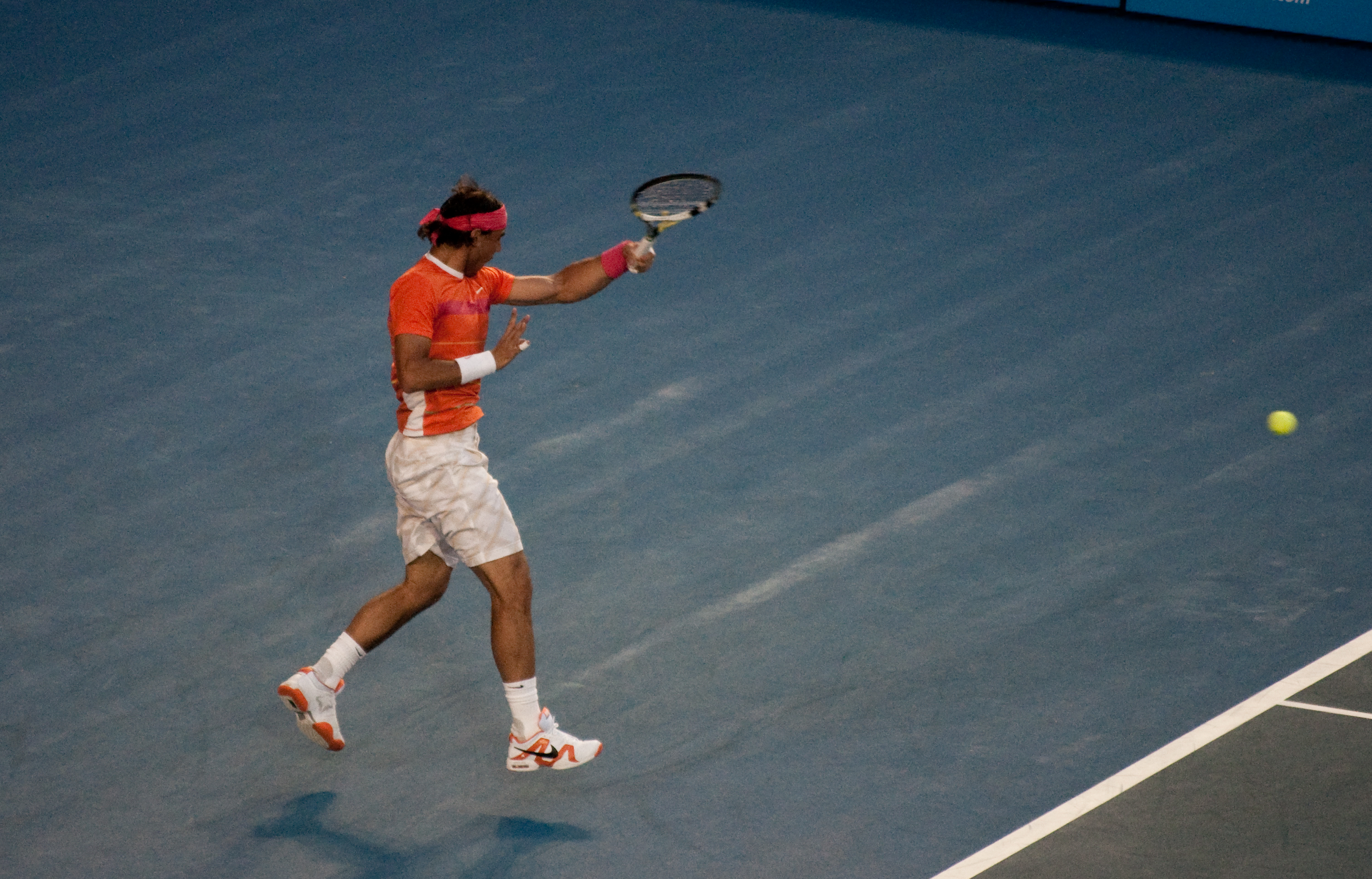
نادال في بطولة أستراليا المفتوحة 2010.

بدأ نادال هذا العام من خلال المشاركة في بطولة كابيتالا العالمية للتنس الاستعراضية في أبوظبي، الإمارات. حيث بدأها في الدور نصف النهائي وقد هزم مواطنه ديفيد فيرير 7-6 (3)، 6-3 ليصل إلى النهائي الثاني له في هذه البطولة بعد نهائي العام الماضي واستطاع هزيمة السويدي روبن سودرلينغ 7-6 (3)، 7-5.
وشارك نادال قبل بداية بطولة أستراليا المفتوحة في بطولة قطر اكسون موبيل المفتوحة للتنس من 250 نقطة في الدوحة والتي اعتاد على أن يبدأ الموسم فيها حيث خسر في المباراة النهائية. وبدأ البطولة بالفوز على الإيطالي سيموني بوليلي 6-3 و 6-3 في الدور الأول وفي الدور الثاني هزم نادال بوتيتو ستاراتشي بنتيجة 6-2 و 6-2. وواصل التقدم حيث انتصر في الدور ربع النهائي على البلجيكي ستيف دارسيس بنتيجة 6-1 في المجموعة الأولى و2-0 في الثانية حيث انسحب اللاعب البلجيكي للإصابة. أما في الدور نصف النهائي قام نادال بهزيمة اللاعب الصربي فيكتور ترويسكي 6-1 و 6-3. وفي المباراة النهائية انهزم نادال أمام الروسي نيكولاي دافيدينكو حيث كان متقدماً في المجموعة الأولى 6-0 لكن الروسي عاد وحسم المباراة بنتيجة 6-7 (8) و 4-6 رغم سيطرة نادال الواضحة في المجموعة الأولى وحصوله على نقطتي حسم الثانية. يذكر أن دافيدينكو هزم روجر فيدرير في الدور قبل النهائي قبل وصوله للمباراة النهائية.
في الدور الأول من بطولة أستراليا المفتوحة، فاز نادال على بيتر لوزاك من أستراليا بنتيجة 7-6 (0)، 6-1، 6-4. وفي الدور الثاني فاز على لوكاس لاكو من سلوفاكيا 6-2، 6-2، 6-2. بعدها مر نادال باختباره الصعب الأول في البطولة حيث واجه الألماني فيليب كولشرايبر وانتصر عليه في النهاية بنتيجة 6-4، 6-2، 2-6، 7-5. أما في الدور الرابع واجه نادال العملاق الكرواتي صاحب 2.08 سنتيمتر ايفو كارلوفيتش وفاز عليه 6-4، 4-6، 6-4، 6-4. بعدها وصل نادال للدور ربع النهائي حيث واجه البريطاني أندي موراي وانسحب في المجموعة الثالثة التي كانت متأخراً فيها 0-3. فبعد دخول الأطباء أكثر من مرة للكشف عن نادال قرر الانسحاب من المباراة حيث كان منهزماً في المجموعتين الأوليتين 6-3 و 7-6 (2). بعدها بأيام قرر الأطباء بأنه يجب على نادال أن يأخذ استراحة من اسبوعين إلى أربعة لكي يتم إعادة تأهيله مرة أخرى بسبب عودة ألام بسيطة لنادال في الركبة.
بلغ نادال الدور نصف النهائي في الفردي لبطولة بي ان بي باريبا في انديان ويلز في كاليفورنيا، حيث كان هو حامل اللقب، ولكن في نهاية المطاف انهزم أمام اللاعب المخضرم إيفان ليوبيسيتش بثلاث مجموعات. لكنه لم يخرج بدون شيء من هذه البطولة حيث استطاع نادال الحصول على لقب بطولة الزوجي مع زميله وصديقه الأسباني مارك لوبيز عندما هزما الفريق الثاني على العالم في تصنيف الزوجي دانييل نيستور ونيناد زيمونيتش. وهذا عزز ترتيب نادال في الزوجي حيث قفز إلى التصنيف 66 على العالم ، في حين كان في التصنيف 241 قبل البطولة. وبعد بطولة انديان ويلز وصل نادال أيضاً إلى نصف النهائي في بطولة سوني إريكسون المفتوحة في ميامي لكنه خسر أمام الأمريكي أندي روديك في ثلاث مجموعات.
وصل نادال للمباراة النهائية في بطولة رولكس مونتي كارلو المقامة في موناكو. وفي الدور نصف النهائي فاز على مواطنه ديفيد فيرير بنتيجة 6-3 و 6-2 وصعد للمرة الأولى إلى المباراة النهائية منذ نهائي بطولة الدوحة في وقت سابق من العام وفاز في النهائي بسهولة تامة على مواطنه فيرناندو فيرداسكو 6-0، 6-1. حيث خسر نادال 14 شوط فقط في هذه البطولة بأكملها وكانت أسهل مرة يصل فيها إلى المباراة النهائية في هذه البطولة. ويذكر بأن هذا النهائي الذي جمع نادال وفيرداسكو هو أقصر نهائي في نهائيات سلسلة الماسترز 100 نقطة على الإطلاق من حيث الوقت. وبهذا الفوز أصبح نادال أول لاعب في العصر المفتوح يفوز بلقب بطولة أساتذة لمدة ست سنوات متتالية.

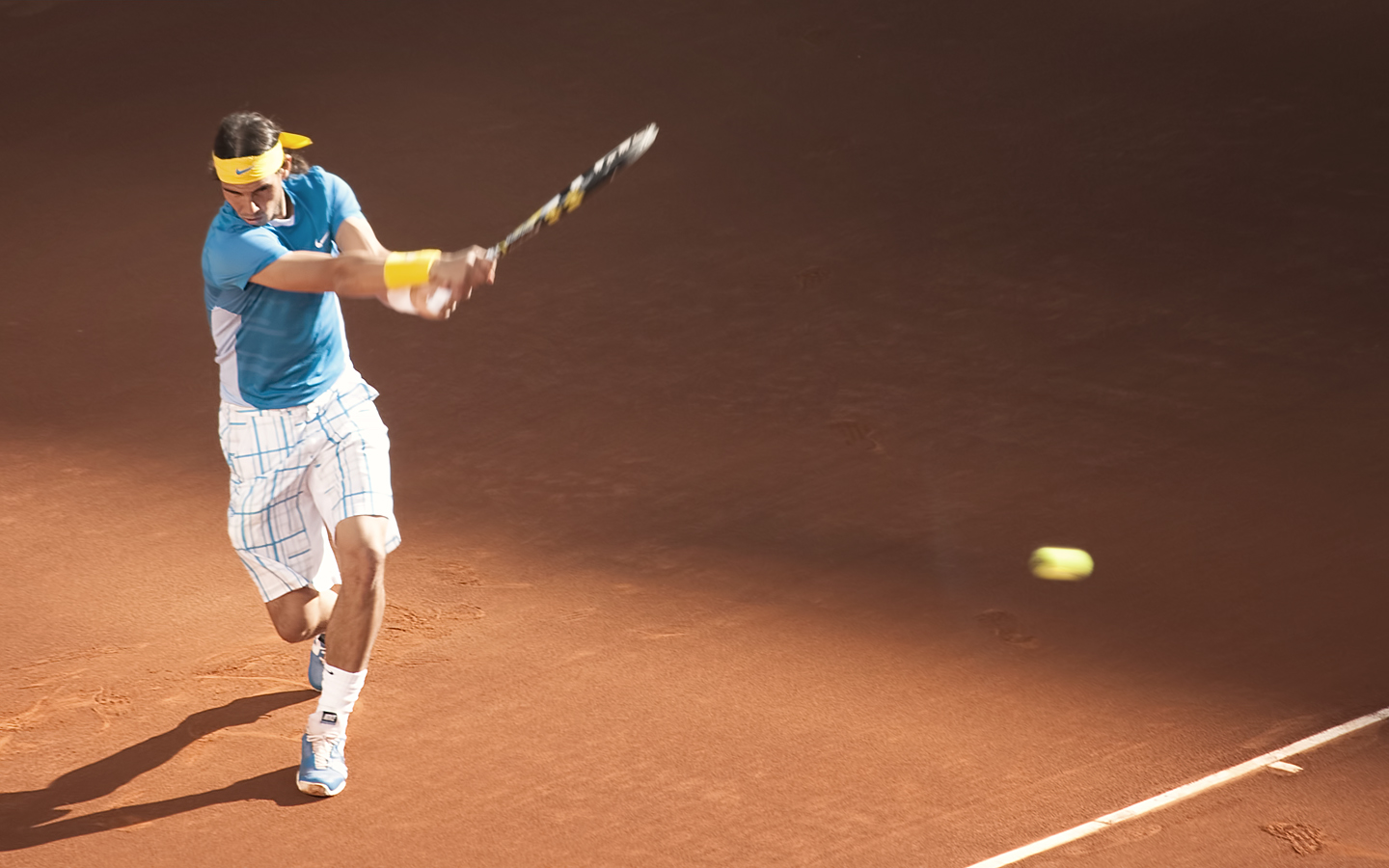
نادال في المباراة النهائية لبطولة موتوا مدريد 2010 حين انتصر على روجر فيدرير وحطم الرقم القياسي لعدد بطولات سلسلة الأساتذة 1000 نقطة.

خلافاً لما كان يحدث في السنوات الماضية فقد اختار نادال هذه المرة عدم المشاركة في بطولة برشلونة الترابية ذات 500 نقطة (على الرغم من أنه حامل اللقب للبطولة من خمسة أعوام حتى الآن)، وكانت وجهته المقبلة هي بطولة انترناسيونالي بي ان ال دإيتاليا المقامة في العاصمة الإيطالية روما. هزم فيليب كولشرايبر، فيكتور هانيسكو وستانيسلاس فافرينكا جميعهم بمجموعتين نظيفتين على التوالي. وبعد 57 فوز على التوالي في شهر أبريل وفي الدور قبل النهائي واجه نادال اللاعب اللاتفي ايرنيست جولبيس الذي فاز على السويسري روجر فيدرير في وقت سابق من البطولة حيث عانى نادال بشكل كبير جداً في هذه المباراة بسبب قوة ضربات الأرسال لدى جولبيس ومرونة ضربات الدروب شوت لديه حيث ذهبت المباراة إلى ثلاث مجموعات وكانت المرة الأولى هذا العام مباراة يلعبها نادال على الأراضي الرملية تنتهي بثلاث مجموعات. وفي نهاية المطاف انتصر نادال بنتيجة 6-4 و 4-6 و 6-3 في ساعتين وأربعين دقيقة. وفي المباراة النهائية هزم مواطنه ديفيد فيرير 6-2، 7-5 ليسجل لقب خامس له في روما ويعادل الرقم القياسي المسجل في أكثر عدد ألقاب أساتذة باسم الأمريكي أندريه اغاسي بـ 17 لقب.
دخل نادال بطولة موتوا مدريد المفتوحة حيث كان قد أنهاها في مركز الوصيف العام الفائت. كونه واحد من المصنفين الثمانية الأوائل فأنه لم يلعب الدور الأول، وفي الدور الثاني فاز على اللاعب القادم من التصفيات وهو الأوكراني ألكسندر دولغوبولوف بمجموعتين نظيفتين. ثم فاز على العملاق الأمريكي صاحب 2.06 سنتيمتر جون إيسنر بشكل مريح بنتيجة 7-5 و 6-4. بعدها قابل الفرنسي جايل مونفيس في الدور ربع النهائي وانتصر عليه بنتيجة 6-1 و 6-3. ثم واجه مواطنه نيكولاس ألماغرو في الدور نصف النهائي الذي كان النصف نهائي الأول في تاريخه في بطولات سلسلة الأساتذة 1000 نقطة، وفاز نادال عليه بثلاث مجموعات 4-6، 6-2، 6-2. وكانت المباراة الثانية لنادال هذا الموسم في الملاعب الرملية ينهيها بثلاث مجموعات. في المباراة النهائية هزم نادال منافسه العنيد السويسري روجر فيدرير 6-4 و 7-6 (5)، وثأر لهزيمة نهائي العام الماضي من نفس البطولة أمام فيدرير. وبهذا حصل على لقبه الثامن عشر في بطولات الأساتذة وحطم الرقم القياسي المسجل بـ 17 لقب للأمريكي أندريه أغاسي وأصبح أول لاعب في العصر المفتوح يحرز جميع بطولات الملاعب الرملية لسلسلة الأساتذة في نفس العام وأول لاعب يفوز بثلاث بطولات متتالية من سلسلة الماسترز وفي هذا اليوم تقدم نادال مركز واحد في التصنيف العالمي ليعود الرقم 2 على العالم مرة أخرى.
بدأت بطولة فرنسا المفتوحة، وتوقع كثيرون نهائي آخر بين فيدرير ونادال، ومع ذلك أصبح هذا الأمر مستحيلاً عندما خسر منافسه السويسري على يد اللاعب السويدي روبن سودرلينغ 3-6 و 6-3 و 7-5 و 6-4 في الدور ربع النهائي. وبفشل فيدرير بالوصول للمباراة النهائية أعطى الفرصة لنادال للعودة للتصنيف الأول بشرط أن يحصل على اللقب. وبالفعل وصل نادال للمباراة النهائية وقابل روبن سودرلينغ الذي أطاح بفيدرير واستطاع نادال أن ينهي المباراة بواقع 6-4 و 6-2 و 6-4 ليفوز ببطولة فرنسا المفتوحة. ومنح هذا الفوز اللقب السابع لنادال في سلسلة الجراند سلام، وانضم إلى قافلة من لديهم 7 بطولات جراند سلام وهم جون ماكنرو وجون نيوكومب وماتس فيلاندر. وبهذا الفوز أيضاً استعاد نادال المركز الأول عالمياً مرة أخرى من منافسه اللدود روجر فيدرير الذي كان على بُعد اسبوع واحد من تحطيم الرقم القياسي لأكثر لاعب تصدر التصنيف العالمي للعبة. وأيضاً أصبح نادال أول لاعب في التاريخ يفوز بجميع البطولات على الملاعب الرملية في نفس العام، ثلاث بطولات أساتذة وبطولة فرنسا المفتوحة. وقد أطلقت وسائل الاعلام على نادال لقب «كلاي سلام» أي عملاق التراب. وكان هذا الفوز الثاني لنادال بلقب بطولة جراند سلام دون أن يخسر أي مجموعة في البطولة بعد بطولة فرنسا المفتوحة 2008 وبهذا الفوز عادل الرقم المسجل باسم الأسطورة بيورن بورغ الذي أنهى بطولتي جراند سلام دون خسارة أي مجموعة. وبفوزه ببطولة فرنسا المفتوحة حجز نادال المقعد الأول لبطولة نهائيات جولة رابطة محترفي التنس التي ستقام في نهاية الموسم في لندن، وبهذا أصبح نادال أول لاعب يحرز خمسة ألقاب في بطولة فرنسا المفتوحة خلال 6 سنوات متتالية.

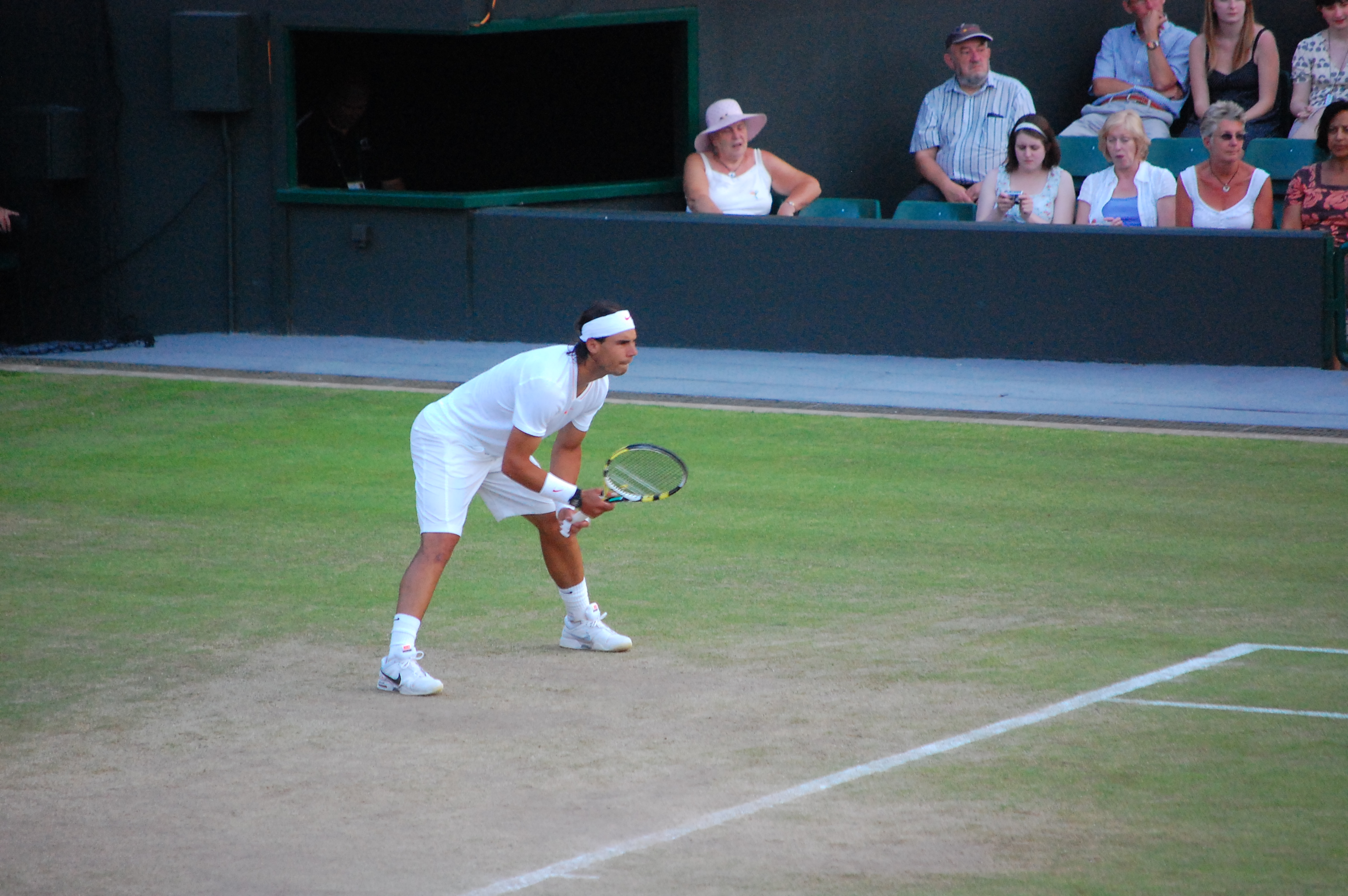
نادال في بطولة ويمبلدون 2010 عندما حقق لقبه الثاني في أعرق بطولات الجراند سلام.

في يونيو دخل نادال بطولة ايغون العشبية التي فاز بها في عام 2008. وقد شارك في مسابقتي الفردي والزوجي باعتبارها البطولة التحضيرية لويمبلدون. فكونه أحد المصنفين الثمانية الأوائل لم يشارك في الدور الأول. وافتتح مسيرته في البطولة ضد اللاعب ماركوس دانييل وكانت المباراة الأولى لنادال على الملاعب العشبية منذ فوزه ببطولة ويمبلدون 2008، وفاز نادال في المباراة بسهولة بواقع 6-2 و 6-2. في الدور الثالث قابل نادال اللاعب الأوزبكي دينيس ايستومين وفاز عليه بثلاث مجموعات 7-6 (4)، 4-6، 6-4 ليتأهل للدور ربع النهائي ويخسر أمام مواطنه فيليسيانو لوبيز بواقع 6-7 (5)، 4-6 ويخرج من البطولة.
بدأ نادال بطولة ويمبلدون بالفوز على اللاعب الياباني كي نيشيكوري 6-2 و 6-4 و 6-4. وفاز في الدور الثاني على روبن هاسي من هولندا بخمس مجموعات 5-7 و 6-2 و 3-6 و 6-0 و 6-3 بعدها هزم الألماني فيليب بيتشنر في مباراة مثيرة للغاية حيث تقدم نادال في المجموعة الأولى 6-4 لكن الألماني عاد في المباراة وفاز في مجموعتين متتاليتين بواقع 6-4 و 7-6 بعدها استرجع نادال قواه وانتصر في المجموعتين الرابعة والخامسة 6-2 و 6-3 وفاز في المباراة. ويذكر بأن نادال في مباراته مع بيتشنر تلقى أنذاراً من حكم الكرسي بحجة أنه تلقى تعليمات من مدربه وعمه توني نادال وقد تم تغريمه بمبلغ 2000 دولار من قبل المسؤولين في البطولة، حيث بعد انتهاء المباراة صرح كل من رافاييل وتوني نادال بأن العم والمدرب كان يحفز رافاييل ولم يقدم له أي تعليمات أو إشارات. بعدها واجه نادال الفرنسي بول هنري ماثيو في دور الـ 16 وهزمه بثلاث مجموعات نظيفة 6-4 و 6-2 و 6 -2. ثم قابل السويدي روبن سودرلينغ الذي حصلت بينهما انعدام روح رياضية من اللاعب السويدي في نفس البطولة من عام 2007 وفاز نادال عليه في أربع مجموعات بنتيجة 3–6، 6–3، 7–6(7–4)، 6–1. بعدها هزم نادال البريطاني أندي موراي بثلاث مجموعات نظيفة وثأر لخسارة ربع نهائي أستراليا المفتوحة من نفس العام وفاز بنتيجة 6-4 و 7-6 (8-6) و 6-4. وتأهل نادال للمرة الرابعة على التوالي لنهائي بطولة ويمبلدون.
في المباراة النهائية التقى نادال اللاعب التشيكي توماس بيرديتش وتغلب عليه بسهولة تامة بثلاث مجموعات متتالية 6-3 و 7-5 و 6-4. وقد صرح نادال بعد الفوز مباشرة قائلاً «إنه أكثر من مجرد حلم بالنسبة لي» وشكر الجماهير بشكل خاص لكونها قدمت الدعم الكبير له في جميع مبارياته وتمنى التوفيق للاعب التشيكي، ويذكر أيضاً أن نادال قد أشاد بخصمه أندي موراي في الدور نصف النهائي وتمنى له الحظ الجيد. وبهذا الفوز أصبح في رصيد نادال لقبين في بطولة ويمبلدون وأيضاً أضاف لقب جديد إلى قائمة ألقابه في الجراند سلام ليصبح بـ 8 ألقاب بعمر 24 سنة فقط.
في ظهوره الأول بعد بطولة ويمبلدون استطاع نادال الوصول لنصف نهائي بطولة كأس روجرز للأساتذة هو والمصنف الثاني عالميا نوفاك دجوكوفيتش والثالث روجر فيدرير والرابع أندي موراي، وكان نادال قد لعب مباراة صعبة للغاية في الدور ربع النهائي حيث كان متأخراً أمام الألماني فيليب كولشرايبر 3-6 وقلب المباراة لمصلحته بواقع 6-3 و 6-4. وفي نصف النهائي قابل نادال أندي موراي الذي يدافع عن لقبه في هذه البطولة واستطاع البريطاني الفوز على بطل العالم بواقع 6-3، 6-4، ليصبح موراي اللاعب الوحيد في 2010 يفوز على نادال أكثر من مرة (مرتين). أما في بطولة سينسيناتي للأساتذة دخل نادال البطولة وهو على قمة تصنيفها كونه المصنف الأول عالمياً وقد انهزم في الدور ربع النهائي أمام اللاعب القبرصي ماركوس باجداتيس.

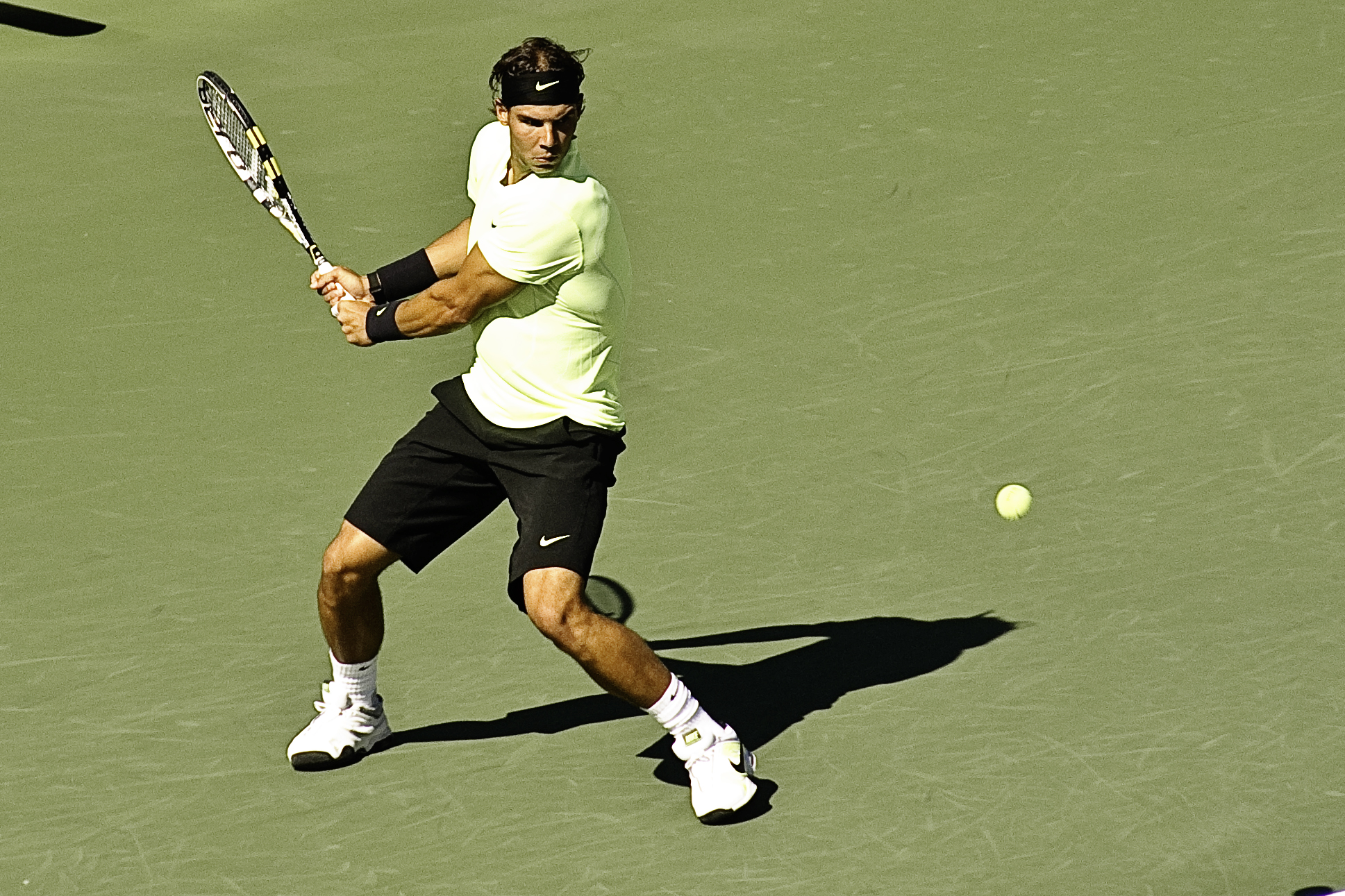
نادال في بطولة أمريكا المفتوحة 2010. عندما أكمل عقد الجراند سلام.

في بطولة الولايات المتحدة المفتوحة دخلها نادال كمصنف أول للمرة الثانية بعد 2008 هزم كل من تيموراز غاباشفيلي ودينيس ايستومين وجيل سيمون وفيليسيانو لوبيز المصنف 32 في البطولة والمصنف الثامن فرناندو فيرداسكو والمصنف رقم 12 ميخائيل يوجني على التوالي جميعهم دون أن يخسر أي مجموعة ليصل إلى المباراة النهائية للمرة الأولى في تاريخه، ليصبح ثامن لاعب في العصر المفتوح الذي يصل لجميع نهائيات الجراند سلام، وثاني أصغر لاعب في التاريخ يصل للنهائيات الأربعة بعد جيم كورير بعمر 24 سنة فقط. في المباراة النهائية هزم نادال الصربي نوفاك دجوكوفيتش 6-4، 5-7، 6-4، 6-2، الذي بعد هذه المباراة أكمل عقد البطولات الأربعة الكبرى وأصبح ثاني لاعب في التاريخ يحصد البطولات الخمسة الكبرى والمتكونة من البطولات الأربع الكبرى (جراند سلام) والميدالية الذهبية الأولمبية بعد الأمريكي أندريه أغاسي. كما أصبح نادال أول لاعب في التاريخ يفوز بثلاث بطولات جراند سلام مختلفة الأرضية (ترابية، عشبية، وصلبة) في نفس العام، وأول لاعب يفوز ببطولة فرنسا المفتوحة وبطولة ويمبلدون وبطولة أمريكا المفتوحة في نفس العام منذ عام 1969 عندما فعلها رود ليفر وأيضاً اللاعب ماتس فيلاندر وأصبح نادال مع ليفر وفيلاندر الثلاثة الوحيدون في التاريخ يفوزون بثلاثة ألقاب جراند سلام مختلفة الأرضية (ترابية، عشبية، وصلبة)، كما أصبح نادال أول لاعب أعسر اليد يفوز بلقب بطولة أمريكا المفتوحة منذ جون ماكنرو عام 1984. وبعد هذا الفوز ضمن نادال بقائه في صدارة التصنيف العالمي إلى نهاية موسم 2010. وبهذا أصبح نادال ثالث لاعب في التاريخ بعد (ايفان ليندل في عام 1989 والسويسري روجر فيدرير في عام 2009) يستعيد صدارة التصنيف العالمي بعدما فقده.

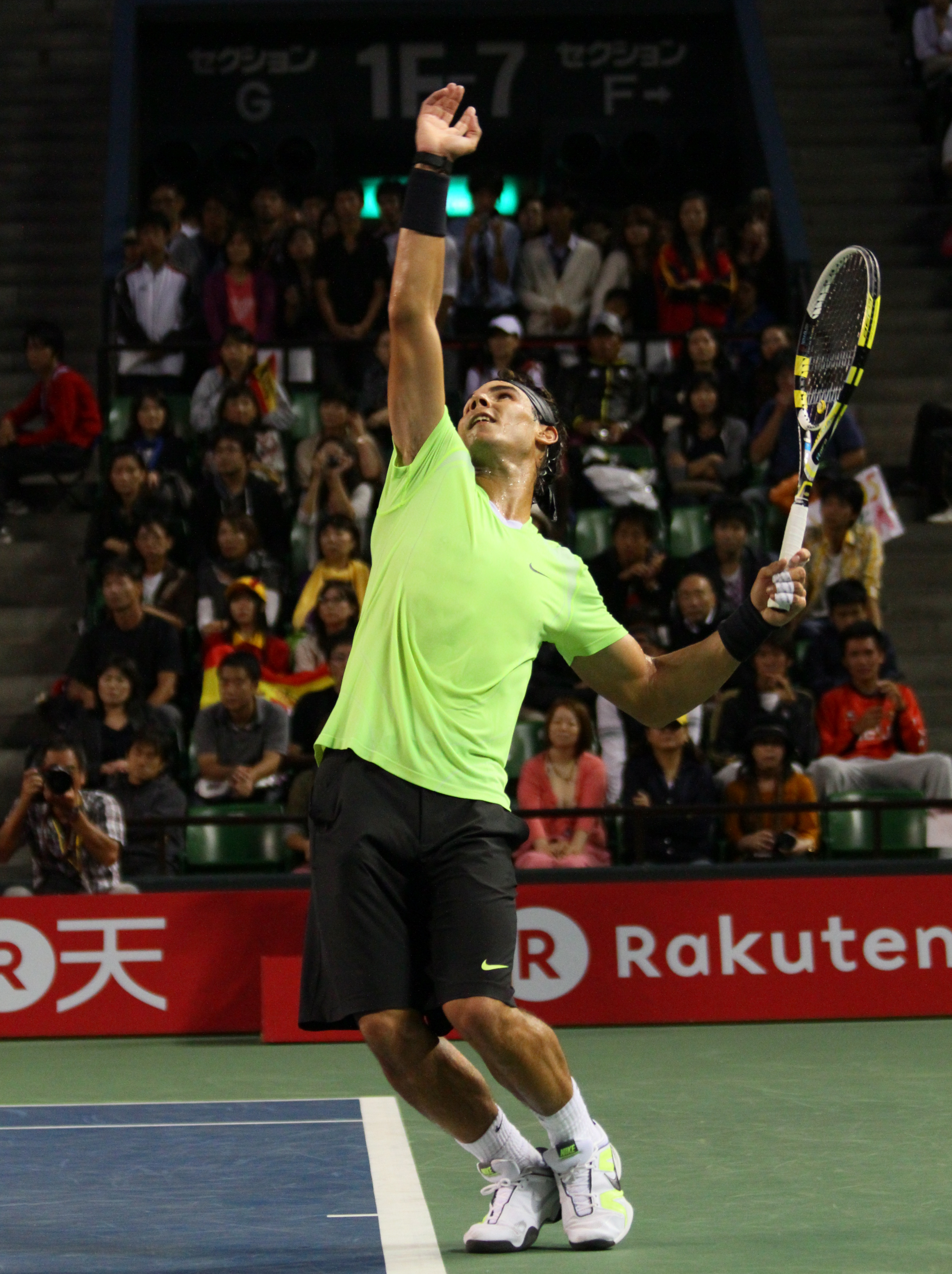
نادال خلال مشاركته في بطولة طوكيو 2010

وبدأ نادال جولته الآسيوية بالمشاركة في بطولة تايلاند المفتوحة حيث بلغ الدور نصف النهائي وتلقى هزيمة مفاجئة على يد مواطنه جويرمو جارسيا لوبيز بمجموعتين لواحدة. ويذكر أنه خلال المباراة استطاع نادال الحصول على 26 نقطة كسر إلا أنه لم يحصل إلا على اثنتين منها فقط. عاد نادال لتجميع صفوفه مرة أخرى ودخل بطولة راكوتين جابان المفتوحة في طوكيو والتي يشارك فيها للمرة الأولى، وعاد نادال ليظهر مرة أخرى بنفس هيئة اللاعب الذي فاز ببطولة أمريكا المفتوحة وإكمال عقد البطولات الأربعة الكبرى منذ أقل من شهر ولم يعاني في الدور الأول والثاني حيث فاز على كل من سانتياجو جيرالدو 6-4، 6-4 وميلوس راونيتش بنفس النتيجة. بعدها هزم نادال اللاعب الروسي ديمتري تورسنوف 6-4، 6-1 ووصل للدور نصف النهائي وقابل اللاعب الصربي فيكتور ترويسكي حيث عانى نادال كثيراً في هذه المباراة ووصلت إلى المجموعة الفاصلة وأتت نقطتين للفوز بالمباراة للاعب الصربي واحدة منهما كانت على إرساله إلا أنه لم يستطع تحقيق أي منهما وانتهت المجموعة الأخيرة بشوط كسر التعادل 9-7 لنادال وانتصر في المباراة بواقع 7-6، 4-6، 7-6 وتأهل للنهائي حيث قابل اللاعب الفرنسي جايل مونفيس وفاز عليه بسهولة بنتيجة 6-1، 7-5 ليحصد نادال اللقب السابع له هذا الموسم.
افتتح نادال مشاركته في بطولة شنغهاي للأساتذة حيث هو المصنف الأول عالميا، فبعد فوزه على السويسري ستانيسلاس فافرينكا في مباراته الأولى تلقى نادال صفعة كبيرة بخسارته أمام المصنف الثاني عشر عالمياً النمساوي يورجن ميلتسر في الدور الثالث لينتهي الرقم الذي سجله ببلوغه 21 ربع نهائي بطولة أساتذة على التوالي.في 5 نوفمبر أعلن نادال الانسحاب من بطولة باريس بسبب إصابه تعرض لها في كتفه الأيسر.
في نهائيات الجولة العالمية في لندن، فاز نادال في المباراة الأولى على أندي روديك 3-6 و 7-6 (5) و 6-4، نوفاك دجوكوفيتش 7-5 و 6-2 في المباراة الثانية، وتوماس بيرديتش 7-6 (3)، 6-1 في المباراة الثالثة، ليتأهل إلى الدور نصف النهائي للمرة الثالثة في مسيرته متصدراً مجموعته. وهذه هي المرة الأولى التي يحقق فيها نادال ثلاثة انتصارات في دور المجموعات. في الدور نصف النهائي فاز نادال على أندي موراي 7-6 (5)، 3-6، 7-6(6) بصعوبة كبيرة جداً واستطاع الوصول لنهائي البطولة للمرة الأولى في مسيرته. في لقائهما الثاني هذا الموسم فاز روجر فيدرير في النهائي بنتيجة 3-6، 6-3، 6-1. وبعد المباراة قال نادال: «روجر ربما هو اللاعب الأكثر اكتمالاً في العالم ولا اريد أن أقول أنني خسرت المباراة لأنني كنت متعباً» في إشارة للمباراة الماراثونية التي خاضها ضد موراي في نصف النهائي، «حاولت بكل جهدي لكن روجر ببساطة كأن أفضل مني.»

### 2011
مع بداية الموسم شارك نادال في بطولة مبادلة العالمية للتنس الإستعراضية في العاصمة الإماراتية أبوظبي، ففي الدور نصف النهائي هزم اللاعب التشيكي توماس بيرديتش 6–4، 6–4، وتأهل إلى ثالث نهائي له على التوالي في بطولة مبادلة حيث فاز على منافسه التقليدي روجر فيدرير بنتيجة 7–6(7–4)، 7–6(7–3).
انطلق نادال في أول حدث رسمي له هذا العام عندما شارك في بطولة قطر اكسون موبيل المفتوحة للتنس فئة 250 نقطة في الدوحة، قطر، وبالرغم من معاناة نادال من الحمى والتي سببت له ضعفاً في الأداء كافح للفوز في الأدوار الثلاثة الأولى وهزم كل من كارول بيك من سلوفاكيا 6–3، 6–0 ولوكاس لاكو من سلوفاكيا 7–6(7–3)، 0–6، 6–3 ثم هزم ايرنستس جولبيس من لاتفيا 7–6(7–3)، 6–3، لكن في الدور نصف النهائي سقط نادال أمام نفس اللاعب الذي انهزم إمامة العام الماضي بنفس البطولة الروسي نيكولاي دافيدينكو بنتيجة 6–3، 6–2، حيث كان المرض واضحاً على نادال في تلك المباراة لكنه لم ينسحب من المباراة كونه قد تأهل مسبقاً إلى نهائي زوجي الرجال والانسحاب كان سيمنعه من المنافسة في نهائي الزوجي. برفقة مواطنه مارك لوبيز فاز نادال بلقب زوجي الرجال لبطولة قطر للمرة الثانية بعد 2009 عندما هزما الثنائي الإيطالي دانييلي براتشيالي واندرياس سيبي.

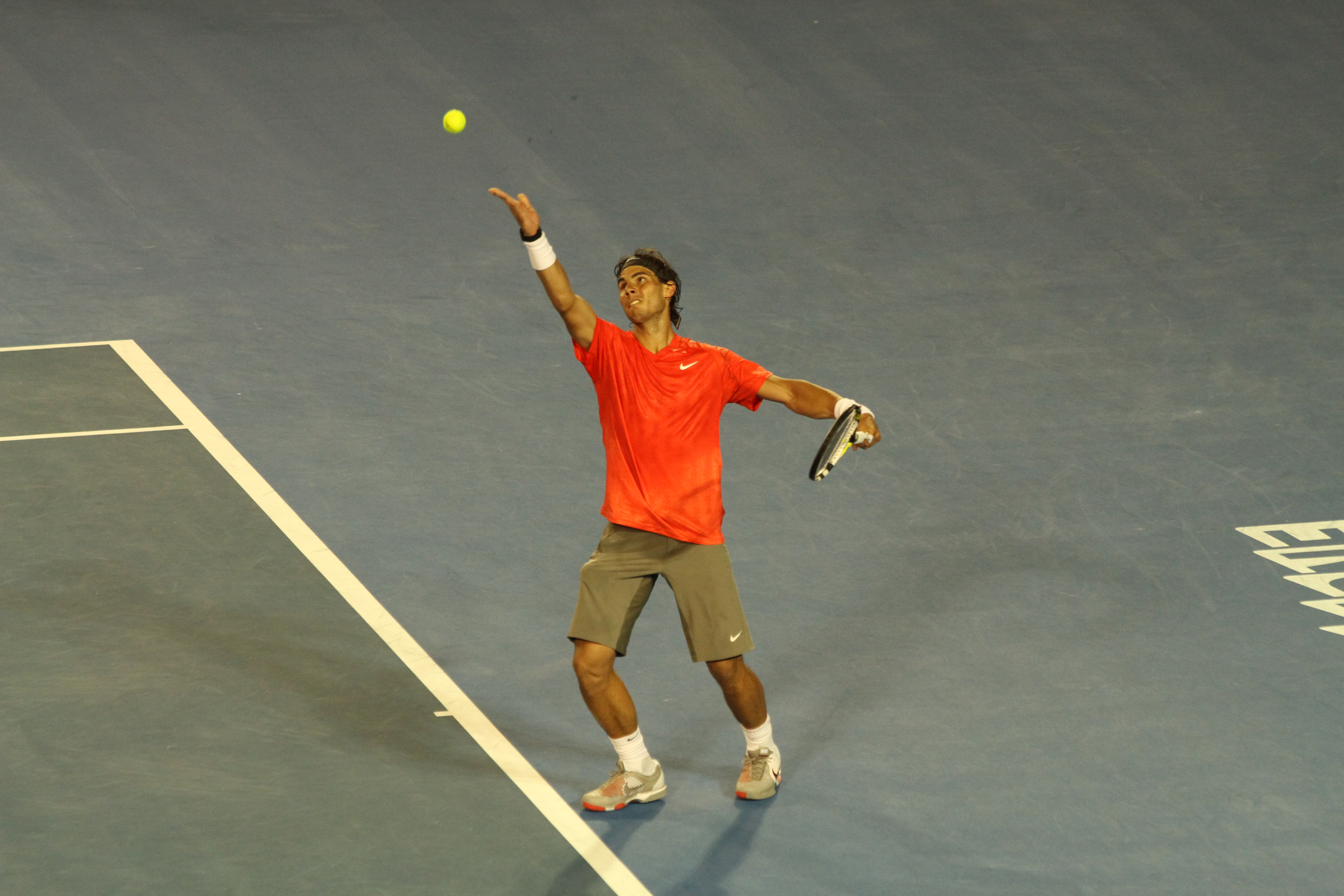
نادال في بطولة أستراليا المفتوحة 2011، عندما خسر فرصة الفوز برباعية الجراند سلام على التوالي.

في الدور الأول من بطولة أستراليا المفتوحة 2011، فاز نادال على البرازيلي ماركوس دانييل 6–0، 5–0، ثم انسحب اللاعب البرازيلي للإصابة في الركبة، في الدور الثاني انتصر نادال على اللاعب القادم من التصفيات الأمريكي رايان سويتنج بثلاث مجموعات نظيفة 6–2، 6–1، 6–1، بعدها قيل بأن نادال سيواجه اختباره الأول في البطولة بمواجهة الشاب الأسترالي بيرنارد توميتش لكن نادال استطاع أن ينتصر بثلاث مجموعات متتالية 6–2، 7–5، 6–3 بالرغم من تأخره في الثانية 4-0. واصل نادال تقدمه في البطولة وهزم الكرواتي مارين سيليتش 6–2، 6–4، 6–3 في المواجهة الثانية بينهما حيث كان نادال قد انهزم أمام اللاعب الكرواتي في بطولة بكين عام 2009. في مباراة ربع النهائي عانى نادال من إصابة في أوتار الركبة عندما كان في مواجهة مواطنه دافيد فيرير حيث عانى من الإصابة في وقت مبكر من المباراة، وخسر نادال بثلاث مجموعات متتالية 6–4، 6–2، 6–3 منهياً بذلك جهوده للفوز بالبطولات الأربع الكبرى على التوالي.
في 7 فبراير 2011، في العاصمة الإماراتية أبوظبي، فاز نادال بجائزة لوريوس العالمية لأفضل رياضي في العالم عن عام 2010 لأول مرة في مسيرته عندما تفوق على كل من لاعب كرة القدم الأرجنتيني ليونيل ميسي وبطل الفورميلا ون الألماني سيباستيان فيتيل ولاعب كرة القدم الإسباني أندريس إنييستا ونجم كرة السلة الأمريكي كوبي براينت والملاكم الفلبيني ماني باكياو.
في شهر مارس، ساعد نادال منتخب إسبانيا على هزيمة المنتخب البلجيكي في المجموعة العالمية لكأس ديفيز، حيث لعب نادال مباراتين على الأراضي البلجيكية داخل القاعات الصعبة نسبياً على نادال، ففي مدينة شارلوروا انتصر نادال على روبن باميلمانس 6–2، 6–4، 6–2. وبعد ضمان تأهل إسبانيا بثلاث انتصارات متتالية فاز نادال في مباراة ليس بذات أهمية على أوليفيه روكوس بنتيجة 6–4، 6–2.
في بطولة بي ان بي باريبا في انديان ويلز في كاليفورنيا، هزم نادال في الدور الثاني القادم من التصفيات الجنوب إفريقي ريك دي فوست 6–0، 6–2 في أول مباراة له. ثم هزم كل من الأمريكي رايان سويتنج 6–3، 6–1 وسومديف ديفارمان من الهند 7–5، 6–4، في ربع النهائي عانى نادال في مباراته أمام الكرواتي صاحب 2.08 سنتيمتر ايفو كارلوفيتش لكنه فاز بالنهاية بنتيجة 5–7، 6–1، 7–6(9–7)، وفي الدور نصف النهائي التقى خوان مارتن ديل بوترو حيث تشير المواجهات الثلاثة السابقة بينهما إلى تفوق ديل بوترو، وعلى الرغم من بعض الصعوبات خصوصاً في المجموعة الأولى فاز نادال بمجموعتين متتاليتين 6–4، 6–4. وصل نادال إلى ثالث نهائي له في انديان ويلز حيث لم يسبق له أن انهزم في النهائيين السابقين فبعد تقدمه في المجموعة الأولى خسر نادال أمام اللاعب الصربي نوفاك دجوكوفيتش بنتيجة 6–4، 3–6، 2–6. وفي اليوم التالي لعب نادال ودجوكوفيتش مباراة إستعراضية ودية في مدينة بوغوتا في كولومبيا حيث فاز نادال في المباراة.

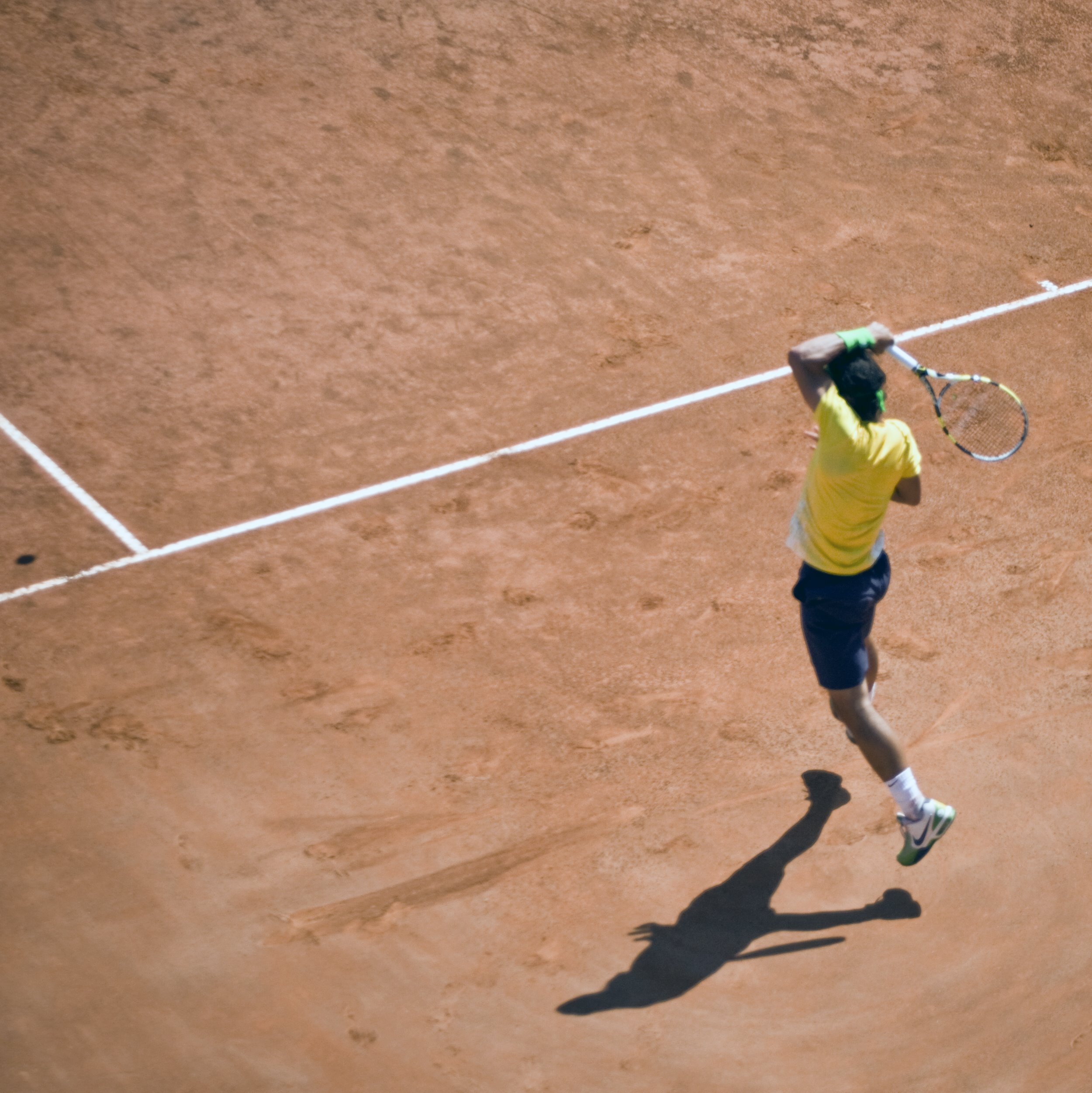
نادال في بطولة روما للماسترز 2011، عندما خسر المباراة النهائية لأول مرة.

في بطولة سوني إريكسون المفتوحة في ميامي بدأ نادال مبارياته بالفوز على الياباني كي نيشيكوري 6–4، 6–4، ثم التقى مواطنه فيليسيانو لوبيز في الدور الثالث حيث فاز عليه بنتيجة 6–3، 6–3، وفي الدور الرابع واصل نادال تقدمه عندما هزم اللاعب الأوكراني ألكسندر دولغوبولوف 6–1، 6–2. في ربع النهائي واجه نادال اختباره الحقيقي الأول في البطولة عندما واجه المصنف السابع في البطولة التشيكي توماس بيرديتش لكن نادال انتصر في المواجهة حيث خسر المجموعة الثانية 6–2، 3–6، 6–3. في نصف النهائي التقى نادال منافسه التقليدي السويسري روجر فيدرير، وكان النصف النهائي الأول بينهما منذ أن تقابلا في نصف نهائي بطولة كأس الأساتذة عام 2007. انتهت المباراة بفوز سهل لنادال بنتيجة 6–3، 6–2. للمرة الثانية خلال إسبوعين عاد نادال ليقابل دجوكوفيتش في المباراة النهائية، كما كان الحال في انديان ويلز فاز نادال في المجموعة الأولى لكن عاد دجوكوفيتش وحسم المجموعتين الثانية والثالثة لصالحه وفاز مرة أخرى على نادال بنتيجة 4–6، 6–3، 7–6(7–3). كانت هذه هي المرة الأولى التي بلغ فيها نادال المباراة النهائية في بطولتي انديان ويلز وميامي في العام نفسه.
في موسم الملاعب الترابية انطلق نادال عبر بوابة بطولته المفضلة رولكس مونتي كارلو المقامة في موناكو، بفقدانه مجموعة واحدة طوال البطولة هزم نادال كل من ياركو نييمينن 6–2، 6–2، ريشارد جاسكيه 6–2، 6–4، ايفان ليوبيسيتش 6–1، 6–3، والبريطاني أندي موراي 6–4، 2–6، 6–1، تأهل نادال إلى سابع نهائي له في مونتي كارلو على التوالي، حيث ثأر لهزيمته في ربع نهائي أستراليا المفتوحة هذا العام وانتصر على مواطنه دافيد فيرير بنتيجة 6–4، 7–5. بفوزه هذا أصبح نادال أول لاعب يفوز ببطولة ضمن رابطة محترفي كرة المضرب (بالإنجليزية: ATP) سبع مرات في العصر المفتوح. كما حقق نادال رقم قياسي بأطول سلسلة عدد انتصارات ببطولة واحدة حيث حقق 37 انتصار متتالي في مونتي كارلو حيث لم يخسر منذ عام 2003. كان هذا اللقب هو الـ 44 في مسيرة نادال والـ 19 في سلسلة بطولات الماسترز 1000 نقطة. وكان لقب مونتي كارلو هو أول لقب لنادال منذ فوزه ببطولة اليابان المفتوحة للتنس العام الماضي. انضم نادال إلى المركز الثالث مع السويدي بيورن بورغ ومانويل أورانتس في قائمة أكثر اللاعبين الحاصلين على بطولات على الملاعب الترابية.

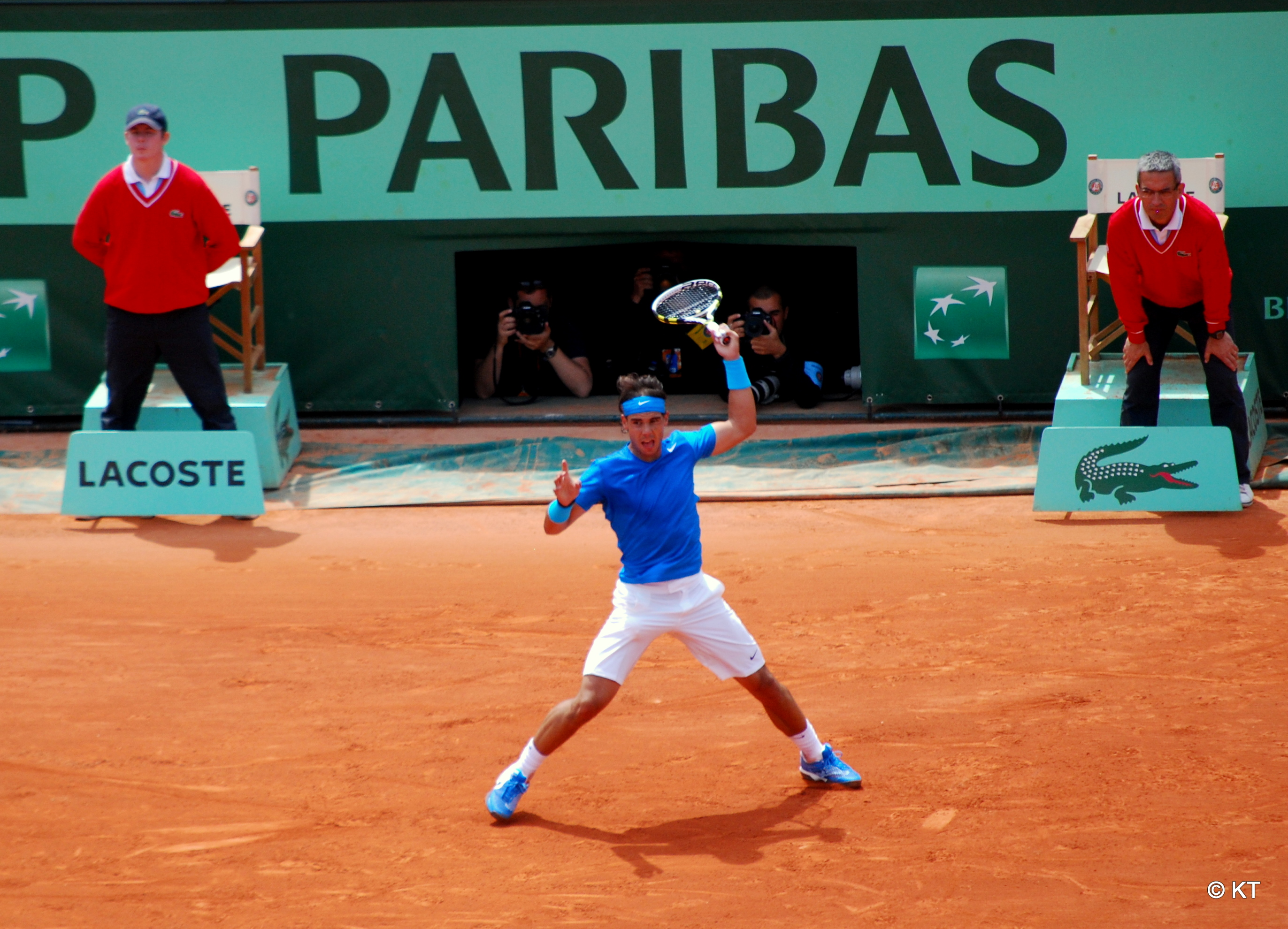
نادال في بطولة فرنسا المفتوحة لعام 2011، عندما حقق لقبه السادس في رولان غاروس.

بعد اسبوع واحد من تتويجه بمونتي كارلو فاز نادال بلقب بطولة برشلونة المفتوحة للتنس بانكو ساباديل حيث هزم كل من دانييل خيمنو ترافير 6–1، 6–1، وسانتياجو جيرالدو 6–3، 6–1، وجايل مونفيس 6–2، 6–2 وإيفان دوديج 6–3، 6–2، وفي النهائي لثاني اسبوع على التوالي هزم نادال دافيد فيرير بنتيجة 6–2، 6–4 وأصبح بذلك أول رجل في العصر المفتوح يفوز ببطولتين ست مرات على الأقل لكل منهما. نادال كان اللاعب الأكثر فوز بالمباريات حتى الآن في هذا الموسم بـ 29 انتصار، يذكر بان نقاط بطولة برشلونة وهي 500 نقطة لم تضاف لرصيد نادال بسبب قوانين نصتها رابطة المحترفين حيث أن النقاط لن تدخل في رصيد نادال حتى تاريخ 8 أغسطس 2011.
في شهر مايو دخل نادال بطولة موتوا مدريد المفتوحة حيث كان قد فاز بها العام الفائت. ففي الدور الثاني هزم اللاعب القبرصي ماركوس باجداتيس 6–1، 6–3، ثم كان من المفروض أن يتقابل مع اللاعب خوان مارتن ديل بوترو الذي أعلن انسحابه بسبب الإصابة فتأهل نادال تلقائياً للدور الربع نهائي عندما واجه الفرنسي ميشيل لودرا وانتصر عليه بنتيجة 6–2، 6–2، بعدها التقى نادال لأول مرة هذا العام منافسه السويسري روجر فيدرير وهزمه في مباراة استمرت لثلاث مجموعات بعدما تأخر نادال في المجموعة الأولى عاد وكسب المباراة بنتيجة 5–7، 6–1، 6–3. في المباراة النهائية التقى نادال مع اللاعب الذي هزمه في نهائيي بطولتي انديان ويلز وميامي الصربي نوفاك دجوكوفيتش، وللمرة الثالثة يخسر نادال أمام دجوكوفيتش لكن هذه المرة بمجموعتين نظيفتين بواقع 7–5، 6–4.
في بطولة انترناسيونالي بي ان ال دإيتاليا المقامة في العاصمة الإيطالية روما وصل نادال إلى المباراة النهائية بعدما هزم كل من الإيطالي باولو لورينزي 6–4، 6–0، وفيليسيانو لوبيز 6–4، 6–2، ومارين سيليتش 6–1، 6–3، وريشارد جاسكيه 7–5، 6–1، بعدها خسر نادال لرابع مرة هذا العام ضد الصربي دجوكوفيتش. هذه هي المرة الأولى التي يخسر فيها نادال مرتين على الملاعب الرملية أمام نفس اللاعب في موسم واحد. وهي المرة الأولى التي يخسر فيها نادال في نهائي بطولة روما للأساتذة. ومع ذلك ظل نادال محتفظاً بصدارة الترتيب العالمي بالرغم من الهزائم المتكررة ضد ملاحقه في التصنيف دجوكوفيتش.
انطلقت بطولة فرنسا المفتوحة لعام 2011، وكان نادال متطلعاً لمحو هزائمه أمام منافسه دجوكوفيتش، وبالرغم من ذلك لُوحظ على نادال تأثره الواضح من الهزائم الأخيرة التي تلقاها في مدريد وروما من دجوكوفيتش حيث عانى كثيراً في الدور الأول من البطولة عندما واجه اللاعب الأمريكي العملاق صاحب 2.06 سنتيمتر جون إيسنر ووصلا إلى المجموعة الخامسة والفاصلة حيث انتصر نادال في النهاية بواقع 6–4، 6–7(2–7)، 6–7(2–7)، 6–2، 6–4، وكانت المرة الأولى في مسيرة نادال في بطولة فرنسا المفتوحة التي يصل فيها لمجموعة خامسة حيث لم يسبق لهذا أن حصل. بعدها وبالرغم من هزيمته لمواطنه بابلو أندوخار 7–5 6–3 7–6(7–4) في الدور الثاني عانى نادال بعض الشيء في تلك المباراة وكاد أن يخسر المجموعة الأخيرة 6–1 لولا صحوته ورجوعه في المجموعة. في الدور الثالث عبر نادال بسهولة عندما هزم اللاعب الكرواتي أنطونيو فيتش بنتيجة 6–1، 6–3، 6–0، بعدها قابل اللاعب الكرواتي الآخر ايفان ليوبيسيتش وهزمه بواقع 7–5، 6–3، 6–3، في ربع النهائي التقى نادال منافسه السويدي روبن سودرلينغ الذي قابله في نهائي نسخة العام الماضي حيث لم يعان نادال إمامة وفاز عليه بنتيجة 6–4 6–1 7–6(7–3). في نصف النهائي التقى نادال اللاعب البريطاني أندي موراي لأول مرة في بطولة فرنسا المفتوحة، وبعد مباراة طويلة شابها العديد من كسور الإرسال حسمها نادال بثلاث مجموعات نظيفه وفاز بواقع 6–4، 7–5، 6–4 وتأهل إلى نهائي بطولة فرنسا المفتوحة للمرة السادسة خلال السبع سنوات الماضية. وعلى عكس التوقعات كان خصم نادال في النهائي هو منافسه التقليدي السويسري روجر فيدرير الذي هزم الصربي نوفاك دجوكوفيتش في نصف النهائي وكسر سلسلة انتصارات اللاعب الصربي التي بدأت منذ آخر خسارة له أمام فيدرير بالذات في نهائيات الجولة العالمية لرابطة محترفي التنس 2010. وكما جرت العادة انتصر نادال على فيدرير في نهائي فرنسا المفتوحة لخامس مرة بعد اعوام 2005,2006,2007,2008 وحقق لقبه السادس في رولان غاروس.
في شهر يونيو دخل نادال بطولة ايغون العشبية التي فاز بها في عام 2008. وقد شارك في مسابقتي الفردي والزوجي باعتبارها البطولة التحضيرية لويمبلدون. فكونه أحد المصنفين الثمانية الأوائل لم يشارك في الدور الأول. وافتتح مسيرته في البطولة بالفوز على اللاعب الأسترالي ماثيو ايبدين 6–4، 6–4، ثم فاز على اللاعب التشيكي راديك ستيبانيك بنتيجة 6–3، 5–7، 6–1، بعدها انهزم نادال في الدور ربع النهائي مع الفرنسي جو ويلفرد تسونجا بواقع 6–7(3–7)، 6–4، 6–1.

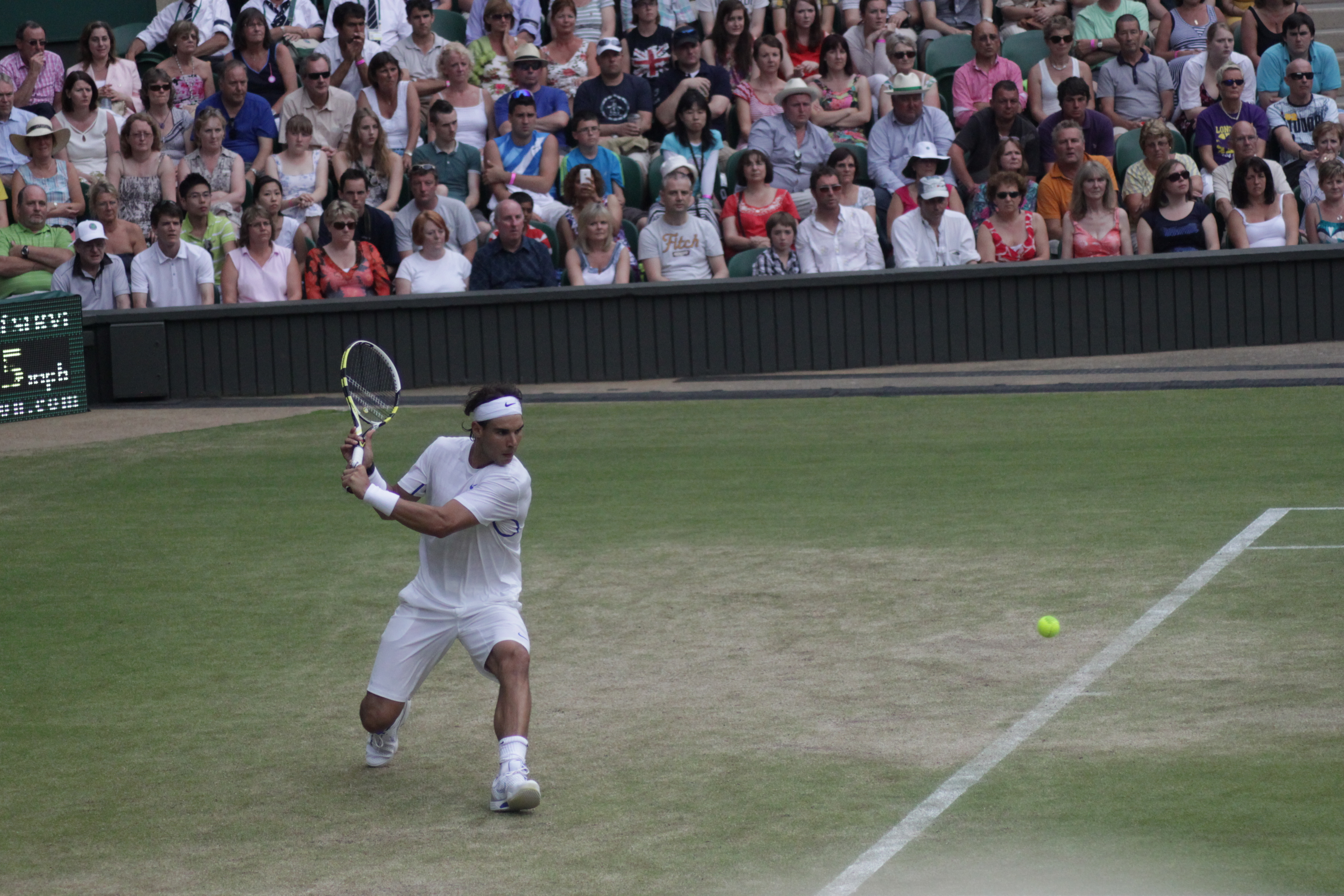
نادال في بطولة ويمبلدون 2011، الخسارة الأولى في ويمبلدون منذ 2007.

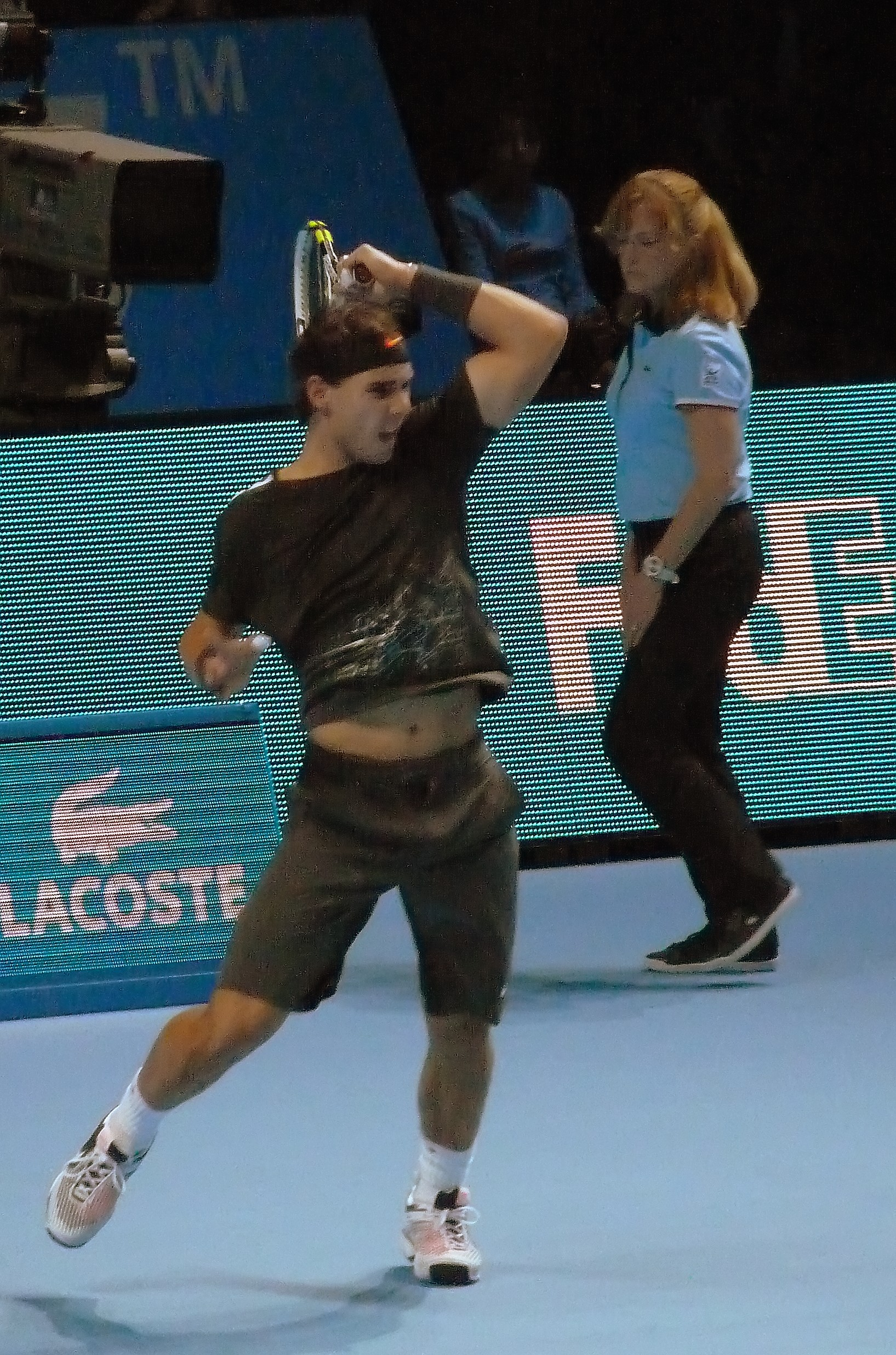
نادال في نهائيات الجولة العالمية لرابطة محترفي التنس 2011

خلال الأدوار الثلاثة الأولى في بطولة ويمبلدون 2011 فاز نادال على كل من مايكل راسل من الولايات المتحدة 6–4، 6–2، 6–2، ورايان سويتنج 6–3، 6–2، 6–4، وجيلس مولر من لوكسبمورغ 7–6(7–5)، 7–6(7–5)، 6–0 ثم واجه خوان مارتن ديل بوترو في الدور الرابع وكانت مباراة في غاية الإثارة، فبعد مجموعة اولى مثيرة تمكن نادال من الظفر بها بواقع 7–6(8–6)، بالرغم من تعرضه لإصابة في الكاحل، وفي المجموعة الثانية حصل نفس الامر لديل بوترو عندما اصيب في ظهره وتمكن أيضاً من الفوز بالمجموعة الثانية بواقع 6–3 ثم تمكن نادال من الفوز بالمجموعتين الثالثة والرابعة 7–6(7–4)، 6–4 والصعود للدور ربع النهائي. بعدها التقى اللاعب الأمريكي ماردي فيش وبالرغم من خسارة المجموعة الثالثة حسم نادال اللقاء بواقع 6–3، 6–3، 5–7، 6–4. في نصف النهائي واجه نادال البريطاني أندي موراي للمرة الثالثة في ويمبلدون بعد عامي 2008,2010، يذكر أنه في المرتين السابقتين كان نادال يفوز بثلاث مجموعات متتالية إلا أن هذه المرة كان البريطاني عازم على إقصاء نادال فحسم المجموعة الأولى لصالحه بنتيجة 7–5 ثم انقض نادال عليه وقلب النتيجة ليفوز بالمجموعات الثلاث الأخرى وبواقع 6–2، 6–2، 6–4، ليصعد نادال إلى نهائي ويمبلدون للمرة الخامسة على التوالي. في النهائي كان بانتظار نادال غريمه الصربي نوفاك دجوكوفيتش الذي كان قد هزم نادال في أربع مرات هذا الموسم (جميعها في نهائيات بطولات 1000 نقطة) فبعد فوز الصربي بأول مجموعتين عاد نادال ليكسب الثالثة ثم حسم المباراة اللاعب دجوكوفيتش بفوزه بالمجموعة الرابعة ويفوز باللقب بنتيجة 6–4، 6–1، 1–6، 6–3. لتكون هذه الخسارة هي الأولى لنادال في إحدى نهائيات البطولات الأربعة الكبرى التي كان قد خسرها أمام لاعب غير السويسري روجر فيدرير، وأول خسارة في ويمبلدون منذ أن خسر في نهائي عام 2007، وثالث خسارة له في نهائيات ويمبلدون، وخامس خسارة له ضد دجوكوفيتش في هذا العام، وأول خسارة له ضد اللاعب الصربي في ويمبلدون. هذه الخسارة أنهت سلسلة انتصارات نادال في نهائيات الجراند سلام والتي وصلت لسبعة ومنعته من معادلة الرقم القياسي المسجل باسم الأمريكي بيت سامبراس وهو ثمانية انتصارات على التوالي. بعد هذه البطولة اعتلى نوفاك دجوكوفيتش صدارة التصنيف العالمي لأول مرة، وبهذا كسر دجوكوفيتش هيمنة نادال وفيدرير على صدارة التصنيف والتي بدأت منذ 2 فبراير 2004. تراجع نادال للتصنيف الثاني للمرة الأولى منذ يونيو 2010.

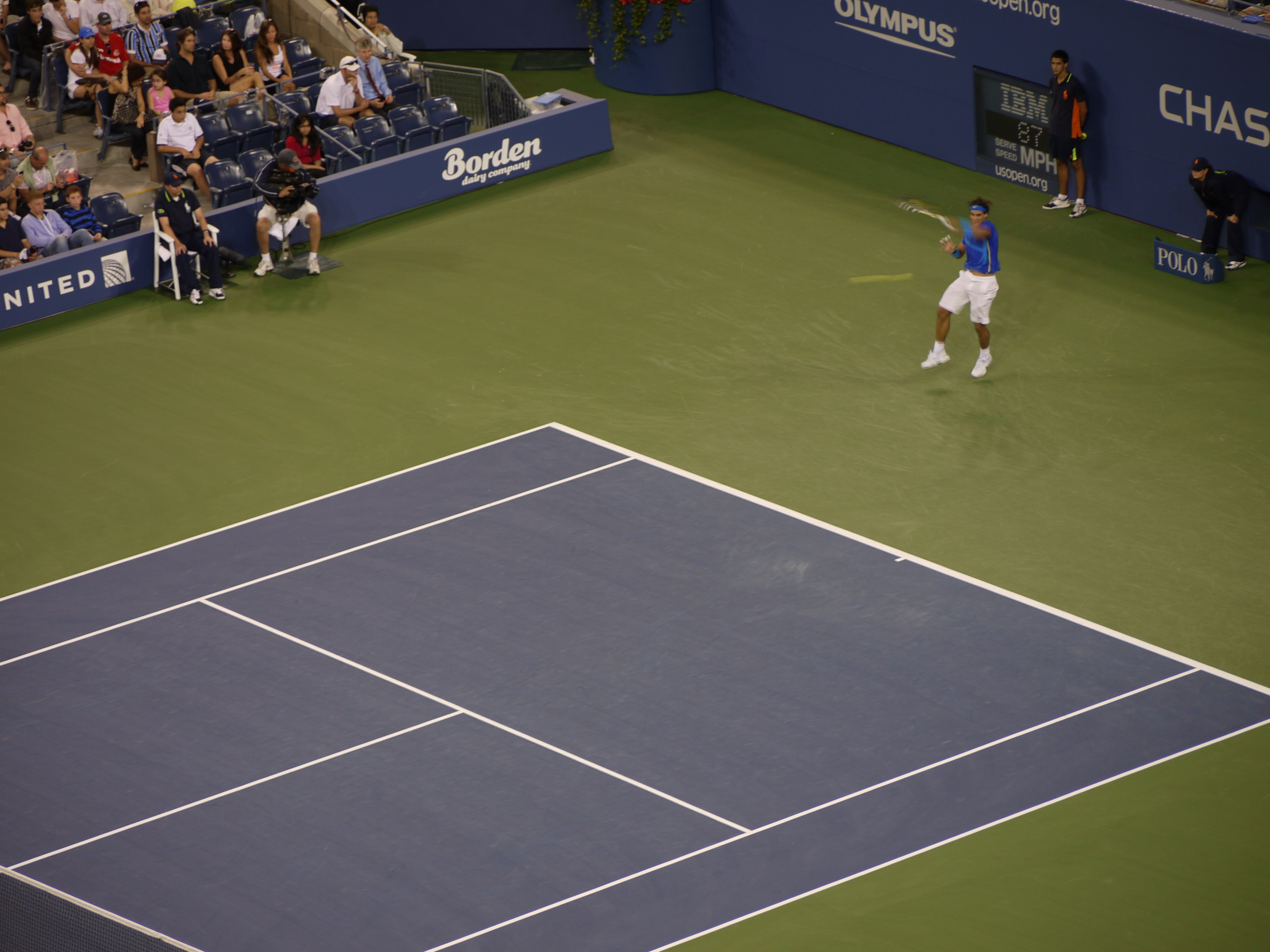
نادال في أمريكا المفتوحة 2011، خسارة النهائي الثاني على التوالي في الجراند سلام.

بعد راحة استمرت لمدة شهر بسبب إصابة الكاحل التي تعرض لها نادال في ويمبلدون، عاد للمشاركة في بطولة كأس روجرز للأساتذة 2011، حيث صُدم بالهزيمة أمام اللاعب الكرواتي إيفان دوديج في شوط كسر التعادل بالمجموعة الفاصلة وخسر بنتيجة 1–6، 7–6(7–5)، 7–6(7–5). انتقل بعدها للمشاركة في بطولة سينسيناتي للأساتذة حيث فاز في الدور الثاني على اللاعب الفرنسي جوليان بينيتو بنتيجة 6–4، 7–5، ثم هزم مواطنه فرناندو فيرداسكو في مباراة طويلة بواقع 7–6(7–5)، 6–7(4–7)، 7–6(11–9)، ثم خسر في ربع النهائي أمام الأمريكي ماردي فيش بنتيجة 3–6، 4–6.
في بطولة الولايات المتحدة المفتوحة 2011 بدأ نادال مشواره بالفوز في الدور الأول على اللاعب أندري غولوبيف بثلاث مجموعات متتالية 6–3، 7–6(7–1)، 7–5، ثم هزم الفرنسي نيكولا ماهو الذي انسحب وسط المباراة عندما كانت النتيجة تشير إلى تقدم نادال 6–2، 6–2، في الدور الثالث فاز نادال على الأرجنتيني ديفيد نالبانديان بنتيجة 6–1، 7–5، وفي المؤتمر الصحفي الذي تلى هذه اللقاء شعر نادال بآلام حادة بسبب تقلصات شديدة حصلت له. في الدور الرابع هزم نادال اللاعب اللوكسبمورغي جيلس مولر 7–6(7–1)، 6–1، 6–2، ثم فاز على الأمريكي أندي روديك بسهولة كبيرة 6–2، 6–1، 6–3، وفي نصف النهائي التقى نادال بالبريطاني أندي موراي في ثالث نصف نهائي جراند سلام بينهما هذا الموسم بعد فرنسا المفتوحة وويمبلدون، أيضاً في أمريكا تمكن نادال من التغلب على موراي بأربع مجموعات وهزمه بواقع 6-4، 6-2، 3-6، 6-2. في المباراة النهائية وكما حصل على مدار الموسم، خسر نادال لسادس مرة على التوالي أمام غريمة الصربي نوفاك دجوكوفيتش بنتيجة 2–6، 4–6، 7–6(7–3)، 1–6.
بعد بطولة أمريكا المفتوحة انتقل نادال إلى القارة الآسيوية للمشاركة في بطولة راكوتين جابان المفتوحة، في طوكيو وفي طريقه إلى النهائي فاز نادال على كل من جو سويدا من اليابان 6–3، 6–2، ميلوس راونيتش من كندا 7–5، 6–3، سانتياجو جيرالدو من كولومبيا 7–6(8–6)،6-3، ثم ماردي فيش 7–5، 6–1. في النهائي وبالرغم من فوزه بالمجموعة الأولى أمام البريطاني أندي موراي، استطاع الاخير قلب النتيجة والفوز بالبطولة بواقع 6–3، 2–6، 0–6. انتقل بعدها نادال للمشاركة في بطولة شنغهاي للماسترز، فاز في الدور الثاني على مواطنه جويرمو جارسيا لوبيز بنتيجة 6–3، 6–2، ثم انهزم في الدور التالي على يد المصنف الثالث والعشرين الألماني فلوريان ماير بنتيجة 6–7(5–7)، 3–6.
في نهائيات الجولة العالمية لرابطة محترفي التنس استطاع نادال الفوز بصعوبة في اولى مبارياته في دور المجموعات عندما هزم الأمريكي ماردي فيش بنتيجة 6-2، 3-6، 7-6(7/3)، بعدها تعرض نادال لخسارة قاسية على يد منافسه التقليدي روجر فيدرير 3-6، 0-6، في واحدة من أسرع المباريات التي جرت بينهما والتي استمرت 60 دقيقة فقط. في المباراة الأخيرة كان نادال يحتاج الفوز على جو ويلفرد تسونجا للعبور إلى نصف النهائي لكنه خسر بواقع 6-7(2/7)، 6-4، 3-6 وخرج من البطولة.
الظهور الأخير لنادال هذا العام كان في نهائي كأس ديفيز في شهر ديسمبر، حيث كان المنتخب الإسباني سيواجه نظيره الأرجنتيني في مدينة إشبيلية في إسبانيا. انتصر نادال في المباراة الأولى على صديقه الأرجنتيني خوان موناكو بنتيجة 6–1، 6–1، 6–2، ثم واجه الأرجنتيني الآخر خوان مارتن ديل بوترو حيث انتصر نادال في واحدة من أصعب المباريات التي خاضها في كأس ديفيز وفاز بنتيجة 1-6، 6-4، 6-1، 7-6(7/0).

### 2012

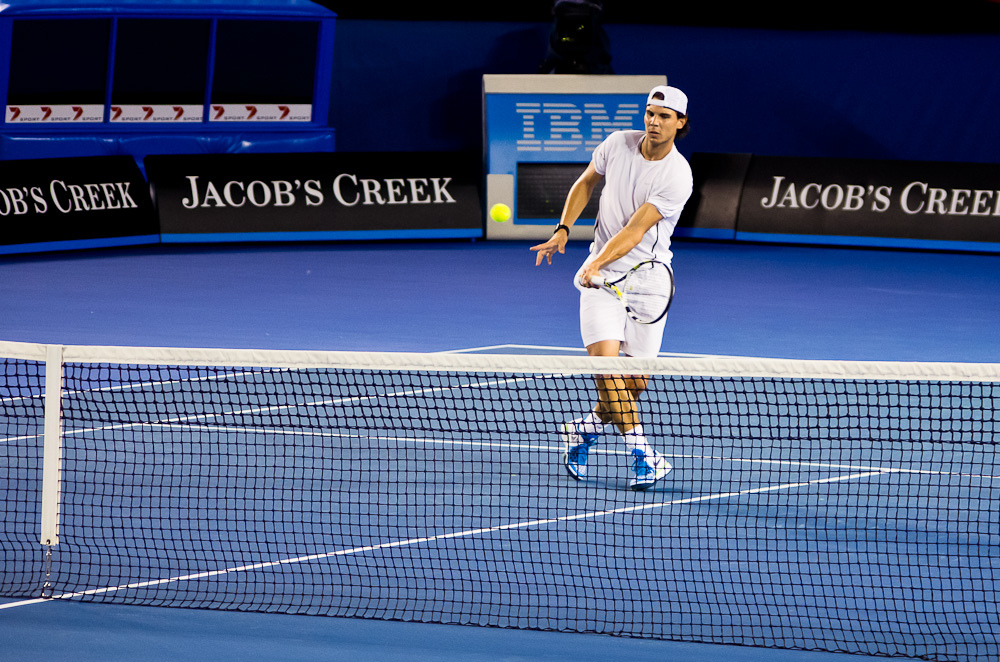
نادال خلال حصة تدريبية أثناء بطولة أستراليا المفتوحة 2012، عندما خسر في المباراة النهائية في أطول نهائي في تاريخ الجراند سلام.

كعادته وفي بداية كل موسم، كان الظهور الأول لنادال هذا العام عبر بوابة بطولة مبادلة العالمية للتنس 2012 الإستعراضية في مدينة أبوظبي بدولة الإمارات العربية المتحدة. كانت مباراته الأولى في الدور نصف النهائي عندما واجه مواطنه دافيد فيرير حيث خسر نادال تلك المباراة بواقع 6–3، 6–2. في مباراة تحديد المركز الثالث تقابل نادال مع خصمه ومنافسه التقليدي روجر فيدرير الذي كان قد انهزم أمام المصنف الأول عالمياً آنذاك نوفاك دجوكوفيتش، فاز نادال بسهولة كبيرة عندما أجهز على فيدرير في مباراة كانت نتيجتها 6–1، 7–5.
كان الحدث الرسمي الأول لنادال كالعادة هو المشاركة في بطولة قطر اكسون موبيل المفتوحة للتنس 2012 فئة 250 نقطة والتي تقام في الدوحة، قطر، كانت اولى مباريات نادال الرسمية هذا العام ضد اللاعب الألماني فيليب كولشرايبر والذي لم يسبق له أن هزم نادال، لكن بالمقابل كانت كل المواجهات بينهما على الأراضي الصلبة تنتهي بالمجموعة الفاصلة. استطاع نادال بعد بعض عدة صعوبات الفوز بنتيجة 6–3، 6–7(2–7)، 6–3. ثم انتصر نادال في الدور الثاني على اللاعب الألماني المغمور دينيس جريملماير بنتيجة 6–2، 6–2، بعدها انتصر على المصنف السابع في البطولة الروسي ميخائيل يوجني 6–4، 6–4. وفي الدور قبل النهائي خسر نادال أمام اللاعب الفرنسي جايل مونفيس بمجموعتين متتاليتين بواقع 3–6، 4–6، يُذكر أن مونفيس هو نفسه من أقصى نادال من ربع نهائي نفس البطولة عام 2009.
افتتح نادال اولى مبارياته في بطولة أستراليا المفتوحة 2012 بالفوز على اللاعب القادم من التصفيات أليكس كوزنتسوف من الولايات المتحدة بنتيجة 6–4، 6–1، 6–1، في الدور الثاني فاز نادال على اللاعب الألماني تومي هاس الذي لم يسبق له أن حقق أي مجموعة ضد رافاييل، ورغم محاولاته تقديم شيء جديد ضد نادال عاد مرة أخرى وهُزم بثلاث مجموعات متتالية بواقع 6–4، 6–3، 6–4. استمر نادال في التقدم بالبطولة وكان غريمه في الدور الثالث اللاعب السلوفاكي لوكاس لاكو حيث انتصر نادال بمجموعات متتالية بواقع 6–2، 6–4، 6–2، في الدور الرابع تغلب نادال على مواطنه فيليسيانو لوبيز بنتيجة 6–4، 6–4، 6–2، بعدها وفي الدور ربع النهائي هزم نادال اللاعب التشيكي توماس بيرديتش في واحدة من أصعب مباريات نادال في البطولة هذا العام بنتيجة 6–7(5–7)، 7–6(8–6)، 6–4، 6–3، الجدير بالذكر أن نادال وحكم تلك المباراة حصلت بينهما مشادة كلامية في نهاية المجموعة الأولى بسبب اعتراض نادال على قرار الحكم والذي تسبب بخسارته المجموعة الأولى. في الدور نصف النهائي التقى نادال روجر فيدرير لثاني مرة في بطولة أستراليا المفتوحة بعد النهائي التاريخي بينهما في عام 2009، تمكن فيدرير من الفوز بالمجموعة الأولى، وتقدم بكسر في بداية المجموعة الثانية، بعدها قلب نادال الطاولة على فيدرير واقتنص منه المباراة عندما فاز بنتيجة 6–7(5–7)، 6–2، 7–6(7–5)، 6–4. بعد هذا الفوز استطاع نادال بذلك الوصول لجميع نهائيات بطولات الجراند سلام الأربعة على التوالي. في المباراة النهائية، تعرض نادال لخسارة سابعة على التوالي من خصمه الصربي نوفاك دجوكوفيتش في مباراة استمرت 5 ساعات و 53 دقيقة وبنتيجة 7–5، 4–6، 2–6، 7–6(7–5)، 5–7، وتُعتبر هذه المباراة هي أطول مباراة نهائية في تاريخ بطولات الجراند سلام على الإطلاق، حيث حقق اللاعبان رقماً قياسياً جديداً بطول توقيت المباراة حيث كان الرقم القياسي لأطول نهائي جراند سلام في التاريخ مسجل باسم اللاعبان ماتس فيلاندر وايفان ليندل والتي استمرت لمدة 4 ساعات و 54 دقيقة، وكان ذلك في بطولة أمريكا المفتوحة عام 1988.

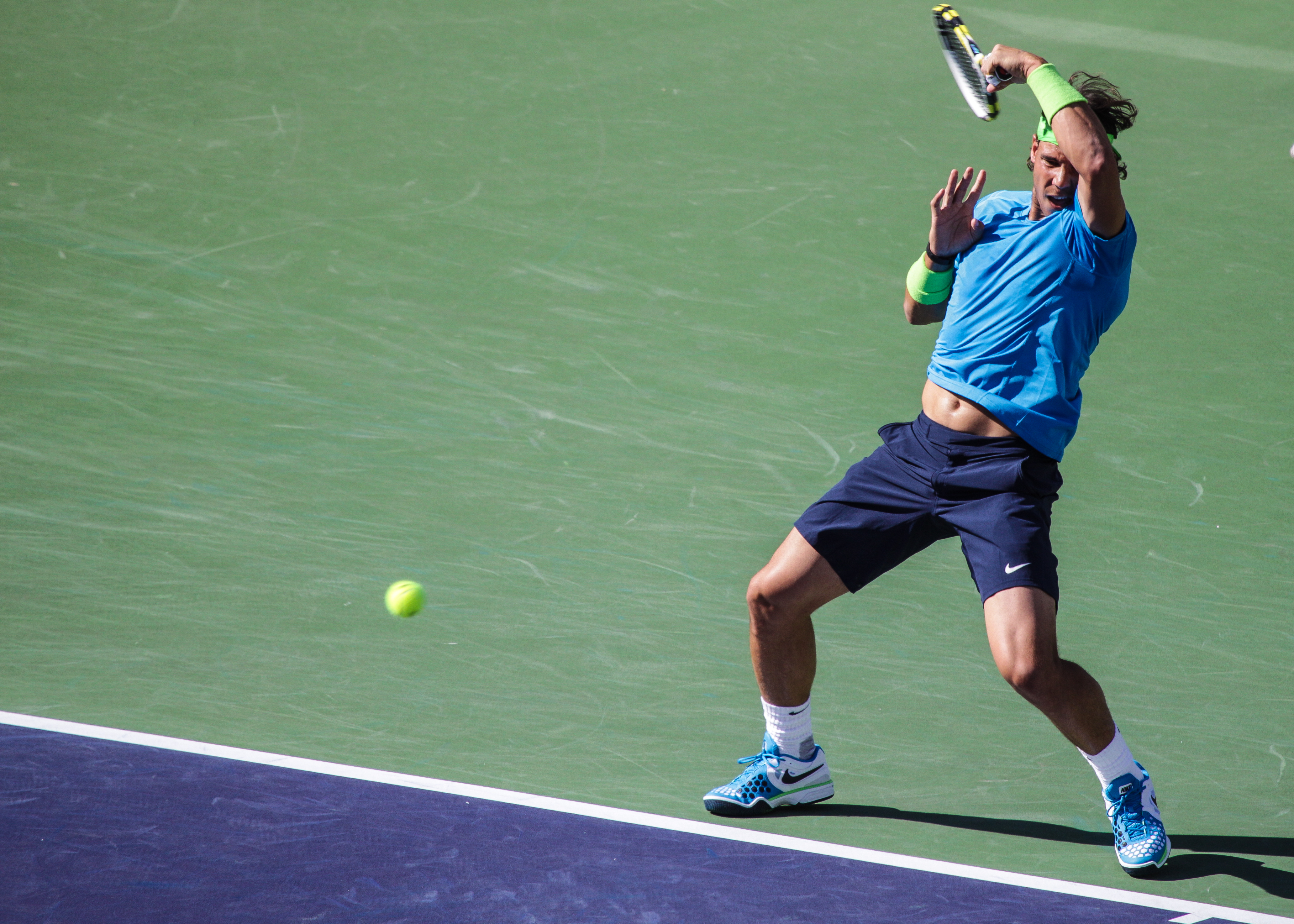
نادال في بطولة إنديان ويلز 2012.

بعد غياب عن المنافسات في شهر فبراير، عاد نادال في مارس للمنافسة عبر بوابة بطولة بي ان بي باريبا في انديان ويلز 2012 في كاليفورنيا، في الدور الثاني فاز نادال على اللاعب الأرجنتيني ليوناردو ماير 6–1، 6–3، ثم هزم مواطنه مارسيل غرانوييرس 6–1، 6–4، في الدور الرابع انتصر على ألكسندر دولغوبولوف 6–3، 6–2، وفي ربع النهائي فاز على اللاعب الأرجنتيني ديفيد نالبانديان في مباراة كانت صعبة على نادال حيث كانت نتيجتها 4–6، 7–5، 6–4. في الدور نصف النهائي عاد نادال ليلتقي بخصمه السويسري روجر فيدرير، في تلك المباراة تعرض نادال للخسارة على يد فيدرير بمجموعتين متتاليتين بواقع 3–6، 4–6.
انتقل نادال بعدها باسبوع للتنافس على لقب بطولة سوني إريكسون المفتوحة 2012 في ميامي، بعد تغلبه على كل من سانتياجو جيرالدو من كولومبيا 6–2، 6–0، وراديك ستيبانيك من التشيك 6–2، 6–2، وكي نيشيكوري من اليابان 6–4، 6–4، والفرنسي جو ويلفرد تسونجا 6–2، 5–7، 6–4، اضطر نادال للانسحاب من الدور نصف النهائي من بطولة ميامي قبل لعب المباراة ضد منافسه البريطاني أندي موراي بسبب تعرضه لمشاكل في الركبة. خسر نادال نقاط النهائي لكلتا البطولتين (انديان ويلز وميامي) كونه قد كان هو الوصيف في العام الماضي.

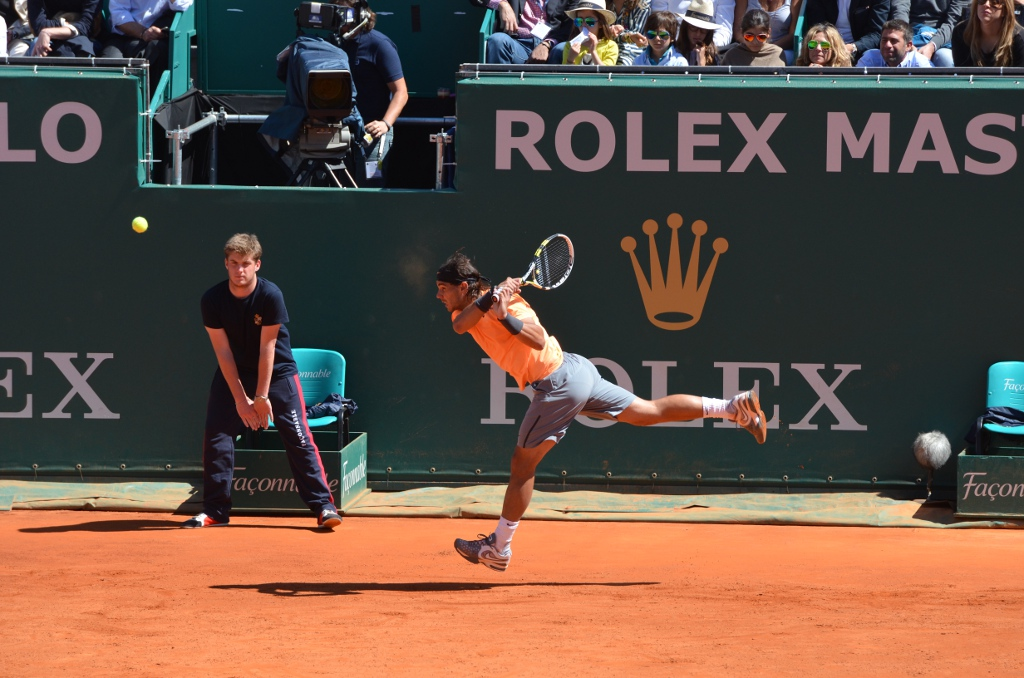
نادال في بطولة مونتي كارلو 2012، عندما حقق لقبه الثامن وانفرد بالرقم القياسي لأطول سلسلة انتصارات متتالية في بطولة واحدة.

في موسم الملاعب الترابية، كانت البطولة الأولى لنادال هذا العام هي بطولته المفضلة رولكس مونتي كارلو 2012 والمقامة في موناكو، في الدور الثاني فاز على اللاعب الفنلندي ياركو نييمينن بنتيجة 6–4، 6–3، ثم انتصر على اللاعب الكازاخستاني ميخائيل كوكوشكين بنتيجة 6–1، 6–1، في الدور ربع النهائي فاز نادال على اللاعب السويسري ستانيسلاس فافرينكا بنتيجة 7–5، 6–4، ثم هزم الفرنسي جيل سيمون في نصف النهائي بواقع 6–3، 6–4. في المباراة النهائي تمكن نادال من هزيمة المصنف الأول عالمياً الصربي نوفاك دجوكوفيتش بمجموعتين متتاليتين بواقع 6–3، 6–1، وبهذا الانتصار حقق نادال لقبه الثامن على التوالي في مونتي كارلو، وكسر عقدة الهزائم أمام دجوكوفيتش والتي استمرت لسبع مباريات نهائية والتي بدأت في نهائي انديان ويلز عام 2011.

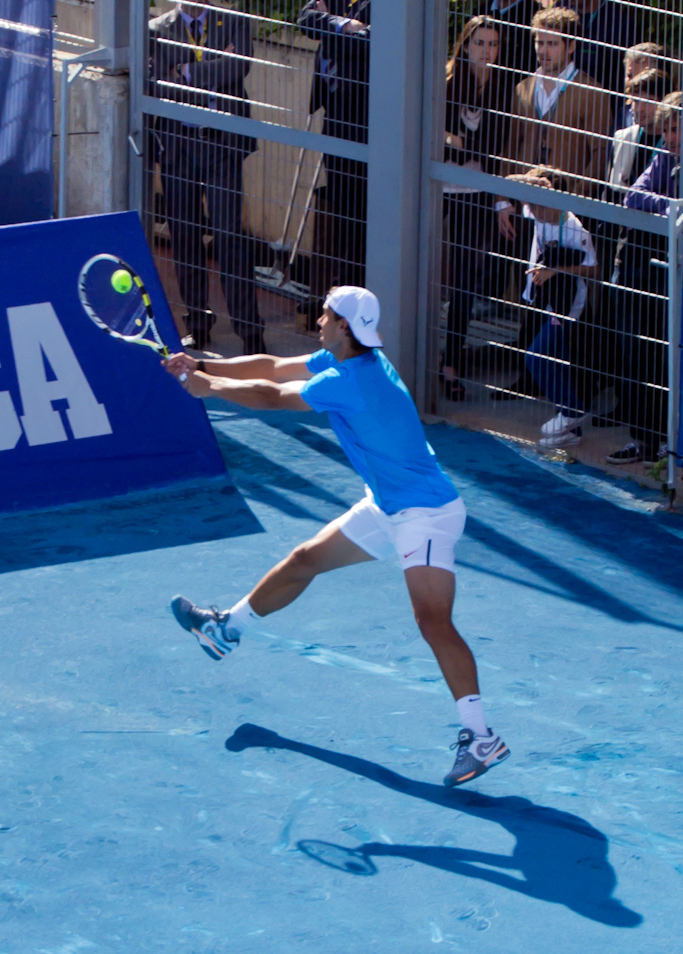
نادال يتدرب في بطولة موتوا مدريد المفتوحة 2012، عندما أُقيمت البطولة على التراب الأزرق.

بعد يوم واحد من نهائي مونتي كارلو، سافر نادال إلى مدينة برشلونة للمشاركة في بطولة برشلونة المفتوحة للتنس بانكو ساباديل 2012، كونه المصنف الأول تخطى نادال الدور الأول دون أن يلعبه، في الدور الثاني واصل نادال سجله الهائل على الملاعب الترابية حيث هزم كل من مواطنه جويرمو جارسيا لوبيز 6–1، 6–2، واللاعب الكولومبي روبرت فرح 6–2، 6–3، والصربي يانكو تيبساريفيتش 6–2، 6–2، ثم فاز على مواطنه فرناندو فيرداسكو بنتيجة قاسية انتهت بواقع 6–0، 6–4. في النهائي وكما في آخر ثلاث نسخ شارك فيها، انتصر نادال على مواطنه دافيد فيرير لكن هذه المرة بشق الأنفس حيث كانت النتيجة 7–6(7–1)، 7–5، لينتزع نادال لقبه السابع في بطولة برشلونة في الثمان سنوات الأخيرة.

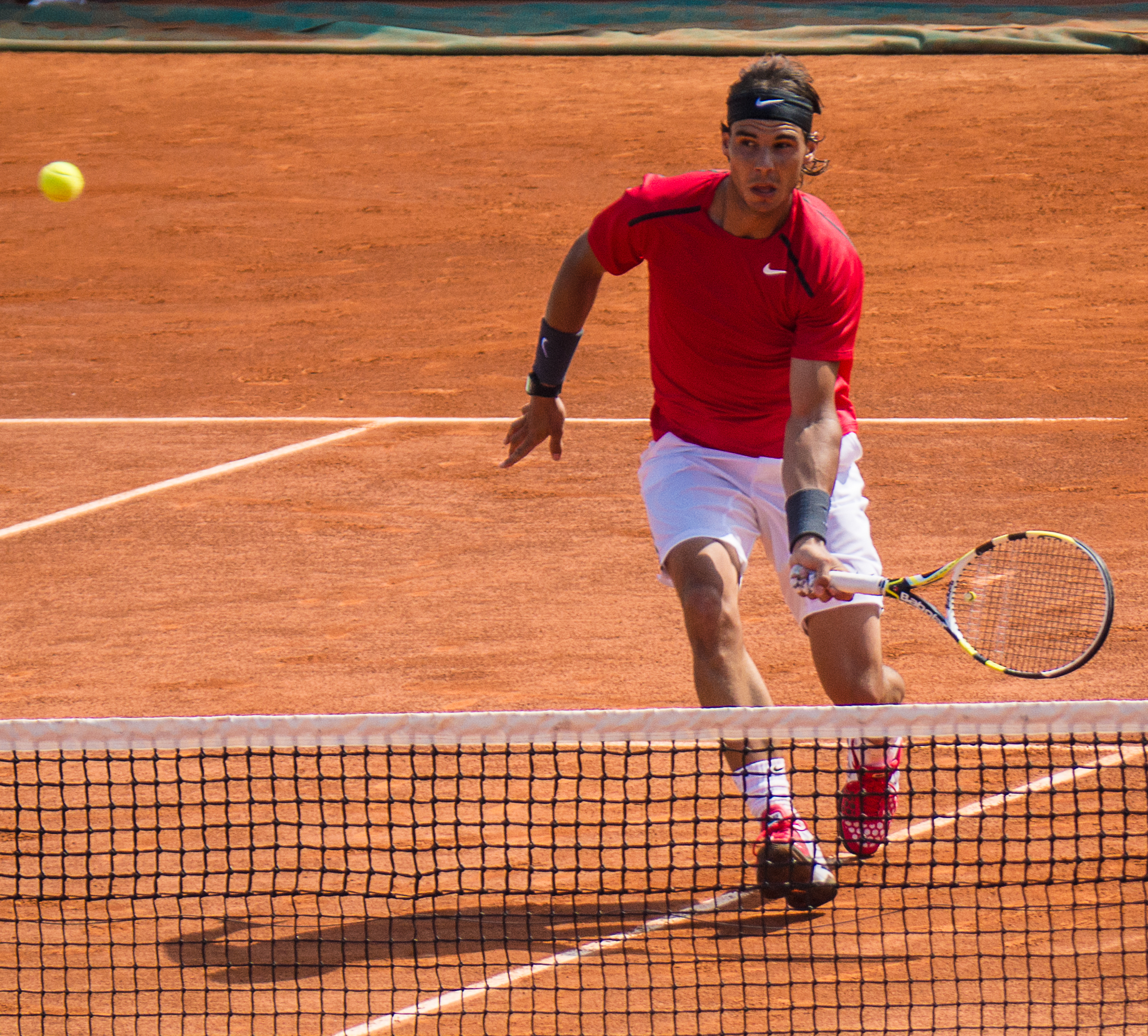
نادال بطل فرنسا المفتوحة لعام 2012، عندما انتصر على دجوكوفيتش وحقق لقبه السابع في رولان غاروس.

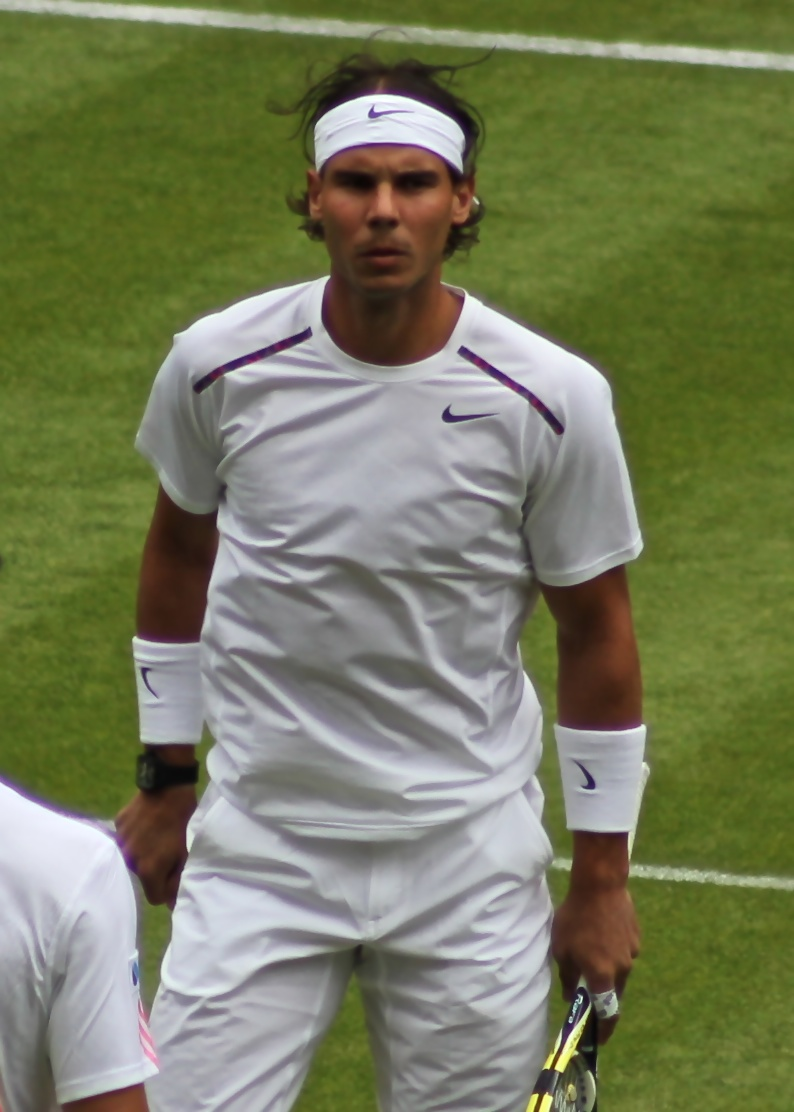
نادال في بطولة ويمبلدون 2012، الخسارة في الدور الثاني وعدم الوصول للنهائي لأول مرة منذ 2006.

في بطولة بطولة موتوا مدريد المفتوحة 2012، والتي سوف تُلعب هذا العام على الأراضي الترابية الزرقاء، وهذا ما لم يعجب العديد من اللاعبين ومن بينهم نادال. في الدور الثاني التقى نادال مع اللاعب الروسي نيكولاي دافيدينكو، وهو أحد اللاعبين القلائل الذين يملكون سجل مواجهات إيجابي ضد رافا حيث يتقدم على نادال بستة انتصارات مقابل أربعة، استطاع نادال الفوز في المباراة بنتيجة 6–2، 6–2 بالرغم من انزعاجه الشديد من الأرضية التي سببت له العديد من التزحلقات. في الدور الثالث خسر نادال أمام مواطنه فرناندو فيرداسكو والذي لم يسبق له الفوز على نادال في 13 مواجهة جرت بينهما في السابق، حيث كان نادال متقدماً في المجموعة الفاصلة 4-0، وبالرغم من ذلك استطاع فيرداسكو الفوز بخمسة أشواط على التوالي لينهي المجموعة 7-5 ويفوز بالمباراة في المحصلة النهائية 3–6، 6–3، 5–7. يذكر أن نادال أعلن استيائه الشديد من أرضية البطولة وهي التراب الأزرق وهدد بعدم حضور البطولة العام المقبل مالم يتم إرجاع الأرضية إلى التراب الأحمر العادي، وقد أدلى العديد من اللاعبين الآخرين (مثل نوفاك دجوكوفيتش) بتصريحات مماثلة.
في البطولة الأخيرة التي تسبق بطولة رولان غاروس، شارك نادال في بطولة انترناسيونالي بي ان ال دإيتاليا المقامة في العاصمة الإيطالية روما، وصل نادال إلى النهائي السابع له في روما بعد الفوز على كل من فلوريان ماير من ألمانيا 6–1، 7–5، ومواطنه مارسيل غرانوييرس 6–1، 6–1، والتشيكي توماس بيرديتش 6–4، 7–5، ودافيد فيرير 7–6(8–6)، 6–0. في النهائي عاد نادال ليلتقي باللاعب الذي هزمه في نهائي العام الماضي وهو المصنف الأول عالمياً الصربي نوفاك دجوكوفيتش. استطاع نادال الفوز على دجوكوفيتش للمرة الثانية هذا العام بمجموعتين نظيفتين بواقع 7–5، 6–3، وحقق لقبه الثالث هذا الموسم والسادس في بطولة روما للماسترز.
مع انطلاق بطولة فرنسا المفتوحة لعام 2012، تمكن نادال من الفوز بـ 30 شوط على التوالي في مبارياته الخمسة الأولى دون فقدان أي مجموعة عندما هزم كل من اللاعب الإيطالي
سيموني بوليلي بنتيجة 6–2، 6–2، 6–1 في الدور الأول، واللاعب الأوزبكي دينيس ايستومين بنتيجة 6–2، 6–2، 6–0 في الدور الثاني، واللاعب الأرجنتيني إدواردو شوانك بنتيجة 6–1، 6–3، 6–4 في الدور الثالث، ثم هزم صديقه الأرجنتيني خوان موناكو بنتيجة ثقيلة جداً كانت 6–2، 6–0، 6–0. بعدها تقدم نادال للدور ربع النهائي وفاز على مواطنه نيكولاس الماجرو بنتيجة 7–6(7–4)، 6–2، 6–3. في الدور نصف النهائي تقابل نادال مع صديقه وخصمه دافيد فيرير لثاني مرة في بطولة فرنسا المفتوحة بعد عام 2005، على عكس اللقاءات السابقة هذا العام في كل من برشلونة وروما، لم يُظهر نادال أي أخطاء في اللقاء وفاز على فيرير بثلاث مجموعات متتالية كانت 6–2، 6–2، 6–1، ليكون نادال في انتظار معركة جديدة ضد خصمه المصنف الأول نوفاك دجوكوفيتش. هذه هي المرة الأولى في التاريخ التي يواجه لاعبان بعضهما البعض في جميع نهائيات الجراند سلام على التوالي، كما أنهما أصبحا اللاعبان الوحيدان في التاريخ اللذان تقابلا في جميع نهائيات بطولات الجراند سلام، في النهائي تمكن نادال من الفوز بالمجموعتين الأولى والثانية، ثم تمكن دجوكوفيتش من حسم الثالثة لصالحه، في المجموعة الرابعة تم تأجيل المباراة ليوم الغد بسبب الأمطار. عندما استؤنفت المباراة في اليوم التالي تمكن نادال من الفوز بالمجموعة الرابعة بخطأ مزدوج على إرسال دجوكوفيتش، حيث كانت نتيجة المباراة 6–4، 6–3، 2–6، 7–5، وبذلك تمكن نادال من الحصول على لقبه السابع في بطولة رولان غاروس، طوال البطولة خسر نادال مجموعة واحدة فقط وحدث ذلك في المباراة النهائية. من خلال هذا الفوز في رولان غاروس، تجاوز نادال اللاعب السويدي بيورن بورغ بالأرقام المسجلة في البطولة، ليصبح نادال لاعب التنس الأكثر نجاحاً في تاريخ بطولة فرنسا المفتوحة. يُذكر بأن نادل لم يخسر سوى ثلاث مجموعات فقط في كامل موسم الملاعب الترابية لعام 2012.
هذا العام قرر نادال الإستعداد لبطولة ويمبلدون بالمشاركة في بطولة هالي للتنس عوضاً على المشاركة في بطولة كوينز للتنس التي كان يشارك بها منذ 2008. في الدور الثاني فاز نادال على اللاعب السلوفاكي لوكاس لاكو بنتيجة 7–5، 6–1، ثم خسر نادال في الدور ربع النهائي للمرة الأولى أمام خصمة الألماني فيليب كولشرايبر، وهو الفوز الأول لكولشرايبر على نادال في سجل المواجهات بينهما.
في بطولة ويمبلدون 2012 هزم نادال اللاعب البرازيلي توماز بيلوتشي في الدور الأول بحصة 7–6(7–0)، 6-2، 6-3، ثم التقى في الدور الثاني اللاعب التشيكي لوكاس روسول، وهو اللاعب المصنف رقم 100 على العالم، هذه هي المشاركة الأولى للاعب روسول في بطولة ويمبلدون حيث لم يسبق له أن تخطى الأدوار التمهيدية على الإطلاق في محاولاته الخمسة السابقة. في واحدة من أكبر المفاجأت في تاريخ البطولات الأربع الكبرى، تمكن اللاعب روسول من الفوز على نادال بخمس مجموعات وبنتيجة 7–6(11–9)، 4–6، 4–6، 6–2، 4–6، وكانت هذه هي المرة الأولى منذ بطولة ويمبلدون 2005 أن نادال فشل في المرور من الدور الثاني في بطولة في الجراند سلام.
في يوليو 2012، أعلن نادال انسحابه من دورة الألعاب الأولمبية لعام 2012 بسبب التهاب في ركبته، والتي أدت أيضاً في وقت لاحق إلى الانسحاب من بطولة كأس روجرز للتنس 2012 وبطولة سينسيناتي للأساتذة. في 15 أغسطس أعلن نادال انسحابه من بطولة أمريكا المفتوحة لعام 2012 لأنه لا يشعر بحالة جيدة تكفي للمنافسة في البطولات. في 11 سبمتبر 2012، سقط نادال في التصنيف العالمي إلى الترتيب رقم 4 على العالم وهو أدنى ترتيب له منذ عام 2010، كما صعد البريطاني أندي موراي إلى التصنيف الثالث عالمياً. بعد ذلك انتهى الموسم بالنسبة لنادال ولم يشارك بأي بطولة أخرى حيث حل في التصنيف الرابع على العالم وهي أول مرة منذ ثماني سنوات يخرج عن المركزين الأول والثاني في نهاية العام.

### 2013: العودة مرة أخرى وإعتلاء صدارة التصنيف
قبل انطلاق بطولة أستراليا المفتوحة 2013 لهذا العام بإسبوعين، أعلن نادال أنه سوف يغيب عن بطولات مبادلة والدوحة ولاحقاً انسحب من أستراليا بسبب فيروس معوي منعه من التنافس. هذا الانسحاب كلف نادال الخروج من تصنيف الأربعة الأوائل لأول مرة منذ عام 2005 حيث أصبح في الترتيب الخامس عالمياً.
استهل نادال عودته بعد غياب دام لسبعة أشهر متتالية بالمشاركة في بطولة تشيلي للتنس 2013 فئة 250 نقطة، وكانت هذه المشاركة هي الأولى لنادال في أمريكا الجنوبية منذ عام 2005. كانت مباراته الأولى في مواجهة اللاعب الأرجنتيني فريدريكو ديل بونيس والتي انتصر فيها نادال بمجموعتين دون مقابل 6–3، 6–2. ثم فاز نادال على مواطنه دانييل خيمنو ترافير بنتيجة 6–1، 6–4، بعدها هزم جيريمي شاردي من فرنسا بنتيجة 6–2، 6–2، ثم تأهل نادال إلى أول نهائي له منذ أن فاز على نوفاك دجوكوفيتش في بطولة فرنسا المفتوحة العام الماضي. بعد الفوز في المجموعة الأولى خسر نادال المباراة النهائية لبطولة تشيلي أمام المصنف رقم 73 على العالم اللاعب الأرجنتيني هوراسيو زيبالوس بنتيجة 7–6(7–2)، 6–7(6–8)، 4–6. في نفس البطولة خسر نادال في المباراة النهائية للزوجي (مع خوان موناكو). شارك نادال بعدها في بطولة البرازيل المفتوحة للتنس 2013 في ساو باولو، والتي أيضاً هي من فئة 250 نقطة، في الدور الأول فاز نادال على البرازيلي جواو سوزا بنتيجة 6–3، 6–4، ثم انتصر على كارلوس بيرلوك من الأرجنتين 3–6، 6–4، 6–4، بعدها واصل تقدمه بفوزه على مارتن آلوند من الأرجنتين 6–3، 6–7(2–7)، 6–1، وفي المباراة النهائية كان بانتظار نادال صديقة الأرجنتيني ديفيد نالبانديان حيث استطاع نادال الفوز باللقب بعد هزيمة اللاعب الأرجنتيني بواقع 6–2، 6–3. كانت مشاركة نادال الثالثة في الجولة اللاتينية هو بطولة أبيرتو مكسيكانو تيلي سيل 2013 في أكابولكو، وهي بطولة من فئة 500 نقطة، في الدور الثاني انتصر نادال على اللاعب الأرجنتيني دييغو شفارتزمان بنتيجة 6–2، 6–2، بعدها فاز على مارتن آلوند 6–0، 6–4، ثم هزم ليوناردو ماير 6–1، 7–5، وفي نصف النهائي التقى نادال مواطنه نيكولاس الماجرو وفاز عليه بنتيجة 7–5، 6–4، في المباراة النهائية هزم نادال مواطنه الآخر دافيد فيرير بسهولة كبيرة عندما فاز عليه بنتيجة 6–0، 6–2، وقتها لم يخسر نادال سوى شوطين في تلك المباراة.

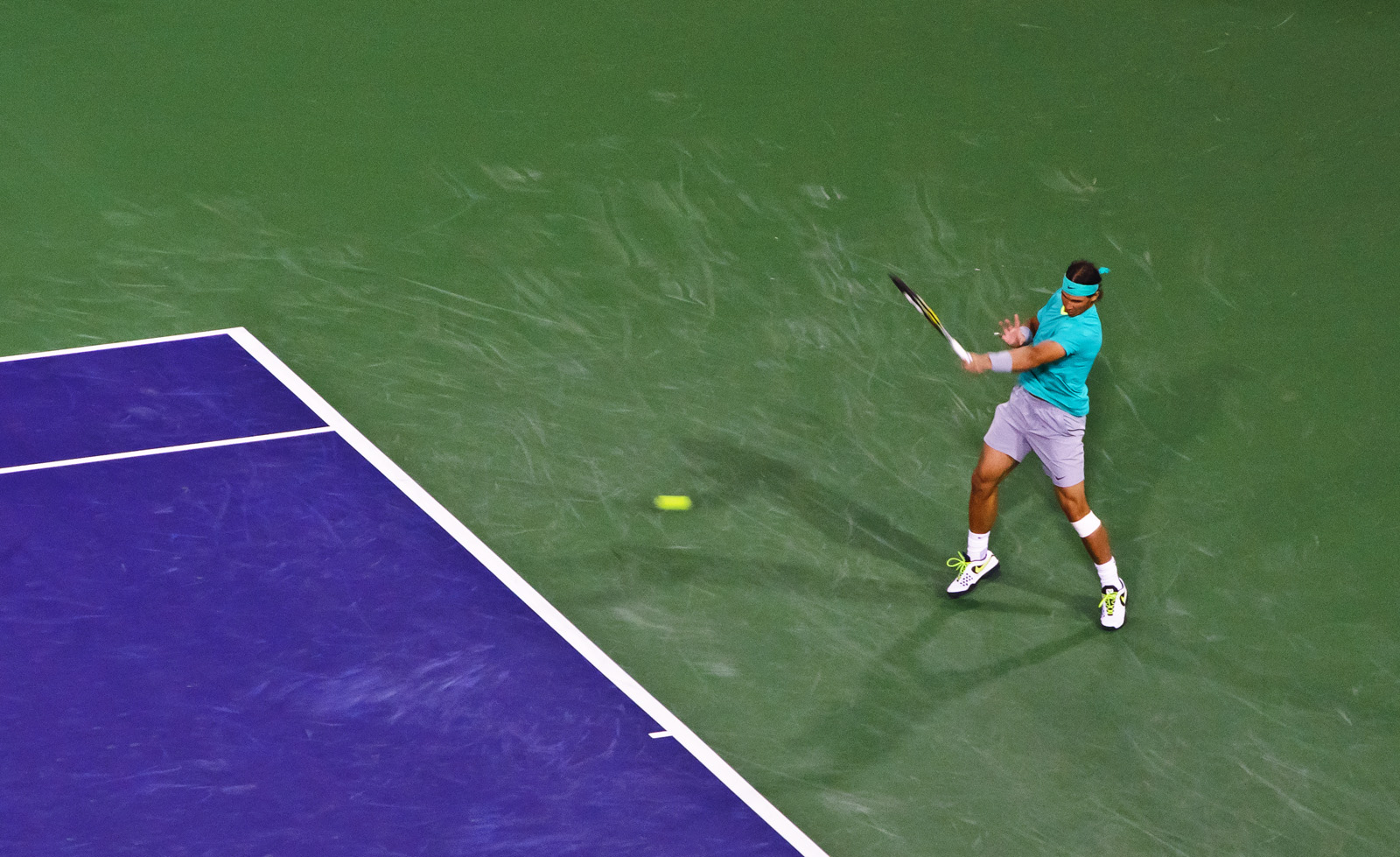
نادال في بطولة إنديان ويلز 2013، عندما حقق لقبه الثالث وفاز على ديل بوترو.

ثم عاد نادال إلى موسم الملاعب الصلبة الأمريكية بعد عام كامل من الغياب. كانت وجهة نادال المقبلة هي بطولة بي ان بي باريبا في انديان ويلز 2013 في كاليفورنيا، كان نادال هو المصنف الخامس في البطولة. في الدور الثاني فاز نادال على اللاعب الأمريكي رايان هاريسون بنتيجة 7–6(7–3)، 6–2، في الدور الثالث تقدم نادال إلى الدور التالي دون أن يلعب بعد انسحاب منافسه الأرجنتيني ليوناردو ماير بسبب الإصابة، في رابع الأدوار انتصر نادال على اللاعب اللاتفي ايرنستس جولبيس، فالبرغم من فوز جولبيس بالمجموعة الأولى إلا أن نادال استجمع قواه وقلب النتيجة وأنهى المباراة بحصة 4–6، 6–4، 7–5. في الدور ربع النهائي التقى نادال بالمصنف الثاني عالمياً روجر فيدرير، انتصر نادال في المباراة بسهولة كبيرة حيث ثأر لهزيمته أمام فيدرير في نصف نهائي العالم الماضي من نفس البطولة وفاز عليه بنتيجة 6–4، 6–2، في نصف النهائي فاز نادال على اللاعب التشيكي المصنف السادس في البطولة توماس بيرديتش بنتيجة 6–4، 7–5 وتأهل إلى رابع نهائي له في انديان ويلز. في المباراة النهائية تمكن نادال من العودة في مباراة كان خاسراً فيها المجموعة الأولى ومتعرضاً لكسر في الثانية وهزم اللاعب الأرجنتيني خوان مارتن ديل بوترو بنتيجة 4–6، 6–3، 6–4. كان هذا اللقب الثالث لنادال في انديان ويلز، وأول ألقابه على الأراضي الصلبة منذ أكتوبر 2010، بفوزه بالبطولة واصل نادال ابتعاده بالرقم القياسي لأكبر عدد فوز ببطولات الماسترز الألف نقطة. بعد الفوز في انديان ويلز قرر نادال الانسحاب من بطولة سوني إريكسون المفتوحة في ميامي لأخذ مزيد من الراحة.
في موسم البطولات الأوروبية التي تقام على الملاعب الترابية، بدأ نادال مسيرته في الدفاع عن لقبه ببطولة رولكس مونتي كارلو 2013 المقامة في موناكو، ففي الدور الأول قام بهزيمة مارينكو ماتوسيفيتش من أستراليا بنتيجة 6–1، 6–2، بعدها فاز على فيليب كولشرايبر 6–2، 6–4، ثم هزم اللاعب البلغاري غريغور ديمتروف بصعوبة بنتيجة 6–2، 2–6، 6–4، وفي نصف النهائي فاز نادال على اللاعب الفرنسي جو ويلفرد تسونجا بمجموعتين متتاليتين بنتيجة 6–3، 7–6(7–3). في النهائي اصطدم نادال بالمصنف الأول عالمياً الصربي نوفاك دجوكوفيتش، حيث أنهما التقيا في نهائي نسخة العام الماضي وكان اللقب من نصيب نادال وقتها. لأول مرة منذ عام 2005 تعرض نادال للخسارة على أرضية مونتي كارلو بعد أن انهزم أمام دجوكوفيتش بمجموعتين نظيفتين بواقع 2–6، 6–7(1–7). توجه نادال بعدها للمشاركة في بطولة برشلونة المفتوحة للتنس بانكو ساباديل 2013، في الدور الثاني هزم كارلوس بيرلوك 6–4، 6–2، بعدها فاز على بينوا بيير من فرنسا بنتيجة 7–6(7–2)، 6–2، ثم انتصر على مواطنه ألبيرت راموس بنتيجة 6–3، 6–0. كان خصم نادال في نصف النهائي هو اللاعب الكندي ميلوس راونيتش، انتصر نادال في المباراة بسهولة عندما أجهز على اللاعب الكندي بواقع 6–4، 6–0. في المباراة النهائية اعتاد نادال بأن يلاقي دافيد فيرير إلا أن الخصم هذه المرة كان نيكولاس الماجرو، بعد قلب تأخره بالمجموعة الأولى فاز نادال على ألماجرو بمجموعتين دون رد وبواقع 6–4، 6–3، وحقق فوزه الثامن في بطولة برشلونة مما يجعل منه الرجل الأول الذي يفوز ببطولتين مختلفتين (مونتي كارلو وبرشلونة) ثماني مرات أو أكثر. كان هذا اللقب الرابع لنادال هذا الموسم، والنهائي السادس على التوالي منذ بداية العام أيضاً.
في شهر مايو دخل نادال بطولة موتوا مدريد المفتوحة 2013 حيث تم إرجاع أرضية البطولة إلى التراب الأحمر بعد مطالبة أغلب اللاعبين بذلك. بعد خروج دجوكوفيتش وفيدرير مبكراً من مدريد، وإخراجه لدافيد فيرير، كان الطريق إلى الفوز بلقب جديد في مدريد سالكاً أمام نادال، ففي الدور الثاني قام نادال بهزيمة اللاعب الفرنسي بينوا بيير بنتيجة 6–3، 6–4، في الدور الثالث انتصر على الروسي ميخائيل يوجني بنتيجة 6–2، 6–3، في ربع النهائي تغلب نادال على مواطنه دافيد فيرير في واحدة من أصعب المباريات التي خاضها نادال ضد فيرير في مسيرته الاحترافية، وعلى الرغم من السيطرة الواضحة لفيرير في المباراة واقترابه من الفوز وحصوله على نقطتين لإنهاء المباراة، جاهد نادال للعودة في اللقاء واستطاع حسم نتيجة المباراة لصالحه وفاز بواقع 4–6، 7–6(7–3)، 6–0. في نصف النهائي لم يعاني نادال بعدما أجهز على مواطنه بابلو أندوخار وفاز عليه بنتيجة 6–0، 6–4. في النهائي التقى نادال باللاعب السويسري ستانيسلاس فافرينكا وفاز نادال بسهولة بواقع 6–2، 6–4، وحقق لقبه الثالث في مدريد والثاني بعد تحولها لأرضية ترابية.
مباشرةً بعد مدريد سافر نادال إلى العاصمة الإيطالية روما للمشاركة في بطولة انترناسيونالي بي ان ال دإيتاليا 2013. في الدور الثاني قام نادال بهزيمة اللاعب الإيطالي فابيو فونيني بحصة 6–1، 6–3، ثم عاد نادال ليتقي مجددا اللاعب اللاتفي ايرنستس جولبيس، فبعد المباراة المثيرة في انديان ويلز خاضا في روما مباراة أكثر إثارة وقوة، ففي المجموعة الأولى استطاع جولبيس فرض سيطرة تامة على نادال وحسمها بنتيجة 1–6، ثم بإصراره وعزيمته تمكن نادال من العودة والفوز بالمباراة بنتيجة 7–5، 6–4. في الدور ربع النهائي التقى نادال بمواطنه فيرير مرة أخرى ولعبا مباراة مشابهة جداً لمباراة مدريد حيث كانت الأفضلية لصالح فيرير في أحداث المباراة إلا أن نادال هو من فاز في النهاية وبواقع 6–4، 4–6، 6–2. في نصف النهائي فاز نادال بسهولة على اللاعب التشيكي توماس بيرديتش 6–2، 6–4، والذي كان قد أقصى المصنف الأول عالمياً دجوكوفيتش من ربع النهائي. وبهذا تمكن نادال من التأهل للمرة الثامنة في آخر تسع سنوات لنهائي بطولة روما للأساتذة. في المباراة النهائية، كان في انتظار نادال غريمة ومنافسه التقليدي روجر فيدرير، يذكر أن فيدرير ونادال التقيا مرة واحدة في روما في السابق والتي كان المباراة التاريخية في نهائي عام 2006 عندما وصلت المباراة لأكثر من خمس ساعات من اللعب المتواصل. ولكن على عكس 2006 أجهز نادال على غريمه السويسري فيدرير وفاز عليه بسهولة كبيرة كانت 6–1، 6–3، وبهذا حقق نادال لقبه السادس هذا الموسم، وكان هذا هو النهائي الثامن على التوالي منذ عودته من الإصابة أي منذ بداية العام. بعد هذه الانتصارات المتلاحقة تقدم نادال إلى المرتبة الرابعة في التصنيف العالمي.

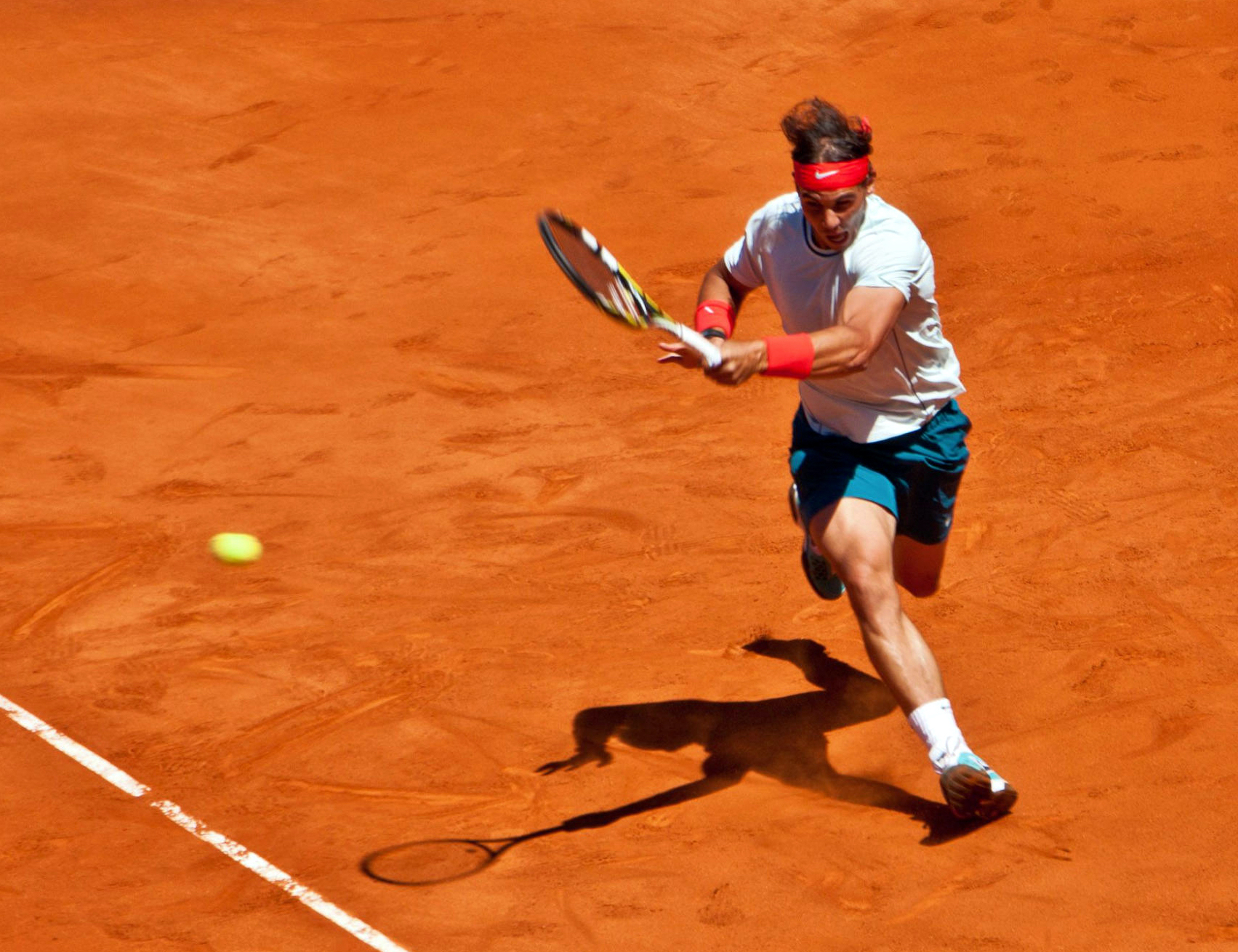
نادال في بطولة موتوا مدريد المفتوحة 2013، عندما حقق لقبه الثالث في مدريد.

انطلقت بطولة فرنسا المفتوحة لعام 2013، وكان نادال على اهبة الاستعداد لملاقاة بطولته المفضلة. فبدأ نادال مسيرته في البطولة بملاقاة اللاعب الألماني دانييل براندز الذي فاجأ نادال وفاز بالمجموعة الأولى، ثم عاد نادال وكسب المباراة بأربع مجموعات كانت تفاصيلها 4–6، 7–6(7–4)، 6–4، 6–3. في الدور الثاني حصل لنادال نفس ما حصل في الدور الأول عندما خسر المجموعة الأولى في مباراته ضد اللاعب السلوفاكي مارتن كليزان، ثم عاد نادال وكسب المباراة بنتيجة 4–6، 6–3، 6–3، 6–3. في الدور الثالث التقى نادال باللاعب الإيطالي فابيو فونيني في ثان لقاء بينهما في سجل المواجهات بعد روما قبل اسبوعين فقط. وعلى عكس ما حصل في روما من انتصار سهل للغاية لنادال، أظهر اللاعب الإيطالي وجهاً مغايراً في هذه المباراة وحث نادال على تقديم كل ما عنده، في النهاية فاز نادال بثلاث مجموعات متتالية وبواقع 7–6(7–5)، 6–4، 6–4. في الدور الرابع فاز نادال على اللاعب الياباني كي نيشيكوري بثلاث مجموعات 6–4، 6–1، 6–3، ثم في ربع النهائي أجهز على السويسري ستانيسلاس فافرينكا 6–2، 6–3، 6–1. في نصف النهائي كان في انتظار نادال المصنف الأول عالمياً الصربي نوفاك دجوكوفيتش، لثاني مرة في مسيرة نادال، اضطر للعب خمس مجموعات للفوز على غريمه الصربي في مباراة هي الأقوى في البطولة والتي اعتبرها العديد من المحللين والنقاد واحدة من أعظم المباريات التي لعبت على الملاعب الرملية في تاريخ التنس، والتي استمرت لأربع ساعات و37 دقيقة، وفاز نادال في النهاية بشق الأنفس وبواقع 6–4، 3–6، 6–1، 6–7(3–7)، 9–7. في النهائي انتصر نادال بسهولة على صديقه الإسباني دافيد فيرير بثلاث مجموعات متتالية كانت 6–3، 6–2، 6–3. كان هذا الفوز هو رقم ثمانية لنادال في رولان غاروس حيث بات اللاعب الأكثر فوزاً ببطولة من نوع جراند سلام في العصر المفتوح وما قبله بثمان مرات. على الرغم من فوزه بالبطولة إلا أنه كان يدافع عن نقاطها بالكامل، وبسبب صعود فيرير للمباراة النهائية وكسبه نقاط انخفض تصنيف نادال إلى التصنيف الخامس مرة أخرى وتقدم فيرير إلى التصنيف الرابع ليحل بدلا من نادال.
بعد المباريات الماراثونية في رولان غاروس، قرر نادال الانسحاب من بطولة هالي المفتوحة التي تسبق بطولة ويمبلدون لأخذ مزيد من الراحة تحضيراً للبطولة البريطانية. في الدور الأول من بطولة ويمبلدون 2013 تعرض نادال لصدمة كبيرة عندما انهزم ضد اللاعب البلجيكي غير المصنف ستيف دارسيس صاحب الترتيب 135 على العالم مما جعل نادال يفشل للمرة الثانية على التوالي من بلوغ الدور الثالث في بطولة ويمبلدون، والمرة الأولى عل الإطلاق التي يخسر فيها نادال في الدور الأول من إحدى بطولات الجراند سلام. دراسيس هو صاحب أدنى تصنيف يستطيع هزيمة نادال في إحدى البطولات الأربعة الكبرى.
في شهر أغسطس، شارك نادال في بطولة كأس روجرز للأساتذة 2013. ففي الدور الثاني فاز على اللاعب الأمريكي المغمور جيسي ليفن بنتيجة 6–2، 6–0، بعدها عانى نادال للتخلص من عقبة اللاعب البولندي يرجي يانوفيتز وفاز عليه بنتيجة 7–6(8–6)، 6–4، في الدور ربع النهائي انتصر نادال على الأسترالي مارينكو ماتوسيفيتش بحصة 6–2، 6–4، ليلتقي نادال في نصف النهائي المصنف الأول نوفاك دجوكوفيتش، بعد فوز نادال بالمجموعة الأولى وتعديل الصربي في الثانية تمكن نادال من حسم المباراة لصالحه بنتيجة 6–4، 3–6، 7–6(7–2)، والتأهل لنهائي بطولة كأس روجرز للمرة الثالثة في مسيرته الاحترافية. في المباراة النهائية أجهز نادال على صاحب الأرض الكندي ميلوس راونيتش بمجموعتين متتاليتين 6–2، 6–2، وحقق لقبه الثالث في بطولة كندا. كان هذا اللقب رقم 25 في مسيرة نادال ضمن بطولات الماسترز الألف نقطة.
بعدها انتقل نادال للمشاركة في بطولة سينسيناتي للأساتذة 2013، والتي لم يسبق له الوصول للمباراة النهائية في هذه البطولة. في الدور الثاني فاز نادال على اللاعب الألماني بينجامين بيكر بنتيجة 6–2، 6–2، ثم خاض نادال مواجهة صعبة ضد البلغاري غريغور ديمتروف لكنه فاز بثلاث مجموعات كانت 6–2، 5–7، 6–2. في ربع النهائي التقى نادال لأول مرة في سينسيناتي خصمه التقليدي السويسري روجر فيدرير، وبالرغم من تقدم فيدرير في المجموعة الأولى في أرضية تعد من أسرع الأرضيات في العالم والمناسبة جدا للاعب السويسري، فرض نادال سيطرة كبيرة في المجموعتين الثانية والثالثة وفاز بنتيجة 5–7، 6–4، 6–3. في نصف النهائي استطاع نادال أن يفوز على اللاعب التشيكي توماس بيرديتش بمجموعتين دون مقابل وبواقع 7–5، 7–6(7–4)، ليتأهل نادال للمرة الأولى في مسيرته الاحترافية إلى نهائي بطولة سينسيناتي للأساتذة. في النهائي تمكن نادال من الفوز على اللاعب الأمريكي العملاق صاحب 2.06 سنتيمتر جون إيسنر بمجموعتين دون رد وبواقع 7–6(10–8)، 7–6(7–3)، ليفوز نادال بلقبه الأول في سينسيناتي. كان هذا هو اللقب السادس والعشرين لنادال في بطولات الأساتذة.
بدأت بطولة أمريكا المفتوحة 2013 ، والتي كانت بحوزة البريطاني أندي موراي في العام الماضي. استهل نادال مشواره في البطولة بالفوز على الأمريكي رايان هاريسون بثلاث مجموعات متتالية وبواقع 6–4، 6–2، 6–2، ثم انتصر في الدور الثاني على روجيريو دوترا سيلفا من البرازيل بنتيجة 6–2، 6–1، 6–0، في الدور الثالث قام نادال بإقصاء الكرواتي إيفان دوديج في ثلاث مجموعات كانت تفاصيلها 6–4، 6–3، 6–3، لأول مرة في البطولة تعرض نادال لخسارة مجموعة عندما تنافس مع اللاعب الألماني فيليب كولشرايبر حيث فاز نادال بعدها بالمجموعات الثلاثة الأخرى وحسم اللقاء بنتيجة 6–7(4–7)، 6–4، 6–3، 6–1. في ربع النهائي التقى نادال بمواطنه تومي روبريدو الذي فاز في الدور الرابع على السويسري روجر فيدرير، لم يعاني نادال من أي صعوبات وفاز بنتيجة 6–0، 6–2، 6–2، استمر نادال في تقدمه حيث هزم اللاعب الفرنسي ريشارد جاسكيه في نصف النهائي بثلاث مجموعات متتالية 6–4، 7–6(7–1)، 6–2، وتأهل نادال للمباراة النهائية في بطولة أمريكا المفتوحة للمرة الثالثة على التوالي بعد عامي 2010 و2011. وبالفعل واصل نادال تألقه الغير عادي في موسم بطولات الشمال الأمريكي عندما انتصر على خصمه العنيد والمصنف الأول عالمياً نوفاك دجوكوفيتش بثلاث مجموعات لمجموعة وبواقع 6–2، 3–6، 6–4، 6–1، ليرفع نادال عدد البطولات الكبرى لديه إلى 13 لقب كبير، بعد هذا الفوز تحصل نادال على مبلغ وقدره 3.6 مليون دولار جراء فوزه بثلاث ألقاب أمريكية متتالية (كندا وسينسيناتي وأمريكا المفتوحة). بعد هذا الفوز حقق نادال لقبه الرابع على الأراضي الصلبة هذا الموسم.

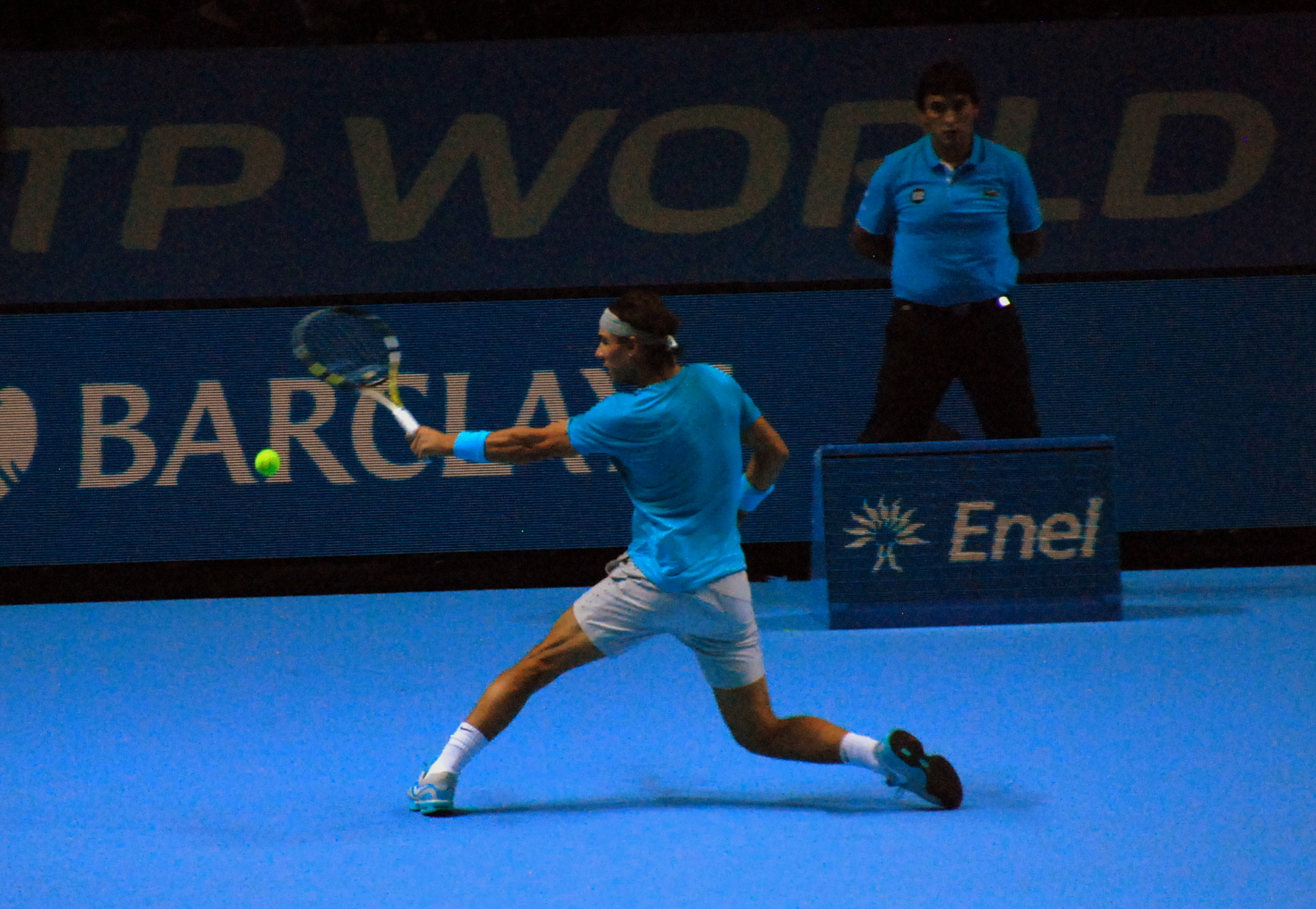
نادال أثناء مشاركته بنهائيات الجولة العالمية لرابطة محترفي التنس 2013.

في وقت لاحق في شهر سبتمبر، ساعد نادال منتخب إسبانيا على البقاء في المجموعة العالمية في كأس ديفيز للعام المقبل 2014، عندما انتصر على اللاعب الأوكراني سيرجي ستاخوفسكي 6–0، 6–0، 6–4 في الفردي، ولعب مباراة الزوجي أيضاً برفقة زميله مارك لوبيز وانتصرا فيها أيضاً وتأهل المنتخب الإسباني للمجموعة العالمية في كأس ديفيز للعام 2014.
في 5 أكتوبر، وصل نادال إلى نهائي بطولة الصين المفتوحة 2013، وبذلك ضمن نادال عودته للتصنيف الأول على العالم لثالث مرة في مسيرته الاحترافية منذ خسارته لها في يوليو 2011. فقبل وصوله للنهائي أقصى نادال كل من سانتياجو جيرالدو 6–2، 6–4، وفيليب كولشرايبر 6–4، 7–6(7–3)، وفابيو فونيني 2–6، 6–4، 6–1، ثم توماس بيرديتش 4–2 وانسحب بعدها للإصابة. في النهائي وبعد ضمانه العودة للتصنيف الأول انهزم نادال للمرة الثانية هذا الموسم ضد دجوكوفيتش حيث خسر المباراة بمجموعتين دون مقابل وبواقع 3–6، 4–6. في مشاركته ببطولة شنغهاي للماسترز 2013 تمكن نادال من الوصول للدور نصف النهائي بعدما هزم كل من ألكسندر دولغوبولوف 6–3، 6–2، وكارلوس بيرلوك 6–1، 7–6(7–5)، وستانيسلاس فافرينكا 7–6(12–10)، 6–1، ثم خرج في نصف النهائي على يد الأرجنتيني خوان مارتن ديل بوترو وبمجموعتين دون رد 2–6، 4–6.
في مشاركته ببطولة بي إن بي باريبا للماسترز 2013، انتصر نادال في الدور الثاني على مواطنه مارسيل غرانوييرس بنتيجة 7–5، 7–5، ثم هزم اللاعب البولندي يرجي يانوفيتز بنتيجة 7–5، 6–4، بعدها أقصى نادال اللاعب الفرنسي ريشارد جاسكيه بنتيجة 6–4، 6–1، أما في الدور نصف النهائي خسر نادال أمام مواطنه دافيد فيرير بمجموعتين دون مقابل 3–6، 5–7 وخرج من البطولة التي لم يشارك فيها منذ عام 2009.
كانت البطولة الأخيرة لنادال هذا العام هي نهائيات الجولة العالمية لرابطة محترفي التنس 2013. فبعد ضمانه إنهاء السنة في صدارة التصنيف العالمي، بدأ نادال البطولة في دور المجموعات بالفوز على دافيد فيرير بعد يومين فقط من خسارته أمام فيرير في باريس، حيث فاز نادال بمجموعتين دون رد وبواقع 6–3، 6–2، ثم انتصر نادال على السويسري ستانيسلاس فافرينكا بمجموعتين متتاليتين 7–6(7–5)، 7–6(8–6)، بعدها انتصر نادال على التشيكي توماس بيرديتش في ثلاث مجموعات 6–4، 1–6، 6–3، وتأهل نادال لدور نصف النهائي بثلاث انتصارات للمرة الثانية بعد عام 2010. أخيراً استطاع نادال كسر عقدة نهائيات الجولة العالمية مع روجر فيدرير، فبعد ثلاث هزائم مع فيدرير في السابق تمكن نادال من الفوز على اللاعب السويسري في نصف النهائي وإخراجه من البطولة، كانت نتيجة المباراة هي 7–5، 6–3. في المباراة النهائية التقى نادال خصمه الصربي المصنف الثاني عالمياً نوفاك دجوكوفيتش، لم يستطع نادال تقديم أي شيء يجعله يفوز باللقب، فخسر نادال للمرة الثانية في المباراة النهائية لنهائيات الجولة العالمية لرابطة محترفي التنس بعد عام 2010 وبواقع 3–6، 4–6. بعد هذه المباراة تعادل نادال مع دجوكوفيتش في سجل المواجهات لهذا العام حيث انتصر كل لاعب ثلاث مرات على الآخر. هذه هي المرة الثالثة التي يُنهي فيها نادال العام مصنفاً أول على العالم بعد عامي 2008 و2010.

### 2014
بدأ رافاييل نادال موسم 2014 عبر الإستعداد في بطولة مبادلة العالمية للتنس 2014 الإستعراضية المقامة في مدينة أبوظبي الإماراتية. في مشاركته الخامسة في بطولة مبادلة خسر نادال في نصف النهائي أمام مواطنه دافيد فيرير بنتيجة 4–6، 4–6 وهي ثاني خسارة لنادال من فيرير في أبو ظبي بعد نسخة 2012. في مباراة تحديد المركز الثالث فاز نادال على الفرنسي جو ويلفرد تسونجا بمجموعتين متتاليتين وبواقع 7–6(7–5)، 6–3.
المشاركة الرسمية الأولى لنادال كانت عبر بطولة قطر اكسون موبيل المفتوحة للتنس 2014، حيث لم يسبق له التتويج بهذه البطولة من قبل. أولى مباريات نادال الرسمية لهذا العام كانت ضد التشيكي لوكاس روسول، الذي أخرج نادال من الدور الثاني في بطولة ويمبلدون 2012، كانت هذه هي المواجهة الثانية بينهما فقط، تمكن نادال من الفوز بسهولة حيث انتهى اللقاء بنتيجة 6–2، 7–6(9–7). في الدور الثاني فاز نادال على اللاعب الألماني توبياس كامكيه، حيث تعرض نادال لخسارة المجموعة الثانية، لكنه فاز في اللقاء بواقع 6–3، 6–7(3–7)، 6–3. في ربع النهائي أقصى نادال اللاعب اللاتفي ايرنستس جولبيس عندما هزمه في ثاني لقاء بينهما في بطولة الدوحة بنتيجة 7–5، 6–4. في نصف النهائي تمكن نادال من التغلب على بيتر غوجوفيتسك من ألمانيا، حيث خسر نادال المجموعة الأولى، وهي ثاني مجموعة يخسرها في البطولة، لكنه قلب النتيجة وفاز بواقع 4–6، 6–2، 6–3. تأهل نادال لثاني نهائي له في بطولة الدوحة بعد نهائي عام 2010، والذي خسره أمام اللاعب الروسي نيكولاي دافيدينكو. كان خصم نادال هو الفرنسي جايل مونفيس، مونفيس تمكن من الفوز مرتين على نادال في سجل المواجهات بينهما وللمفارقة أن الانتصارين كانا في بطولة الدوحة نفسها عامي 2009 و2012. بالرغم من خسارة المجموعة الثانية حقق نادال لقبه الأول في بطولة قطر اكسون موبيل المفتوحة وفاز على مونفيس بنتيجة 6–1، 6–7(5–7)، 6–2. بعد ذلك أعُلن في فبراير 2014 أن رافاييل نادال هو أحد المرشحين للفوز بجائزة أفضل عودة بعد الإصابة وجائزة أفضل رياضي في العالم لعام 2013 ضمن مهرجان جائزة لوريوس العالمية، وذلك بعد تقديمه واحداً من أعظم مواسم التنس على الإطلاق عام 2013.
في بطولة أستراليا المفتوحة 2014، وبعد الفوز في الدوحة كان نادال عازماً على تحقيق نتيجة إيجابية هذا العام في أستراليا. في الدور الأول التقى نادال باللاعب الأسترالي بيرنارد توميتش، وهو اللقاء الثاني بينهما في سجل المواجهات حيث كانت مواجهتهما السابقة في بطولة أستراليا المفتوحة 2011، بعد فوز نادال بالمجموعة الأولى 6–4، انسحب اللاعب توميتش من المباراة بسبب تعرضه لإصابة في الفخذ. في الدور الثاني فاز نادال على الشاب الأسترالي تاناسي كوكيناكيس بثلاث مجموعات متتالية 6–2، 6–4، 6–2، ثم انتصر على اللاعب الذي قابله قبل أيام في نهائي بطولة الدوحة جايل مونفيس بثلاث مجموعات نظيفة وبواقع 6–1، 6–2، 6–3، في الدور الرابع كان خصم نادال هو الياباني كي نيشيكوري، وبالرغم من المستوى العالي للاعب الياباني، إلا أنه خسر المباراة وبثلاث مجموعات دون رد وبواقع 7–6(7–3)، 7–5، 7–6(7–3)، ثم واصل نادال التقدم في البطولة بفوزه على اللاعب البلغاري غريغور ديمتروف بثلاث مجموعات لواحدة وبواقع 3–6، 7–6(7–3)، 7–6(9–7)، 6–2 في ربع النهائي. كان في انتظار نادال في الدور نصف النهائي هو منافسه التقليدي السويسري روجر فيدرير، وهي ثالث مواجهة بينهما في بطولة أستراليا بعد النهائي التاريخي في 2009، والمباراة الكبيرة في نصف نهائي 2012. لثاني مرة بعد نهائي بطولة رولان غاروس 2008 يفوز نادال على فيدرير بثلاث مجموعات متتالية وبواقع 7–6(7–4)، 6–3، 6–3، وقد ابتعد في سجل المواجهات مع فيدرير بـ 23 فوز لـ 10. تميز هذا الفوز بأنه النصف نهائي المتتالي رقم 11 الذي يفوز به نادال (في المرتبة الثانية بعد بيورن بورغ صاحب الرقم القياسي في جميع الأوقات بـ 14 وصول). ليتأهل نادال لثالث مرة إلى نهائي أستراليا المفتوحة في مسيرته الاحترافية، والنهائي رقم 19 له في نهائيات الجراند سلام متساوياً مع ايفان ليندل خلف فيدرير صاحب 24 وصول. الجدير بالذكر أيضاً أن هذا الفوز على فيدرير هو الانتصار السادس على التوالي لنادال في بطولات الجراند سلام على اللاعب السويسري. في المباراة النهائية التقى نادال السويسري الآخر ستانيسلاس فافرينكا، والذي لم يسبق له الفوز على نادال في 12 مواجهة سابقة، حتى أنه لم يحقق أي مجموعة ضد نادال خلال الـ 26 مجموعة التي لعبها الاثنان. بعد انتهاء المجموعة الأولى لصالح فافرينكا 3–6، عانى نادال من إصابة شديدة في الظهر منعته من اللعب بشكل كلي، وبسبب هذه الإصابة خسر نادال المجموعة الثانية 2–6 وكاد أن يعلن انسحابه، لكنه حاول العودة وفاز بالمجموعة الثالثة 6–3، إلا أن الفرصة كانت قد فاتته وخسر المجموعة الرابعة 3–6، وفاز فافرينكا بأول لقب كبير له في مسيرته الاحترافية، حيث أصبح سجل نادال في نهائيات الجراند سلام 13-6.
بعد الإصابة في الظهر أعلن نادال انسحابه من بطولة بوينس آيرس للتنس 2014، والتي كان من المقرر أن يشارك فيها لأول مرة. بعدها انتقل نادال للمشاركة في بطولة ريو دي جانيرو للتنس 2014، وهي بطولة من فئة 500 نقطة، وهذه هي النسخة الأولى من البطولة. في الدور الأول فاز نادال على مواطنه دانييل خيمنو ترافير 6–3، 7–5، ثم هزم مواطنه الآخر ألبرت مونتانيس 6–1، 6–2، بعدها فاز على اللاعب البرتغالي جواو سوزا 6–1، 6–0، وفي ربع النهائي عانى نادال في مباراته أمام مواطنه بابلو أندوخار حيث فاز بثلاث مجموعات وبواقع 2–6، 6–3، 7–6(12–10). في المباراة النهائية تُوج نادال باللقب إثر فوزه على الأوكراني ألكسندر دولغوبولوف بمجموعتين دون رد وبواقع 6–3، 7–6(7–3)، ليحقق نادال اللقب الأول في بطولة ريو في نسختها الأولى.
كانت وجهة نادال المقبلة هي بطولة بي ان بي باريبا في انديان ويلز 2014 والمقامة في كاليفورنيا، في الدور الثاني تغلب نادال على التشيكي راديك ستيبانيك بمجموعتين لمجموعة، فبعد أن حصل اللاعب التشيكي على المجموعة الأولى، تمكن نادال من قلب النتيجة والفوز بواقع 2–6، 6–4، 7–5. في الدور الثالث خسر نادال أمام نفس اللاعب الذي واجهه في نهائي بطولة ريو دي جانيرو الأوكراني ألكسندر دولغوبولوف، حيث حقق دولغوبولوف فوزه الأول على نادال في سجل المواجهات بينهما، حيث انتهت المباراة بنتيجة 2–6، 6–4، 7–5.

## أبرز المنافسين

### التنافس مع روجر فيدرير

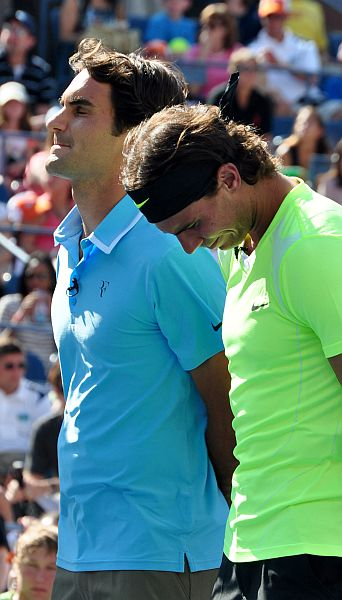
نادال وفيدرير خلال إحدى فعاليات بطولة أمريكا المفتوحة 2010.

لعب نادال وفيدرير ضد بعضهما البعض منذ عام 2004، ويُعد هذا التنافس جزء هام من كل من مسيرة الرجلين. استمرا في المركزين الأول والثاني برابطة المحترفين من يوليو 2005 حتى 14 أغسطس 2009، عندما سقط نادال إلى الترتيب الثالث تاركاً التصنيف الثاني لأندي موراي. هما اللاعبان الوحيدان من الرجال اللذان أنهيا أربع سنوات متتالية في أعلى التصنيف معاً. صعد نادال إلى التصنيف الثاني عالمياً في يوليو 2005، وبقي في هذا المركز لمدة قياسية وصلت لـ 160 اسبوع متتالي قبل أن يتجاوز فيدرير ويعتلي صدارة التصنيف العالمي لأول مرة في أغسطس 2008.
اللاعبان تواجها في 33 مباراة، في الجراند سلام يتفوق نادال بـ 9-2. خمسة عشر مباراة في سجل مواجهاتهما لُعبت على الأراضي الترابية، والتي هي الأرضية المفضلة لنادال، وأسوء أرضية لفيدرير بالنسبة للإحصائيات. وحتى الآن نادال لديه تفوق على فيدرير على الأراضي الصلبة بـ 9-6. والتي تعتبر الأرضية الأضعف عند نادال. أما على الأراضي العشبية فالتفوق لصالح فيدرير 2-1، أما المواجهات داخل القاعة فالتفوق يصب لصالح فيدرير أيضاً 4-1، في حين يقود نادال سجل المواجهات على الملاعب الصلبة في الهواء الطلق بـ 8-2، والتراب 13-2.

لعب نادال وفيدرير 20 مباراة في سجل مواجهاتهما في النهائي، بما في ذلك 8 مباريات نهائية في البطولات الأربع الكبرى. من 2006 وحتى 2008 انحصرت نهائيات بطولتي رولان غاروس وويمبلدون بينهما، أيضاً التقيا في نهائي أستراليا المفتوحة 2009 ورولان غاروس 2011. نادال فاز بست مباريات من أصل ثمانية وخسر أول مباراتين نهائيتين في ويمبلدون. وكانت نهائيات كل من (ويمبلدون 2007 و2008 وأستراليا 2009) تنتهي بخمس مجموعات. وقد تمت الإشادة بمباراة نهائي ويمبلدون 2008 بينهما بأنها أعظم مباراة تنس في التاريخ من قبل العديد من النقاد والمحللين في التنس. لقد لعبا أيضاً عشرة نهائيات في بطولات تنس الاساتذة فئة 1000 نقطة (كما الحال بين نادال ودجوكوفيتش).

### التنافس مع نوفاك دجوكوفيتش
التقى نوفاك دجوكوفيتش ونادال 42 مرة (أكثر من أي لاعبين آخرين في العصر المفتوح) مع تقدم نادال في المواجهات بـ 23-19. نادال يتفوق على الأرضية العشبية 2-1، وعلى التراب 14-4، لكن دجوكوفيتش هو المتفوق على الأرضية الصلبة بـ 14-7. في عام 2009، تم إدراج هذه المنافسة (بين نادال ودجوكوفيتش) من بين أعظم ثلاث منافسات في السنوات العشرة الماضية من قبل اتحاد رابطة محترفي كرة المضرب (بالإنجليزية: ATPworldtour.com). دجوكوفيتش هو واحد من اثنين من اللاعبين تمكن من الفوز بما لا يقل عن عشرة مباريات على نادال (الآخر فيدرير)، وهو الشخص الوحيد الذي استطاع هزيمة نادال سبع مرات متتالية ومرتين متتاليتين على الملاعب الرملية. نادال ودجوكوفيتش يحملان الرقم القياسي لأطول مباراة في التاريخ لعبت من فئة ثلاث مجموعات (4 ساعات و 3 دقائق)، وكانت في الدور نصف النهائي من بطولة مدريد 2009، استمر رقمهما القياسي حتى مباراة روجر فيدرير وخوان مارتن ديل بوترو في أولمبياد لندن 2012 في الدور نصف النهائي، حيث استغرت المباراة (4 ساعات و 26 دقيقة).
في نهائي بطولة ويمبلدون 2011، فاز دجوكوفيتش على نادال في أربع مجموعات، أول نهائي جراند سلام يحققه دجوكوفيتش ضد نادال. دجوكوفيتش هزم نادال أيضاً في نهائي بطولة أمريكا المفتوحة 2011، كما هزم نادال في نهائي بطولة أستراليا المفتوحة 2012 في ثالث نهائي جراند سلام يفوزه دجوكوفيتش على اللاعب الإسباني على التوالي. كان هذا أطول نهائي في تاريخ بطولات الجراند سلام على الإطلاق في العصر المفتوح في مباراة استغرت 5 ساعات و 53 دقيقة، كما انتصر نادال في الثلاث مواجهات بينهما في عام 2012 في كل من مونتي كارلو، وروما، وفرنسا المفتوحة في أبريل ومايو ويونيو 2012 على التوالي، لكن دجوكوفيتش ثأر لنفسه وفاز في نهائي مونتي كارلو من العام 2013 بمجموعتين متتاليتين وأنهى سجل نادال المتتالي لأطول فوز ببطولة واحدة بثمانية مرات. لكن نادال حصل على رد اعتباره وفاز مرة أخرى على دجوكوفيتش في نهائي فرنسا المفتوحة 2013 في مباراة كانت شبه ملحمة حيث انتهت في المجموعة الفاصلة 9-7. في أغسطس 2013 فاز نادال على دجوكوفيتش في نصف نهائي بطولة مونتريال 2013 حارماً دجوكوفيتش من الوصول للنهائي الرابع له في كندا. أيضاً هزم نادال دجوكوفيتش في نهائي بطولة أمريكا المفتوحة 2013 للمرة الثانية في ثالث مواجهتهما في أمريكا. كانت مواجهتهما الأخيرة في عام 2013 في المباراة النهائية لنهائيات جولة رابطة محترفي التنس حيث انتصر دجوكوفيتش في النهائي الأول بينهما في نهائيات الجولة. في اولى لقاءاتهما في عام 2014 فاز دجوكوفيتش على نادال في نهائي بطولة إنديان ويلز للماسترز لثاني مرة من أصل ثلاث مواجهات جمعت بينهما في نفس البطولة. في روما 2014 خسر نادال لثاني مرة أمام دجوكوفيتش في نهائي هذه البطولة. لثالث سنة على التوالي فاز نادال على منافسه الصربي دجوكوفيتش في بطولة فرنسا المفتوحة 2014 حيث حصد نادال لقبه التاسع في فرنسا، هذا هو الفوز السادس لنادال على نوفاك دجوكوفيتش في فرنسا المفتوحة.

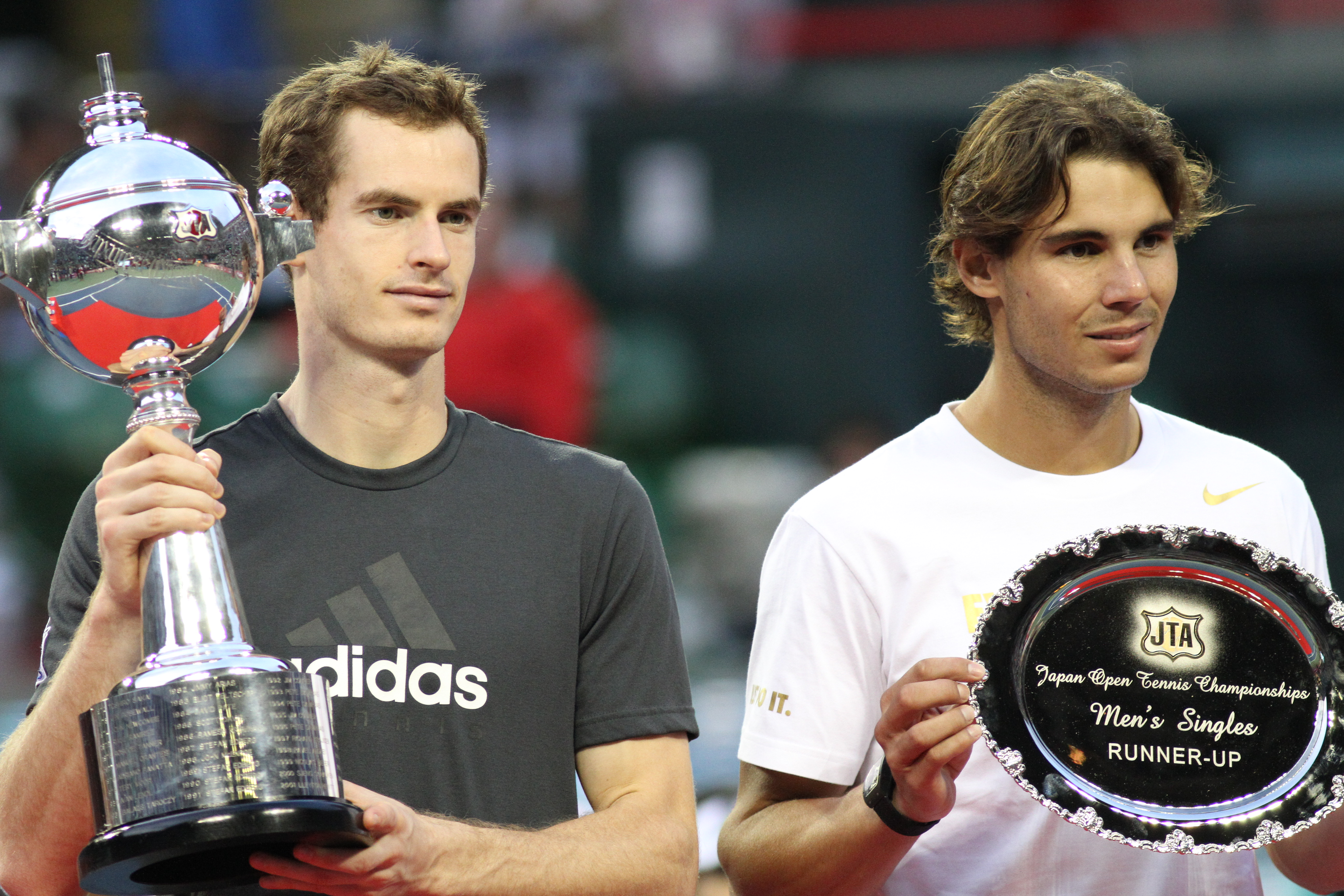
نادال وموراي في حفل تتويج بطولة اليابان المفتوحة 2011.

### التنافس مع أندي موراي
التقى نادال وموراي في 20 مواجهة بدأت في عام 2007، حيث يقود نادال سجل المواجهات بـ 15-5. على الملاعب الرملية يتفوق نادال بـ 6-0، وعلى العشب يتفوق أيضاً بـ 3-0، وعلى الملاعب الصلبة التفوق أيضاً لصالح نادال بـ 6-5 (5-3 في الهواء الطلق، ولكن موراي يتفوق 2-1 على الملاعب الصلبة المغلقة). التقى اللاعبان في بطولات الجراند سلام 9 مرات من أصل مواجهاتهما العشرين، حيث يتفوق نادال بـ 6-2 (3-0 في بطولة ويمبلدون، 2-0 في بطولة فرنسا المفتوحة، 1-1 في بطولة أستراليا المفتوحة، و 1-1 في بطولة أمريكا المفتوحة). وكانت ثمانية من هذه المباريات الثمانية قد لُعبت على مستوى دورَي ربع النهائي ونصف النهائي، مما يجعل هذا التنافس جزء هام من كل من مسيرة الرجلين. الجدير بالذكر أن اللاعبان لم يلتقيا في أي نهائي جراند سلام حتى الآن، ومع ذلك يتفوق موراي في المباريات النهائية لبطولات رابطة المحترفين 2-1 عندما فاز على نادال في بطولة روتردام للتنس، وطوكيو عام 2011، أما فوز نادال فقد كان في عام 2009 في نهائي إنديان ويلز للماسترز.
خسر موراي في الدور نصف النهائي ثلاث مرات في الجراند سلام على التوالي أمام نادال في عام 2011 في بطولات رولان غاروس، وويمبلدون، وأمريكا المفتوحة 2011. للمفارقة ففي كل قرعة تم سحبها في بطولات الجراند سلام فلقد وقع نادال وموراي في النصف ذاته 17 مرة. اللاعبان لم يلتقيا مع بعضهما البعض منذ أن كان من المقرر أن يتواجها في نصف نهائي بطولة ميامي 2012 قبل أن ينسحب نادال للإصابة في الركبة، وعادا ليتواجها مرة أخرى في ربع نهائي بطولة روما 2014 ثم نصف النهائي لبطولة فرنسا المفتوحة 2014 حيث انتصر نادال في كلتيهما.

## أسلوب اللعب

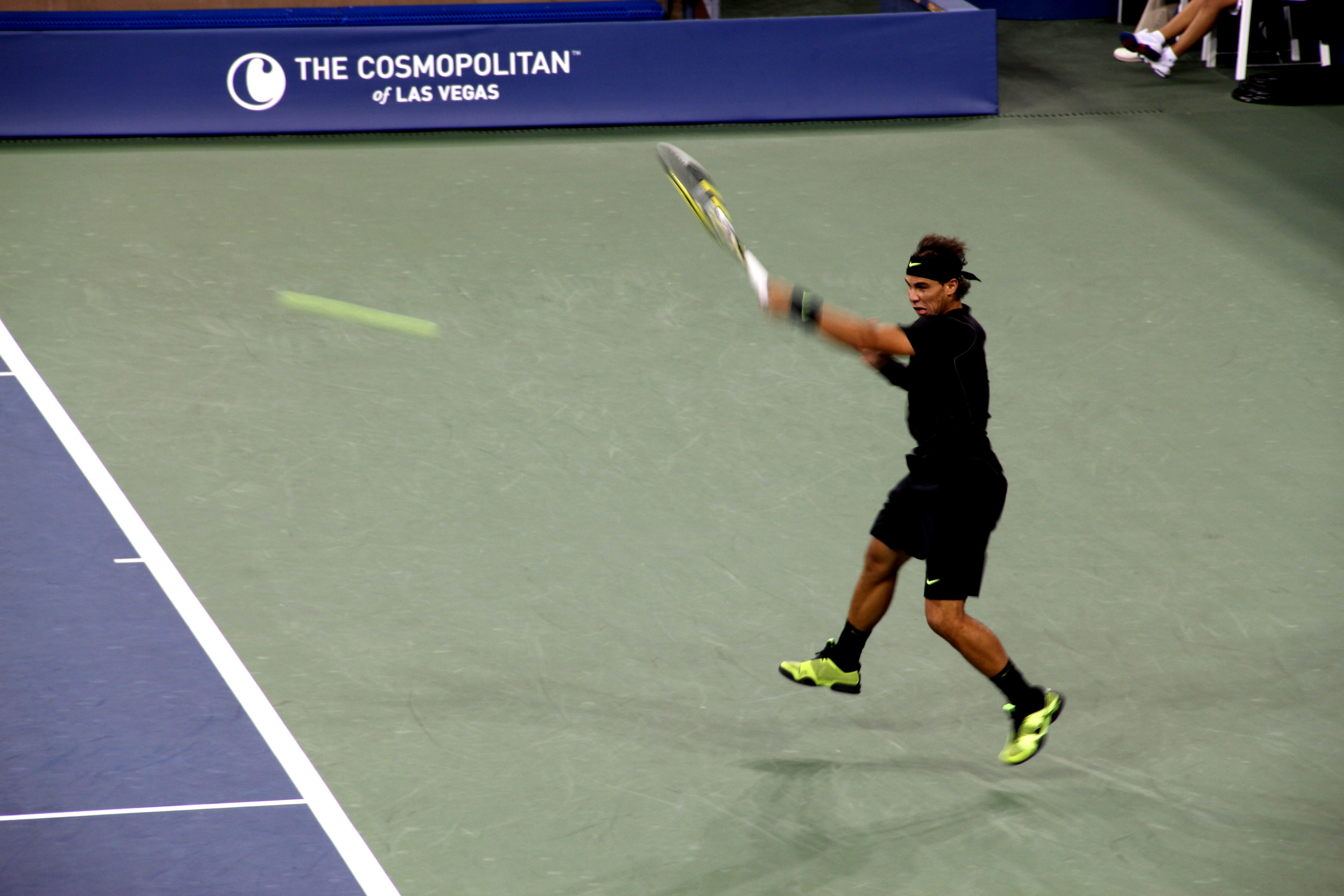
الضربة الأمامية لنادال

يلعب نادال عادة خلف الخط الخلفي، وبأسلوب عنيف، يقوم على ضربات توب سبين ثقيلة، ويلعب أيضا باتساق، وتحركات سريعة، وتغطية متماسكة للملعب. وقد اشتهر بلياقته والسرعة في جميع أنحاء الملعب، ويعتبر نادال مدافع جيد  حيث يضرب جيدا وهو يتحرك، ويقوم ببناء لعباته الفائزة من مواقع تبدو أنها دفاعية. كما أنه يلعب كرات قصيرة دقيقة جداً، (بالإنجليزية: dropshots)، والتي تعمل بشكل جيد لأن له توب سبين ثقيلة تفرض غالبا على الخصم اللجوء للجزء الخلفي من الملعب. ويعتبر  نادال في المقام الأول لاعب خط خلفي، ونادرا ما يلعب الكرة بعيدا، ولكن عندما يأتي إلى الشبكة فهو رامي كرات جيد.
ويوظف نادال قبضة راحة يده الغربية بالكامل، غالبا مع "lasso-whip" من خلال المتابعة، حيث يضرب الكرة بالذراع اليسرى وتنتهي فوق كتفه الأيسر، في مقابل اقفال أكثر تقليدية في جميع أنحاء الجسم، أو حول كتفه المقابل. تسمح ضربات نادال الأمامية له ضرب ضربات مع توب سبين ثقيل أكثر من كثير من معاصريه. وقد استخدم باحث التنس من سان فرانسيسكو جون يانديل كاميرا فيديو عالية السرعة وبرامج خاصة لحساب متوسط عدد دورانات كرة التنس التي ضٌربت بكامل قوة نادال. وفي حين أن ضربات نادال تميل إلى الهبوط قرب خط القاعدة، فالضربات الأمامية العالية التي يقوم بها تميل إلى التخفيف من الميزة التي يحصل عليها الخصم عادة من الاستفادة من تمريرة قصيرة. وعلى الرغم من أن ضرباته الامامية تستند لتوب سبين ثقيلة، فانه يمكنه ضرب الكرة بشكل عميق ومسطح مع متابعة قويمة أكثر للفائزين.

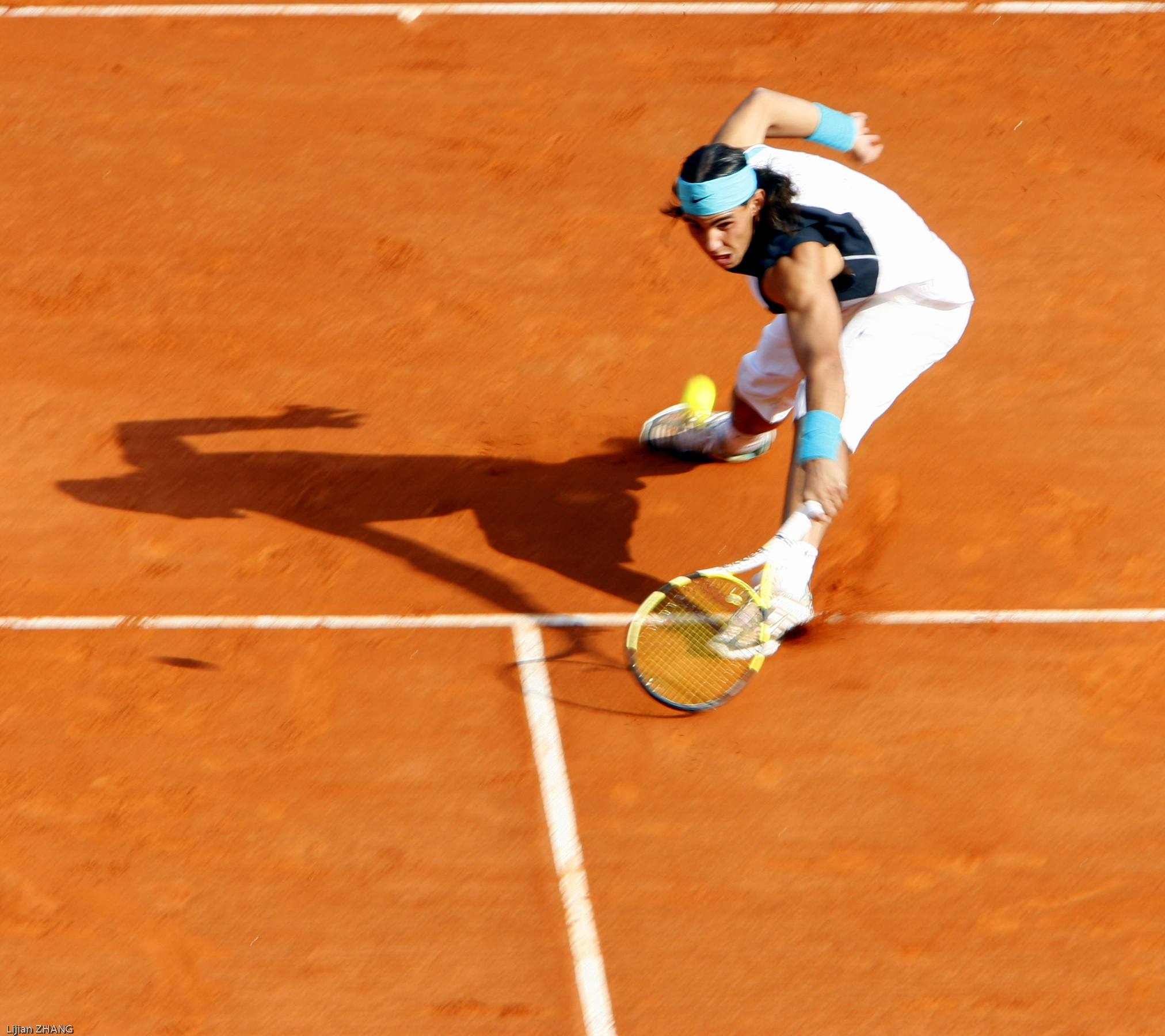
نادال يلعب على التراب

قام نادال بتطوير ارساله إلى سلاح قوي له منذ السنوات الأولى له كمحترف. فهو قادر على تحقيق نسبة عالية من ضربات ارساله الأولى، حيث يضرب بوتيرة معتدلة وضعت بشكل إستراتيجي. وعادة ما يوظف إرسال نادال الثاني ضربة يده اليسرى القوية مقابل يد الخصم اليمنى الخلفية. ويعتمد نادال على اتساق ضربات ارساله لاكتساب ميزة إستراتيجية في اكتساب النقاط، بدلا من الذهاب لارسال الفائزين.
| ” | "أول رجال قمنا بقياس سرعة إرسالاتهم هم سامبراس واغاسي. كانوا يضربون ضرباتهم الامامية التي كانت عادة تدور حوالي 1،800 إلى 1،900 دورة في الدقيقة. ولفيدرير أيضا قدر مذهل من الدوران، أليس كذلك؟ 2700 دوران في الدقيقة. كذلك، فإننا قمنا بقياس ضربة أمامية واحدة لنادال بلغت سرعة دورانها 4،900. وقد كان متوسطه 3200. جون يانديل, باحث تنس من سان فرانسيسكو. | “ |
|   | |   |

من نقاط القوة الملحوظة أيضا لدى نادال المرونة العقلية والنهج الاستراتيجي. وهو قادر على تجنب الإحباط بغض النظر عن نتيجة المباراة، مما يسمح له بالتركيز فقط على الفوز بالنقطة الحالية فقط، واكتساب ميزة. وكلاعب استراتيجي، يمكن لنادال تقييم المتغيرات الخارجية مثل سطح الملعب، وأحوال الطقس، وتكتيكات خصمه من أجل ضبط لعبه للتكيف الأفضل مع الظروف الراهنة.
في حين أن نادال هو متخصص على الملاعب الترابية، إلا أنه لم يعد يُعتبر متخصصا على «الملاعب الترابية» نظرا لاستمرار نجاحاته في بطولات لعبت على الأسطح الأخرى، بما في ذلك جراند سلام على الملاعب العشبية، والملاعب الصلبة والترابية. على الرغم من المديح لموهبة ومهاراة نادال، إلا أن البعض قد شكك في طول عمره في هذه الرياضة، مشيرا إلى بناء وأسلوب اللعب اللذان يفضيان إلى الإصابة. وقد اعترف نادال نفسه في الحصيلة المادية الصعبة لللاعبين رابطة التنس للمحترفين، داعيا إلى إعادة تقييم جدول جولته ليضم عددا أقل من البطولات على الملاعب الصلبة.
حالياً يتم وصف ضربات الإرسال الجديدة لنادال بانها "قذائف صاروخية" وقد وصفت وسائل الإعلام ضربات لاعب الغولف الأسطوري الأمريكي جاك نيكلوس بأن ضرباته مثل قذائف صاروخية. وقد شاهد الجميع ضربات الإرسال لدى نادال في بطولة أمريكا المفتوحة 2010 كيف كانت إحدى الأسباب التي أعطته اللقب، حيث أكمل عقد البطولات الكبرى الأربعة، وقد صرح مدربه وعمه توني نادال لصحيفة أي بي سي قائلا "لقد شاهدت شريط فيديو لضربات لاعب الغولف جاك نيكلوس وقلت لنفسي يجب علينا تغيير طريقة إرسال رافا وأن نعتمد الطريقة التي كان يضرب بها نيكلوس الكرة.

## الصورة العامة

### التجهيزات والتعاقدات

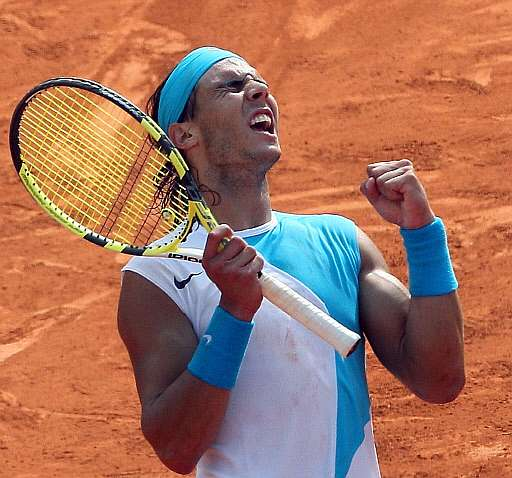
نادال بلباس من شركة نايكي بدون أكمام ويحمل مضرب لشركة بابولا

لقد ظهر نادال في حملات إعلانية لشركة كيا موتورز كسفير عالمي للشركة. وفي مايو 2008، أصدرت كيا الحملة الإعلانية claymation حيث ظهر نادال في مباراة تنس مع مخلوق فضائي. ولدى نادال أيضا تعاقد مع شركة ينيفيرسال لأقراص الفيديو الرقمية.
وتعد نايك بمثابة راعي الملابس والأحذية لنادال. وينطوي زي نادال في الملاعب على مجموعة متنوعة من قمصان بلا أكمام مقترنة ب 3 / 4 الطول سراويل كابري. وقد تبنى نادال لموسم 2009، ملابس أكثر تقليدية على أرض الملعب. وقد شجعت نايك نادال على تحديث مظهره لكي يعكس وضعه الجديد في هذه الرياضة كأفضل لاعب في ذلك الوقت  واقرنت نادال بمظهر - في حين أنه أقل تميزا من مظهره «القراصنة» - سيكون محتذى به على نطاق واسع من قبل المستهلكين.
وفي البطولات الودية في أبو ظبي والدوحة لعب نادال في قميص بولو صمم خصيصا له من قبل نايك، مقترنا بشورت قصيرا فوق الركبة. انتقل مظهر نادال الجديد الأكثر تقليدية إلى بطولة أستراليا المفتوحة 2009، حيث تم تجهيز نادال بطاقم نايكي الرجالي وشورت نادال الطويل. ويرتدي نادال أحذية نايك إير CourtBallistec 1.2 للتنس  مع اختلاف الألوان والأشكال طوال الموسم مع بقاء الحذاء نفسه ومن مميزات هذا الحذاء كتابة كلمة «رافا» على الحذاء الأيمن ووضع شعار قرني الثور على الحذاء الأيسر.
يستخدم نادال مضرب AeroPro مع 4 1/4" قبضة L2. واعتباراً من موسم 2010 تم تغيير بعض الأمور البسيطة في المضرب الخاص به حيث طلبت شركة Babolat الراعية لمضارب نادال بأنها تريد عمل بعض التعديلات البسيطة على الشكل لكي تكون هنالك مبيعات أكثر. لكن مع تغيير بعض الأمور في شكل المضرب قدمت Babolat لنادال مسكة مضرب جديدة حيث أصبحت أطول من من مسكة المضرب القديمة وتم تغيير خيط المضرب الذي كان في السابق Duralast 15L أصفر اللون حيث أصبح أقوى بكثير عن السابق وتم تغيير لون الخيوط إلى اللون الأسود وأصبحت ضربة نادال الحالية تزن أكثر من 25 كيلو غرام بغض النظر عن أرضية الملعب.
في 2010، أعلن مصمم الساعات العالمي ريتشارد ميل أنه قام بتصميم ساعة خفيفة الوزن بشكل كبير جداً وكان هذا هو طلب نادال بأن يكون وزنها خفيف جدا لكي لا تعيقه أثناء اللعب، وقد كتب ميل داخل الساعة اسم نادال لكي تكون خاصة به. الساعة مصنوعة من التيتانيوم والليثيوم، وبلغت قيمتها 525,000 $ ويذكر بأن نادال قد جربها أكثر من مرة وهو يتدرب. وكان الظهور الأول له وهو يرتديها في بطولة فرنسا المفتوحة 2010 وقد مدح نادال كثيرا في الساعة كونها خفيف الوزن ولا تعيقه أثناء اللعب. وقد تبنت إحدى الشركات السويسرية بأن الساعة الجديدة التي سيرتديها نادال ستكون برعايتها وتحت إشراف المصمم ميل.
في عام 2009، أصبح نادال الوجه الإعلاني لشركة Lanvin's أوم سبورت كولونيا (بالفرنسية: L'Homme Sport cologne). اعتباراً من أول يناير 2010، أصبح نادال السفير الدولي لشركة Quely، وهي شركة من مدينته الأم مايوركا تقوم بصناعة البسكويت والشوكولاته والخبز والمعجنات. نادال كان يشتري من منتجات هذه الشركة منذ أن كان طفلاً صغيراً.
أصبح نادال الوجه الجديد لشركة أمبريو أرماني الإيطالية للملابس الداخلية والجينز، بعدما كان كريستيانو رونالدو هو الوجه الإعلاني للشركة الإيطالية. وقع نادال هذه الاتفاقية في صيف 2011. وكانت هي المرة الأولى التي يتم فيها اختيار لاعب تنس لهكذا تعاقدات، حيث كان قد سبق نادال في هذا المجال رونالدو وديفيد بيكهام منذ عام 2008. أعلنت شركة أرماني بانهم قاموا باختيار نادال لعرض أحدث الملابس الداخلية للذكور لأنه يعتبر مثالاً للرياضيين ونموذجاً يحتذى به في الصحة والإيجابية.

### البوكر
في يونيو 2012، انضم نادال لمجموعة المصدقون الرياضيون (بالإنجليزية: Sports Endorsers) للعبة البوكر ستارز (بالإنجليزية: PokerStars) والتي تلعب على شبكة الإنترنت.

### الثقافة الشعبية
في فبراير 2010، صَور نادال فيديو كليب مع الفنانة الكولمبية شاكيرا وكان بعنوان جيبسي (بالإنجليزية: Gypsy)، ويعني ذلك الغجرية. وكانت هذه الأغنية هي واحدة من أغاني ألبومها الجديد «شي وولف»، ونقلت صحيفة هيرالد تريبيون الأمريكية اللاتينية عن شاكيرا لسبب اختيارها نادال في هذا الكليب فكان قولها «أعتقد أنني أردت أن يكون الشخص الذي سيتواجد في الكليب هو إنسان بدأ منذ الصغر واستمر في حلمه حتى حققه وبقي ملتزماً في السعي وراء هدفه وهذا ما كان عليه نادال حيث أنه بدأ بتحقيق حلمه منذ سن 17». وأضافت حول الفيديو كليب «على ما أعتقد أن الفيديو لم يكن لينجح لولا مشاركة نادال فيه وأنا منذ صغري كنت اريد عمل كليب مشابه لهذا حيث أن المجاز يأتي من الغجر».

### كويكب
128036 رافاييل نادال هو نيزك اكتُشف في عام 2003 في مرصد مايوركا الفلكي وسمي رافاييل نادال.

## بعيداً عن التنس

### المشاركة في كرة القدم
نادال هو مشجع كبير لفريق ريال مدريد لكرة القدم. في 8 يوليو 2010، أصبح نادال أحد المساهمين في فريق ريال مايوركا، وهو النادي المحلي لمسقط رأس نادال، كان سبب الانضمام لمحاولة مساعدة النادي في سد بعض ديونه. يملك نادال حالياً 10% من أسهم النادي، وقد عُرض عليه منصب نائب الرئيس، لكنه رفض ذلك العرض. عمه ميغيل أنخل نادال، أصبح المساعد للمدرب الدانماركي مايكل لاودروب، لكن نادال لا يزال مؤيد ومشجع لريال مدريد. الكاتب غراهام هنتر، من ESPN.com، «أن نادال يُعتبر أيقونة في النادي الملكي كما هو الحال لراؤول غونزاليس، وإيكر كاسياس، وألفريدو دي ستيفانو.»
بعد فترة وجيزة من دخوله أجواء نادي ريال مايوركا، دعا نادال الاتحاد الأوروبي لكرة القدم أن يكون مع الأندية التي تعاني من الديون لا ضدها، حيث تم منع نادي ريال مايوركا من المشاركة في بطولة الدوري الأوروبي 2010-11، بسبب الديون المفرطة، حيث أعلن نادال من خلال متحدثه الرسمي قائلاً: «حسناً، إذا كانت تلك هي المعايير التي يعتمد عليها اليويفا، إذاً المنافسات الأوروبية ستشمل فريقين أو ثلاثة على الأكثر بسبب الديون التي تعاني منها أغلب تلك الأندية».
نادال واحد من المؤيدين الكبار لمنتخب بلاده في كرة القدم، هو واحد من ستة أشخاص فقط لا ينتمون بأي صلة للمنتخب الإسباني لكرة القدم مسموح لهم بالدخول إلى غرفة تبديل الملابس الخاصة بالمنتخب الإسباني، حيث شارك نادال لاعبي منتخب بلاده بالانتصار الذي حققوه بالفوز بنهائيات كأس العالم لكرة القدم 2010 في جنوب أفريقيا.

### مساهمات
في أكتوبر 2010، ساهم نادال بالمشاركة في تايلاند بمشروع غرس «مليون شجرة للملك» والمشروع هو تعظيماً لملك تايلاند قام الناس بغرس مليون شجرة صغيرة له، وضمن مشاركة نادال في بطولة تايلاند المفتوحة عام 2010 شارك في هذه الاحتفالية وقال: «إنه لشرف كبير لي أن اشارك في هذا المشروع، إنه مشروع جيد جدا، اريد ان اهنئ الشعب التايلندي على هذا العمل واهنئ الملك أيضاً فعلا انه يوم لا يصدق، أتمنى التوفيق لهذه الفكرة فعلا انها لطيفة للغاية».

### مؤسسة رافا نادال
تم إنشاء مؤسسة رافا نادال في نوفمبر 2007، كان والافتتاح الرسمي في فبراير 2008 في نادي التنس في ماناكور بمايوركا، إسبانيا. تُركز المؤسسة على العمل الاجتماعي ومساعدة التنمية وخاصة في مجال الطفولة والشباب. يقول نادال بأن هذا العمل قد يكون بداية جيدة لمستقبله ما بعد التنس، وعندما يعتزل التنس سوف يحظى بمزيد من الوقت للاهتمام أكثر بالمؤسسة. يقول نادال:«أنا أفعل كل ما بوسعي وانني مدين للمجتمع لمساعدتهم لي، قبل شهر ونصف كنت في تشيناي بالهند، الحقيقة هي أننا نعيش حياة كبيرة هنا لذلك يجب أن أساهم بشيئاً لدعم صورة بلدي». في 2008، ساعد كل من رافا نادال وحارس مرمى نادي ريال مدريد إيكر كاسياس الصليب الأحمر بحملة دعائية ضد الملاريا، يقول نادال:«لقد دفعنا مبلغاً من المال بمساعدة إيكر لذلك أود ان أشكره على هذه البادرة، يجب علينا أن نفعل شيئاً لصالح المؤسسات الخيرية وأن نعرف جيداً تحديد الوجهة المناسبة لهذه الأموال».
والدة نادال، آنا ماريا باريرا، ترأس المؤسسة الخيرية، ووالده سيباستيان نائب الرئيس، مدربه وعمه توني نادال وكيله، ولاعب التنس السابق كارلوس كوستا يشارك في المؤسسة أيضاً، وقد أعطى السويسري روجر فيدرير نادال فكرة إنشاء مشروع المؤسسة والدخول في مشاريع الأعمال الخيرية، وأن يبدأ من الهند بشكل خاص لأنها تعاني الكثير من الفقر والتشرد، لكن نادال يرغب في مساعدة منطقته أكثر خصوصا جزر البليار في إسبانيا، وبعد ذلك إذا كان من الممكن سيتجه للخارج.
في 16 أكتوبر 2010، سافر نادال إلى الهند لأول مرة لمحاولة المساعدة في تغيير أوضاع واحدة من أكثر المناطق فقراً واحتياجاً في الهند. ولاية أندرا براديش، فيها أكاديمية ومدينة رياضية في أنانتابور، هناك حيث عملت مؤسسة رافا الخيرية. أيضاً تدخلت المؤسسة في مشروع مركز أنانتابور للتربية وبالتعاون مع مؤسسة فيسنتي فيرير.

### الحياة الشخصية
عاش نادال مع والديه واخته الصغرى ماريا إيزابيل في مبنى سكني من خمسة طوابق في مسقط رأسهم في ماناكور، مايوركا. في يونيو 2009، الصحيفة الإسبانية لا فانجارديا (بالإسبانية: La Vanguardia)، ثم صحيفة نيويورك تايمز ذكرتا أن والديه، آنا ماريا سيباستيان، قد انفصلا. وجاءت هذه الأنباء بعد أسابيع من التكهنات عن ما حصل لنادال في بطولة رولان غاروس 2009 والانتكاسة الكبيرة التي تعرض لها في ذلك الوقت.
في يوليو 2010، قال نادال في أحد المؤتمرات الصحفية بأنه يرى نفسه ملحداً. عندما كان طفلاً صغيراً، يقول نادال بأنه كان يعود من المدرسة مسرعاً لمشاهدة مسلسله الكرتوني المفضل دراجون بول. أصدرت السي ان ان مقالاً يتحدث عن إلهام نادال في التنس واعتبرته مثل فتى مسلسل دراجون بول، بسبب اسلوبه الغير تقليدي في التنس كما الحال لبطل المسلسل الكرتوني الذي تعود اصوله لكوكب آخر.
بالإضافة إلى التنس وكرة القدم نادال يستمتع بلعب الغولف. أصدر نادال كتاب يتحدث عن سيرته الذاتية بمساعدة الكاتب جون كارلين، حيث نُشر الكتاب لأول مرة في أغسطس 2011.

### صحته
أعلن نادال في 2021 عن معاناته من اضطراب نادر ومزمن في كاحله الأيسر يُعرف بـ متلازمة مولر فايس [الإنجليزية]. وأوضح أن حالته شُخّصت بعمر 19 سنة وأنه استبعد خيار الجراحة لأطول فترة ممكنة والتي اضطر لإجرائها أخيرًا في العام 2021. وفي أوائل العام 2022 عاد نادال لممارسة التنس، وفاز حينها ببطولة أستراليا المفتوحة. لاحقًا كان يتلقّى حُقنتين مخدّرة ومضادات للالتهاب قبل كل مباراة من مبارياته السبع في طريقه للفوز ببطولة فرنسا المفتوحة 2022، لكنّه «حسب قوله» غير مُستعدّ للقيام بذلك مرة أخرى. وفي بيان مفتوح حول إصابته أوضح نادال قائلًا: «أنا لست مُصابًا، أنا لاعب أعيش بإصابة».

## سجله الإحترافي

### السجل الفردي
مفتاح
| ف | ن | ن.ن | ر.ن | د# | د.م | ل | أ.أ | ت | غ | ب | ف | ذ | م.خ | ل.ت |

(ف) فاز بالبطولة (ن) وصل النهائي (ن.ن) نصف النهائي (ر.ن) ربع النهائي (د#) الأدوار الأربعة الأولى (د.م) دور المجموعات (ل) شارك في كأس ديفيز (أ.أ) خرج من الأدوار الاولى (ت) خسر التصفيات التأهيلية (غ) غاب عن الحدث أو البطولة (ب) حصل على ميدالية برونزية (ف) حصل على ميدالية فضية (ذ) حصل على ميدالية ذهبية (م.خ) بطولة الماسترز خُفضت إلى مرتبة أقل (ل.ت) البطولة لم تعقد في السنة المعينة.
لتجنب الارتباك وازدواجية الحساب، يتم تحديث هذه المعلومات إما في نهاية البطولة، أو عندما تكون مشاركة اللاعب في البطولة قد انتهت.
| البطولة                                | البطولة                       | 2002 | 2003  | 2004  | 2005  | 2006  | 2007  | 2008  | 2009  | 2010  | 2011  | 2012 | 2013 | 2014 | المجموع | ف–خ     |
| الجراند سلام                           |                               |      |       |       |       |       |       |       |       |       |       |      |      |      |         |         |
| أستراليا المفتوحة، ميلبورن             | أستراليا المفتوحة، ميلبورن    | غ    | غ     | د3    | د4    | غ     | ر.ن   | ن.ن   | ف     | ر.ن   | ر.ن   | ن    | غ    | ن    | 1       | 41–8    |
| فرنسا المفتوحة، باريس                  | فرنسا المفتوحة، باريس         | غ    | غ     | غ     | ف     | ف     | ف     | ف     | د4    | ف     | ف     | ف    | ف    |      | 8       | 59–1    |
| ويمبلدون، لندن                         | ويمبلدون، لندن                | غ    | د3    | غ     | غ3    | ن     | ن     | ف     | غ     | ف     | ن     | د2   | د1   |      | 2       | 36–7    |
| أمريكا المفتوحة، نيويورك               | أمريكا المفتوحة، نيويورك      | غ    | د2    | د2    | د3    | ر.ن   | د4    | ن.ن   | ن.ن   | ف     | ن     | غ    | ف    |      | 2       | 41–8    |
| المجموع                                | المجموع                       | 0    | 0     | 0     | 1     | 1     | 1     | 2     | 1     | 3     | 1     | 1    | 2    |      | 13      | N/A     |
| فوز–خسارة                              | فوز–خسارة                     | 0–0  | 3–2   | 3–2   | 13–3  | 17–2  | 20–3  | 24–2  | 2–15  | 1–25  | 3-23  | 2-14 | 1-14 | 1-6  | N/A     | 24-177  |
| كأس الماسترز / نهائيات الجولة العالمية |                               |      |       |       |       |       |       |       |       |       |       |      |      |      |         |         |
| نهائيات الجولة العالمية، لندن          | نهائيات الجولة العالمية، لندن | غ    | غ     | غ     | غ     | ن.ن   | ن.ن   | غ     | د.م   | ن     | د.م   | غ    | ن    |      | 0       | 13–11   |
| المجموع                                | المجموع                       | 0    | 0     | 0     | 0     | 0     | 0     | 0     | 0     | 0     | 0     | 0    | 0    |      | 0       | N/A     |
| فوز-خسارة                              | فوز-خسارة                     | 0–0  | 0-0   | 0-0   | 0-0   | 2-2   | 2-2   | 0-0   | 3-0   | 1-4   | 2-1   | 0-0  | 1-4  |      | 0 / 6   | 10-13   |
| (1990-2008) TMS                        | (2009 الآن) M1000             |      |       |       |       |       |       |       |       |       |       |      |      |      |         |         |
| إنديان ويلز                            | إنديان ويلز                   | غ    | غ     | د3    | غ     | ن.ن   | ف     | ن.ن   | ف     | ن.ن   | ن     | ن.ن  | ف    | د3   | 3       | 41–7    |
| ميامي                                  | ميامي                         | غ    | غ     | د4    | ن     | د2    | ر.ن   | ن     | ر.ن   | ن.ن   | ن     | ن.ن  | غ    |      | 0       | 30–8    |
| مونتي كارلو                            | مونتي كارلو                   | غ    | د3    | غ     | ف     | ف     | ف     | ف     | ف     | ف     | ف     | ف    | ن    |      | 8       | 48–2    |
| هامبورغ                                | مدريد                         | غ    | د3    | غ     | غ     | غ     | ن     | ف     | ن     | ف     | ن     | د3   | ف    |      | 3       | 32-5    |
| روما                                   | روما                          | غ    | غ     | غ     | ف     | ف     | ف     | د2    | ف     | ف     | ن     | ف    | ف    |      | 7       | 41–2    |
| كندا                                   | كندا                          | غ    | غ     | د1    | ف     | د3    | ن.ن   | ف     | ر.ن   | ن.ن   | د2    | غ    | ف    |      | 3       | 26-6    |
| سينسيناتي                              | سينسيناتي                     | غ    | غ     | د1    | د1    | ر.ن   | د2    | ن.ن   | ن.ن   | ر.ن   | ر.ن   | غ    | ف    |      | 1       | 18–8    |
| مدريد                                  | شانغهاي                       | غ    | د1    | د2    | ف     | ر.ن   | ر.ن   | ن.ن   | ن     | د3    | د3    | غ    | ن.ن  |      | 1       | 22–9    |
| باريس                                  | باريس                         | غ    | غ     | غ     | غ     | غ     | ن     | ر.ن   | ن.ن   | غ     | غ     | غ    | ن.ن  |      | 0       | 12–4    |
| المجموع                                | المجموع                       | 0    | 0     | 0     | 4     | 2     | 3     | 3     | 3     | 3     | 1     | 2    | 5    |      | 26      | N/A     |
| فوز-خسارة                              | فوز-خسارة                     | 0–0  | 3-4   | 5-5   | 2-28  | 5-23  | 6-31  | 6-32  | 6-34  | 5-29  | 7-25  | 2-19 | 3-35 | 1-1  | 68 / 26 | 51-266  |
| الألعاب الأولمبية                      |                               |      |       |       |       |       |       |       |       |       |       |      |      |      |         |         |
| الألعاب الأولمبية                      | الألعاب الأولمبية             | ل.ت  | ل.ت   | غ     | ل.ت   | ل.ت   | ل.ت   | ف     | ل.ت   | ل.ت   | ل.ت   | غ    | ل.ت  | ل.ت  | 1       | 6-0     |
| كأس ديفيز                              |                               |      |       |       |       |       |       |       |       |       |       |      |      |      |         |         |
| كأس ديفيز                              | كأس ديفيز                     | غ    | غ     | ف     | أ.أ   | أ.أ   | غ     | ف     | ف     | غ     | ف     | غ    | أ.أ  |      | 4       | 22-1    |
| الأرقام والإحصائيات                    |                               |      |       |       |       |       |       |       |       |       |       |      |      |      |         |         |
| عدد البطولات الملعوبة                  | عدد البطولات الملعوبة         | 1    | 11    | 18    | 21    | 16    | 20    | 19    | 17    | 17    | 17    | 10   | 17   | 3    | N/A     | 188     |
| عدد المباريات النهائية                 | عدد المباريات النهائية        | 0    | 0     | 2     | 12    | 6     | 9     | 10    | 8     | 9     | 10    | 5    | 14   | 3    | N/A     | 88      |
| عدد البطولات المكسوبة                  | عدد البطولات المكسوبة         | 0    | 0     | 1     | 11    | 5     | 6     | 8     | 5     | 7     | 3     | 4    | 10   | 2    | N/A     | 62      |
| فوز-خسارة                              | فوز-خسارة                     | 1–1  | 11–14 | 17–30 | 10–79 | 12–59 | 15–70 | 11–82 | 14-66 | 10-71 | 15-69 | 7-42 | 7-75 | 1-16 | N/A     | 131-675 |
| نسبة الفوز (%)                         | نسبة الفوز (%)                | 50%  | 56%   | 64%   | 89%   | 83%   | 82%   | 88%   | 83%   | 88%   | 82%   | 88%  | 91%  | 94%  | N/A     | 83%     |
| الترتيب                                | الترتيب                       | 200  | 49    | 51    | 2     | 2     | 2     | 1     | 2     | 1     | 2     | 4    | 1    |      | N/A     | N/A     |

آخر تحديث كان بعد انتهاء إنديان ويلز 2014.

### سجله في نهائيات الجراند سلام

#### النهائي: 30 (22 البطل، 8 الوصيف)
| النتيجة | السنة | البطولة               | نوع الأرضية | الخصم في النهائي   | نتيجة المباراة                |
| البطل   | 2005  | فرنسا المفتوحة        | ترابية      | ماريانو بويرتا     | 6–7(6)، 6–3، 6–1، 7–5         |
| البطل   | 2006  | فرنسا المفتوحة (2)    | ترابية      | روجر فيدرير        | 1–6، 6–1، 6–4، 7–6(4)         |
| الوصيف  | 2006  | ويمبلدون              | عشبية       | روجر فيدرير        | 0–6، 6–7(5)، 7–6(2)، 3–6      |
| البطل   | 2007  | فرنسا المفتوحة (3)    | ترابية      | روجر فيدرير        | 6–3، 4–6، 6–3، 6–4            |
| الوصيف  | 2007  | ويمبلدون (2)          | عشبية       | روجر فيدرير        | 6–7(7)، 6–4، 6–7(3)، 6–2، 2–6 |
| البطل   | 2008  | فرنسا المفتوحة (4)    | ترابية      | روجر فيدرير        | 6–1، 6–3، 6–0                 |
| البطل   | 2008  | ويمبلدون              | عشبية       | روجر فيدرير        | 6–4، 6–4، 6–7(5)، 6–7(8)، 9–7 |
| البطل   | 2009  | أستراليا المفتوحة     | صلبة        | روجر فيدرير        | 7–5، 3–6، 7–6(3)، 3–6، 6–2    |
| البطل   | 2010  | فرنسا المفتوحة (5)    | ترابية      | روبن سودرلينغ      | 6–4، 6–2، 6–4                 |
| البطل   | 2010  | ويمبلدون (2)          | عشبية       | توماس بيرديتش      | 6–3، 7–5، 6–4                 |
| البطل   | 2010  | أمريكا المفتوحة       | صلبة        | نوفاك دجوكوفيتش    | 6–4، 5–7، 6–4، 6–2            |
| البطل   | 2011  | فرنسا المفتوحة (6)    | ترابية      | روجر فيدرير        | 7–5، 7–6، 5–7، 1-6            |
| الوصيف  | 2011  | ويمبلدون              | عشبية       | نوفاك دجوكوفيتش    | 4–6، 1–6، 6–1، 3–6            |
| الوصيف  | 2011  | أمريكا المفتوحة       | صلبة        | نوفاك دجوكوفيتش    | 2–6، 4–6، 7–6، 1–6            |
| الوصيف  | 2012  | أستراليا المفتوحة     | صلبة        | نوفاك دجوكوفيتش    | 7–5، 4–6، 2–6، 7–6(5)، 5–7    |
| البطل   | 2012  | فرنسا المفتوحة (7)    | ترابية      | نوفاك دجوكوفيتش    | 6–4، 6–3، 2–6، 7–5            |
| البطل   | 2013  | فرنسا المفتوحة (8)    | ترابية      | دافيد فيرير        | 6–3، 6–2، 6–3                 |
| البطل   | 2013  | أمريكا المفتوحة (2)   | صلبة        | نوفاك دجوكوفيتش    | 6–2، 3–6، 6–4، 6–1            |
| الوصيف  | 2014  | أستراليا المفتوحة     | صلبة        | ستانيسلاس فافرينكا | 3–6، 2–6، 6–3، 3–6            |
| البطل   | 2014  | فرنسا المفتوحة (9)    | ترابية      | نوفاك دجوكوفيتش    | 3–6، 7–5، 6–2، 6–4            |
| الوصيف  | 2017  | أستراليا المفتوحة     | صلبة        | روجر فيدرير        | 4–6، 6–3، 1–6، 6–3، 3–6       |
| البطل   | 2017  | فرنسا المفتوحة (10)   | ترابية      | ستانيسلاس فافرينكا | 6–2، 6–3، 6–1                 |
| البطل   | 2017  | أمريكا المفتوحة (3)   | صلبة        | كيفن أندرسون       | 6–3، 6–3، 6–4                 |
| البطل   | 2018  | فرنسا المفتوحة (11)   | ترابية      | دومينيك ثيم        | 6–4، 6–3، 6–2                 |
| الوصيف  | 2019  | أستراليا المفتوحة     | صلبة        | نوفاك دجوكوفيتش    | 3–6، 2–6، 3–6                 |
| البطل   | 2019  | فرنسا المفتوحة (12)   | ترابية      | دومينيك ثيم        | 6–3، 5–7، 6–1، 6–1            |
| البطل   | 2019  | أمريكا المفتوحة (4)   | صلبة        | دانييل ميدفيديف    | 7–5، 6–3، 5–7، 4–6، 6–4       |
| البطل   | 2020  | فرنسا المفتوحة (13)   | ترابية      | نوفاك دجوكوفيتش    | 6–0، 6–2، 7–5                 |
| البطل   | 2022  | أستراليا المفتوحة (2) | صلبة        | دانييل ميدفيديف    | 2–6، 6–7، 6–4، 6–4، 7–5       |
| البطل   | 2022  | فرنسا المفتوحة (14)   | ترابية      | كاسبر رود          | 6–3، 6–3، 6–0                 |

### نهائيات الجولة العالمية

#### النهائي: 2 (2 الوصيف)
| النتيجة | السنة | البطولة                     | نوع الأرضية | الخصم في النهائي | نتيجة المباراة |
| ------- | ----- | --------------------------- | ----------- | ---------------- | -------------- |
| الوصيف  | 2010  | نهائيات الجولة العالمية     | صلبة (قاعة) | روجر فيدرير      | 3–6، 6–3، 1–6  |
| الوصيف  | 2013  | نهائيات الجولة العالمية (2) | صلبة (قاعة) | نوفاك دجوكوفيتش  | 3–6، 4–6       |

### نهائيات الألعاب الأولمبية

#### النهائي: 1 (1 ميدالية ذهبية)
| النتيجة | السنة | البطولة       | نوع الأرضية | الخصم في النهائي  | نتيجة المباراة     |
| ------- | ----- | ------------- | ----------- | ----------------- | ------------------ |
| البطل   | 2008  | أولمبياد بكين | صلبة        | فيرناندو غونزاليس | 6–3، 7–6(7–2)، 6–3 |

## الأرقام القياسية
| البطولة                | السنة (وات) | الرقم القياسي                                               | لاعب يحمل نفس الإنجاز |
| الكل                   | 1877        | 8 ألقاب متتالية في أي بطولة                                 | اللاعب الوحيد         |
| البطولات الأربع الكبرى | 1877        | الفوز بلقب جراند سلام واحد على الأقل لمدة تسع سنوات متتالية | اللاعب الوحيد         |
| مونتي كارلو للماسترز   | 1897        | الفوز بثمانية ألقاب                                         | اللاعب الوحيد         |
| فرنسا المفتوحة         | 1925        | الفوز بثمانية ألقاب                                         | اللاعب الوحيد         |
| روما للماسترز          | 1930        | الفوز بسبعة ألقاب                                           | اللاعب الوحيد         |
| برشلونة                | 1953        | الفوز بثمانية ألقاب                                         | اللاعب الوحيد         |
| دورات الماسترز         | 1970        | الفوز بلقب واحد على الأقل لمدة تسع سنوات متتالية            | اللاعب الوحيد         |

- لا يوجد أي لاعب تنس آخر في التاريخ تمكن من فعل ما فعله نادال بالفوز بلقب جراند سلام واحد على الأقل لسنوات متتالية عديدة. نادال هو لاعب التنس الوحيد الذي فاز بقلب جراند سلام واحد على الأقل لمدة تسع سنوات متتالية متغلباً بذلك على كل من بيورن بورغ، وبيت سامبراس، وروجر فيدرير، الذين فازوا بلقب واحد على الأقل لمدة ثماني سنوات متتالية.

## سجل الإنجازات في الجراند سلام
- هذه الأرقام تم تحقيقها في العصر المفتوح للتنس.

| بطولات الجراند سلام                                                         | السنة (وات)         | الإنجاز                                                                                          | لاعب يحمل نفس الإنجاز                                                           | مصادر   |
| فرنسا المفتوحة ويمبلدون الألعاب الأولمبية أستراليا المفتوحة أمريكا المفتوحة | 2005 2008 2009 2010 | الفوز بجميع البطولات الكبرى                                                                      | أندريه أغاسي                                                                    | [ 285 ] |
| أستراليا المفتوحة فرنسا المفتوحة ويمبلدون أمريكا المفتوحة                   | 2009 2005 2008 2010 | الفوز بالبطولات الأربعة الكبرى                                                                   | رود لافر أندريه اغاسي روجر فيدرير                                               | [ 286 ] |
| أستراليا المفتوحة – فرنسا المفتوحة – ويمبلدون – أمريكا المفتوحة             | 2005–2010           | الحصول على لقبي جراند سلام على الأقل من كل أرضية (عشبية، ترابية، صلبة) في نفس الموسم             | ماتس ويلندر                                                                     |         |
| فرنسا المفتوحة – أمريكا المفتوحة                                            | 2010                | الفوز بثلاث بطولات جراند سلام مختلفة الأرضية (على التراب والعشب والصلب)                          | اللاعب الوحيد                                                                   | [ 287 ] |
| فرنسا المفتوحة – أمريكا المفتوحة – ويمبلدون                                 | 2010                | الفوز بثلاث بطولات جراند سلام على التوالي في نفس الموسم                                          | رود لافر                                                                        |         |
| أستراليا المفتوحة فرنسا المفتوحة ويمبلدون أمريكا المفتوحة                   | 2005–2013           | الفوز بلقب جراند سلام واحد على الأقل لمدة تسع سنوات متتالية                                      | اللاعب الوحيد                                                                   | [ 288 ] |
| الألعاب الأولمبية – أمريكا المفتوحة – ويمبلدون                              | 2008–2010           | الفوز بثلاث بطولات كبرى مختلفة الأرضية (على التراب والعشب والصلب) مرتين                          | روجر فيدرير                                                                     |         |
| الألعاب الأولمبية – أمريكا المفتوحة                                         | 2008–2010           | الفوز بالميدالية الذهبية الأولمبية والبطولات الأربعة الكبرى على الملاعب الرملية والعشبية والصلبة | اللاعب الوحيد                                                                   |         |
| الألعاب الأولمبية – ويمبلدون                                                | 2008–2010           | حامل لقب بطولة ويمبلدون وبطل فردي الرجال في الألعاب الأولمبية                                    | اللاعب الوحيد                                                                   |         |
| الألعاب الأولمبية – فرنسا المفتوحة                                          | 2008–2010           | الفوز بالميدالية الأولمبية وثلاث ألقاب جراند سلام على التوالي                                    | أندريه أغاسي                                                                    |         |
| الألعاب الأولمبية – أمريكا المفتوحة                                         | 2008–2010           | الفوز بالميدالية الأولمبية وجراند سلام على الأرضيتين الترابية والصلبة                            | أندريه أغاسي                                                                    |         |
| الألعاب الأولمبية – أمريكا المفتوحة                                         | 2008–2010           | الفوز بالميدالية الأولمبية وبطولة أمريكا المفتوحة                                                | أندريه أغاسي                                                                    |         |
| فرنسا المفتوحة                                                              | 2005–2013           | 8 ألقاب في 9 سنوات                                                                               | اللاعب الوحيد                                                                   |         |
| فرنسا المفتوحة                                                              | 2005–2009           | 31 فوز متتالي                                                                                    | اللاعب الوحيد                                                                   |         |
| فرنسا المفتوحة—ويمبلدون                                                     | 2008، 2010          | الفوز في البطولتين بالعام نفسه                                                                   | رود لافر بيورن بورغ روجر فيدرير                                                 |         |
| فرنسا المفتوحة—ويمبلدون                                                     | 2008، 2010          | الفوز في البطولتين بنفس العام لأكثر من مرة                                                       | بيورن بورغ                                                                      |         |
| فرنسا المفتوحة                                                              | 2005–2008 2010–2013 | الفوز في البطولة 4 مرات متتالية                                                                  | بيورن بورغ                                                                      | [ 289 ] |
| فرنسا المفتوحة                                                              | 2005–2008 2010–2013 | الوصول للنهائي 4 مرات متتالية                                                                    | بيورن بورغ إيفان ليندل روجر فيدرير                                              |         |
| فرنسا المفتوحة                                                              | 2008، 2010          | الفوز في البطولة دون خسارة أي مجموعة (مرتين)                                                     | بيورن بورغ                                                                      |         |
| فرنسا المفتوحة                                                              | 2005–2013           | نسبة فوز 98.33% (59–1)                                                                           | اللاعب الوحيد                                                                   |         |
| أستراليا المفتوحة، فرنسا المفتوحة، ويمبلدون، أمريكا المفتوحة                | 2005–2010           | الوصول لجميع نهائيات البطولات الأربعة الكبرى                                                     | رود لافر كين روزوال إيفان ليندل ستيفان إدبرغ جيم كورير أندريه أغاسي روجر فيدرير |         |

## سجل الإنجازات في بطولات الأساتذة
| سلسلة بطولات الأساتذة               | السنة (وات)         | الإنجاز                                                                        | لاعب يحمل نفس الإنجاز  |
| مونتي كارلو للأساتذة—مدريد للأساتذة | 2005–2013           | الرقم القياسي في الفوز ببطولات الأساتذة (26 لقب)                               | اللاعب الوحيد          |
| مونتي كارلو للأساتذة—رولان غاروس    | 2010                | 1 "بطل التراب": الفوز بجميع بطولات الأساتذة الترابية ورولان غاروس في نفس العام | اللاعب الوحيد          |
| مونتي كارلو للأساتذة                | 2005–2013           | 8 ألقاب متتالية                                                                | اللاعب الوحيد          |
| روما للأساتذة                       | 2005–2010           | 7 ألقاب في 8 سنوات                                                             | اللاعب الوحيد          |
| سلسلة بطولات الأساتذة               | 2005                | معظم الألقاب في موسم واحد – 5 بطولات                                           | نوفاك دجوكوفيتش (2011) |
| سلسلة بطولات الأساتذة               | 2008–2010           | الوصول للدور ربع النهائي 21 مرة على التوالي                                    | اللاعب الوحيد          |
| سلسلة بطولات الأساتذة               | 2008                | الفوز بثلاث بطولات متتالية على أرضيات مختلفة                                   | روجر فيدرير (2004)     |
| سلسلة بطولات الأساتذة               | 2005–2013           | الفوز بلقب واحد على الأقل لمدة تسع سنوات متتالية                               | اللاعب الوحيد          |
| مونتي كارلو للأساتذة—روما للأساتذة  | 2005–2013 2009–2010 | الفوز باللقبين في معظم السنوات – 8                                             | اللاعب الوحيد          |
| سلسلة بطولات الأساتذة               | 2007–2010           | الفوز بثلاث بطولات على الأقل في كل سنة – 5                                     | اللاعب الوحيد          |

- اللاعب الوحيد الذي يصل لجميع نهائيات بطولات الأساتذة التسع.
- اللاعب الوحيد الذي خسر شوط واحد فقط في نهائي إحدى بطولات سلسلة الأساتذة 1000 نقطة، (مونتي كارلو 2010 : 6-0، 6-1).
- اللاعب الوحيد الذي فاز بجميع بطولات الأساتذة على الملاعب الرملية في نفس العام.
- اللاعب الوحيد الذي فاز بأربع بطولات متتالية من سلسلة بطولات الأساتذة بغض النظر عن الأرضية.
- معادلة الرقم المسجل لنسبة الفوز المئوية في بطولات سلسلة الأساتذة 0.833 منذ عام 1990.
- الفوز بمسابقتي الفردي والزوجي للبطولة نفسها والسنة نفسها—نادال (مونتي كارلو 2008).
- أسرع من يفوز ببطولات الأساتذة:
 5 ألقاب : نادال (8 بطولات / سنة : 2005 مونتي كارلو—مونتي كارلو 2006)
10 ألقاب : نادال (24 بطولة / 3 سنوات : 2005 مونتي كارلو—مونتي كارلو 2008)
15 لقب : نادال (34 بطولة / 4 سنوات : مونتي كارلو 2005—روما 2009)
20 لقب : نادال (58 بطولة / 7 سنوات : مونتي كارلو 2005—مونتي كارلو 2012)
25 لقب : نادال (65 بطولة / 8 سنوات : مونتي كارلو 2005—مونتريال 2013)

## إنجازات هامة أخرى

### في الجراند سلام
- رافاييل نادال هو الآن أصغر لاعب في العصر المفتوح والرابع في الترتيب العام يكمل عقد البطولات الأربعة الكبرى وهو في سن 24 عام فقط.
- أصبح نادال هو الوحيد مع الأسترالي رود ليفر يفوز بجميع بطولات الجراند سلام وهو يلعب باليد اليسرى.
- نادال أصغر لاعب يفوز ببطولة جراند سلام بعمر 19 سنة منذ عام 1990 عندما فاز الأمريكي بيت سامبرس بلقب بطولة أمريكا المفتوحة في سن 19.
- يملك نادال سجل بـ 24 فوز متتالي في الجراند سلام وحقق هذا الإنجاز مرتين في عامي 2008 و2010.
- في عام 2005 أصبح نادال ثاني لاعب في التاريخ يفوز ببطولة فرنسا المفتوحة من المحاولة الأولى حيث سبقه إلى ذلك ماتس فيلاندر عام 1982.
- أصبح نادال في 2010 وهو بسن 24 أصغر ثاني لاعب في العصر المفتوح يصل إلى جميع نهائيات الجراند سلام، اللاعب الأصغر هو جيم كورير في سن 22.
- في سن 19 سنة وشهر و22 يوم أصبح نادال ثالث لاعب في تاريخ رابطة محترفي كرة المضرب (منذ 1973) يصل للمركز الثاني عالمياً في التصنيف وهو بهذا السن حيث سبقه إلى ذلك بوريس بيكر (بعمر 18 سنة، 9 أشهر، 17 يوم) وبيورن بورغ (بعمر 18 سنة، 10 أشهر، ويومين).
- نادال هو اللاعب الوحيد في التاريخ الذي فاز ببطولتي رولان غاروس وويمبلدون وحقق الميدالية الذهبية الأولمبية في العام نفسه (2008).
- في عام 2010 عندما حقق نادال ثلاث ألقاب جراند سلام وهي فرنسا المفتوح وويمبلدون وأمريكا المفتوحة خسر نادال في البطولات الثلاث ست مجموعات فقط خمسة في ويمبلدون ومجموعة في نهائي أمريكا ولم يخسر أي مجموعة في رولان غاروس.
- مضى نادال ليكون اللاعب الوحيد في العصر المفتوح الذي يفوز ببطولات جراند سلام في تسع سنوات بطولة واحد على الإقل في الموسم.
- أيضاً نادال رابع لاعب في العصر المفتوح يفوز ببطولة جراند سلام 4 مرات متتالية في مناسبتين حيث سبقه إلى ذلك كل من بورغ وسامبراس وفيدرير.

### متفرقات
- الفوز بأكثر ألقاب عندما كان مراهقا: 16 حيث تعادل مع السويدي بيورن بورغ.
- الفوز بـ 11 بطولة في موسم واحد وهو في سن المراهقة (2005).
- نادال لديه سجل 43 فوز مقابل 6 هزائم في المباريات النهائية على الملاعب الرملية و81 فوز مقابل هزيمة واحدة في المباريات من 5 مجموعات.
- يملك نادال سجل 203-16 في مسيرته على الملاعب الرملية ما يقارب بالنسبة المئوية (0.927)، وهو أقل اللاعبين فقداناً للمباريات على التراب حيث في العصر المفتوح لم يستطع أحد الحصول على سجل (203-16) على الملاعب الرملية.
- الفائز في حفل توزيع جائزة باجيل الذهبية (ثلاث مرات) في العصر المفتوح 2005 و 2008 و 2009.
- حقق رقم قياسي في البقاء في التصنيف الثاني على العالم لمدة 160 اسبوع متتالي في رابطة محترفي كرة المضرب.
- استطاع تصدر التصنيف العالمي وانهاء الموسم متربعاً على الصدارة (بطل العالم) ثلاث مرات في 2008 و2010 و2013.
- نادال (8-0)، بورغ (6-0) وغوستافو كويرتن (3-0) هم اللاعبون الوحيدون في العصر المفتوح الذين لم يخسروا أي نهائي في فرنسا المفتوحة في حين نرى أن أقل لاعب فيهم فاز بثلاث ألقاب.

انتصارات كبيرة
  - تورنيو جودو (برشلونة المفتوحة): يحمل الرقم القياسي في عدد مرات الفوز بالبطولة - 8 مرات (2005–2013).
  - فاز في 24 مباراة متتالية وهو في سن المراهقة، وهي أطول سلسلة انتصارات للاعب مراهق (2005).
  - صاحب أطول سلسلة انتصارات متتالية على أرضية واحدة (الملاعب الرملية): 81 فوز (2005—21 مايو 2007)

| السنة | البطولة                | انتصارات |
| ----- | ---------------------- | -------- |
| 2005  | مونتي كارلو            | 6        |
| 2005  | برشلونة                | 5        |
| 2005  | روما                   | 6        |
| 2005  | فرنسا المفتوحة         | 7        |
| 2005  | باشتاد                 | 5        |
| 2005  | شتوتغارت               | 5        |
| 2005  | كأس ديفيز (ضد إيطاليا) | 2        |

| السنة | البطولة                | انتصارات |
| ----- | ---------------------- | -------- |
| 2006  | مونتي كارلو            | 6        |
| 2006  | برشلونة                | 5        |
| 2006  | روما                   | 6        |
| 2006  | فرنسا المفتوحة         | 7        |
| 2006  | كأس ديفيز (ضد إيطاليا) | 2        |

| السنة | البطولة     | انتصارات |
| ----- | ----------- | -------- |
| 2007  | مونتي كارلو | 5        |
| 2007  | برشلونة     | 5        |
| 2007  | روما        | 5        |
| 2007  | هامبورغ     | 4        |
انظر أيضا
  - جوائز رابطة محترفي كرة المضرب
  - أرقام وإحصائيات رابطة محترفي كرة المضرب
  - قائمة أبطال العالم لفردي الرجال برابطة محترفي التنس
  - البطولات الأربعة الكبرى
  - قائمة اللاعبين الفائزين ببطولات الجراند سلام
  - قائمة اللاعبين الفائزين بالبطولات الخمسة الكبرى
  - 128036 رافاييل نادال (كويكب)

المصادر والمراجع

  1. 1 2  Gran Enciclopèdia Catalana (بالكتالونية), Grup Enciclopèdia, QID:Q2664168
  2. ↑   http://espn.go.com/tennis/player/results/_/id/261/rafael-nadal. {{استشهاد ويب}}: |url= بحاجة لعنوان (مساعدة) والوسيط |title= غير موجود أو فارغ (من ويكي بيانات) (مساعدة)
  3. ↑   http://espn.go.com/tennis/story/_/id/11568148/still-ailing-rafael-nadal-withdraws-iptl. {{استشهاد ويب}}: |url= بحاجة لعنوان (مساعدة) والوسيط |title= غير موجود أو فارغ (من ويكي بيانات) (مساعدة)
  4. ↑   http://espn.go.com/tennis/story/_/id/11657129/rafael-nadal-play-shanghai-masters-appendicitis. {{استشهاد ويب}}: |url= بحاجة لعنوان (مساعدة) والوسيط |title= غير موجود أو فارغ (من ويكي بيانات) (مساعدة)
  5. ↑  "Rafael Nadal's Nick Name Rafa". Official Website. اطلع عليه بتاريخ 03 مارس 2014. نسخة محفوظة 12 مارس 2019 على موقع واي باك مشين.
  6. ↑  "Rafael Nadal's Nick Name Rafa". Official Page on Facebook. اطلع عليه بتاريخ 03 مارس 2014. نسخة محفوظة 13 أبريل 2019 على موقع واي باك مشين.
  7. ↑  "Rafael Nadal's Nick Name Rafa". ATP World Tour. اطلع عليه بتاريخ 03 مارس 2014. نسخة محفوظة 10 يونيو 2015 على موقع واي باك مشين.
  8. ↑  "Rafael Nadal's Nick Name The Matador of Spin". Tennis Planet.me. اطلع عليه بتاريخ 07 فبراير 2011. نسخة محفوظة 03 أبريل 2019 على موقع واي باك مشين.
  9. ↑  "Rafael Nadal's Nick Name El Matador". micorazonperteneceraespana.wordpress.com. اطلع عليه بتاريخ Archives. نسخة محفوظة 04 أبريل 2016 على موقع واي باك مشين.
  10. ↑  "Rafael Nadal's Nick Name El Matador". The New York Times. اطلع عليه بتاريخ 05 فبراير 2016. نسخة محفوظة 27 مارس 2020 على موقع واي باك مشين.
  11. ↑  "Rafael Nadal's Nick Name Armada". thesportreview.com. اطلع عليه بتاريخ 5 فبراير 2011. نسخة محفوظة 31 مارس 2014 على موقع واي باك مشين.
  12. ↑  "Rafael Nadal's Nick Name the Legendary Armada". bleacherreport.com. اطلع عليه بتاريخ 5 يوليو 2010. نسخة محفوظة 10 مارس 2016 على موقع واي باك مشين.
  13. ↑  "Rafael Nadal's Nick Name Armada". espn.go.com. اطلع عليه بتاريخ 31 اغسطس 2013. نسخة محفوظة 05 سبتمبر 2013 على موقع واي باك مشين.
  14. ↑  "Rafael Nadal's Nick Name La Armada Espanola". Armada-espanola. اطلع عليه بتاريخ 10 سبتمبر 2013. نسخة محفوظة 04 مارس 2016 على موقع واي باك مشين.
  15. ↑  "Rafael Nadal's Nick Name King of clay". kingofclay.com. اطلع عليه بتاريخ 04 مارس 2014. نسخة محفوظة 18 نوفمبر 2018 على موقع واي باك مشين.
  16. ↑  "Rafael Nadal's Nick Name King of clay". sports.yahoo.com. اطلع عليه بتاريخ 16 اغسطس 2013. [وصلة مكسورة] نسخة محفوظة 21 أغسطس 2013 على موقع واي باك مشين.
  17. ↑  "Rafael Nadal's Nick Name King of clay". theroar.com. اطلع عليه بتاريخ 07 أكتوبر 2013. نسخة محفوظة 16 نوفمبر 2018 على موقع واي باك مشين.
  18. ↑  "Rafael Nadal's Nick Name King of clay". bbc.com. اطلع عليه بتاريخ 27 مايو 2013. نسخة محفوظة 31 أكتوبر 2015 على موقع واي باك مشين.
  19. ↑  "Rankings 2 Singles ATP World Tour 2018 Tennis". web.archive.org. 7 نوفمبر 2018. مؤرشف من الأصل في 2020-03-22. اطلع عليه بتاريخ 2019-06-10.{{استشهاد ويب}}:  صيانة الاستشهاد: BOT: original URL status unknown (link)
  20. ↑   https://time.com/collection/100-most-influential-people-2022/6177746/rafael-nadal/. {{استشهاد ويب}}: |url= بحاجة لعنوان (مساعدة) والوسيط |title= غير موجود أو فارغ (من ويكي بيانات) (مساعدة)
  21. ↑  Roger Federer just made Rafael Nadal’s case for greatest of all time | For The Win نسخة محفوظة 11 ديسمبر 2017 على موقع واي باك مشين.
  22. ↑  News - Breaking News - Keep up with Newstalk ZB نسخة محفوظة 20 أكتوبر 2014 على موقع واي باك مشين.
  23. ↑  St. John، Allen (7 June 2012). "The Greatest Men's Tennis Player of All Time Is at the French Open". The Atlantic. اطلع عليه بتاريخ 11 يونيو 2013. نسخة محفوظة 25 يوليو 2018 على موقع واي باك مشين.
  24. ↑  Eckstein، Jeremy (9 June 2013). "Where Rafael Nadal Fits in the Greatest of All Time Debate". Los Angeles Times. Bleacher Report. اطلع عليه بتاريخ 11 يونيو 2013. نسخة محفوظة 11 يوليو 2018 على موقع واي باك مشين.
  25. ↑  Goldring، Fred (6 June 2011). "Could Rafa Nadal Be the Greatest Tennis Player of All Time?". Huffington Post. اطلع عليه بتاريخ 11 يونيو 2013. نسخة محفوظة 30 أغسطس 2017 على موقع واي باك مشين.
  26. ↑  Bowen، Fred (31 August 2011). "Who's the best tennis player of all time?". The Washington Post. اطلع عليه بتاريخ 11 يونيو 2013. نسخة محفوظة 10 أكتوبر 2013 على موقع واي باك مشين.
  27. ↑  Gaines، Cork (10 June 2013). "Rafael Nadal Is Challenging Roger Federer for the Title Of 'Greatest of All Time'". Business Insider. اطلع عليه بتاريخ 11 يونيو 2013. نسخة محفوظة 13 ديسمبر 2018 على موقع واي باك مشين.
  28. ↑  Wiedmer، Mark (10 June 2013). "Wiedmer: Nadal may now argue for best ever". Chattanooga Times Free Press. اطلع عليه بتاريخ 11 يونيو 2013. نسخة محفوظة 18 أكتوبر 2014 على موقع واي باك مشين.
  29. ↑  Palmer، Kevin (4 November 2012). "Becker questions whether Federer is greatest ever". ESPN. اطلع عليه بتاريخ 11 يونيو 2013. نسخة محفوظة 19 أكتوبر 2014 على موقع واي باك مشين.
  30. ↑  "Roger Federer is greatest player of all time says Australian tennis legend Rod Laver". Fox Sports. 6 July 2012. اطلع عليه بتاريخ 11 يونيو 2013. نسخة محفوظة 19 سبتمبر 2016 على موقع واي باك مشين.
  31. ↑  "'King of Clay' Rafael Nadal outlasts Novak Djokovic in stirring French Open semifinal". The Plain Dealer. Associated Press. 7 June 2013. اطلع عليه بتاريخ 11 يونيو 2013. "نسخة مؤرشفة". مؤرشف من الأصل في 2018-06-12. اطلع عليه بتاريخ 2019-05-01.{{استشهاد ويب}}:  صيانة الاستشهاد: BOT: original URL status unknown (link)
  32. ↑  McMahon، James (8 June 2013). "French Open 2013: Breaking Down Why Rafael Nadal is so Dominant on Clay". Los Angeles Times. Bleacher Report. اطلع عليه بتاريخ 11 يونيو 2013. نسخة محفوظة 12 يوليو 2018 على موقع واي باك مشين.
  33. ↑  Sarkar، Pritha (9 June 2013). "Nadal Shakes Off Protessters, Ferrer to Win French Open". NBC Sports. Reuters. اطلع عليه بتاريخ 11 يونيو 2013. نسخة محفوظة 12 يونيو 2013 على موقع واي باك مشين.
  34. ↑  Robson، Douglas (7 June 2013). "Nadal takes down Djokovic, reaches French Open final". USA Today. اطلع عليه بتاريخ 11 يونيو 2013. نسخة محفوظة 13 يونيو 2018 على موقع واي باك مشين.
  35. ↑  "Rafael Nadal overcomes doubts to win 8th French title". Boston Herald. Associated Press. 10 June 2013. اطلع عليه بتاريخ 11 يونيو 2013. نسخة محفوظة 25 يوليو 2018 على موقع واي باك مشين. [وصلة مكسورة]
  36. ↑  Evans، Richard (6 June 2010). "Nadal roars back to King of Clay throne". Fox Sports. اطلع عليه بتاريخ 11 يونيو 2013. [وصلة مكسورة] نسخة محفوظة 14 أكتوبر 2013 على موقع واي باك مشين.
  37. ↑  "Nadal's clay win streak comes to end at 81". 2007-05-20. نسخة محفوظة 02 يوليو 2015 على موقع واي باك مشين.
  38. ↑  Dodds، Eric (7 June 2013). "Why Djokovic's French Open Loss Is A Win for Men's Tennis". Time. اطلع عليه بتاريخ 11 يونيو 2013. نسخة محفوظة 04 مارس 2016 على موقع واي باك مشين.
  39. ↑  Chu، Henry (9 June 2013). "Rafael Nadal wins a record eighth French Open tennis title". Los Angeles Times. اطلع عليه بتاريخ 11 يونيو 2013. نسخة محفوظة 06 مارس 2016 على موقع واي باك مشين.
  40. ↑  "The king and his court". The Hindu. 11 June 2013. اطلع عليه بتاريخ 11 يونيو 2013. نسخة محفوظة 19 ديسمبر 2013 على موقع واي باك مشين.
  41. ↑  Rothstein، Ethan (7 June 2013). "French Open results 2013: Rafael Nadal advances to final with 5-set victory over Novak Djokovic". SB Nation. اطلع عليه بتاريخ 11 يونيو 2013. نسخة محفوظة 25 يوليو 2018 على موقع واي باك مشين.
  42. ↑  Bishop، Greg (11 June 2012). "Nadal Embraces History With a Record Seventh Title on the Clay of Roland Garros". The New York Times. اطلع عليه بتاريخ 11 يونيو 2013. نسخة محفوظة 25 يوليو 2018 على موقع واي باك مشين.
  43. ↑  "PICS: Rafael Nadal's 13 Grand Slams Titles". 2014-01-26. نسخة محفوظة 12 يونيو 2018 على موقع واي باك مشين.
  44. ↑  "Rafael Nadal Wins Gold at His First Olympics". 2008-08-17. نسخة محفوظة 21 أكتوبر 2018 على موقع واي باك مشين.
  45. 1 2  Nadal captures Cincinnati crown نسخة محفوظة 10 يناير 2015 على موقع واي باك مشين.
  46. ↑  Rafael Nadal beats Isner to win 26th Masters 1000 title in Cincinnati نسخة محفوظة 26 مارس 2016 على موقع واي باك مشين.
  47. ↑  "Rafael Nadal wins Rio Open in straight sets to claim 43rd clay title". 2014-02-23. نسخة محفوظة 24 سبتمبر 2015 على موقع واي باك مشين.
  48. ↑  "Nadal Beats del Potro To Earn Spain Its Fifth Davis Cup Title". 2011-12-04. نسخة محفوظة 25 مارس 2014 على موقع واي باك مشين.
  49. ↑  "US Open 2010: Rafael Nadal becomes seventh player to win career grand slam". 2010-09-14. نسخة محفوظة 14 يونيو 2018 على موقع واي باك مشين.
  50. ↑  "Nadal Completes Career Grand Slam". 2010-09-13. نسخة محفوظة 12 يونيو 2018 على موقع واي باك مشين.
  51. ↑  "Rafael Nadal Completes Career Golden Slam with US Open Win and Joins "Magnificent Seven"". 2010-09-13. نسخة محفوظة 12 يونيو 2018 على موقع واي باك مشين.
  52. ↑  "Rafael Nadal passes Roger Federer as greatest tennis player ever". 2013-09-10. [وصلة مكسورة]
  53. ↑  "Rafael Nadal beats David Ferrer for eighth French Open title". tennis.si.com. 2013-06-09. نسخة محفوظة 15 نوفمبر 2013 على موقع واي باك مشين.
  54. ↑  "Australian Open Preview: Nadal, Djokovic Lead Way". atpworldtour.com. 2014-01-12. نسخة محفوظة 25 مارس 2014 على موقع واي باك مشين.
  55. ↑  "Nadal beats Djokovic for second U.S. Open, 13th Grand Slam title". tennis.com. 2013-09-09. نسخة محفوظة 12 أكتوبر 2017 على موقع واي باك مشين.
  56. ↑  "Nadal Wins Eighth Straight Monte-Carlo Crown". atpworldtour.com. 2012-04-22. نسخة محفوظة 25 مارس 2014 على موقع واي باك مشين.
  57. ↑  "Rafael Nadal routs Novak Djokovic". espn.go.com. 22 أبريل 2012. مؤرشف من الأصل في 2014-03-25.
  58. ↑  "Rafael Nadal congratulates Carlos Moya on his top ranking anniversary". tennisworldusa.org. 17 مارس 2014. مؤرشف من الأصل في 2016-03-05.
  59. ↑  "BBC Sport:Rafael Nadal reaches China Open final to become world number one". bbc.co.uk. مؤرشف من الأصل في 9 أكتوبر 2013. اطلع عليه بتاريخ أكتوبر 2013. {{استشهاد ويب}}: تحقق من التاريخ في: |تاريخ الوصول= (مساعدة)
  60. ↑  "Djokovic Overtakes Nadal At No. 1 In Emirates ATP Rankings". atpworldtour.com. 7 يوليو 2014. مؤرشف من الأصل في 2014-10-20.
  61. ↑  "Nadal's ascension to world No. 1 ranking just the beginning". sports.espn.go.com. 20 أغسطس 2008. مؤرشف من الأصل في 2014-03-26.
  62. ↑  "ATP Heritage: Rafael Nadal, 2008, '10". atpworldtour.com. 20 أغسطس 2013. مؤرشف من الأصل في 2015-03-19.
  63. ↑  "Sports 2008". Fundación Principe de Asturias. 3 سبتمبر 2008. مؤرشف من الأصل في 2008-11-21. اطلع عليه بتاريخ 2008-11-06.
  64. ↑  "Rafa wins Stefan Edberg Sportsmanship Award". Associated Press. 21 نوفمبر 2010. مؤرشف من الأصل في 2012-01-23. اطلع عليه بتاريخ 2010-11-21.
  65. 1 2  "Nadal, Vonn win top Laureus awards". CNN. 8 فبراير 2011. مؤرشف من الأصل في 2018-09-24. اطلع عليه بتاريخ 2012-06-20.
  66. ↑  "رسميا.. رافائيل نادال يعلن "نهاية" مشواره في عالم التنس". آر تي (شبكة تلفاز). 10 أكتوبر 2024. مؤرشف من الأصل في 2024-10-22.
  67. 1 2 3 4  Clarey، Christopher (6 يونيو 2005). "Rafael Nadal, Barely 19, He's Got Game, Looks and Remarkably Good Manners". نيويورك تايمز. مؤرشف من الأصل في 2014-10-29. اطلع عليه بتاريخ 2010-04-05.
  68. ↑  "Sportsround meets Rafael Nadal". BBC Sports. 11 نوفمبر 2006. مؤرشف من الأصل في 2019-05-20. اطلع عليه بتاريخ 2010-04-06.
  69. 1 2  Rajaraman، Aarthi (1 يونيو 2008). "At Home with Humble yet Ambitious Nadal". Inside Tennis. مؤرشف من الأصل في 2016-03-03. اطلع عليه بتاريخ 2010-04-05.
  70. 1 2 3 4 5 6  Kervin، Alison (23 أبريل 2006). "The Big Interview: Rafael Nadal". The Sunday Times. London. مؤرشف من الأصل في 2011-09-07. اطلع عليه بتاريخ 2010-04-05.
  71. ↑  "Rafael Nadal". ATP. مؤرشف من الأصل في 2018-12-14. اطلع عليه بتاريخ 2014-02-22.{{استشهاد بخبر}}:  صيانة الاستشهاد: BOT: original URL status unknown (link)
  72. ↑  Davis، Caris (23 يونيو 2008). "Tennis Hotshot Rafael Nadal Has a Secret Girlfriend". People. People.com. مؤرشف من الأصل في 2016-03-04. اطلع عليه بتاريخ 2008-11-07.
  73. 1 2  Drucker، Joel (18 مايو 2010). "The Rafa Renaissance". atpworldtour. مؤرشف من الأصل في 2015-03-30.
  74. ↑  "ITF Tennis – Juniors – Player Activity". مؤرشف من الأصل في 2019-05-20. اطلع عليه بتاريخ 2012-06-15.
  75. ↑  Thornburgh، Nathan (15 أغسطس 2007). "10 Questions for Rafael Nadal". Time. مؤرشف من الأصل في 2013-08-12. اطلع عليه بتاريخ 2010-09-14.
  76. ↑  Tignor، Stephen (20 يونيو 2006). "Wimbledon 2006: The Duel". Tennis Magazine. مؤرشف من الأصل في 2009-10-26. اطلع عليه بتاريخ 2008-11-08.
  77. ↑  Clarey، Christopher (26 يونيو 2003). "Wimbledon Tennis: An unusual comfort zone". نيويورك تايمز. مؤرشف من الأصل في 2016-06-13. اطلع عليه بتاريخ 2010-04-05.
  78. ↑  "Hewitt sets up Federer clash". Australian Broadcasting Corporation. مؤرشف من الأصل في 2016-10-27. اطلع عليه بتاريخ 2012-11-24.
  79. ↑  Benammar، Emily (8 يوليو 2008). "Rafael Nadal: All you need to know". The Daily Telegraph. London. مؤرشف من الأصل في 2019-05-23. اطلع عليه بتاريخ 2010-04-05.
  80. ↑  "Brave Hewitt battles past Nadal". BBC Sport. Tennis. BBC. 24 يناير 2005. مؤرشف من الأصل في 2006-09-21. اطلع عليه بتاريخ 2008-11-09.
  81. ↑  "Nadal proves to be the real deal". BBC Sport. Tennis. BBC. 5 أبريل 2005. مؤرشف من الأصل في 2017-08-21. اطلع عليه بتاريخ 2008-11-09.
  82. ↑  Associated Press (5 يونيو 2006). "Teen Nadal gives Spain reign over French Open". يو إس إيه توداي. USATODAY.com. مؤرشف من الأصل في 2011-01-22. اطلع عليه بتاريخ 2008-11-09.
  83. 1 2  "ATP Rankings History. Rafael Nadal". ATPTennis.com. 2005. مؤرشف من الأصل في 2009-06-16. اطلع عليه بتاريخ 2008-11-09.
  84. ↑  Clarey، Christopher (6 يونيو 2005). "French Open: Nadal triumphs at first attempt". International Herald Tribune. iht.com. مؤرشف من الأصل في 2005-06-07. اطلع عليه بتاريخ 2008-11-09.
  85. ↑  Associated Press (10 يونيو 2005). "Waske snaps Nadal's winning streak". Tapei Times. The Tapei Times. مؤرشف من الأصل في 2018-07-14. اطلع عليه بتاريخ 2008-11-09.
  86. ↑  Linden، Julian (6 يناير 2006). "Foot injury delays Rafael Nadal's comeback". rediff NEWS. Rediff.com. مؤرشف من الأصل في 2019-05-23. اطلع عليه بتاريخ 2008-11-09.
  87. ↑  "Rafael Nadal No. 1 Tribute". ATP World Tour. 18 أغسطس 2008. مؤرشف من الأصل في 2020-03-08. اطلع عليه بتاريخ 2009-07-07. {{استشهاد ويب}}: استعمال الخط المائل أو الغليظ غير مسموح: |ناشر= (مساعدة)
  88. ↑  "Nadal Grabs the Golden Bagel". SideSpin Productions. 11 ديسمبر 2005. مؤرشف من الأصل في 2018-09-10. اطلع عليه بتاريخ 2008-11-09.
  89. ↑  "Champion Safin out of Aussie Open". BBC Sport Tennis. BBC. 10 يناير 2006. مؤرشف من الأصل في 2018-09-17. اطلع عليه بتاريخ 2008-11-13.
  90. ↑  Garber، Greg (31 مايو 2006). "With Vilas in stands, Nadal makes history". ESPN Tennis/French06. ESPN.com. مؤرشف من الأصل في 2016-01-10. اطلع عليه بتاريخ 2008-11-13.
  91. ↑  Garber، Greg (12 يونيو 2006). "Roger's reign on hold with Nadal's dominance". ESPN Tennis/French06. ESPN.com. مؤرشف من الأصل في 2016-01-10. اطلع عليه بتاريخ 2008-11-13.
  92. ↑  "TENNIS; Shoulder Forces Nadal To Quit London Match". New York Times. The New York Times Company. 17 يونيو 2006. مؤرشف من الأصل في 2017-08-21. اطلع عليه بتاريخ 2008-11-13.
  93. ↑  "The Battle of Surfaces". مؤرشف من الأصل في 2019-01-24. اطلع عليه بتاريخ 2007-04-04.
  94. ↑  Cheese، Caroline (7 يوليو 2007). "Wimbledon 2007". BBC Sport. مؤرشف من الأصل في 2007-08-11. اطلع عليه بتاريخ 2008-11-13.
  95. ↑  Newbury، Piers (28 نوفمبر 2007). "Nadal plays down foot injury fear". BBC Sport Tennis. BBC Sport. مؤرشف من الأصل في 2020-03-08. اطلع عليه بتاريخ 2009-02-11.
  96. 1 2  "Roger & Rafa: The Rivalry". ATPtennis.com. 6 يوليو 2008. مؤرشف من الأصل في 2008-11-21. اطلع عليه بتاريخ 2008-02-11.
  97. ↑  Associated Press (9 يونيو 2008). "Men's Grand Slam Titles Without Losing A Set". International Herald Tribune. Sports. International Herald Tribune. مؤرشف من الأصل في 2008-12-02. اطلع عليه بتاريخ 2008-08-09.
  98. ↑  Associated Press (5 يونيو 2008). "Federer, Nadal set for Wimbledon showdown". CBCSport. CBC.ca. مؤرشف من الأصل في 2013-08-12. اطلع عليه بتاريخ 2009-02-11.
  99. 1 2  Ubha، Ravi (5 يونيو 2008). "Nadal enters Wimbledon final with clear mental edge". ESPN. ESPN.com. مؤرشف من الأصل في 2016-01-10. اطلع عليه بتاريخ 2009-02-11.
  100. ↑  Peter، Bodo (5 يونيو 2008). "Karma on Nadal's side". ESPN. ESPN.com. مؤرشف من الأصل في 2009-08-06. اطلع عليه بتاريخ 2009-02-11.
  101. 1 2  Jenkins، Bruce (7 يوليو 2008). "The Greatest Match Ever". مؤرشف من الأصل في 2012-03-04. اطلع عليه بتاريخ 2008-08-07.
  102. ↑  Alleyne، Richard (7 يوليو 2008). "Wimbledon 2008: John McEnroe hails Rafael Nadal victory as greatest final ever". مؤرشف من الأصل في 2019-03-17. اطلع عليه بتاريخ 2008-08-07.
  103. ↑  Wertheim، Jon (9 يوليو 2008). "Without a doubt, it's the greatest". SI.com. Time Inc. مؤرشف من الأصل في 2013-08-13. اطلع عليه بتاريخ 2009-04-04.
  104. ↑  Alistair Magowan (7 يوليو 2008). "Roger v Rafa - the best final ever?". BBC Sport. BBC. مؤرشف من الأصل في 2008-09-21. اطلع عليه بتاريخ 2008-07-08.
  105. ↑  "Nadal wins Olympic gold over Gonzalez". Tennis.com. 17 أغسطس 2008. مؤرشف من الأصل في 2009-06-15. اطلع عليه بتاريخ 2009-04-05.
  106. ↑  "Nadal Clinches Year End No. 1 For First Time". ATPtennis.com. 18 أغسطس 2008. مؤرشف من الأصل في 2009-06-18. اطلع عليه بتاريخ 2008-10-20.
  107. ↑  Pretot، Julien. "UPDATE 2-Tennis-Knee injury forces Nadal to retire in Paris". uk.reuters.com. مؤرشف من الأصل في 2020-03-08. اطلع عليه بتاريخ 2009-04-05.
  108. ↑  "Nadal withdraws from Masters Cup". Tennis.com. 3 نوفمبر 2008. مؤرشف من الأصل في 2009-06-15. اطلع عليه بتاريخ 2008-11-04.
  109. ↑  نادال وموراي وفيدرير إيقاف مارك في عام 2009 نسخة محفوظة 20 فبراير 2009 على موقع واي باك مشين.
  110. ↑  القرش لدغ : اعبي التنس المحترفين الجولة التي تقوم بها أرقام نسخة محفوظة 07 فبراير 2009 على موقع واي باك مشين.
  111. ↑  "Rafa Battles Past Verdasco in Epic Encounter". Tennishead. 30 يناير 2009. مؤرشف من الأصل في 2009-06-25. اطلع عليه بتاريخ 2009-01-30.
  112. ↑  "Rafael Nadal Completed Matches, 2009 Australian Open". Tennis Australia. 30 يناير 2009. مؤرشف من الأصل في 2009-11-24. اطلع عليه بتاريخ 2009-01-30.
  113. ↑  "Record-breaking Rafa Notches Up Another First". Tennishead. 4 فبراير 2009. مؤرشف من الأصل في 2009-07-16. اطلع عليه بتاريخ 2009-02-04.
  114. ↑  "Murray takes title to complete hat-trick over crocked Nadal". الغارديان. 16 فبراير 2009. مؤرشف من الأصل في 2013-03-23. اطلع عليه بتاريخ 2009-02-16.
  115. ↑  "Injured Nadal pulls out of Dubai". بي بي سي. 19 فبراير 2009. مؤرشف من الأصل في 2009-02-23. اطلع عليه بتاريخ 2009-02-19.
  116. ↑  رافا الأغطية وحتى بالنسبة لاسبانيا نسخة محفوظة 12 مارس 2009 على موقع واي باك مشين.
  117. ↑  نادال ينقذ خمس نقاط في المباراة الكلاسيكية عائدة ؛ دجوكوفيتش - روديك إلى لقاء في المعرف نسخة محفوظة 22 مارس 2009 على موقع واي باك مشين.
  118. ↑  رئيس لرئيس لاعب التفاصيل نسخة محفوظة 05 أبريل 2009 على موقع واي باك مشين.
  119. ↑  "Nadal seals fifth Monte Carlo win". بي بي سي. 19 أبريل 2009. مؤرشف من الأصل في 2018-09-08. اطلع عليه بتاريخ 2009-04-20.
  120. ↑  "Nadal storms to Barcelona victory". بي بي سي. 26 أبريل 2009. مؤرشف من الأصل في 2018-11-16. اطلع عليه بتاريخ 2009-04-26.
  121. ↑  "Nadal regains Rome Masters title". بي بي سي. 3 مايو 2009. مؤرشف من الأصل في 2018-07-20. اطلع عليه بتاريخ 2009-05-06.
  122. ↑  http://sports.espn.go.com/sports/tennis/news/story؟id=4245078 نسخة محفوظة 2020-04-17 على موقع واي باك مشين.
  123. 1 2 3  BBC Sport - Tennis - Champion Nadal out of Wimbledon نسخة محفوظة 04 سبتمبر 2017 على موقع واي باك مشين.
  124. ↑  "Rafael Nadal returns to tennis at Montreal Masters". GOTOTENNIS. 4 أغسطس 2009. مؤرشف من الأصل في 2018-11-18. اطلع عليه بتاريخ 2009-08-05.
  125. ↑  "Nadal Suffers Montreal Setback". Sporting Life. 15 أغسطس 2009. مؤرشف من الأصل في 2012-01-18. اطلع عليه بتاريخ 2009-08-15.
  126. ↑  "Nadal finishes Gonzalez with ease". BBC Sport. 12 سبتمبر 2009. مؤرشف من الأصل في 2020-03-08. اطلع عليه بتاريخ 2009-09-13.
  127. ↑  "Del Potro thrashes Nadal in semis". BBC Sport. 13 سبتمبر 2009. مؤرشف من الأصل في 2017-08-30. اطلع عليه بتاريخ 2009-09-13.
  128. ↑  "Tennis: Nadal knees hold up as he regains No.2 spot with victory". The Edinburgh Paper. 9 سبتمبر 2009. مؤرشف من الأصل في 2011-06-15. اطلع عليه بتاريخ 2009-09-13.
  129. ↑  "Rafael Nadal wins Abu Dhabi exhibition title". BBC Sport. 2 يناير 2010. مؤرشف من الأصل في 2019-04-02. اطلع عليه بتاريخ 2010-01-04.
  130. 1 2 3  "Davydenko shocks Nadal in final". The British Broadcasting Corporation. 9 يناير 2010. مؤرشف من الأصل في 2018-11-16. اطلع عليه بتاريخ 2010-01-09.
  131. ↑  "Champion Nadal reaches round four". BBC News. 22 يناير 2010. مؤرشف من الأصل في 2020-03-08. اطلع عليه بتاريخ 2010-05-22.
  132. ↑  "Murray through after Nadal injury". BBC News. 26 يناير 2010. مؤرشف من الأصل في 2020-03-08. اطلع عليه بتاريخ 2010-05-22.
  133. ↑  "Ljubicic Shows Heart In Semi-Final Win Over Nadal". BNP Paribas Open. 20 مارس 2010. مؤرشف من الأصل في 2018-11-18. اطلع عليه بتاريخ 2010-06-06.
  134. ↑  "Lopez/Nadal Upset Top Seeds To Take Doubles Title". BNP Paribas Open. 20 مارس 2010. مؤرشف من الأصل في 2017-09-13. اطلع عليه بتاريخ 2010-06-06.
  135. ↑  "See "As of Monday: 22.03.2010" in the drop-down menu". Atpworldtour.com. مؤرشف من الأصل في 2018-11-06. اطلع عليه بتاريخ 2010-06-06.
  136. ↑  "Unstoppable Nadal Captures Sixth Straight Title". James Buddell. ATP World Tour. 18 أبريل 2010. مؤرشف من الأصل في 2013-03-03. اطلع عليه بتاريخ 2010-04-18.
  137. ↑  "Soderling Stuns Federer For Semi-Final Berth; Battle For No. 1 Intensifies". James Buddell. ATP World Tour. 1 يونيو 2010. مؤرشف من الأصل في 2014-11-10. اطلع عليه بتاريخ 2010-06-06.
  138. ↑  "Nadal Sets Up Soderling Re-Match; Bidding For Fifth Title & Return To No. 1". James Buddell. ATP World Tour. 4 يونيو 2010. مؤرشف من الأصل في 2014-11-10. اطلع عليه بتاريخ 2010-06-06.
  139. ↑  "Nadal Reclaims No. 1 Ranking With Fifth Roland Garros Title". ATP Staff. ATP World Tour. 6 يونيو 2010. مؤرشف من الأصل في 2015-06-18. اطلع عليه بتاريخ 2010-06-06.
  140. ↑  ""Nadal fined $2,000 for receiving coaching". Yahoo Sports. London. 28 يونيو 2010. مؤرشف من الأصل في 2011-08-18. اطلع عليه بتاريخ 2010-06-28.
  141. ↑  Brooks، Xan (Sunday 4 July 2010). "Wimbledon 2010: Rafael Nadal v Tomas Berdych – as it happened". The Guardian. London. مؤرشف من الأصل في 23 مارس 2013. اطلع عليه بتاريخ 2010-06-06. {{استشهاد بخبر}}: تحقق من التاريخ في: |تاريخ= (مساعدة) – During the final match at Wimbledon 2010 between Nadal and Tomas Berdych someone, allegedly Toni Nadal, yelled "I love you, Rafa!"
  142. ↑  Millard، Robin (4 يوليو 2010). "AFP: Nadal reclaims Wimbledon crown in style". وكالة فرانس برس. مؤرشف من الأصل في 2010-07-07. اطلع عليه بتاريخ 2010-07-04.
  143. ↑  "BBC Sport – Tennis – Wimbledon 2010: Rafael Nadal beats Berdych in final". BBC Online. 15:29 GMT, Sunday, 4 July 2010. مؤرشف من الأصل في 26 مارس 2019. اطلع عليه بتاريخ 4 July 2010. {{استشهاد بخبر}}: تحقق من التاريخ في: |تاريخ= (مساعدة)
  144. ↑  "Tennis News: Nadal is Champion Again!". The Tennis Times. 22 يناير 2010. مؤرشف من الأصل في 2016-03-31. اطلع عليه بتاريخ 2010-05-22.
  145. ↑  "Nadal rallies to reach Rogers Cup semifinal". Tennis Talk. 14 أغسطس 2010. مؤرشف من الأصل في 2010-11-18. اطلع عليه بتاريخ 2010-08-14.
  146. ↑  "Murray upsets Nadal in Rogers Cup semifinal". CBS Sports. 14 أغسطس 2010. مؤرشف من الأصل في 2013-11-06. اطلع عليه بتاريخ 2010-08-14.
  147. ↑  "Rafael Nadal Completes Career Golden Slam with US Open Win and Joins "Magnificent Seven"". Global Village Tennis News. 13 سبتمبر 2010. مؤرشف من الأصل في 2020-01-11. اطلع عليه بتاريخ 2010-09-14.
  148. ↑  "Rafael Nadal wins US Open to seal career Grand Slam". BBC Sport. 14 سبتمبر 2010. مؤرشف من الأصل في 2018-07-25. اطلع عليه بتاريخ 2010-09-14.
  149. ↑  Nadal Clinches Year-End No. 1 For Second Time نسخة محفوظة 30 يناير 2015 على موقع واي باك مشين.
  150. ↑  "Nadal withdraws from fatigue at the Paris". Atpworldtour.com. مؤرشف من الأصل في 2013-11-05. اطلع عليه بتاريخ 2010-12-11.
  151. ↑  "Rafael Nadal – Nadal struggles with fever in Doha". Live-tennis.com. 8 يناير 2011. مؤرشف من الأصل في 2019-04-02. اطلع عليه بتاريخ 2011-06-03.
  152. ↑  "Rafa wins doubles will delay trip australia". The official nadal website. 7 يناير 2011. مؤرشف من الأصل في 2012-01-01. اطلع عليه بتاريخ 2011-01-07.
  153. ↑  Gleeson، Michael (27 يناير 2011). "Rafa slammed: run at history falls short as Ferrer KOs ailing ace". The Sydney Morning Herald. مؤرشف من الأصل في 2017-09-13. اطلع عليه بتاريخ 2011-01-27.
  154. ↑  "Rafael Nadal Wins in Davis Cup in Belgium, Gives Spain Lead". Fox News Channel. Associated Press. 4 مارس 2011. مؤرشف من الأصل في 2013-08-12. اطلع عليه بتاريخ 2011-03-04.
  155. ↑  "Rafael Nadal Wins Second Match in Davis Cup, Helps Spain Dominate Belgium". Fox News Channel. Associated Press. 6 مارس 2011. مؤرشف من الأصل في 2013-08-12. اطلع عليه بتاريخ 2011-03-06.
  156. ↑  "Djokovic beats Nadal to win BNP Paribas Open". Associated Press. 20 مارس 2011. مؤرشف من الأصل في 2012-03-11. اطلع عليه بتاريخ 2011-03-20.
  157. ↑  "Nadal beats Djokovic in Colombia's most important tennis match ever". Associated Press. 21 مارس 2011. مؤرشف من الأصل في 2012-03-25. اطلع عليه بتاريخ 2011-03-21.
  158. ↑  "HARD FINAL IN MIAMI". Associated Press. 4 أبريل 2011. مؤرشف من الأصل في 2020-03-27. اطلع عليه بتاريخ 2011-04-04.
  159. ↑  "Nadal won seven tournaments in a row at the ATP". Associated Press. 17 أبريل 2011. مؤرشف من الأصل في 2012-01-01. اطلع عليه بتاريخ 2011-04-17.
  160. ↑  "The last loss in Monte Carlo was in 2003". Associated Press. 17 أبريل 2011. مؤرشف من الأصل في 2012-01-01. اطلع عليه بتاريخ 2011-04-17.
  161. ↑  "NADAL WINS 7TH STRAIGHT MONTECARLO TITLE". Associated Press. 17 أبريل 2011. مؤرشف من الأصل في 2012-01-01. اطلع عليه بتاريخ 2011-04-17.
  162. ↑  "Ranking Breakdown Rafael Nadal". ATP Worldtour. 9 يونيو 2011. مؤرشف من الأصل في 2015-05-11. اطلع عليه بتاريخ 2011-06-09.
  163. ↑  "Djokovic Tops Nadal in Another Final". نيويورك تايمز. 8 مايو 2011. مؤرشف من الأصل في 2019-04-02. اطلع عليه بتاريخ 2011-06-07.
  164. ↑  Mitchell، Kevin (15 مايو 2011). "Novak Djokovic rolls on with defeat of Rafael Nadal in Rome final". The Guardian. London. مؤرشف من الأصل في 2013-03-23. اطلع عليه بتاريخ 2011-06-07.
  165. ↑  "Djokovic beats Nadal in Rome in French Open warm-up". USA Today. 17 مايو 2011. مؤرشف من الأصل في 2011-05-20. اطلع عليه بتاريخ 2011-06-07.
  166. ↑  "Rafael Nadal wins sixth French Open". ESPN. 6 يونيو 2011. مؤرشف من الأصل في 2016-02-03. اطلع عليه بتاريخ 2011-06-07.
  167. ↑  "Novak rules supreme! Super Serb Djokovic serves up a treat to dethrone Rafael Nadal". dailymail.co.uk. مؤرشف من الأصل في 2016-10-11. اطلع عليه بتاريخ 2011-07-03.
  168. ↑  "Novak Djokovic wins Wimbledon title". sports.espn.go.com. مؤرشف من الأصل في 2015-09-05. اطلع عليه بتاريخ 2011-07-03.
  169. ↑  "Wimbledon 2011: Novak Djokovic eats Centre Court grass after first SW19 title". telegraph.co.uk. مؤرشف من الأصل في 2019-01-29. اطلع عليه بتاريخ 2011-07-03.
  170. ↑  "Nadal collapses in front of media". BBC News. 4 سبتمبر 2011. مؤرشف من الأصل في 2020-03-08.
  171. ↑  "US Open 2011: Novak Djokovic beats Rafael Nadal in epic final". bbc.co.uk. اطلع عليه بتاريخ 2011-09-13.[وصلة مكسورة]
  172. ↑  "Davis Cup site". Daviscup.com. مؤرشف من الأصل في 2019-04-11. اطلع عليه بتاريخ 2012-06-08.
  173. ↑  "Federer and Nadal stay on course for final showdown". Yahoo Sports. 5 January 2012. مؤرشف من الأصل في 2020-03-08. اطلع عليه بتاريخ أكتوبر 2020. {{استشهاد ويب}}: تحقق من التاريخ في: |تاريخ الوصول= (مساعدة)
  174. ↑  "Monfils tops Nadal, faces Tsonga in final". Yahoo Sports. 6 January 2012. مؤرشف من الأصل في 13 فبراير 2003. اطلع عليه بتاريخ أكتوبر 2020. {{استشهاد ويب}}: تحقق من التاريخ في: |تاريخ الوصول= (مساعدة)
  175. ↑  "Nadal eases to 1st-round win at Australian Open". Yahoo Sports. 16 January 2012. مؤرشف من الأصل في 2020-03-08. اطلع عليه بتاريخ أكتوبر 2020. {{استشهاد ويب}}: تحقق من التاريخ في: |تاريخ الوصول= (مساعدة)
  176. ↑  "Nadal beats Haas as Federer puts feet up at Aussie Open". Yahoo Sports. 18 January 2012. مؤرشف من الأصل في 2020-03-08. اطلع عليه بتاريخ أكتوبر 2020. {{استشهاد ويب}}: تحقق من التاريخ في: |تاريخ الوصول= (مساعدة)
  177. ↑  "Longest Men's Singles Championship Final". ESPN Sports. 30 يناير 2012. مؤرشف من الأصل في 2016-07-18.
  178. ↑  "Stars not happy with Madrid". Incyprus.com.cy. 11 مايو 2012. مؤرشف من الأصل في 2013-08-25. اطلع عليه بتاريخ 2012-11-24.
  179. ↑  Davis، Toby (11 يونيو 2012). "Nadal wins record seventh French Open". Reuters. مؤرشف من الأصل في 2018-12-15. اطلع عليه بتاريخ 2012-06-11.
  180. ↑  "Rafael Nadal beats Novak Djokovic to win record seventh French Open title". The Times of India. 11 يونيو 2012. مؤرشف من الأصل في 2012-06-12.
  181. ↑  Henson، Mike (11 يونيو 2012). "Rafael Nadal beats Novak Djokovic to win seventh French Open". BBC Sport. اطلع عليه بتاريخ 2012-06-11.[وصلة مكسورة]
  182. ↑  "Rafael Nadal bombs out in quarterfinals at Halle". The Times of India. 15 يونيو 2012. مؤرشف من الأصل في 2020-03-27.
  183. ↑  "Rafael Nadal falls to shock Wimbledon defeat by Lukas Rosol". BBC News. 28 يونيو 2012. اطلع عليه بتاريخ 2012-06-28.[وصلة مكسورة]
  184. ↑  "Nadal withdraws from Paris and London tournaments". مؤرشف من الأصل في 2013-11-05. اطلع عليه بتاريخ 2012-10-26.
  185. ↑  "Reigning Champion Nadal Withdraws From London Olympics". مؤرشف من الأصل في 2013-11-03. اطلع عليه بتاريخ 2012-07-19.
  186. ↑  "Rafael Nadal falls, as Andy Murray climbs in ATP Rankings | Tennis News, Live Tennis Scores, Predictions and Updates". Livetennisguide.com. مؤرشف من الأصل في 2017-08-03. اطلع عليه بتاريخ 2012-11-24.
  187. ↑  "Rafael Nadal out of Aussie Open". ESPN. 28 ديسمبر 2012. مؤرشف من الأصل في 2016-03-04. اطلع عليه بتاريخ 2012-12-29.
  188. ↑  "Nadal Out of Top Four, Serena Williams Rises on Rankings". Business Week. 28 يناير 2013. مؤرشف من الأصل في 2014-09-14.
  189. ↑  Clarke، Patrice. "Rafael Nadal Smart to Make Long-Awaited Return on Clay at 2013 ATP VTR Open". Bleacher Report. مؤرشف من الأصل في 2019-04-02. اطلع عليه بتاريخ 2013-02-01.
  190. ↑  "Rafael Nadal to make comeback from knee injury at Brazil Open". BBC News. 15 يناير 2013. اطلع عليه بتاريخ 2013-01-27.[وصلة مكسورة]
  191. 1 2 3 4  ATP World Tour :Nadal Edges Djokovic In Montreal Thriller, Faces Raonic in Final نسخة محفوظة 21 أبريل 2015 على موقع واي باك مشين.
  192. ↑  Rafael Nadal dominates Milos Raonic in Rogers Cup final  نسخة محفوظة 25 سبتمبر 2016 على موقع واي باك مشين.
  193. ↑  BBC Sport:Rafael Nadal beats Novak Djokovic to win second US Open title[وصلة مكسورة]
  194. ↑  Not the real prizemoney: Rafael Nadal and Serena Williams lament tax impact on record purse نسخة محفوظة 13 سبتمبر 2017 على موقع واي باك مشين.
  195. ↑  BBC Sport:Rafael Nadal reaches China Open final to become world number one Rafael Nadal reaches China Open final to become world number one[وصلة مكسورة]
  196. ↑  Novak Djokovic beats Rafael Nadal in China Open final[وصلة مكسورة]
  197. ↑  Rafael Nadal beats Czech Republic player Lukas Rosol to advance to second round of Qatar Open, ABC Grandstand Sport (Australian Broadcasting Corporation), 1 January 2014 نسخة محفوظة 08 مايو 2016 على موقع واي باك مشين.
  198. ↑  BBC Sport:Rafael Nadal beats Gael Monfils to win Qatar title[وصلة مكسورة]
  199. ↑  "Nadal a Possible Nominee for Laureus Award". ATP. مؤرشف من الأصل في 2014-02-22. اطلع عليه بتاريخ 2014-02-22.
  200. ↑  Weaver، Paul (7 يوليو 2008). "Move over McEnroe and Borg, this one will run and run in the memory". The Guardian. UK. مؤرشف من الأصل في 2013-06-11. اطلع عليه بتاريخ 2009-02-14.
  201. ↑  Flanagan، Martin (12 يوليو 2008). These were his first tournaments in South America since 2005. He then played in the 2013 Abierto Mexicano Telcel in Acapulco. He advanced to the semifinals where he defeated Nicolás Almagro in two sets, setting up a title match with world No. 4 David Ferrer, whom he also defeated losing just two games in the process. sport-gets/2008/07/11/1215658132528.html "Federer v Nadal as good as sport gets". The Age. Melbourne. مؤرشف من These were his first tournaments in South America since 2005. He then played in the 2013 Abierto Mexicano Telcel in Acapulco. He advanced to the semifinals where he defeated Nicolás Almagro in two sets, setting up a title match with world No. 4 David Ferrer, whom he also defeated losing just two games in the process. sport-gets/2008/07/11/1215658132528.html الأصل في 2020-03-27. اطلع عليه بتاريخ 2009-02-14. {{استشهاد بخبر}}: تحقق من قيمة |مسار أرشيف= (مساعدة) وتحقق من قيمة |مسار= (مساعدة)
  202. ↑  Bodo، Peter (30 يناير 2009). "Rivalry!". Peter Bodo's Tennisworld. Tennis.com. مؤرشف من الأصل في 2019-05-22. اطلع عليه بتاريخ 2009-02-14.
  203. ↑  MacGregor، Jeff (3 فبراير 2009). "Greatest rivalry of the 21st century?". ESPN. مؤرشف من الأصل في 2016-01-16. اطلع عليه بتاريخ 2009-02-14.
  204. ↑  Jago، Richard (15 أغسطس 2009). "Murray reaches world No.2". The New York Observer. London. مؤرشف من الأصل في 2013-07-14. اطلع عليه بتاريخ 2010-08-16.
  205. ↑  "Roger Federer Ranking History". Association of Tennis Professionals. مؤرشف من الأصل في 2015-05-11. اطلع عليه بتاريخ 2013-02-09.
  206. ↑  "Rafael Nadal". Associate of Tennis Professionals. مؤرشف من الأصل في 2015-05-11. اطلع عليه بتاريخ 2013-02-09.
  207. ↑  "It's official: Nadal will pass Federer for No. 1". NBC Sports (Associated Press). 1 أغسطس 2008. مؤرشف من الأصل في 2012-11-27. اطلع عليه بتاريخ 2009-02-14.
  208. ↑  "FedEx ATP Reliability Index". مؤرشف من الأصل في 2013-10-29. اطلع عليه بتاريخ 2012-04-01.
  209. ↑  "Head to Head player details". ATP World Tour. مؤرشف من الأصل في 2015-07-16. اطلع عليه بتاريخ 2013-04-14.
  210. 1 2  "Rafa & Roger: The Rivalry". ATP World Tour. 18 مارس 2012. مؤرشف من الأصل في 2015-07-16. اطلع عليه بتاريخ 2012-06-15.
  211. ↑  Alleyne، Richard (7 يوليو 2008). "Wimbledon 2008: John McEnroe hails Rafael Nadal victory as greatest final ever". The Telegraph. London. مؤرشف من الأصل في 2019-03-17. اطلع عليه بتاريخ 2009-02-14.
  212. ↑  Wertheim، Jon (9 يوليو 2008). "Without a doubt, it's the greatest". Tennis Mailbag. مؤرشف من الأصل في 2013-08-13. اطلع عليه بتاريخ 2009-02-14.
  213. ↑  Tignor، Steve (8 يوليو 2008). "W: Report Cards". Concrete Elbow. Tennis.com. مؤرشف من الأصل في 2018-06-12. اطلع عليه بتاريخ 2009-02-14.
  214. ↑  Analyzing Importance of Novak Djokovic's China Open Win vs. Rafael Nadal نسخة محفوظة 14 يوليو 2018 على موقع واي باك مشين.
  215. 1 2  "FEDEX ATP HEAD 2 HEADs". مؤرشف من الأصل في 2015-05-11. اطلع عليه بتاريخ 2011-08-19.
  216. ↑  "RIVALRIES OF THE DECADE". مؤرشف من الأصل في 2015-05-12. اطلع عليه بتاريخ 2011-08-19.
  217. ↑  Walker, Randy (3 أغسطس 2012). "Roger Federer's History-Making Olympic Epic Over Juan Martin del Potro". World Tennis Magazine. مؤرشف من الأصل في 2018-07-25. اطلع عليه بتاريخ 2012-08-04.
  218. ↑  "Federer edges epic encounter". London2012.com. 3 أغسطس 2012. مؤرشف من الأصل في 2012-12-09. اطلع عليه بتاريخ 2012-08-04.
  219. ↑  Clarey، Christopher (3 يوليو 2011). "Djokovic Overwhelms Nadal for Wimbledon Title". The New York Times. مؤرشف من الأصل في 2018-07-23. اطلع عليه بتاريخ 2011-07-03.
  220. ↑  Paul Gittings (29 يناير 2012). "Djokovic beats Nadal in marathon classic to win Australian Open". CNN. مؤرشف من الأصل في 2013-03-03. اطلع عليه بتاريخ 2012-06-08.
  221. ↑  "Rafael Nadal". مؤرشف من الأصل في 2013-10-06. اطلع عليه بتاريخ 2012-05-21.
  222. ↑  "Nadal v Murray Head to Head". atpworldtour.com. مؤرشف من الأصل في 2015-05-18. اطلع عليه بتاريخ 2012-08-06.
  223. ↑  "Murray beats Nadal to take title". BBC Sport. 15 فبراير 2009. مؤرشف من الأصل في 2017-08-09. اطلع عليه بتاريخ 2012-02-06.
  224. ↑  "Andy Murray defeats Rafael Nadal in Japan Open final". BBC Sport. 9 أكتوبر 2011. اطلع عليه بتاريخ 2012-02-06.[وصلة مكسورة]
  225. ↑  "Nadal blows Murray away in final". BBC Sport. 22 مارس 2009. مؤرشف من الأصل في 2009-03-30. اطلع عليه بتاريخ 2012-02-06.
  226. ↑  "Andy Murray to play Djokovic in Miami final after Nadal withdraws". BBC Sport. 1 أبريل 2012. اطلع عليه بتاريخ 2012-02-06.[وصلة مكسورة]
  227. 1 2 3 4  "Nadal Has Improved Virtually Every Aspect of His Game". ESPN. 3 يوليو 2008. مؤرشف من الأصل في 2016-02-01. اطلع عليه بتاريخ 2009-01-30.
  228. ↑  Cooper، Jeff. "Rafael Nadal - Game Profile". مؤرشف من الأصل في 2016-11-07. اطلع عليه بتاريخ 2007-07-30.
  229. ↑  "Rafael Nadal's Drop Volley". Tennis Magazine. 27 مارس 2008. مؤرشف من الأصل في 2009-10-26. اطلع عليه بتاريخ 2009-01-30.
  230. ↑  "Nadal's Forehand in Slow Motion". يوتيوب. 7 أغسطس 2008. مؤرشف من الأصل في 2017-02-07. اطلع عليه بتاريخ 2009-01-30.
  231. ↑  "Coming to Grips with Today's Forehand". International Herald Tribune. 25 يونيو 2006. مؤرشف من الأصل في 2008-10-09. اطلع عليه بتاريخ 2009-01-30.
  232. ↑  Topics/People/M/McEnroe, Patrick "More and More Players Deliver Slap to Classic Forehand". نيويورك تايمز. 27 يونيو 2006. مؤرشف من الأصل في 2019-02-19. اطلع عليه بتاريخ 2009-01-30. {{استشهاد ويب}}: تحقق من قيمة |مسار أرشيف= (مساعدة)
  233. ↑  "The Forehand of Rafael Nadal". Tennis Magazine. 15 ديسمبر 2006. مؤرشف من الأصل في 2009-11-11. اطلع عليه بتاريخ 2009-01-30.
  234. ↑  "Rafael Nadal Determined to Keep One Step Ahead of Roger Federer". ديلي تلغراف. 6 يوليو 2008. مؤرشف من الأصل في 2019-05-22. اطلع عليه بتاريخ 2009-01-30.
  235. ↑  Gorney، Cynthia (17 يونيو 2009). "Ripped. (Or Torn Up?)". نيويورك تايمز. مؤرشف من الأصل في 2019-04-02. اطلع عليه بتاريخ 2010-05-22.
  236. ↑  "Learning from Rafael Nadal". Tennis Magazine. 13 أكتوبر 2006. مؤرشف من الأصل في 2009-10-26. اطلع عليه بتاريخ 2009-01-30.
  237. ↑  "Making History In a Hurry". Deuce Magazine. 1 نوفمبر 2008. مؤرشف من الأصل في 2009-02-25. اطلع عليه بتاريخ 2009-02-01.
  238. ↑  "No limit to what Nadal can accomplish". ESPN. 1 فبراير 2009. مؤرشف من الأصل في 2016-01-10. اطلع عليه بتاريخ 2009-02-01.
  239. ↑  "Style of play catching up with Rafa?". ESPN. 30 أغسطس 2007. مؤرشف من الأصل في 2016-01-10. اطلع عليه بتاريخ 2009-01-30.
  240. ↑  "Oz Champ Nadal Wants Changes in Tennis Schedule". Tennis Magazine. 2 فبراير 2009. مؤرشف من الأصل في 2009-06-15. اطلع عليه بتاريخ 2009-02-02.
  241. ↑  News | ATP World Tour | Tennis نسخة محفوظة 17 مارس 2014 على موقع واي باك مشين.
  242. ↑  كيا نادال مقابل الغريبة فيديو. نسخة محفوظة 03 مايو 2009 على موقع واي باك مشين.
  243. ↑  "The Beefcake in the Backcourt". New York Magazine. 17 أغسطس 2008. مؤرشف من الأصل في 2019-05-24. اطلع عليه بتاريخ 2009-01-30.
  244. ↑  "Rafa Needs More Than a New Look". ESPN. 17 يناير 2009. مؤرشف من الأصل في 2016-01-10. اطلع عليه بتاريخ 2009-01-30.
  245. ↑  "Rafael Nadal to Launch New, More Traditional Image at US Open". Sports Business Daily. 1 أغسطس 2008. مؤرشف من الأصل في 2008-12-02. اطلع عليه بتاريخ 2009-01-30.
  246. ↑  "Nadal's Wardrobe Malfunction". CNBC. 26 يناير 2009. مؤرشف من الأصل في 2019-05-23. اطلع عليه بتاريخ 2009-01-30.
  247. ↑  "Fashion Focus: Rafael Nadal". Tennis Served Fresh. 20 يناير 2009. مؤرشف من الأصل في 2019-05-21. اطلع عليه بتاريخ 2009-01-30.
  248. ↑  "Nike Bold New Tennis Crew". Nike Store. 30 يناير 2009. مؤرشف من الأصل في 2010-08-10. اطلع عليه بتاريخ 2009-01-30.
  249. ↑  "Nadal Long Check Shorts". Nike Store. 30 يناير 2009. مؤرشف من الأصل في 2010-08-10. اطلع عليه بتاريخ 2009-01-30.
  250. ↑  "Rafa's Costume Change". Tennis Served Fresh. 24 يناير 2009. مؤرشف من الأصل في 2019-05-22. اطلع عليه بتاريخ 2009-01-30.
  251. ↑  "Emperor's New Clothes". Tennis Magazine. 24 يناير 2009. مؤرشف من الأصل في 2009-10-27. اطلع عليه بتاريخ 2009-01-30.
  252. ↑  "Nike Air CourtBallistec 1.3". مؤرشف من الأصل في 2017-09-13. اطلع عليه بتاريخ 2007-09-05.
  253. ↑  "Nadal Doesn't Use an APDC". Talk Tennis. 1 سبتمبر 2007. مؤرشف من الأصل في 2014-11-29. اطلع عليه بتاريخ 2009-01-30.
  254. ↑  "The Tennis Racket". ESPN. 2 سبتمبر 2004. مؤرشف من الأصل في 2016-01-10. اطلع عليه بتاريخ 2009-01-30.
  255. 1 2  Corder، Rob (5 أبريل 2010). "Rafael Nadal to wear $525,000 Richard Mille watch". Professional Jeweller. {{استشهاد بخبر}}: الوسيط |تاريخ الوصول بحاجة لـ |مسار= (مساعدة)
  256. ↑  "Nadal Wears $525K Watch at French Open". mensfitness.com. مؤرشف من الأصل في 2010-05-30. اطلع عليه بتاريخ 2010-07-06.
  257. ↑  Marie-Helene Wagner (3 مارس 2009). "Lanvin L'Homme Sport (2009): Fronted by Rafael Nadal". Mimifroufrou.com. مؤرشف من الأصل في 2019-04-02. اطلع عليه بتاريخ 2011-06-03.
  258. ↑  "Rafa Nadal is Quely's embassador". Rafaelnadal.com. 21 ديسمبر 2009. مؤرشف من الأصل في 2011-12-08. اطلع عليه بتاريخ 2011-06-03.[وصلة مكسورة]
  259. ↑  "PHOTOS: RAFAEL NADAL IS QUELY COOKIE MONSTER IN CHIEF *VIDEO UPDATES!*". مؤرشف من الأصل في 2016-10-12.
  260. 1 2  "Rafael Nadal strips to his undies for Armani". Typicallyspanish.com. 20 يناير 2011. مؤرشف من الأصل في 2012-03-30. اطلع عليه بتاريخ 2011-06-03.
  261. ↑  Cowles، Charlotte. "Rafael Nadal Replaces Cristiano Ronaldo as the New Face of Emporio Armani Underwear". New York. مؤرشف من الأصل في 2012-06-09. اطلع عليه بتاريخ 2011-06-03.
  262. ↑  Pokernews.com: Tennis Champion Rafael Nadal Joins Team PokerStars نسخة محفوظة 01 سبتمبر 2018 على موقع واي باك مشين.
  263. ↑  Thesun.co.uk: Nadal keeps his cards close to his chest نسخة محفوظة 08 ديسمبر 2013 على موقع واي باك مشين.
  264. ↑  "Music video for "Gypsy" by Shakira featuring Rafael Nadal". Youtube.com. مؤرشف من الأصل في 2019-04-07. اطلع عليه بتاريخ 2010-06-06.
  265. ↑  "Shakira – Gypsy". YouTube. مؤرشف من الأصل في 2018-04-08. اطلع عليه بتاريخ 2010-06-06.
  266. ↑  "''Latin American Herald Tribune'': Shakira: I Chose Nadal for Video Because I "Identify with Him"". Laht.com. مؤرشف من الأصل في 2019-05-19. اطلع عليه بتاريخ 2010-06-06.
  267. ↑  Source: Penny Newton (24 فبراير 2010). "Shakira's Sexy New Video Gypsy". MTV. مؤرشف من الأصل في 2019-05-23. اطلع عليه بتاريخ 2010-06-06.
  268. ↑  Canada (24 فبراير 2010). "Tom Tebbut in ''The Globe and Mail'': Nadal and Shakira?? Little chance". Theglobeandmail.com. مؤرشف من الأصل في 2010-09-15. اطلع عليه بتاريخ 2010-06-06.
  269. ↑  ATP WORLD TOUR, [www.atpworldtour.com/News/Tennis/2008/07/nadalasteroid.aspx Nadal asteroid]
  270. ↑  "Soccer-Rafa Nadal becomes shareholder at troubled Real Mallorca". رويترز. 9 يوليو 2010. مؤرشف من الأصل في 2010-07-12.
  271. ↑  "Sale of the club completed". Real Mallorca. 7 سبتمبر 2010. مؤرشف من الأصل في 2019-12-24.
  272. 1 2  Hunter، Graham (9 سبتمبر 2010). "Rafa to the rescue". ESPN. مؤرشف من الأصل في 2016-01-12. اطلع عليه بتاريخ 2010-12-21.
  273. ↑  ATP world tour نسخة محفوظة 29 أبريل 2015 على موقع واي باك مشين.
  274. ↑  "RAFA NADAL Foundation". Fundacionrafanadal.com. مؤرشف من الأصل في 2013-10-23. اطلع عليه بتاريخ 2011-06-03.
  275. ↑  "Rafael Nadal launches foundation". Earth Times News. Deutsche Presse-Agentur. 13 فبراير 2008. مؤرشف من الأصل في 2019-05-19. اطلع عليه بتاريخ 2011-06-03.
  276. ↑  "Rafa and his foundation in India". The Official Rafa Nadal Website. مؤرشف من الأصل في 2011-10-01. اطلع عليه بتاريخ 2011-06-03.[وصلة مكسورة]
  277. ↑  "Personal woes affecting Rafa?". ESPN. 23 يوليو 2009. مؤرشف من الأصل في 2016-01-10.
  278. ↑  "Q&A with Rafael Nadal". Sports Illustrated. 16 يوليو 2010. مؤرشف من الأصل في 2013-11-05.
  279. ↑  Johnson، Christopher (8 أكتوبر 2010). "Rafael Nadal: The 'Dragon Ball' of tennis". CNN International. مؤرشف من الأصل في 2012-06-26. اطلع عليه بتاريخ 2011-12-31.
  280. ↑  Smith، Bill (28 مارس 2012). "Away from tennis court, Rafael Nadal seeks a golf course". The Miami Herald. مؤرشف من الأصل في 2012-09-05. اطلع عليه بتاريخ 2012-04-29.
  281. ↑  Tandon، Kamakshi (26 أغسطس 2011). "U.S. Open – Twenty things we learn in Rafael Nadal's autobiography". ESPN. مؤرشف من الأصل في 2016-07-12. اطلع عليه بتاريخ 2013-05-31.
  282. ↑  Dorfman, Steve. "Inside the rare disease tennis champ Rafael Nadal battles to maintain solid footing". The Palm Beach Post (بالإنجليزية الأمريكية). Archived from the original on 2023-04-03. Retrieved 2022-09-07.
  283. ↑  Train, Rob (5 Jun 2022). "What is Müller-Weiss syndrome, Rafa Nadal's chronic injury in his left foot?". Diario AS (بالإنجليزية). Archived from the original on 2023-04-03. Retrieved 2022-06-07.
  284. ↑  Roy, Neelabhra (13 May 2022). "What is Mueller-Weiss Syndrome, the foot injury Rafael Nadal suffers from?". www.sportskeeda.com (بالإنجليزية الأمريكية). Archived from the original on 2022-05-13. Retrieved 2022-06-05.
  285. ↑  "Nadal Captures U.S. Open To Complete Career Grand Slam". The Sports Network (TSN). 14 سبتمبر 2010. مؤرشف من الأصل في 2013-11-09. اطلع عليه بتاريخ 2012-06-12. Nadal...also owns an Olympic gold medal, which makes him one of only two men to corral the career Golden Slam, with the great Agassi being the other.
  286. ↑  "Nadal Completes Career Grand Slam With US Open Title". ATP World Tour. 13 سبتمبر 2010. مؤرشف من الأصل في 2015-01-23. اطلع عليه بتاريخ 2012-04-28.
  287. ↑  Garber، Greg (13 سبتمبر 2010). "Nadal's three-peat no small feat". ESPN. مؤرشف من الأصل في 2016-01-28. اطلع عليه بتاريخ 2012-06-14. [W]inning on three different surfaces in that narrow time frame is unprecedented.
  288. ↑  "Roger Federer breaks Pete Sampras's record with unprecedented 287th week as world No 1". The Daily Telegraph. London. 16 يوليو 2012. مؤرشف من الأصل في 2018-07-31. اطلع عليه بتاريخ 2012-07-16. Federer sits with Björn Borg, Sampras and Rafa Nadal as the only players to have won a major eight years in a row.
  289. ↑  "Record Breakers". RolandGarros.com. مؤرشف من الأصل في 2014-09-17. اطلع عليه بتاريخ 2012-02-01.

وصلات خارجية

في كومنز مواد ذات صلة بـ رافاييل نادال.

رافاييل نادال على مواقع التواصل الاجتماعي: فيسبوك
 إكس (تويتر)
 يوتيوب
 إنستغرام

  - رافاييل نادال على موقع IMDb (الإنجليزية)
  - رافاييل نادال على موقع الموسوعة البريطانية (الإنجليزية)
  - رافاييل نادال على موقع إن إن دي بي (الإنجليزية)
  - رافاييل نادال على موقع قاعدة بيانات الفيلم (الإنجليزية)

  - رافاييل نادال على موقع رابطة محترفي التنس (الإنجليزية)
  - رافاييل نادال على موقع الاتحاد الدولي لكرة المضرب (الإنجليزية)
  - رافاييل نادال على موقع كأس ديفيز (الإنجليزية)
  - رافاييل نادال على موقع بطولة ويمبلدون (الإنجليزية)
  - رافاييل نادال على موقع خلاصة التنس.كوم (الإنجليزية)
  - رافاييل نادال على موقع إي إس بي إن.كوم (الإنجليزية)
  - رافاييل نادال على موقع اللجنة الأولمبية الدولية (الإنجليزية)
  - رافاييل نادال على موقع أوليمبيديا (الإنجليزية)
  - رافاييل نادال على موقع AS.com (الإسبانية)

  - الموقع الرسمي لرافاييل نادال
  - الصفحة الخاصة باللاعب رافاييل نادال في موقع رابطة محترفي كرة المضرب.

  - صفحة رفاييل نادال في موقع الاتحاد الدولي لكرة المضرب
  - صفحة رفاييل نادال في كأس ديفيز

| رافاييل نادال (الجوائز والمناصب التي تحصل عليها) | رافاييل نادال (الجوائز والمناصب التي تحصل عليها)                                             |                                     |
| --- | -------------------------------------------------------------------------------------------- | ----------------------------------- |
| \| مناصب رياضية \| مناصب رياضية \| مناصب رياضية \| \| -------------------------------------------- \| -------------------------------------------------------------------------------------------- \| ----------------------------------- \| \| سبقه روجر فيدرير روجر فيدرير نوفاك دجوكوفيتش \| المصنف رقم 1 عالمياً 18 اغسطس 2008 – 6 يوليو 2009 7 يونيو 2010 – 4 يوليو 2011 7 اكتوبر 2013 – \| تبعه نادال يشغل هذا المنصب حالياً \| \| سبقه روجر فيدرير نوفاك دجوكوفيتش \| سلسلة أمريكا المفتوحة 2008 2013 \| تبعه نادال يشغل هذا المنصب حالياً \| \| الجوائز \| \| \| \| سبقه بول هنري ماثيو \| جائزة رابطة المحترفين لأفضل لاعب واعد 2003 \| تبعه فلوريان ماير \| \| سبقه يواكيم يوهانسون \| جائزة رابطة المحترفين للاعب الأكثر تحسناً 2005 \| تبعه نوفاك دجوكوفيتش \| \| سبقه روجر فيدرير دافيد فيرير \| جائزة باجيل الذهبية 2005 2008 2009 \| تبعه روجر فيدرير روبن سودرلينغ \| \| سبقه فرناندو ألونسو رافاييل تروخيو \| جائزة أفضل رياضي في إسبانيا 2006 2008 \| تبعه رافاييل تروخيو تشافي هيرنانديز \| \| سبقه روجر فيدرير روجر فيدرير \| جائزة الاتحاد الدولي لبطل العالم 2008 \| تبعه روجر فيدرير نوفاك دجوكوفيتش \| \| سبقه روجر فيدرير روجر فيدرير نوفاك دجوكوفيتش \| جائزة رابطة المحترفين للاعب الأفضل خلال الموسم 2008 2010 2013 \| تبعه نادال يشغل هذا المنصب حالياً \| \| سبقه مايكل شوماخر \| جائزة أمير أستورياس 2008 \| تبعه يلينا ايزينبايفا \| \| سبقه روجر فيدرير \| جائزة ستيفان إدبرغ للروح الرياضية 2010 \| تبعه روجر فيدرير \| \| سبقه يوسين بولت \| جائزة بي بي سي لأفضل شخصية رياضية 2010 \| تبعه نوفاك دجوكوفيتش \| \| سبقه يوسين بولت \| جائزة مجلة ليكيب لبطل الأبطال 2010 2013 \| تبعه نادال يشغل هذا المنصب حالياً \| \| سبقه يوسين بولت \| جائزة لوريوس العالمية لأفضل رياضي في العالم خلال السنة 2011 \| تبعه نوفاك دجوكوفيتش \| \| سبقه روجر فيدرير \| جائزة إي اس بي واي لأفضل لاعب تنس 2011 \| تبعه نوفاك دجوكوفيتش \| \| سبقه روهان بوبانا & عصام الحق قريشي \| جائزة آرثر آش الإنسانية 2011 \| تبعه نوفاك دجوكوفيتش \| \| سبقه تومي هاس \| جائزة رابطة المحترفين لأفضل عودة 2013 \| تبعه نادال يشغل هذا المنصب حالياً \| |                                                                                              |                                     |
| مناصب رياضية |                                                                                              |                                     |
| سبقه روجر فيدرير روجر فيدرير نوفاك دجوكوفيتش | المصنف رقم 1 عالمياً 18 اغسطس 2008 – 6 يوليو 2009 7 يونيو 2010 – 4 يوليو 2011 7 اكتوبر 2013 – | تبعه نادال يشغل هذا المنصب حالياً    |
| سبقه روجر فيدرير نوفاك دجوكوفيتش | سلسلة أمريكا المفتوحة 2008 2013                                                              | تبعه نادال يشغل هذا المنصب حالياً    |
| الجوائز |                                                                                              |                                     |
| سبقه بول هنري ماثيو | جائزة رابطة المحترفين لأفضل لاعب واعد 2003                                                   | تبعه فلوريان ماير                   |
| سبقه يواكيم يوهانسون | جائزة رابطة المحترفين للاعب الأكثر تحسناً 2005                                                | تبعه نوفاك دجوكوفيتش                |
| سبقه روجر فيدرير دافيد فيرير | جائزة باجيل الذهبية 2005 2008 2009                                                           | تبعه روجر فيدرير روبن سودرلينغ      |
| سبقه فرناندو ألونسو رافاييل تروخيو | جائزة أفضل رياضي في إسبانيا 2006 2008                                                        | تبعه رافاييل تروخيو تشافي هيرنانديز |
| سبقه روجر فيدرير روجر فيدرير | جائزة الاتحاد الدولي لبطل العالم 2008                                                        | تبعه روجر فيدرير نوفاك دجوكوفيتش    |
| سبقه روجر فيدرير روجر فيدرير نوفاك دجوكوفيتش | جائزة رابطة المحترفين للاعب الأفضل خلال الموسم 2008 2010 2013                                | تبعه نادال يشغل هذا المنصب حالياً    |
| سبقه مايكل شوماخر | جائزة أمير أستورياس 2008                                                                     | تبعه يلينا ايزينبايفا               |
| سبقه روجر فيدرير | جائزة ستيفان إدبرغ للروح الرياضية 2010                                                       | تبعه روجر فيدرير                    |
| سبقه يوسين بولت | جائزة بي بي سي لأفضل شخصية رياضية 2010                                                       | تبعه نوفاك دجوكوفيتش                |
| سبقه يوسين بولت | جائزة مجلة ليكيب لبطل الأبطال 2010 2013                                                      | تبعه نادال يشغل هذا المنصب حالياً    |
| سبقه يوسين بولت | جائزة لوريوس العالمية لأفضل رياضي في العالم خلال السنة 2011                                  | تبعه نوفاك دجوكوفيتش                |
| سبقه روجر فيدرير | جائزة إي اس بي واي لأفضل لاعب تنس 2011                                                       | تبعه نوفاك دجوكوفيتش                |
| سبقه روهان بوبانا & عصام الحق قريشي | جائزة آرثر آش الإنسانية 2011                                                                 | تبعه نوفاك دجوكوفيتش                |
| سبقه تومي هاس | جائزة رابطة المحترفين لأفضل عودة 2013                                                        | تبعه نادال يشغل هذا المنصب حالياً    |
| - ع - ن - ت رافاييل نادال    | - ع - ن - ت رافاييل نادال |
| ---------------------------- | --- |
| أقارب                        | - ميغيل أنخل نادال (العم) - توني نادال (العم والمدرب)                                                                              |
| المسيرة الإحترافية           | - الإنجازات والأرقام القياسية - إحصائيات المسيرة الإحترافية - التنافس مع روجر فيدرير - التنافس مع نوفاك دجوكوفيتش - الأربعة الكبار |
| إنجازات كبيرة                | - 46 فوز متتالي في بطولة مونتي كارلو للأساتذة                                                                                      |
| مباريات ملحمية               | - نهائي بطولة ويمبدلون 2008 - نهائي بطولة أستراليا المفتوحة 2012 - نصف نهائي بطولة فرنسا المفتوحة 2013                             |
| مباريات استعراضية            | - معركة الأسطح - مباراة لأطفال إفريقيا (كرة مضرب)                                                                                  |
| المواسم                      | - 2007 - 2008 - 2009 - 2010 - 2011 - 2012 - 2013 - 2014                                                                            |
| ألقاب أستراليا المفتوحة      | - 2009 |
| ألقاب فرنسا المفتوحة         | - 2005 - 2006 - 2007 - 2008 - 2010 - 2011 - 2012 - 2013                                                                            |
| ألقاب ويمبلدون               | - 2008 - 2010 |
| ألقاب أمريكا المفتوحة        | - 2010 - 2013 |
| الميدالية الأولمبية الذهبية  | - 2008 |
| الموقع الرسمي لرافاييل نادال | |

| - ع - ن - ت أبطال أستراليا المفتوحة - فردي رجال | - ع - ن - ت أبطال أستراليا المفتوحة - فردي رجال |
| --- | ----------------------------------------------- |
| - (1969) رود ليفر - (1970) أرثر أش - (1971) كين روزوول - (1972) كين روزوول - (1973) جون نيوكومب - (1974) جيمي كونرز - (1975) جون نيوكومب - (1976) مارك إدموندسون - (1977 (يناير)) روسكو تانر - (1977 (ديسمبر)) فيتاس غيرولايتيس - (1978) فيتاس غيرولايتيس - (1979) فيتاس غيرولايتيس - (1980) براين تيتشر - (1981) يوهان كريك - (1982) يوهان كريك - (1983) ماتس ويلندر - (1984) ماتس ويلندر - (1985) ستيفان إدبرغ - (1986) لم تقام - (1987) ستيفان إدبرغ - (1988) ماتس ويلندر - (1989) إيفان ليندل - (1990) إيفان ليندل - (1991) بورس بيكر - (1992) جيم كورير - (1993) جيم كورير - (1994) بيت سامبراس - (1995) أندريه أغاسي - (1996) بورس بيكر - (1997) بيت سامبراس - (1998) بيتر كوردا - (1999) يفغيني كافلنيكوف - (2000) أندريه أغاسي - (2001) أندريه أغاسي - (2002) توماس يوهانسون - (2003) أندريه أغاسي - (2004) روجر فيدرير - (2005) مارات سافين - (2006) روجر فيدرير - (2007) روجر فيدرير - (2008) نوفاك دجوكوفيتش - (2009) رافاييل نادال - (2010) روجر فيدرير - (2011) نوفاك دجوكوفيتش - (2012) نوفاك دجوكوفيتش - (2013) نوفاك دجوكوفيتش - (2014) ستان فافرينكا - (2015) نوفاك دجوكوفيتش - (2016) نوفاك دجوكوفيتش - (2017) روجر فيدرير - (2018) روجر فيدرير - (2019) نوفاك دجوكوفيتش - (2020) نوفاك دجوكوفيتش - (2021) نوفاك دجوكوفيتش |                                                 |
| - ع - ن - ت أبطال فرنسا المفتوحة - فردي رجال | - ع - ن - ت أبطال فرنسا المفتوحة - فردي رجال |
| --- | -------------------------------------------- |
| - (1968) كين روزوال - (1969) رود ليفر - (1970) جان كوديش - (1971) جان كوديش - (1972) أندريس خيمينو - (1973) ايلي ناستاسي - (1974) بيورن بورغ - (1975) بيورن بورغ - (1976) أدريانو باناتا - (1977) جييرمو فيلاس - (1978) بيورن بورغ - (1979) بيورن بورغ - (1980) بيورن بورغ - (1981) بيورن بورغ - (1982) ماتس فيلاندر - (1983) يانيك نواه - (1984) إيفان ليندل - (1985) ماتس فيلاندر - (1986) إيفان ليندل - (1987) إيفان ليندل - (1988) ماتس فيلاندر - (1989) مايكل تشانج - (1990) أندريس غوميز - (1991) جيم كورير - (1992) جيم كورير - (1993) سيرجي بروغيرا - (1994) سيرجي بروغيرا - (1995) توماس مولر - (1996) يفغيني كافلنيكوف - (1997) غوستافو كويرتن - (1998) كارلوس مويا - (1999) أندريه أغاسي - (2000) غوستافو كويرتن - (2001) غوستافو كويرتن - (2002) ألبيرت كوستا - (2003) خوان كارلوس فيريرو - (2004) غاستون غاوديو - (2005) رافاييل نادال - (2006) رافاييل نادال - (2007) رافاييل نادال - (2008) رافاييل نادال - (2009) روجر فيدرير - (2010) رافاييل نادال - (2011) رافاييل نادال - (2012) رافاييل نادال - (2013) رافاييل نادال - (2014) رافاييل نادال - (2015) ستان فافرينكا - (2016) نوفاك دجوكوفيتش |                                              |
| - ع - ن - ت أبطال ويمبلدون - فردي رجال | - ع - ن - ت أبطال ويمبلدون - فردي رجال |
| --- | -------------------------------------- |
| - (1968) رود ليفر - (1969) رود ليفر - (1970) جون نيوكومب - (1971) جون نيوكومب - (1972) ستان سميث - (1973) جان كوديش - (1974) جيمي كونرز - (1975) أرثر أش - (1976) بيورن بورغ - (1977) بيورن بورغ - (1978) بيورن بورغ - (1979) بيورن بورغ - (1980) بيورن بورغ - (1981) جون ماكنرو - (1982) جيمي كونرز - (1983) جون ماكنرو - (1984) جون ماكنرو - (1985) بورس بيكر - (1986) بورس بيكر - (1987) بات كاش - (1988) ستيفان إدبرغ - (1989) بورس بيكر - (1990) ستيفان إدبرغ - (1991) مايكل ستيش - (1992) أندريه أغاسي - (1993) بيت سامبراس - (1994) بيت سامبراس - (1995) بيت سامبراس - (1996) ريتشارد كرايتشك - (1997) بيت سامبراس - (1998) بيت سامبراس - (1999) بيت سامبراس - (2000) بيت سامبراس - (2001) غوران إيفانيسيفيش - (2002) ليتون هيويت - (2003) روجر فيدرير - (2004) روجر فيدرير - (2005) روجر فيدرير - (2006) روجر فيدرير - (2007) روجر فيدرير - (2008) رافاييل نادال - (2009) روجر فيدرير - (2010) رافاييل نادال - (2011) نوفاك دجوكوفيتش - (2012) روجر فيدرير - (2013) أندي موراي - (2014) نوفاك دجوكوفيتش - (2015) نوفاك دجوكوفيتش - (2016) أندي موراي |                                        |
| \| فردي رجال \| زوجي رجال \| فردي سيدات \| زوجي سيدات \| \| 1. رافاييل نادال 2. روجر فيدرير 3. ألكسندر زفيريف 4. ▲ خوان مارتن ديل بوترو 5. ▼ مارين سيليتش 6. ▼ غريغور ديمتروف 7. ▲ دومينيك ثيم 8. ▼ كيفن أندرسون 9. ديفيد جوفان 10. ▼ جون إيسنر \| 1. ماتي بافيتش 2. ▲ أوليفر ماراش 3. ▼ أوكاش كوبوت 4. ▼ مارسيلو ميلو 5. بوب براين 6. ▼ مايك براين 7. جون بييرز 8. هنري كونتينين 9. ▲ نيكولا مايو 10. ▲ بيار هوغو هربرت \| 1. سيمونا هاليب 2. كارولين فوزنياكي 3. غاربيني موغوروزا 4. ▲ سلون ستيفنز 5. ▼ يلينا سفيتولينا 6. ▲ كارولين غارسيا 7. ▼ كارولينا بلسكوفا 8. بيترا كفيتوفا 9. فينوس ويليامز 10. ▲ ماديسون كيز \| 1. ▲ إيلينا فيسنينا 2. ▲ إيكاترينا ماكاروفا 3. ▼ تشان ينغ جان 4. تيميا بابوش 5. ▲ أندريا هلافسكوفا 6. ▲ كاترينا سينياكوفا 7. باربورا ستريكوفا 8. كريستينا ملادينوفيتش 9. ▼ أشلي بارتي 10. ▲ تشان هاو تشينغ \| | | | |
| فردي رجال | زوجي رجال | فردي سيدات | زوجي سيدات |
| 1. رافاييل نادال 2. روجر فيدرير 3. ألكسندر زفيريف 4. ▲ خوان مارتن ديل بوترو 5. ▼ مارين سيليتش 6. ▼ غريغور ديمتروف 7. ▲ دومينيك ثيم 8. ▼ كيفن أندرسون 9. ديفيد جوفان 10. ▼ جون إيسنر | 1. ماتي بافيتش 2. ▲ أوليفر ماراش 3. ▼ أوكاش كوبوت 4. ▼ مارسيلو ميلو 5. بوب براين 6. ▼ مايك براين 7. جون بييرز 8. هنري كونتينين 9. ▲ نيكولا مايو 10. ▲ بيار هوغو هربرت | 1. سيمونا هاليب 2. كارولين فوزنياكي 3. غاربيني موغوروزا 4. ▲ سلون ستيفنز 5. ▼ يلينا سفيتولينا 6. ▲ كارولين غارسيا 7. ▼ كارولينا بلسكوفا 8. بيترا كفيتوفا 9. فينوس ويليامز 10. ▲ ماديسون كيز | 1. ▲ إيلينا فيسنينا 2. ▲ إيكاترينا ماكاروفا 3. ▼ تشان ينغ جان 4. تيميا بابوش 5. ▲ أندريا هلافسكوفا 6. ▲ كاترينا سينياكوفا 7. باربورا ستريكوفا 8. كريستينا ملادينوفيتش 9. ▼ أشلي بارتي 10. ▲ تشان هاو تشينغ |
| - ع - ن - ت الفائزون بجائزة أفضل رياضي في إسبانيا | - ع - ن - ت الفائزون بجائزة أفضل رياضي في إسبانيا |
| --- | ------------------------------------------------- |
| - جوسيب مارين سوسبيدرا (1982) - خوان أنطونيو كوربالان (1983) - خوسيه مانويل أباسكال (1984) - José Amengual (1985) - خوسيه لويس غونثاليث سانتشيث (1986) - خورخي مارتينيز (1987) - José Doreste (1988) - مانويل بيريرا (1989) - كارلوس ساينز (1990) - مارتين لوبيث ثوبيرو (1991) - ميغيل إندوراين (1992) - خيسوس أنخيل غارثيا براغادو and فالينتي ماسانا (1993) - خوسي ماريا أولزابال (1994) - ميغيل إندوراين (1995) - فرمين كاتشو (1996) - جوان يانيراس (1997) - أليكس كوريتخا (1998) - أبيل أنطون (1999) - جوان يانيراس and جيرفاسيو ديفير (2000) - باو جاسول (2001) - ألبيرتو غارثيا فيرنانديث (2002) - خوان كارلوس فيريرو (2003) - دافيد كال (2004) - فرناندو ألونسو (2005) - رافاييل نادال (2006) - رافاييل تروخيو فيار (2007) - رافاييل نادال (2008) - تشافي هيرنانديز (2009) - خورخي لورنزو (2010) - خوان كارلوس نافارو (2011) - جويل غونثاليث (2012) - فرانثيسكو خافيير غوميث نويا (2013) - مارك ماركيث (2014) - خافيير فرنانديز (2015) - ساؤول كرافيوتو (2016) - رافاييل نادال (2017) - Regino Hernández وأليخاندرو بالبيردي (2018) |                                                   |
| ضبط استنادي | ضبط استنادي |
| ----------- | --- |
| دولية       | - الاسم المعياري الدولي (ISNI) - ملف الضبط الاستنادي الافتراضي الدَّولي (VIAF) - المُعرِّف مُتعدِّد الأوجه (FAST) - مركز المكتبة الرقمية على الإنترنت (WC Entities) |
| وطنية       | - الملف الاستنادي المتكامِل (GND) - مكتبة الكونغرس (LCNAF) - المكتبة الوطنية الفرنسية (BnF) - مكتبة البرلمان القومي الياباني (NDL) - المكتبة الوطنية الإيطالية (SBN) - قاعدة البيانات الوطنية التشيكية (NLCR AUT) - المكتبة القومية الإسبانية (BNE) - المكتبة القومية البرتغالية (PTBNP) - المَكنز الوطني للمؤلِّفين (NTA) - نظام الضبط الاستنادي النرويجي (BIBSYS) - مكتبة لاتفيا الوطنية (LNB) - المكتبة القومية في بولندا (NLP) - المكتبة الوطنية القطلونية (CANTIC) |
| تراجم       | - المكتبة الألمانية الرقمية (DDB) |
| أخرى        | - النظام الجامعي للتوثيق (IdRef) - 1 - 2 |
| أربع انتصارات                                      | أربع انتصارات |
| -------------------------------------------------- | ------------- |
| - 1938: دون بادج - 1962: رود ليفر - 1969: رود ليفر |               |

| ثلاث انتصارات | ثلاث انتصارات |
| --- | ------------- |
| - 1933: جاك كراوفورد (AC&FC&WI) - 1934: فريد بيري (AC&WI&US) - 1955: توني ترابيرت (FO&WI&US) - 1956: ليو هود (AO&FO&WI) - 1958: أشلي كوبر (AC&WI&US) - 1964: روي إيمرسون (AC&WI&US) - 1974: جيمي كونورز (AO&WI&US) - 1988: ماتس فيلاندر (AO&FO&US) - 2004: روجر فيدرير (AO&WI&US) - 2006: روجر فيدرير (AO&WI&US) - 2007: روجر فيدرير (AO&WI&US) - 2010: رافاييل نادال (FO&WI&US) - 2011: نوفاك دجوكوفيتش (AO&WI&US) |               |

| انتصارين | انتصارين |
| --- | -------- |
| - 1903: لاورينس دوهيرتي (WI&US) - 1920: بيل تيلدن (WI&US) - 1921: بيل تيلدن (WI&US) - 1925: رينيه لاكوست (FC&WI) - 1927: رينيه لاكوست (FC&US) - 1928: هينري كوشيت (FC&US) - 1932: إيلسورث فينس (WI&US) - 1935: فريد بيري (FC&WI) - 1936: فريد بيري (WI&US) - 1937: دون بادج (WI&US) - 1939: بوبي ريغز (WI&US) - 1947: جاك كرامر (WI&US) - 1950: بادج باتي (FC&WI) - 1951: ديك سافيت (AC&WI)) - 1952: فرانك سيدغمان (WI&US) - 1953: كين روزوال (AC&FO) - 1959: أليكس اولميدو (AC&WI) - 1960: نيلي فرايزر (WI&US) - 1961: روي إيمرسون (AC&US) - 1963: روي إيمرسون (AC&FC) - 1965: روي إيمرسون (AC&WI) - 1967: روي إيمرسون (AC&FC) - 1967: جون نيوكومب (WI&US) - 1973: جون نيوكومب (AO&US) - 1977: جييرمو فيلاس (FO&US) - 1978: بيورن بورغ (FO&WI) - 1979: بيورن بورغ (FO&WI) - 1980: بيورن بورغ (FO&US) - 1981: جون ماكنرو (WI&US) - 1982: جيمي كونورز (WI&US) - 1984: جون ماكنرو (WI&US) - 1986: ايفان ليندل (FO&US) - 1987: ايفان ليندل (FO&US) - 1989: بوريس بيكر (WI&US) - 1992: جيم كورير (AO&FO) - 1993: بيت سامبراس (WI&US) - 1994: بيت سامبراس (AO&WI) - 1995: بيت سامبراس (WI&US) - 1997: بيت سامبراس (AO&WI) - 1999: أندريه أغاسي (FO&US) - 2005: روجر فيدرير (WI&US) - 2008: رافاييل نادال (FO&WI) - 2009: روجر فيدرير (FO&WI) - 2013: رافاييل نادال (FO&US) |          |
| إنديان ويلز للماسترز | إنديان ويلز للماسترز |
| --- | -------------------- |
| - 1990: بوريس بيكر/غاي فورغيت - 1991: جيم كورير/خافير سانشيز - 1992: ستيف ديفرايس/دافيد ماكفيرسون - 1993: غاي فورغيت/هينري ليكونت - 1994: غرانت كونيل/باتريك غالبرايث - 1995: تومي هو/بريت ستيفن - 1996: تود وودبريدج/مارك وودفورد - 1997: مارك نولز/دانييل نيستور - 1998: يوناس بوركمان/باتريك رافتر - 1999: واين بلاك/ساندون ستول - 2000: أليكس اوبراين/جاريد بالمر - 2001: واين فيريرا/يفغيني كافلينكوف - 2002: مارك نولز/دانييل نيستور - 2003: واين فيريرا/يفغيني كافلينكوف - 2004: أرنو كليمونت/سيباستيان غروجون - 2005: مارك نولز/دانييل نيستور - 2006: مارك نولز/دانييل نيستور - 2007: مارتين دام/ليندر بايس - 2008: جوناثان إيرليخ/أندي رام - 2009: ماردي فيش/أندي روديك - 2010: مارك لوبيز/رافاييل نادال - 2011: ألكسندر دولغوبولوف/اكزافييه امليس - 2012: مارك لوبيز/رافاييل نادال - 2013: بوب براين/مايك براين - 2014: بوب براين/مايك براين |                      |

| ميامي للماسترز | ميامي للماسترز |
| --- | -------------- |
| - 1990: ريك ليش/جيم بو - 1991: واين فيريرا/بيت نورفال - 1992: كين فلاش/تود ويتسكين - 1993: ريتشارد كراجيك/جان سيمرينك - 1994: جاكو إيلتاين/بول هارهيوس - 1995: تود وودبريدج/مارك وودفورد - 1996: تود وودبريدج/مارك وودفورد - 1997: تود وودبريدج/مارك وودفورد - 1998: إيليس فيريرا/ريك لييش - 1999: واين بلاك/ساندون ستول - 2000: تود وودبريدج/مارك وودفورد - 2001: جيري نوفاك/دافيد ريكل - 2002: مارك نولز/دانييل نيستور - 2003: روجر فيدرير/ماكس ميرني - 2004: واين بلاك/كيفن اولييت - 2005: يوناس بوركمان/ماكس ميرني - 2006: يوناس بوركمان/ماكس ميرني - 2007: بوب براين/مايك براين - 2008: بوب براين/مايك براين - 2009: ماكس ميرني/أندي رام - 2010: لوكاس دلوهي/ليندر بايس - 2011: ماهيش بوباتي/ليندر بايس - 2012: ليندر بايس/راديك ستيبانيك - 2013: عصام الحق قريشي/جان جوليان روجر |                |

| مونتي كارلو للماسترز | مونتي كارلو للماسترز |
| --- | -------------------- |
| - 1990: بيتر كوردا/توماس شميد - 1991: لوك ينسين/لاوري واردر - 1992: بوريس بيكر/مايكل ستيش - 1993: ستيفان إدبرغ/بيتر كوردا - 1994: نيكولاس كولتي/ماجنوس نورمان - 1995: جاكو إيلتاين/بول هارهيوس - 1996: إيليس فيريرا/جان سيميرينك - 1997: دونالد جوهانسون/فرانشيسكو مونتانا - 1998: جاكو إيلتاين/بول هارهيوس - 1999: اولييفه ديلايتري/تيم هينمان - 2000: واينف فيريرا/يفغيني كافلينكوف - 2001: يوناس بوركمان/تود وودبريدج - 2002: يوناس بوركمان/تود وودبريدج - 2003: ماهيش بوباتي/ماكس ميرني - 2004: تيم هينمان/نيناد زيمونيتش - 2005: تيم هينمان/نيناد زيمونيتش - 2006: يوناس بوركمان/ماكس ميرني - 2007: بوب براين/مايك براين - 2008: رافاييل نادال/تومي روبريدو - 2009: دانييل نيستور/نيناد زيمونيتش - 2010: دانييل نيستور/نيناد زيمونيتش - 2011: بوب براين/مايك براين - 2012: بوب براين/مايك براين - 2013: جوليان بينيتو/نيناد زيمونيتش |                      |
| إنديان ويلز للماسترز | إنديان ويلز للماسترز |
| --- | -------------------- |
| - 1990: ستيفان إدبرغ - 1991: جيم كورير - 1992: مايكل تشانج - 1993: جيم كورير - 1994: بيت سامبراس - 1995: بيت سامبراس - 1996: مايكل تشانج - 1997: مايكل تشانج - 1998: مارسيلو ريوس - 1999: مارك فيليبوسيوس - 2000: اليكس كوريتخا - 2001: أندريه أغاسي - 2002: ليتون هيويت - 2003: ليتون هيويت - 2004: روجر فيدرير - 2005: روجر فيدرير - 2006: روجر فيدرير - 2007: رافاييل نادال - 2008: نوفاك دجوكوفيتش - 2009: رافاييل نادال - 2010: ايفان ليوبيسيتش - 2011: نوفاك دجوكوفيتش - 2012: روجر فيدرير - 2013: رافاييل نادال - 2014: نوفاك دجوكوفيتش |                      |

| ميامي للماسترز | ميامي للماسترز |
| --- | -------------- |
| - 1990: أندريه أغاسي - 1991: جيم كورير - 1992: مايكل تشانج - 1993: بيت سامبراس - 1994: بيت سامبراس - 1995: أندريه أغاسي - 1996: أندريه أغاسي - 1997: توماس مولر - 1998: مارسيلو ريوس - 1999: ريتشارد كرايتشك - 2000: بيت سامبراس - 2001: أندريه أغاسي - 2002: أندريه أغاسي - 2003: أندريه أغاسي - 2004: أندي روديك - 2005: روجر فيدرير - 2006: روجر فيدرير - 2007: نوفاك دجوكوفيتش - 2008: نيكولاي دافيدينكو - 2009: أندي موراي - 2010: أندي روديك - 2011: نوفاك دجوكوفيتش - 2012: نوفاك دجوكوفيتش - 2013: أندي موراي |                |

| مونتي كارلو للماسترز | مونتي كارلو للماسترز |
| --- | -------------------- |
| - 1990: أندريه شيسنوكوف - 1991: سيرجي بروغيرا - 1992: توماس مولر - 1993: سيرجي بروغيرا - 1994: أندري ميدفيدف - 1995: توماس مولر - 1996: توماس مولر - 1997: مارسيلو ريوس - 1998: كارلوس مويا - 1999: غوستافو كويرتن - 2000: كادريك بيوليني - 2001: غوستافو كويرتن - 2002: خوان كارلوس فيريرو - 2003: خوان كارلوس فيريرو - 2004: غييرمو كوريا - 2005: رافاييل نادال - 2006: رافاييل نادال - 2007: رافاييل نادال - 2008: رافاييل نادال - 2009: رافاييل نادال - 2010: رافاييل نادال - 2011: رافاييل نادال - 2012: رافاييل نادال - 2013: نوفاك دجوكوفيتش |                      |

| هامبورغ/مدريد للماسترز | هامبورغ/مدريد للماسترز |
| --- | ---------------------- |
| - 1990: خوان أجوليرا - 1991: كاريل نوفاك - 1992: ستيفان إدبرغ - 1993: مايكل ستيش - 1994: أندري ميدفيدف - 1995: أندري ميدفيدف - 1996: روبيرتو كاريتيرو - 1997: أندري ميدفيدف - 1998: ألبيرت كوستا - 1999: مارسيلو ريوس - 2000: غوستافو كويرتن - 2001: ألبيرت بورتاس - 2002: روجر فيدرير - 2003: غييرمو كوريا - 2004: روجر فيدرير - 2005: روجر فيدرير - 2006: تومي روبريدو - 2007: روجر فيدرير - 2008: رافاييل نادال - 2009: روجر فيدرير - 2010: رافاييل نادال - 2011: نوفاك دجوكوفيتش - 2012: روجر فيدرير - 2013: رافاييل نادال |                        |

| روما للماسترز | روما للماسترز |
| --- | ------------- |
| - 1990: توماس مولر - 1991: إيميليو سانشيز - 1992: جيم كورير - 1993: جيم كورير - 1994: بيت سامبراس - 1995: توماس مولر - 1996: توماس مولر - 1997: أليكس كوريتخا - 1998: مارسيلو ريوس - 1999: غوستافو كويرتن - 2000: ماجنوس نورمان - 2001: خوان كارلوس فيريرو - 2002: أندريه أغاسي - 2003: فيليكس مانتيلا - 2004: كارلوس مويا - 2005: رافاييل نادال - 2006: رافاييل نادال - 2007: رافاييل نادال - 2008: نوفاك دجوكوفيتش - 2009: رافاييل نادال - 2010: رافاييل نادال - 2011: نوفاك دجوكوفيتش - 2012: رافاييل نادال - 2013: رافاييل نادال |               |

| كندا للماسترز | كندا للماسترز |
| --- | ------------- |
| - 1990: مايكل تشانج - 1991: أندريه شيسنوكوف - 1992: أندريه أغاسي - 1993: ميكايل برينفورس - 1994: أندريه أغاسي - 1995: أندريه أغاسي - 1996: واين فيريرا - 1997: كريس وودروف - 1998: باتريك رافتر - 1999: توماس يوهانسون - 2000: مارات سافين - 2001: أندري بافل - 2002: غييرمو كانياس - 2003: أندي روديك - 2004: روجر فيدرير - 2005: رافاييل نادال - 2006: روجر فيدرير - 2007: نوفاك دجوكوفيتش - 2008: رافاييل نادال - 2009: أندي موراي - 2010: أندي موراي - 2011: نوفاك دجوكوفيتش - 2012: نوفاك دجوكوفيتش - 2013: رافاييل نادال |               |

| سنسيناتي للماسترز | سنسيناتي للماسترز |
| --- | ----------------- |
| - 1990: ستيفان إدبرغ - 1991: غاي فورغيت - 1992: بيت سامبراس - 1993: مايكل تشانج - 1994: مايكل تشانج - 1995: أندريه أغاسي - 1996: أندريه أغاسي - 1997: بيت سامبراس - 1998: باتريك رافتر - 1999: بيت سامبراس - 2000: توماس إينكفيست - 2001: غوستافو كويرتن - 2002: كارلوس مويا - 2003: أندي روديك - 2004: أندريه أغاسي - 2005: روجر فيدرير - 2006: أندي روديك - 2007: روجر فيدرير - 2008: أندي موراي - 2009: روجر فيدرير - 2010: روجر فيدرير - 2011: أندي موراي - 2012: روجر فيدرير - 2013: رافاييل نادال |                   |

| مدريد للماسترز/شانغهاي للماسترز | مدريد للماسترز/شانغهاي للماسترز |
| --- | ------------------------------- |
| - 1990: بوريس بيكر - 1991: بوريس بيكر - 1992: غوران إيفانيسيفيش - 1993: مايكل ستيش - 1994: بوريس بيكر - 1995: توماس مولر - 1996: بوريس بيكر - 1997: بيتر كودرا - 1998: ريتشارد كرايتشك - 1999: توماس إينكفيست - 2000: واين فيريرا - 2001: تومي هاس - 2002: أندريه أغاسي - 2003: خوان كارلوس فيريرو - 2004: مارات سافين - 2005: رافاييل نادال - 2006: روجر فيدرير - 2007: ديفيد نالبانديان - 2008: أندي موراي - 2009: نيكولاي دافيدينكو - 2010: أندي موراي - 2011: أندي موراي - 2012: نوفاك دجوكوفيتش - 2013: نوفاك دجوكوفيتش |                                 |

| باريس للماسترز | باريس للماسترز |
| --- | -------------- |
| - 1990: ستيفان إدبرغ - 1991: غاي فورغيت - 1992: بوريس بيكر - 1993: غوران إيفانيسيفيش - 1994: أندريه أغاسي - 1995: بيت سامبراس - 1996: توماس إينكفيست - 1997: بيت سامبراس - 1998: غريج روسيديسكي - 1999: أندريه أغاسي - 2000: مارات سافين - 2001: سيباستيان غروجون - 2002: مارات سافين - 2003: تيم هينمان - 2004: مارات سافين - 2005: توماس بيرديتش - 2006: نيكولاي دافيدينكو - 2007: ديفيد نالبانديان - 2008: جو ويلفرد تسونجا - 2009: نوفاك دجوكوفيتش - 2010: روبن سودرلينغ - 2011: روجر فيدرير - 2012: دافيد فيرير - 2013: نوفاك دجوكوفيتش |                |